# Трос

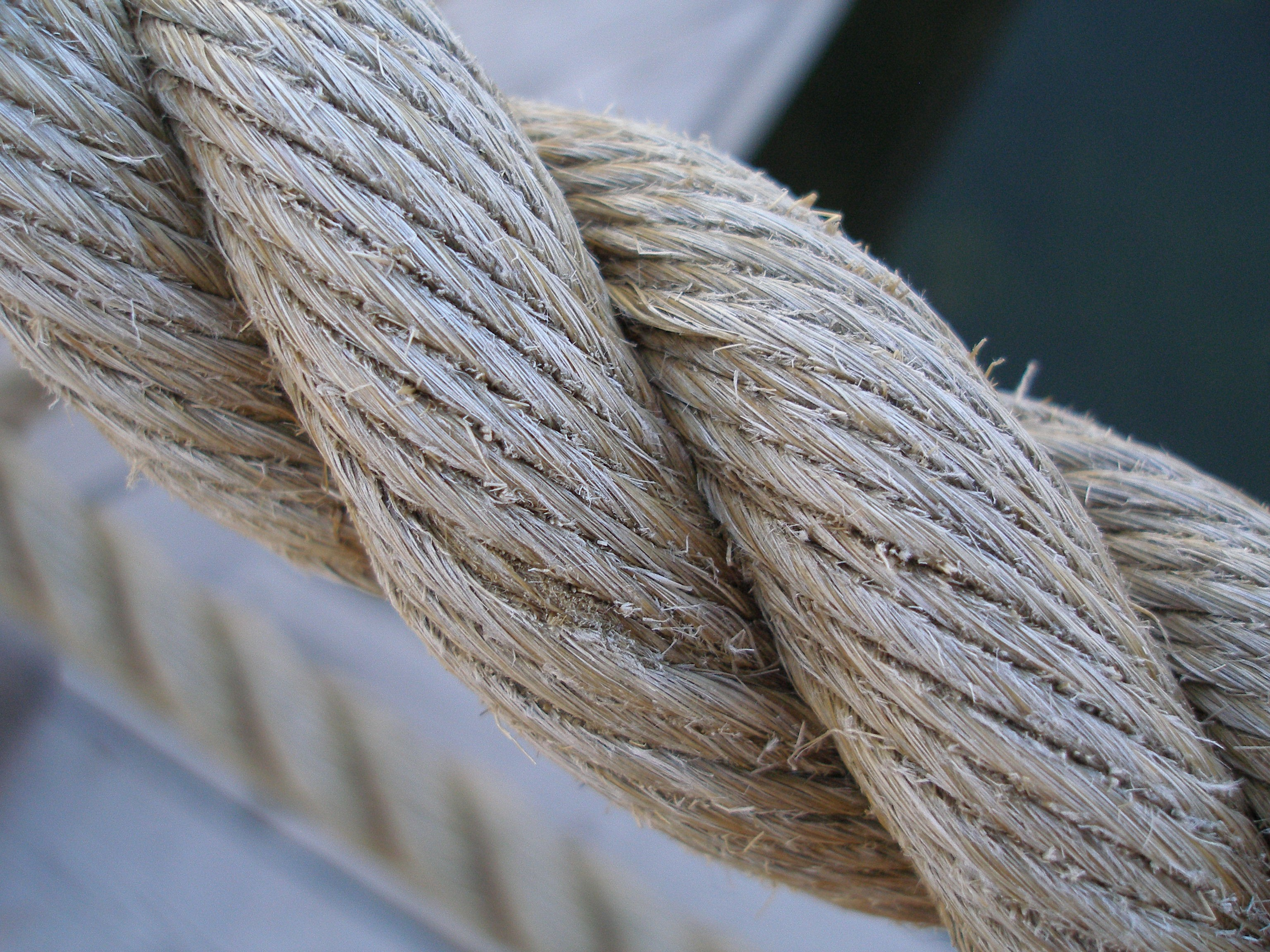
Трёхпрядный растительный швартовый канат

Трос (через нидерл. tros, от фр. trousse, от глагола trousser — «крутить», лат. tortiare), также морск. жаргон. коне́ц — витое (или кручёное) из синтетических (или стальных, смешанных) прядей, похожее на верёвку изделие.
Верёвка (устар. вервь, ве́рвие, воро́вина, ужи́ще) — самое общее название свитой в несколько прядей толстой нити (обычно пеньковой); каждую прядь скручивают сначала отдельно из ка́болки, а затем 3, иногда 4 пряди скручивают вместе. Кроме пеньковой веревки бывают: моча́льные, из грив и хвостов с шерстью, турецкие бумажные, китайские шёлковые, травяные, кокосовые и из других волокон и жил. Термин «веревка» у моряков заменяется в зависимости от назначения и толщины на: тонкая веревка — «линь»; толще линя — «фал», «конец», «трос»; верёвка на судне — «снасть»; самая толстая — «ка́бельтов, пе́рлинь»; якорная верёвка — «кана́т»; «бегучий» конец снасти — «лопарь»
Кана́т (от греч. κανάτι) — синоним троса. Гибкое изделие, изготовленное из стальной проволоки, нитей, пряжи растительного, синтетического или минерального происхождения происхождения. Трос кабельной работы окружностью более 350мм.Слово также употребляют по отношению к более толстому тросу сравнительно с тонкими верёвками.

## История
Въ эпоху Гомера для кораблей употребляли канаты, скрученные изъ полосокъ бычачьей кожи, или же веревки изъ стеблей папируса. Позже подходящий материалъ нашли в испанском ковыль — росшей преимущественно въ Испании. Также у кельтовъ во времена Цезаря употреблялись кожаные паруса и по всей вероятности такиеже же канаты; Нормандцы вырезали ихъ изъ тюленьихъ шкурь. Германцы, жившие на материке, и славяне часто употребляли для этого кору липы; еще раньше вили канаты изъ древесныхъ ветвей — «виц», какъ теперь это делается для плотовъ. Германцы и массагеты совершенно такъ же делали материи на платья изъ липовой коры, какъ новозеландцы изъ своего льна (phormium), но она употреблялась преимущественно для выделки веревокъ. Все эти материалы были мало-по-малу вытеснены коноплей.
Веревки были известны в Египте еще в Бадарийский период. Образцы веревок этого периода сделаны из тростника. Начиная с 1 династии на изготовление веревок идут лен и трава. Но чаще для изготовления веревок в Древнем Египте применялось пальмовое волокно.

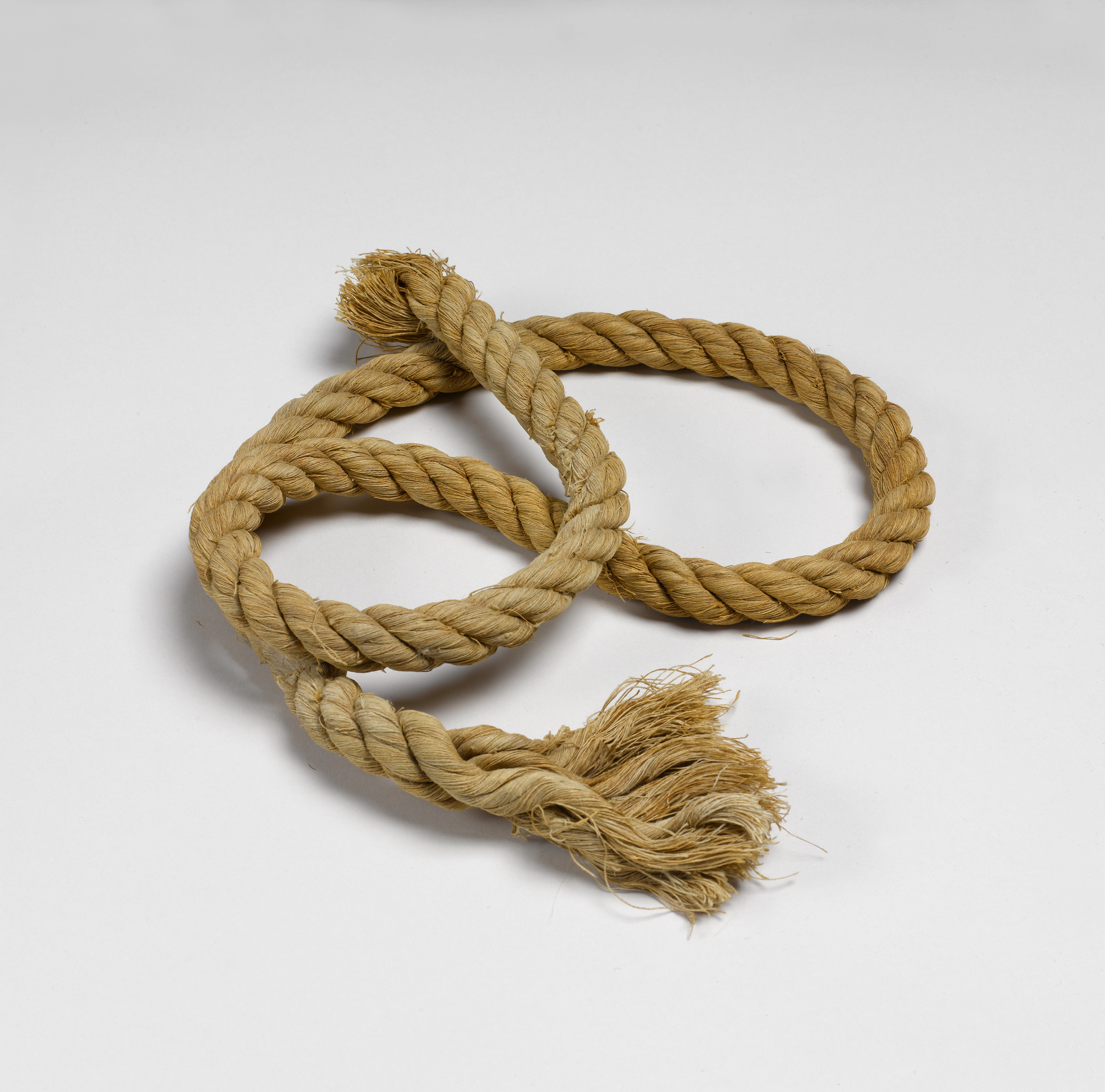
Лён египетский, среднее царство, Метрополитен-музей
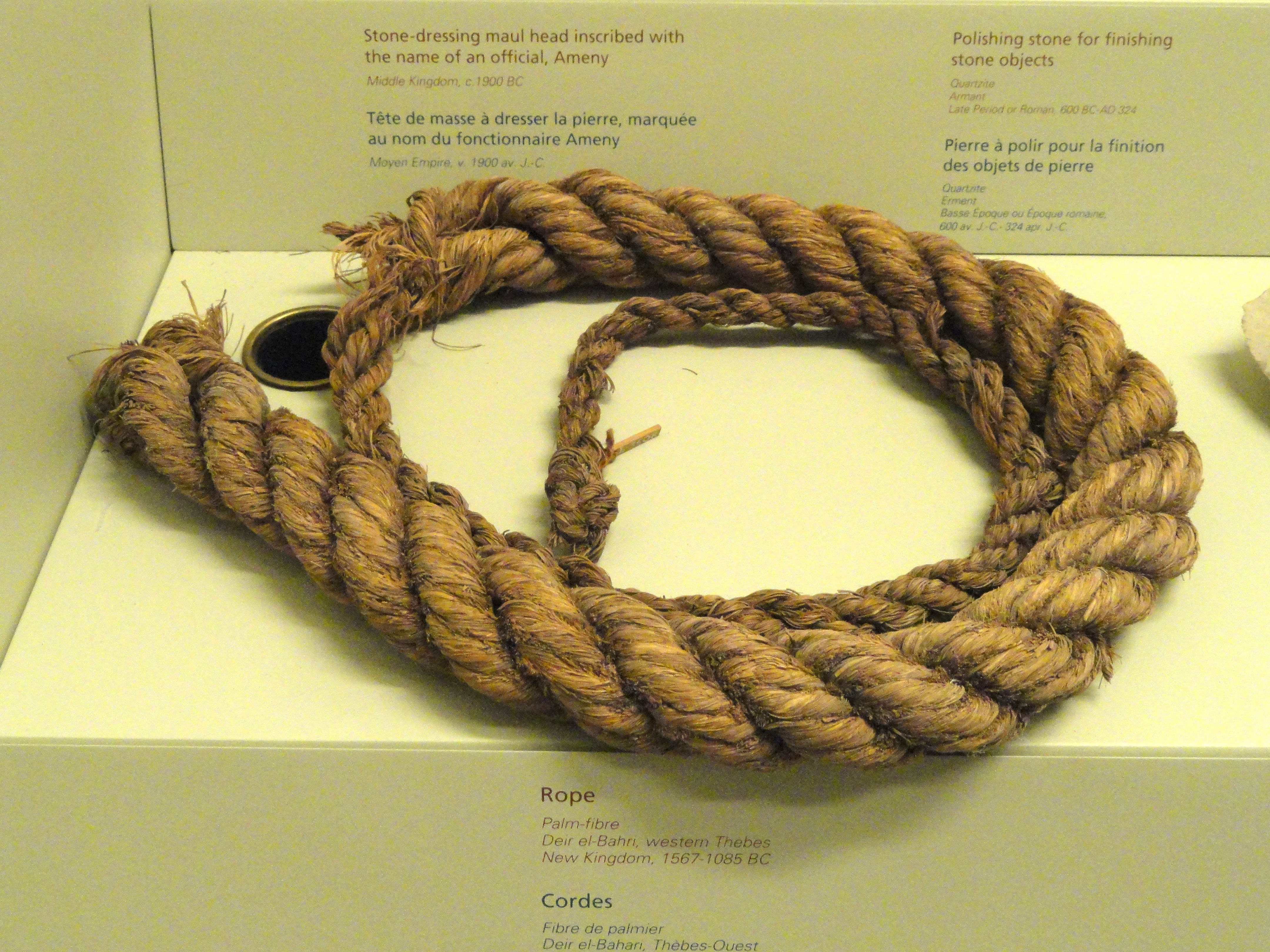
Пальмовая веревка 2-е тысячелетие до н. э., Королевский музей Онтарио
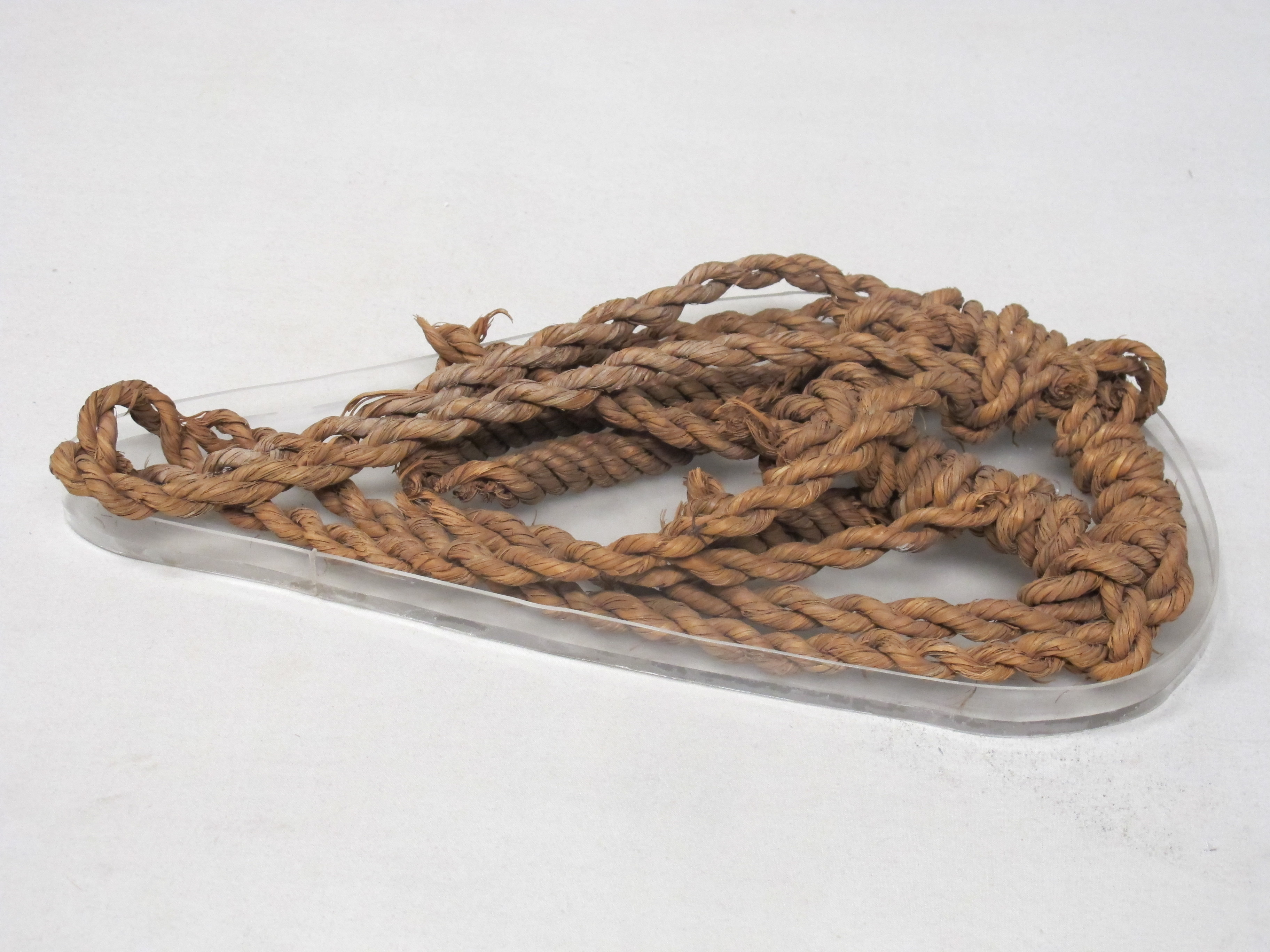
Тростниковая веревка XXI-XVII век до н. э, Метрополитен-музей
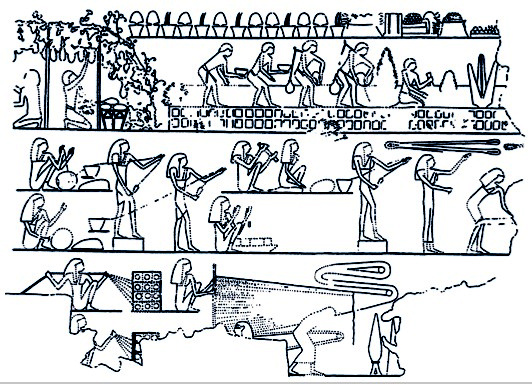
Древнеегипетское произведение искусства, изображающее изготовление веревки механическим способом
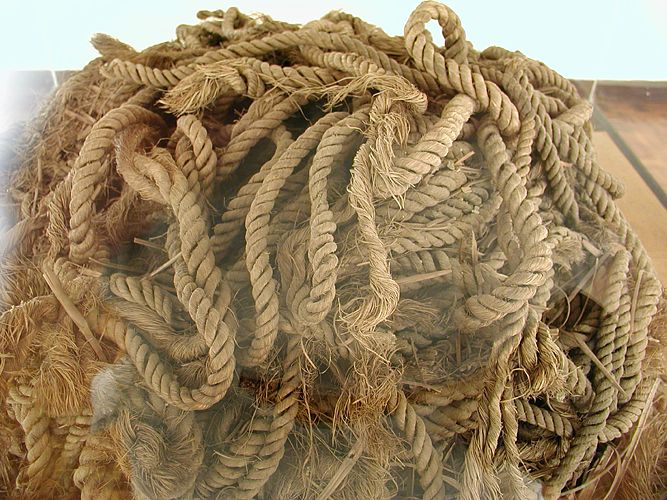
веревка, обнаруженная на корабле Солнечные ладьи
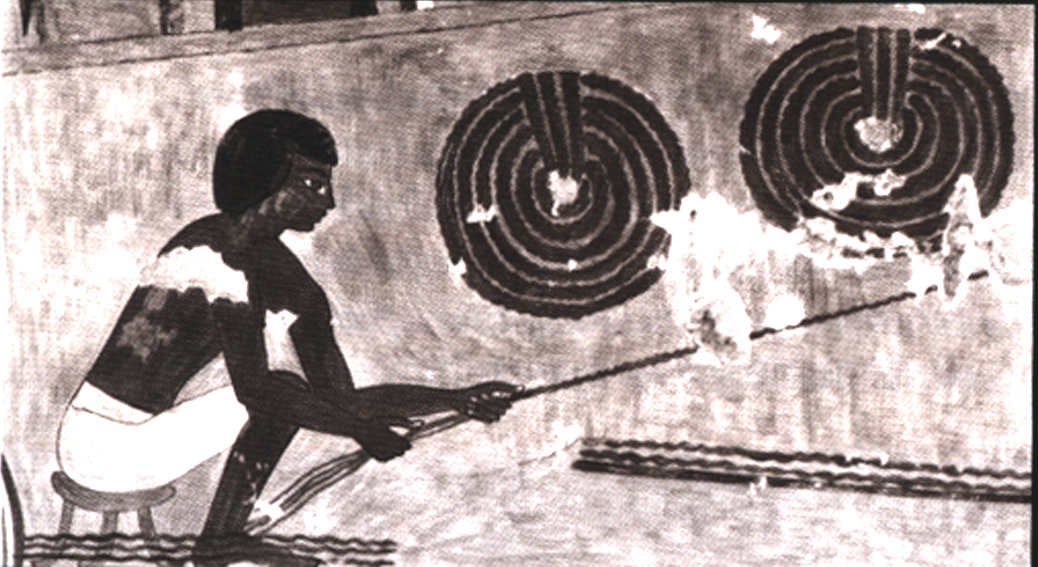
Изготовление кожанной веревки, Рехмира около 1479г.
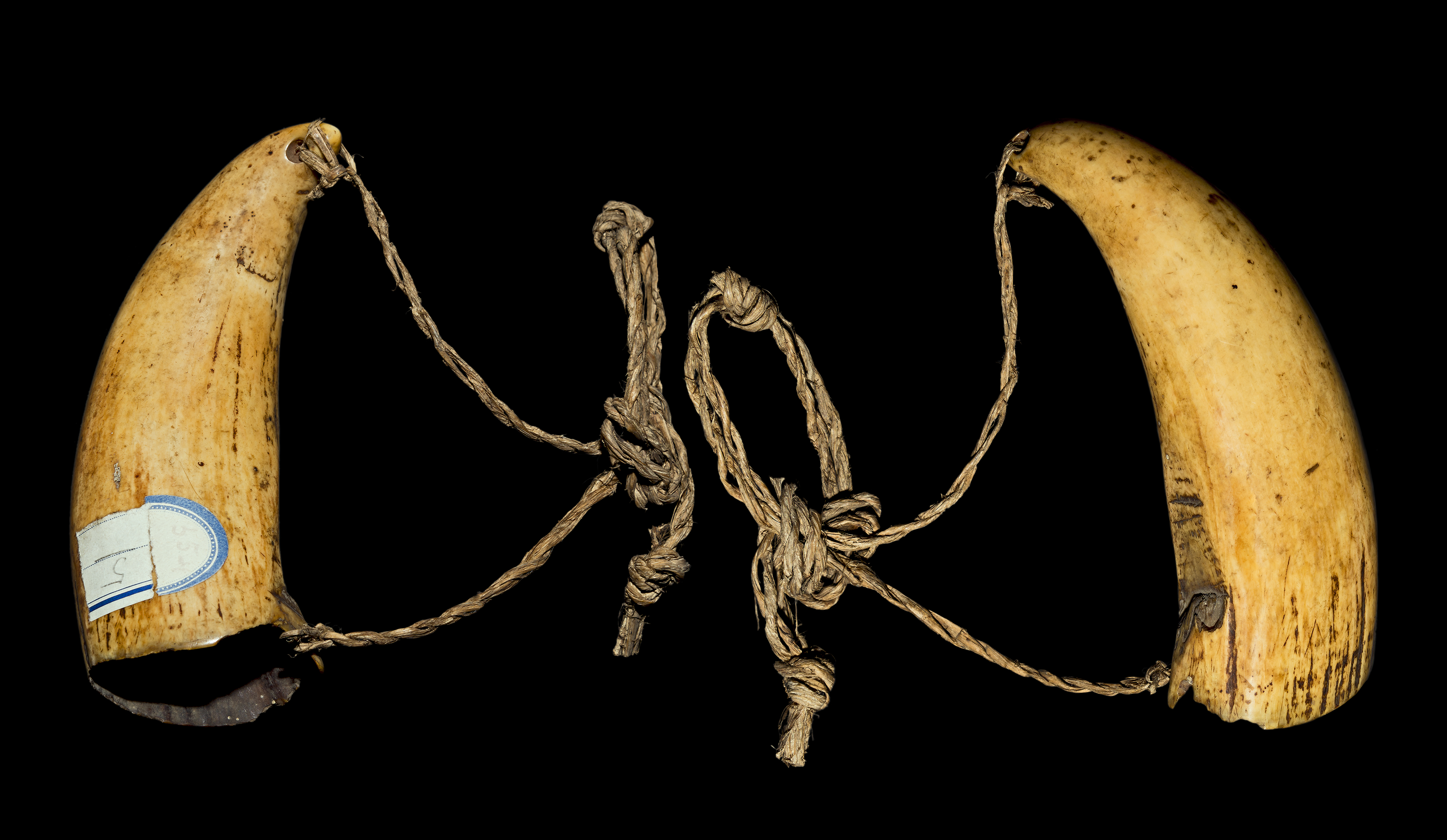
Зуб кашалота снабжен подвесным шнуром, сплетенным из лозы, Новая Каледония XIX век
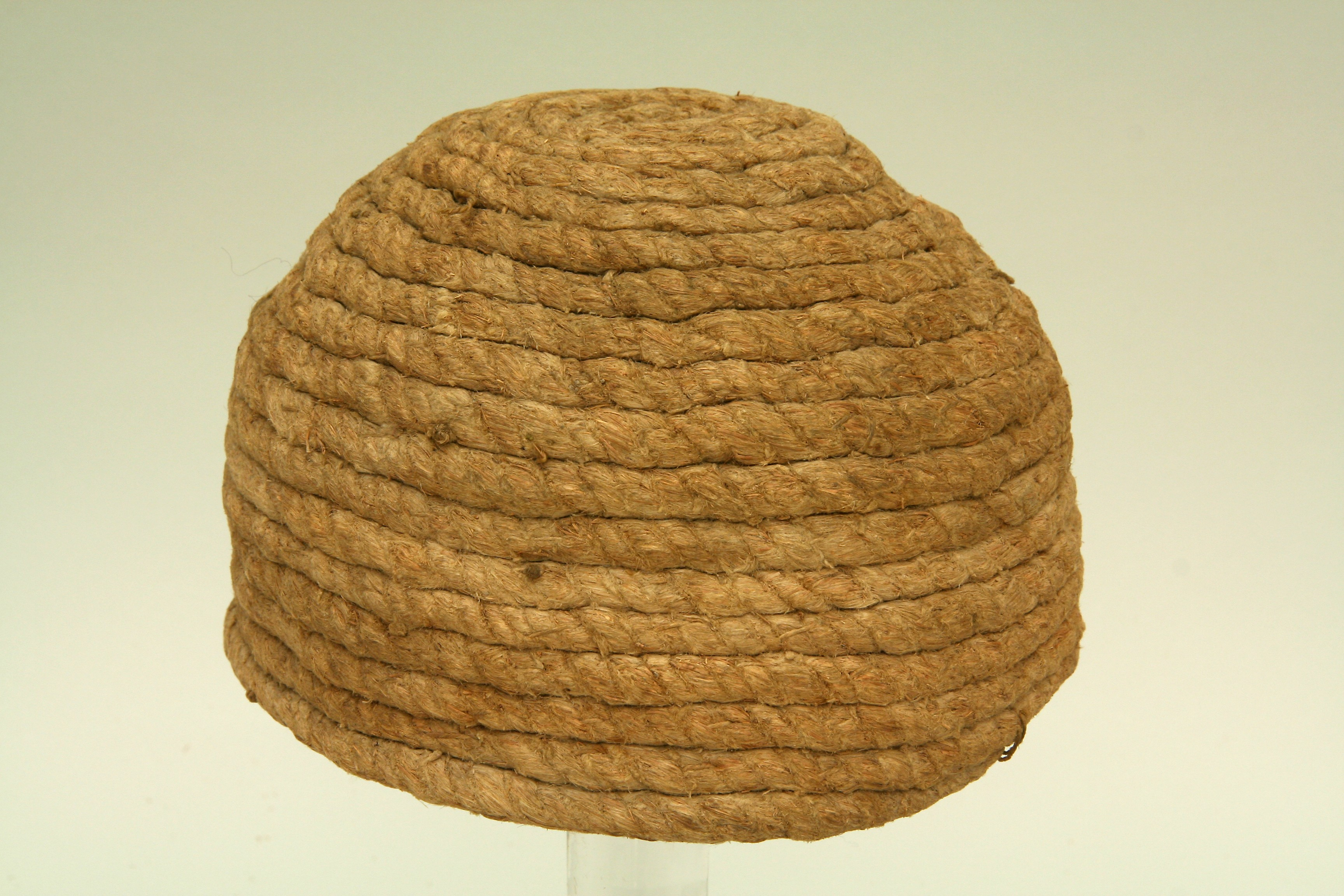
Цервельер из веревок XV век
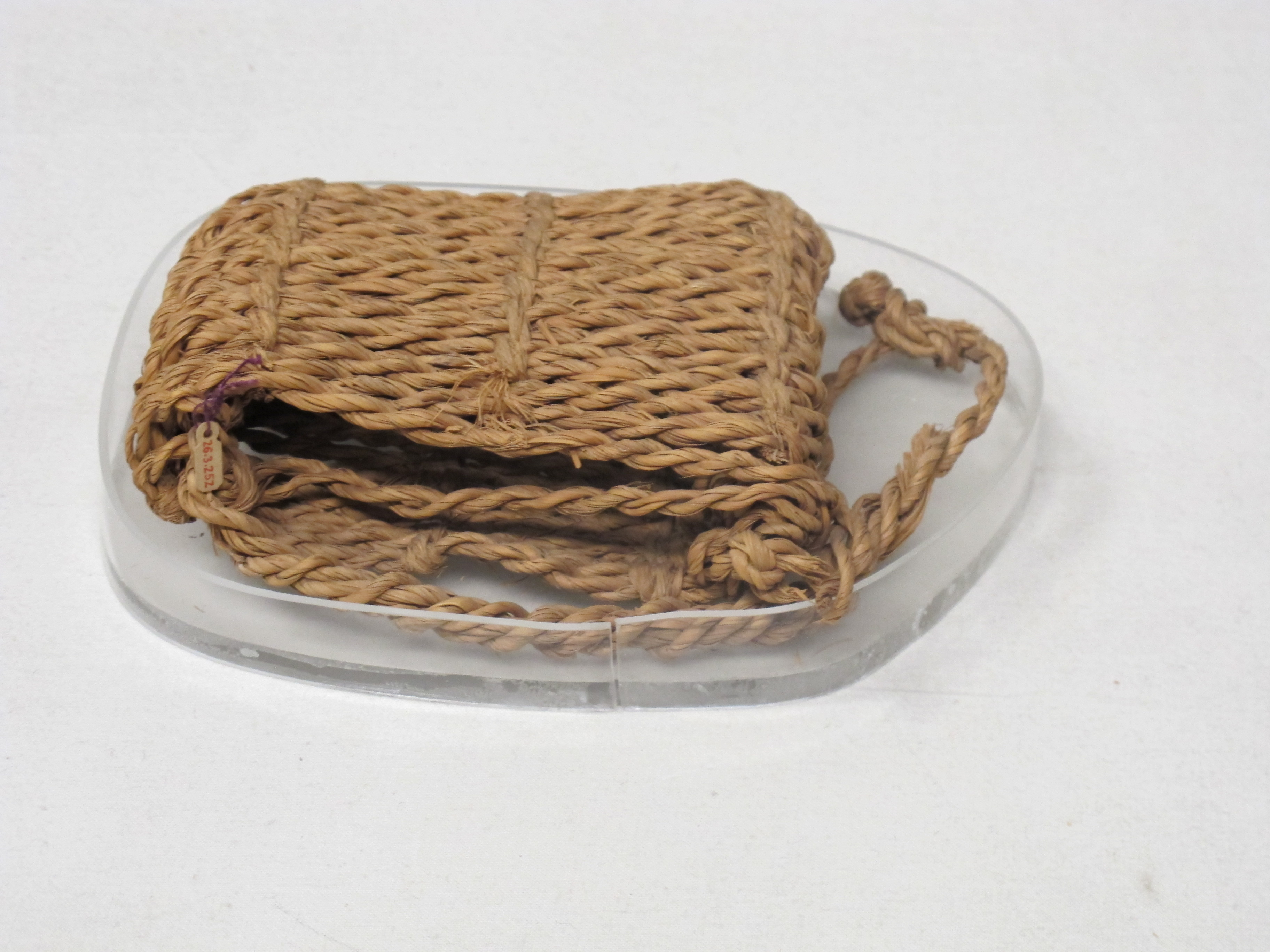
веревочная сумка, Среднее царство
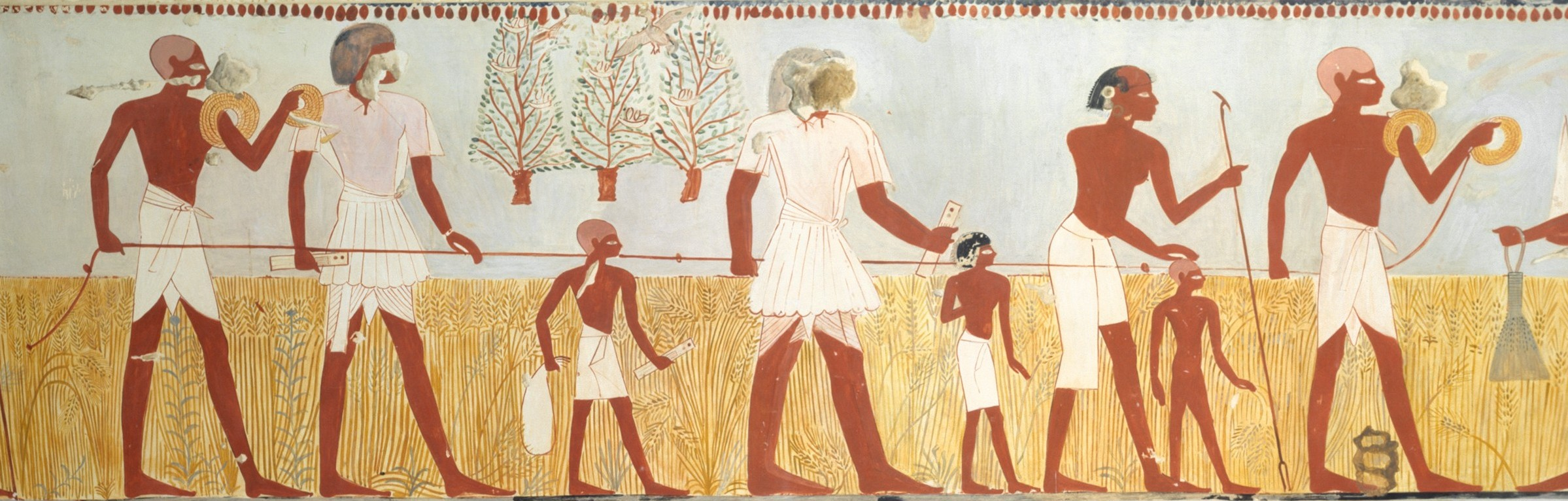
Measuring and recording the harvest, tomb of Menna
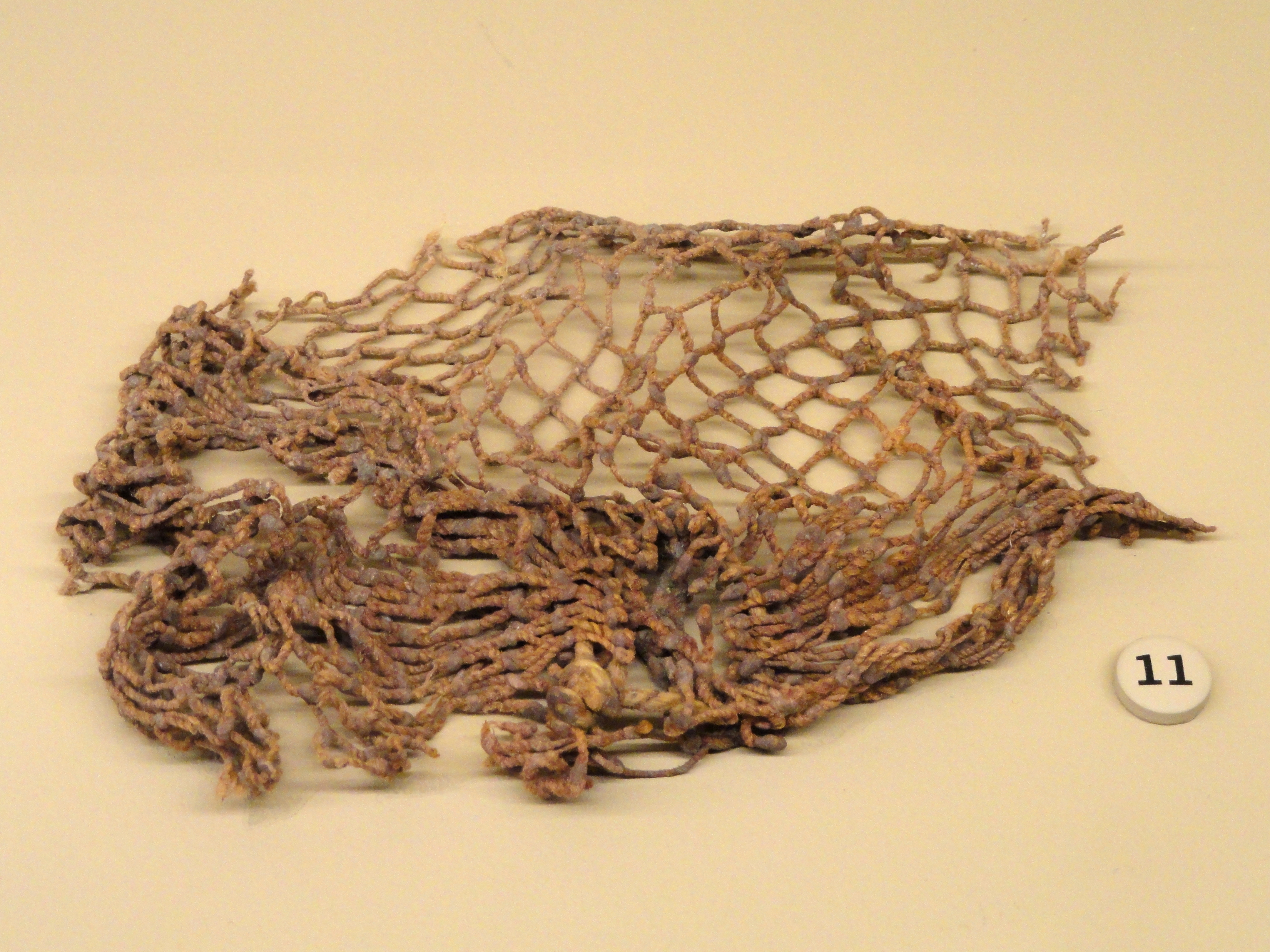
Сеть из Ваточника Дэнджер, XIX век до н. э.
- ancient egipt leather rope making
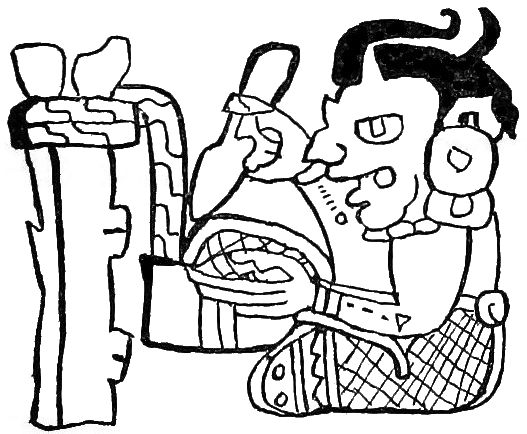
Майя (цивилизация)

Первыми крупное канатное производство в России наладили англичане еще во второй половине XVI в. При Иване Грозном англичане основали в Холмогорах канатную фабрику (был приспан агент Грей). В 1558 г. на фабрике, было приготовлено до 70 т. пуд. Успех побудил устроить подобную же фабрику в Вологде. Эти иностранные концессии имели целью экспорт продукции для снабжения английского и голландского флотов. Совершенно другой характер и назначение канатных заводов, возникших на грани XVII—XVIII веков. Это были казенные предприятия, организованные на русские средства и своими силами, с целью снабжения русского флота необходимыми изделиями.
Во второй четверти XVII в. англичане в связи с ростом спроса на канаты для английского флота расширили канатное производство в России. Если в XVI в. было два канатных двора — в Холмогорах и Вологде, то теперь в Архангельске был устроен еще один, самый крупный. На вологодском дворе стоимость оборудования оценивалась в 200 руб., а на архангельском в 550 руб. О размерах производства ярко свидетельствует число работников. В XVI в. в нем насчитывалось всего 100 рабочих, а в 1630 г. только в Вологде было 400 наемных русских. Один холмогорский двор мог дать четвертую часть канатов, потребных для королевского флота. Со временем, как утверждает С. М. Соловьев, русские сами научились делать канаты.
К началу царствования Екатерины 2ой фабрик насчитывалось 25, а к концу 60.
Все канатное производство в С.Петербурге в 1758 году доходило до суммы 30 тыс. руб. Самый высшій сортъ канатовъ вырабатывала фабрика вдовы Гарднеръ; у неё пуд товара стоилъ от 1 р. 33к., доходя до 2 руб. Самый дешевый товаръ продавался на фабрике Лесятильниковой. Работали еше фабрики; Дорофеева, Терентьева, Набатова и Федорова.
В XVII веке Н. Новгород становится одним из центров канатного производства. В нём учреждались новые фабрики, главным образом канатные: Каменева (1761 г.), Переплегчикова (1782 г.), Стешева (1785 г.), Извольского (1785 г.).
Англия первая стали пытаться прясть канатные нитки на машине; такие машины, например, были построены Чепманом в Ньюкестле (1799), Гударом, Бэтсом (1831), Лангом (1831), Озором в Глазго (1837). Несмотря на то, что аппараты Гуддара были очень хороши, они с пользой введены в употребление в Англии только в 1862 году:586.
В 1800 г. возникли заводы купцов Гота и Сазонова(1803 г.).
В 1804 году в России было 58 зарегистрированных предприятий, каждое из которых производило в среднем 4 тысячи пудов канатов — выделывали в год 168 465 пуд. канатов и 83.618 пуд. пряжи.
В 1814 г. 102 канатных завода, с производством 267 699 пуд. канатовь и 46.431 пуд. пряжи.
В 1820 г. чуть меньше 95 с производствомъ 447.256 пуд..
В 1825 г. 98 с производством в 639 892 пуд. в томъ числе 466 437 пуд. канатов и 173.455 пуд. веревок и пряжи.
В начале 30-х г.г. 108, а производство определялось в 591.530 пуд..
В 1835 г. 122, но какое количество они производили неизвестно.
В 1850 г. 160, выработано было 1,1 мил. пуд. на 2,2 мил. руб..
В 1854 г. 15З, выработано 877 т. пуд. на 2,0 мил. руб..
В 1876 г. 101 фабрик при 4,2 т. раб. с производством в 4,1 мил. руб..
В 1879 г. Пенькопрядильное, канатное и веревочное производство: число фабрик — 117, рабочих — 6951.изделий — 1285,4 тыс.пуд., [на сумму] 641321,6 тыс. руб.
В 1888 г. 258 фабрик, 6,2 тыс. раб., 4,8 мил. руб..
В 1893 году в С.Петербурге канатное и веревочное производства (без пригородов) насчитывало 6 фабрик и продукции вырабатывалось на 1 850 000 руб.
В 1897 г. 241 фабрик, 1,3 тыс. раб., 10 мил. руб..

Конный привод, фабрика Братьев Вервмейре, 1974

В 1868 году в старом сарае под соломенной крышей разместился прядильный и канатный цех с конным приводом. Полукустарное производство обслуживали шесть человек, четверо из которых плели нити из конопляной пакли, а двое свивали нити в верёвки и канаты.
Через четверть века сын основателя Н. В. Шестаков (житель слободы Ездоцкой уездного города Старый Оскол) расширил производство и установил два двигателя мощностью 25 и 30 лошадиных сил. Впоследствии предприятие переросло в полноценную канатно-верёвочную фабрику. Продукция продавалась на верфи Санкт-Петербурга, Архангельска и экспортировалась за рубеж.

Двигательный привод на фабрике Dawe's Twineworks, деревня West Coker в Париже
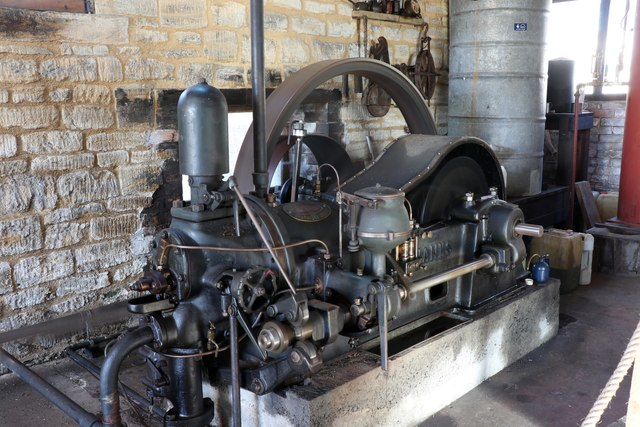
Масленный двигатель
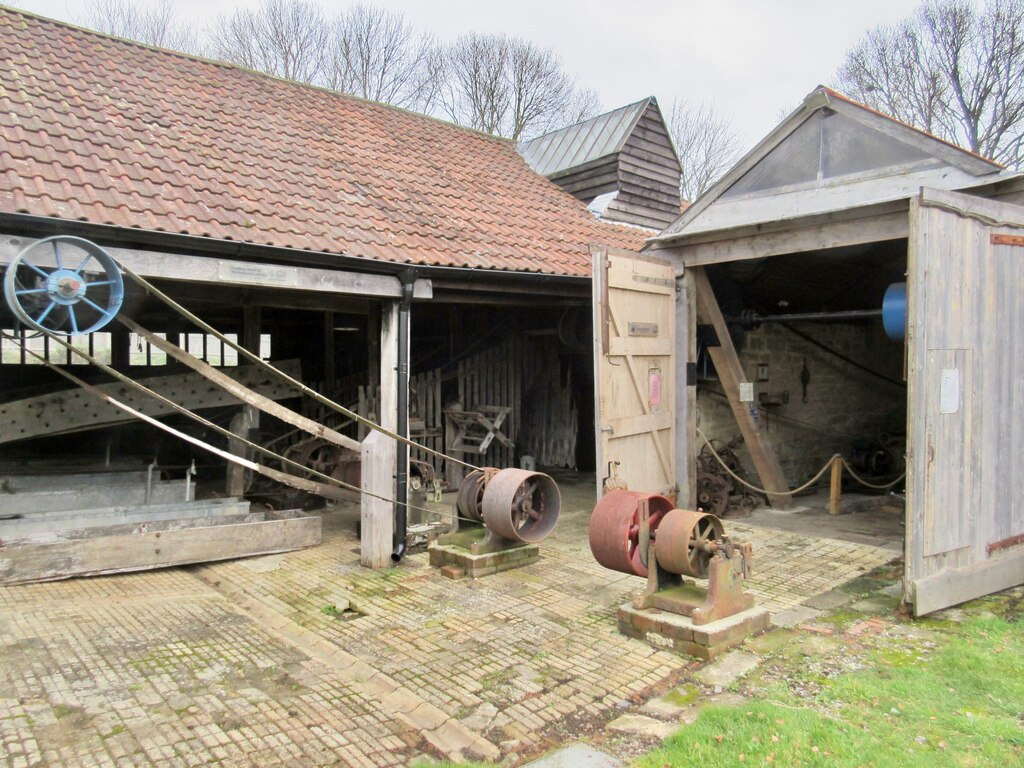
Ременная передача
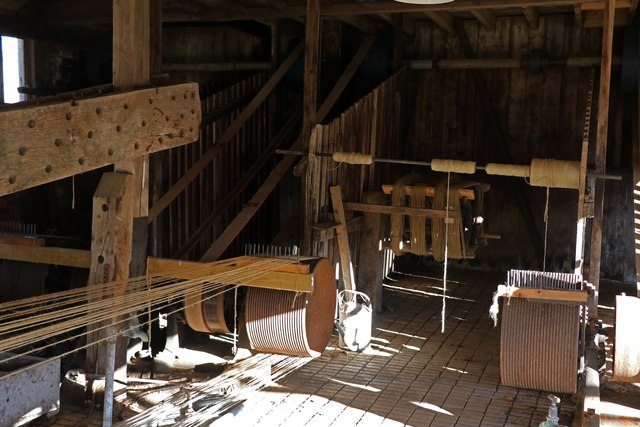
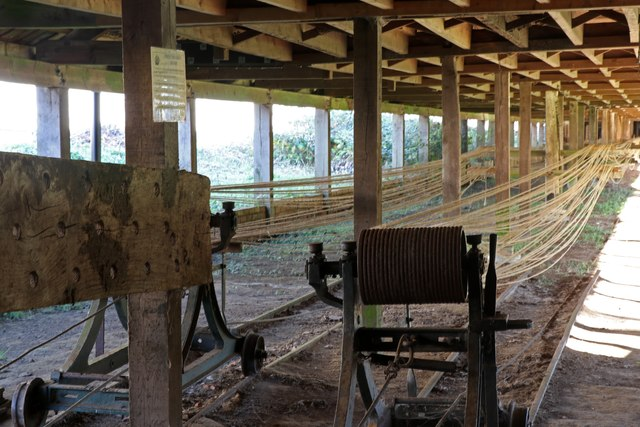

Из веревок приготовляются, главным образом, возжи и тяжи к телегам, а из канатовь концы к мельницам к сохе, и к бороне. Производства веревок едва хватает для внутренняго потребления, а вывозъ этого товара на Mиpoвойвой рынок ничтожен:5.
Канатное дело вследствие уничтожения черноморского флота и увеличения пароходов и уменьшения стоячего такелажа в России теперь в застое.
В СССР основным производством веревок является кустарное; механическое составляет не более 3—4 % общего производства веревок:509. В 1878 г. в Медынском уезде Калужской губернии село Полотняный Завод считали в пеньковом промысле 841 «кустаря». В мелкой Веровочно канатном производстве, по данным переписи 1925, было занято 12191 человек.
Сизальские и манильские канаты в СССР получают из-за границы и в небольшом количестве выделывют на советских фабриках из импортного сырья. Хлопчатобумажные канаты окружностью 30—35 мм выпускаются в небольшом ассортименте и применяются в промышленном рыболовстве реже пеньковых:41.
Впервые искусственные волокна были получены в конце XIX в. в Англии и Франции (французским инженером Шардонне в 1884 г.). Промышленный выпуск синтетических (нейлоновых) волокон начат в США в 1938 г..
В 1930—1938 гг. СССР были построены первые заводы вискозного и медноаммиачного волокна:665.
Из синтетических канатов в СССР выпускают в большом количестве капроновые и нейлоновые канаты окружностью от 25 до 200 мм. Лавсановые канаты выпускаются в небольшом количестве окружностью 30,60,90 мм.:41. В СССР, после некоторого увлечения капроном, наиболее широкое распространение, в силу своих более высоких физических, технических и эксплуатационных характеристик, находят такие материалы, как, например, полиэтилен, полипропилен, ульстрон, полиформ и др..
В СССР и в ряде других стран успешно работают над получением и освоением корда из синтетических волокон типа СВМ, способного заменить металлокорд.

### Стальные канаты

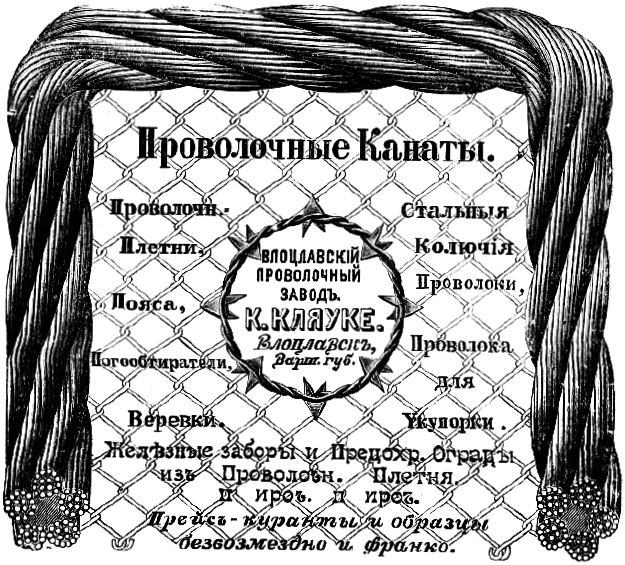
Проволочный канат.
Реклама 1908 года

Проволочный канат был изобретен в 1827 г. Альбертом в Клаустале. Железный канат вскоре был заменен канатом из литой стальной проволоки, а ручное производства было вытеснено машинным.
В 1830 г. с помощью канатных полиспастов и воротов были установлены 48 гранитных колонн массой по 100 т на Исаакиевском соборе в Петербурге, а в 1832 г. перед Зимним дворцом была установлена гранитная колонна массой 600 т.
Начало применения канатов из стальной проволоки относится к первой половине XIX столетия. Пеньковые канаты по своей разрывной прочности в то время уже не могли удовлетворить растущие потребности горной техники, что побудило к поискам более прочных материалов для их свивки. Так, в 1834 г. после на одном из рудников в Германии в г. Гартце был введен в эксплуатацию первый стальной проволочный канат. Первые образцы стальных канатов были очень примитивны и изготовлялись по образцу пеньковых: из трех прядей, по четыре проволоки в каждой пряди.
В 1874 году произошли большие изменения в производстве канатов из различных видов проволоки, и области их применения значительно расширились. Это произошло почти полностью благодаря внедрению гибких канатов, которые были изобретены примерно в это же время компанией Bullivant & Co. Ltd. До этого времени применение канатов ограничивалось намоткой канатов для угольных шахт и буксировки, а также случаями, когда гибкость не была большим желанием. Однако введение гибкости сделало возможным использование канатов для судовых тросов и такелажа, для кранов, дерриков и других целей, для которых ранее использовались пеньковые канаты — фактически, они почти полностью вытеснили пеньковые для использования на море. Причина в том, что он намного прочнее веревки из любого другого материала при том же размере, тогда как при той же прочности его размер и вес составляют всего лишь около одной трети пеньковой веревки. Следовательно, требуемая мощность может быть получена с помощью стального каната сравнительно небольшого объема.

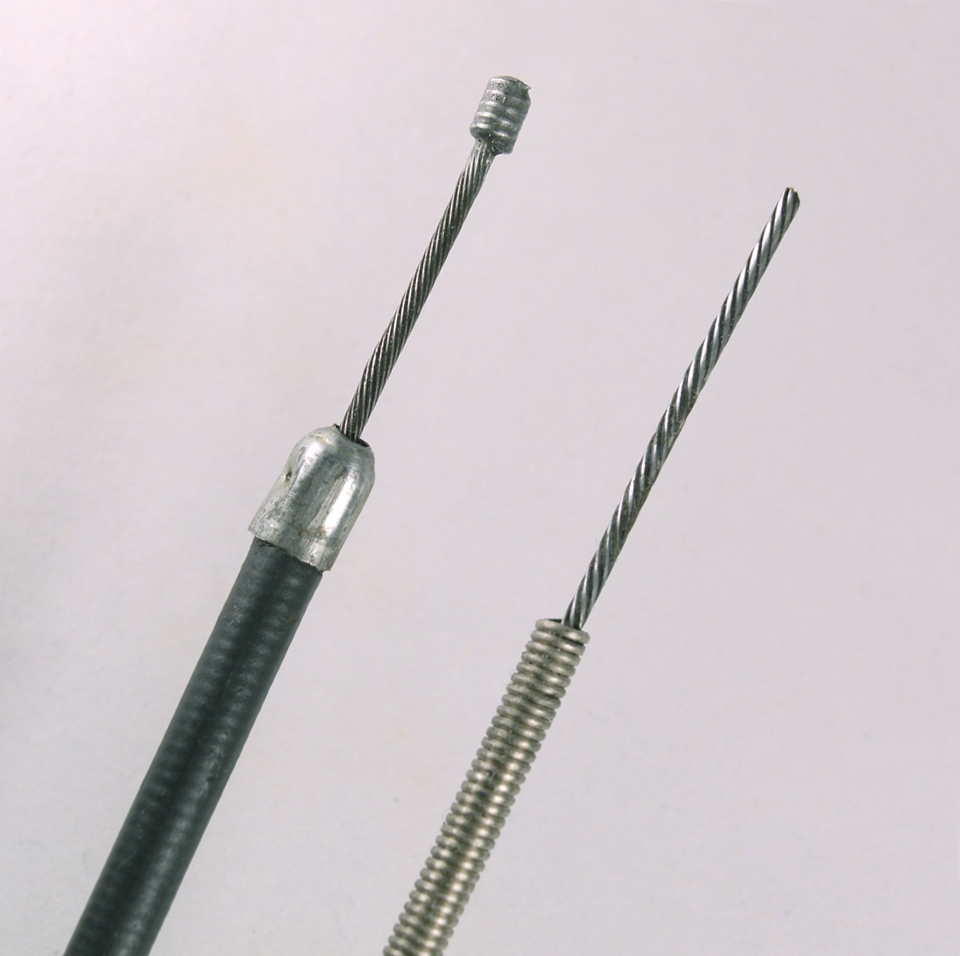
Боуден

В 1939 году был получен патент на изобретение троса дистанционного управления. Боуден-трос — механическое приспособление для управления различной аппаратурой и приборами на расстоянии. Состоит из троса, свободно ходящего в оболочке, обычно гибкой, благодаря чему тянущие усилия, приложенные к одному концу троса, легко передаются принимающему рычагу или барабану на другом конце даже при наличии значительных углов поворота (изгибов) без применения роликов или других сложных устройств. Благодаря простоте, легкости и надежности действия нашел широкое применение в авиации (для управления пулеметными установками).
В дореволюционной России стальные тросы простейших конструкций изготовлялись в небольшом количестве в кустарных мастерских, Промышленность, производящая стальные тросы, стала широко развиваться в России только после Великой октябрьской социалистической революции:135.

## Материалы тросов
По виду исходного материала канаты делятся на три группы: волокнистые, стальные (проволочные) и комбинированные (смешанные):38.

### Волокнистые материалы

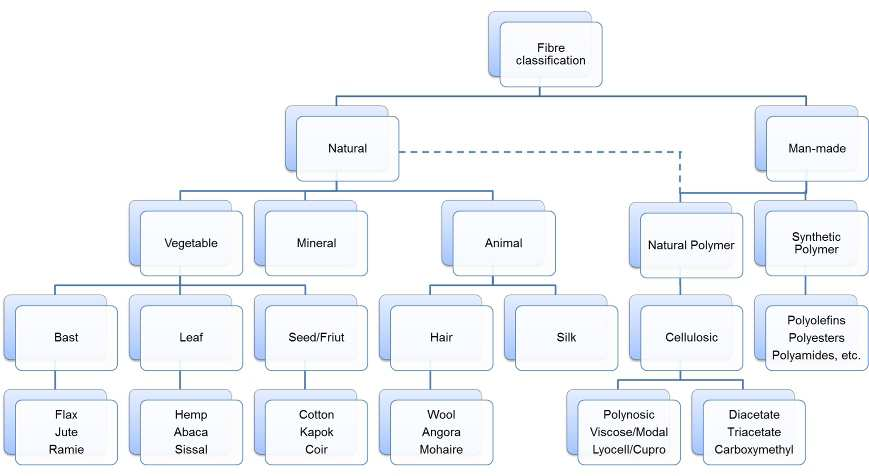
Классификация волокнистых материалов по происхождению

Первичным сырьём для большинства рыболовных материалов служат натуральные (естественные) и искусственные волокнистые материалы (технические волокна). Натуральные волокнистые материалы существуют в готовом виде в природе, и их следует лишь выделить из природного комплекса, очистить от примесей и привести в годный для прядения вид. Искусственные материалы получают химическим путём:12.
Натуральные волокна по своему происхождению, в свою очередь, подразделяют на три группы 1) добываемые из растении — хлопок, лен, пенька, джут 2) животного происхождения — шерсть, шелк 3) добываемые из минералов — асбест:156:255.

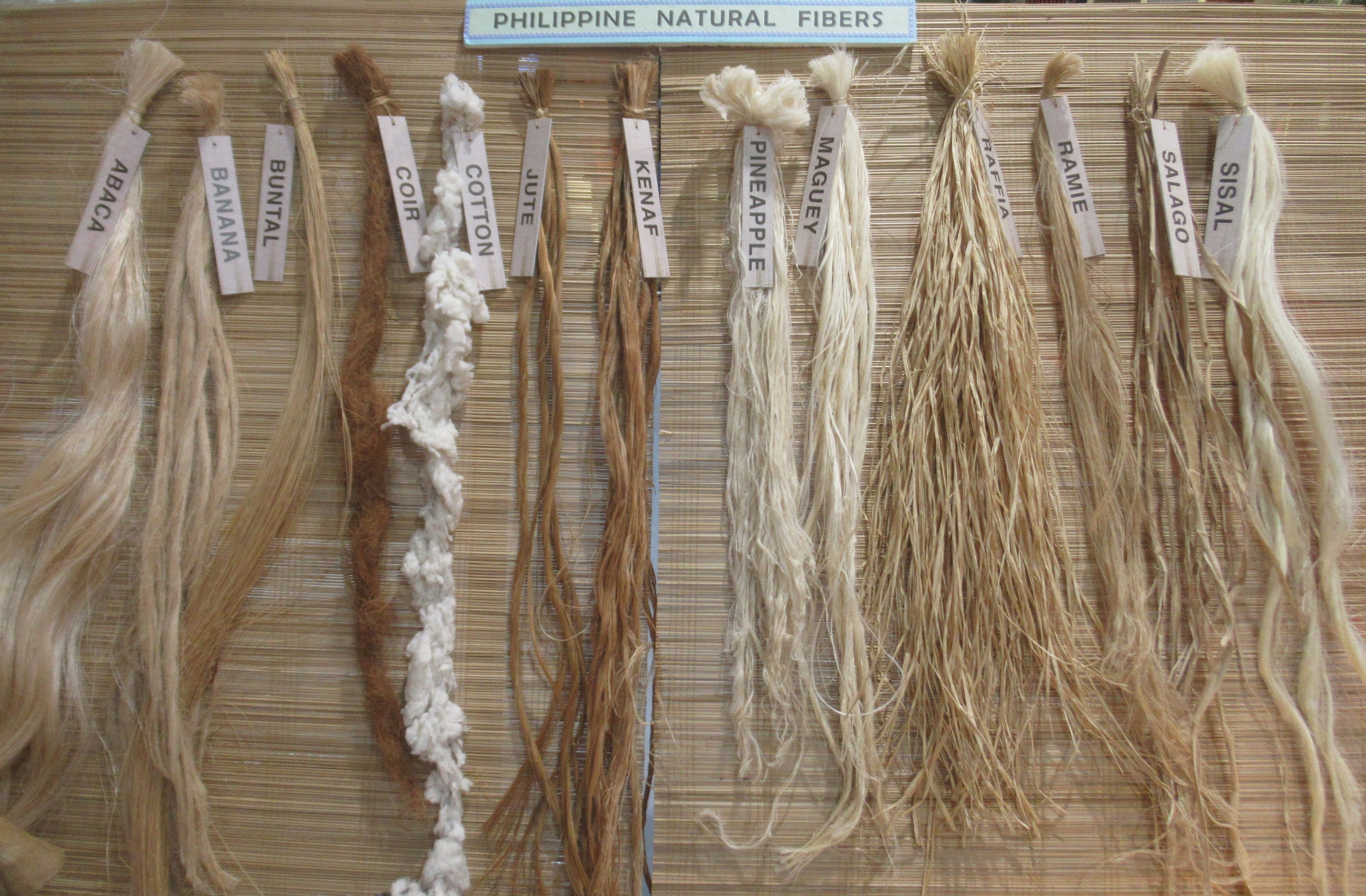
Некоторые растительные волокна

Некоторые животные волокна
В прежнее время применялись почти исключительно натуральные волокнистые материалы растительного происхождения, добываемые из хлопчатника, луба льна, конопли (пенька), листьев субтропических растений агавы (сизаль) и абаки (манильская пенька), джута и многих других. Однако в результате развития науки и техники появились новые искусственные материалы, превосходящие натуральные по своим техническим свойствам:12.
Все искусственные волокнистые материалы можно разделить на неорганические и органические. К неорганическим относятся металлические волокна и стекловолокно, к органическим — искусственные волокна (химические волокна) состоящие из полимеров. Полимеры бывают природного и синтетического происхождения. Природные полимеры получают из природного сырья (целлюлозы, натуральной шерсти, натурального каучука, растительных и животных белков), синтетические — из ацетилена, этиленгликоля, капролактама, различных полиамидных смол и многих других:13. В зависимости от исходного сырья их подразделяют на полиамидные — капрон, анид, энант, полиэфирные — лавсан, полиакрилонитрильные — нитрон, поливинилхлоридные — хлорин, волокно на основе поливинилового спирта — винол:156.
Если молекулы в получаемом волокне те же, что были и в исходном веществе, то мы имеем дело с искусством химиков менять их расположение. Поэтому такие волокна называют искусственными. Так, нити вискозного шелка и основная масса древесины построены из одних и тех же молекул целлюлозы. А синтетическими называют такие волокна, молекулы которых построены заново из более простых веществ. Природные полимеры лежат в основе всех натуральных и искусственных волокон. Более 99,5 % всех искусственных волокон вырабатывают из целлюлозы:108. Природные полимеры (ацетат, вискоза) из-за значительной потери прочности при намокании обычно не используются в рыболовстве.
В 1929 году общее количество добытых волокон во всем мире было около 11,55 млн тонн, из которого на хлопковое волокно падало 53,9 %, джут — 19 %, шерсть—13,6 %, лён — 6,7 %, шелк — 1,2 % и на искусственное волокно—1,3 %. Отсюда видно, что растительные волокна имеют превалирующее значение в потреблении и на них приходилось до 85,2 %, а животные волокна составляли только 14,3 %:255. В 2011 году объём мирового производства всех видов текстильного сырья достиг 85,9 млн тонн (по данным А. В. Энгельгардта — руководителя компании «Год волокон» (Швейцария)) из которых 36 % натуральные волокна, 6 % целлюлозные, 56 % синтетические. Рост потребности в химических волокнах объясняют растущим спросом на нетканые материалы нового поколения с полифункциональными свойствами (фильтровальные, санитарно-гигиенические, медицинские и др.):233.
Важным свойством волокнистых веществ является их способность хорошо воспринимать различные красители:256.

### Проволочные материалы
Проволочные тросы изготовляются или из лучшего мягкого железа (из мартеновской проволоки) или из лучшей тигельной стали:541. Сейчас для изготовления канатов применяют коррозионностойкие стали, биметаллы, пластмассы:7.

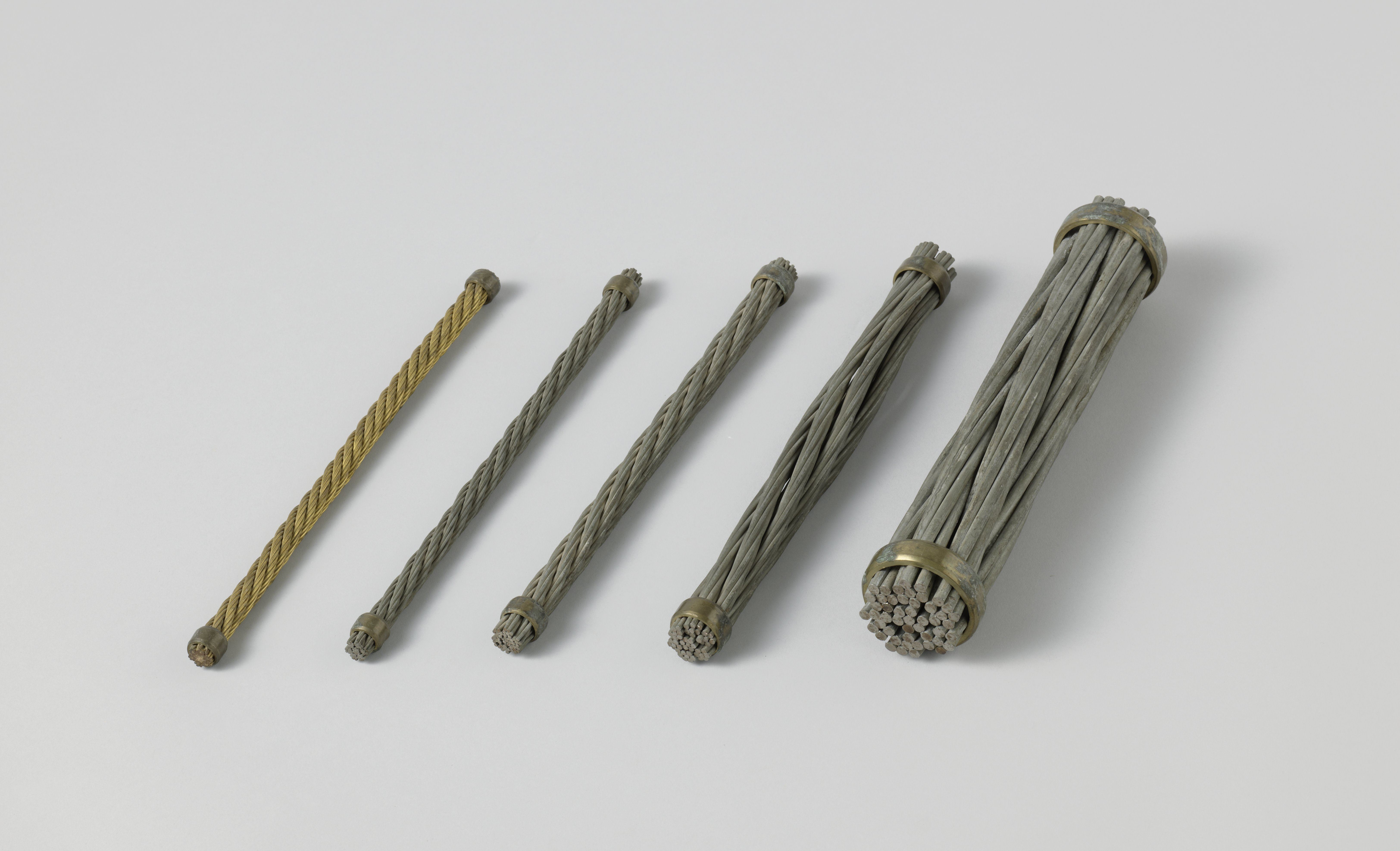
7ми проволочные шести-прядные тросы с проволочным сердечником. 1 из меди и 4 из оцинкованного железа, ок. 1860 год-1887, Рейксмузей

Железная проволока имеет малое разрывное сопротивление (до 60—65 кг на мм2:545), более мягка и пластична, поэтому тросы из железной проволоки легче поддаются скручиванию в бухту:541. Железные канаты употребляются редко, так как они всегда менее эластичны и менее прочны, чем стальные канаты тех же размеров. Зато они более устойчивы в отношении разъедания кислыми рудничными водами. Мост через реку Ниагару построенный в 1851-1855 годах состоит из двух этажей. Каждый из этажей держится на двух железных канатах.

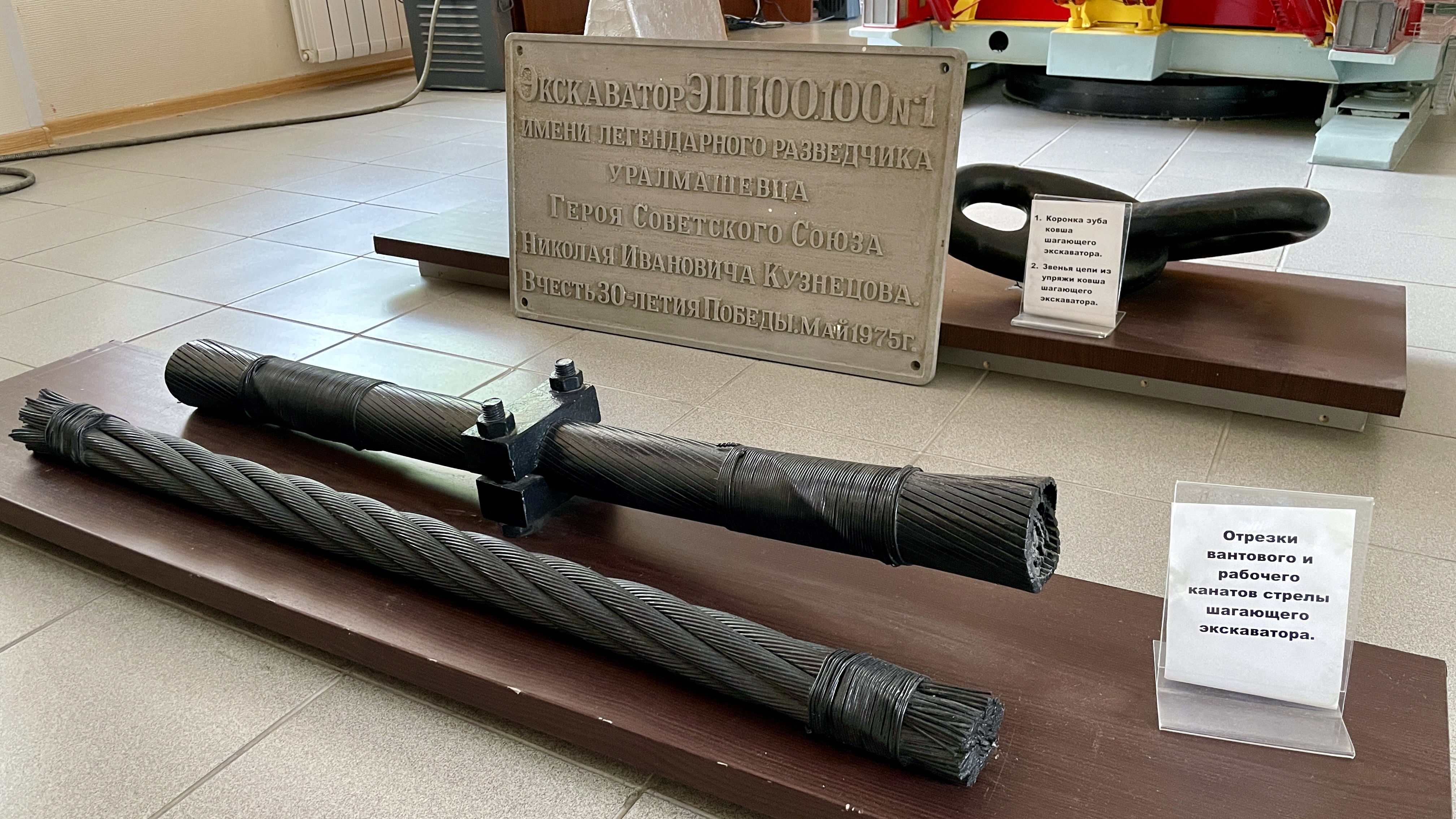
Трос стрелы экскаватора, музеи Истории Уралмашзавода в Екатеринбурге

Стальные тросы более прочны, чем железные, а при, одинаковой прочности с железными имеют более легкий вес, благодаря чему они за последние годы совсем вытесняют железные:541. Хорошие сорта тигельной проволоки свободно выдерживают нагрузку до 200 кг на 1 мм2:545. Стальная проволока труднее сгибается, чем железная, но, будучи согнута до определенного предела, она способна принимать вновь первоначальную форму:541. Стальной оцинкованный леерный трос при всех прочих равных условиях на совершенно незначительную величину имеет большее сопротивление, чем медный или бронзовый канатик того же диаметра.

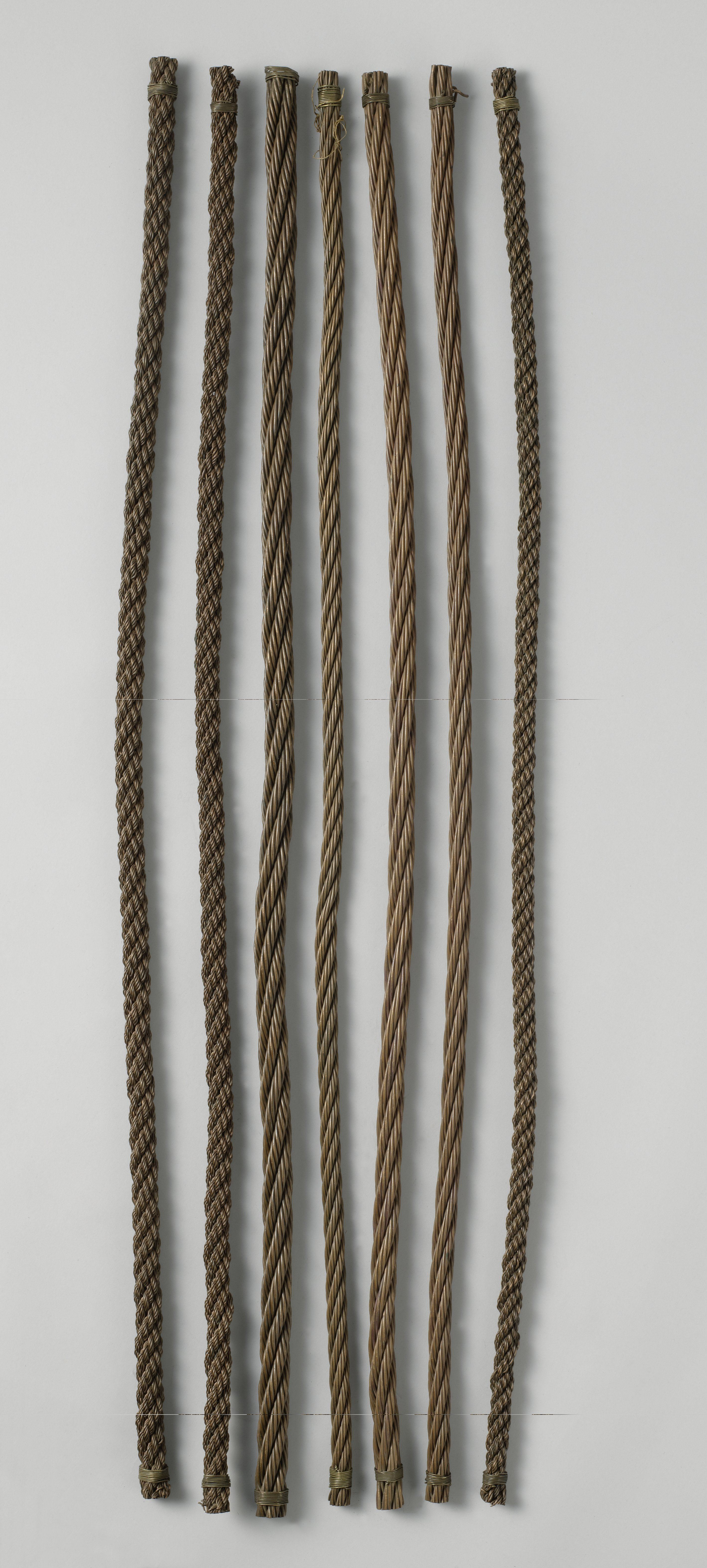
Громоотводы из медных тросов, 1848

В течение многих лет в качестве громоотводов широко использовалась веревка, изготовленная из скрученных прядей медной или железной проволоки для устройства средних соединительных частей громоотводов.
Как железная, так и стальная проволока, употребляемая для изготовления проволочных тросов, почти всегда оцинковывается для предохранения от ржавчины; поэтому часто металлические тросы называют «цинками»:541. Раньше для предохранения от ржавчины проволочные канаты обмазывались вязкой и липкой жировой смесью, которой заполняются все пустые промежутки:593. Сейчас осваивается промышленное производство стальной канатной проволоки с алюминированным покрытием, коррозионная стойкость которой в 2—6 раз выше оцинкованной:9.
Тросы изготовляются аналогично с пеньковыми канатами: из отдельных проволок свиваются пряди, а из прядей — целый трос. Для увеличения гибкости и мягкости троса в работе, при его изготовлении как между; прядями, так и в середину последних вводятся пеньковые сердечники:541. Обычный проволочный канат состоит из шести прядей, каждая из которых содержит семь или девятнадцать проволок, скрученных вокруг пеньковой или проволочной пряди.
Примеры пригодных для проводов проволочных канатов: а) железный канат из 7 прядей, в каждой по 4 проволоки, толщиной каждая около 3 мм; б) медный канат

### Комбинированные материалы
Какъ только различныя применения тканей, изготовленныхъ изъ чистыхъ материаловъ, выяснили хорошия и дурныя качества каждаго волокнистаго материала, возникли попытки сообразно съ потребностями составить смеси различныхъ волоконъ такимъ образомъ, чтобы въ товаре возможно лучше проявились преимущества каждаго волокнистаго вещества:297.
В некоторых случаях при эксплуатации стальных канатов появляется необходимость защитить наружную поверхность каната проволоки или пряди, а иногда и весь канат от внешнего воздействия среды, предохранить от обмерзания или предотвратить травмирование рук человека концами оборванных проволок и т. д. Для этой цели отдельные пряди или канат полностью покрываются защитными материалами из мягких или жестких лубяных волокон, пряжи, а также специальных полимерных синтетических материалов:24.

### Растительные тросы
Основным веществом, составляющим волокна растительного происхождения, является природный полимер целлюлоза:6. Растительные тросы боятся сырости, масла, кислоты, грязи, смоленые — высоких температур и масла, поэтому после использования тросы промывают и сушат. Из всех растительных тросов более других распространены пеньковые тросы. Для изготовления веревок используется множество различных растительных волокон, но по совокупности качеств прочности, гибкости и долговечности ни одно из них не может конкурировать с обычной пенькой. Чаще всего применяются в рыбной промышленности хлопок, лен, пенька (русская, манильская и сизальская), Реже применяются рами, кендырь, канатник, кенаф, джут и др. Иногда применяются такие местные материалы, как солома (особенно рисовая), крапива, лыко различных деревьев.
- Дерево — вица это эластичные жгуты, изготовленные из нетолстых веток или стволиков молодых деревьев. Распариванием, скручиванием добиваются расщепления стволика на продольные волокна без разрушения и разрыва. При этом почти полностью сохраняется прочность ствола на разрыв и, кроме того, благодаря резко возросшей эластичности он хорошо изгибается, позволяя даже завязывать узлы. Материалом для виц служат стволики или ветки ивы, черемухи, березы, ели толщиной у комля от 2 до 5 см, длиной до 3,5 м[65]. Изготовление веревки из елки на YouTube

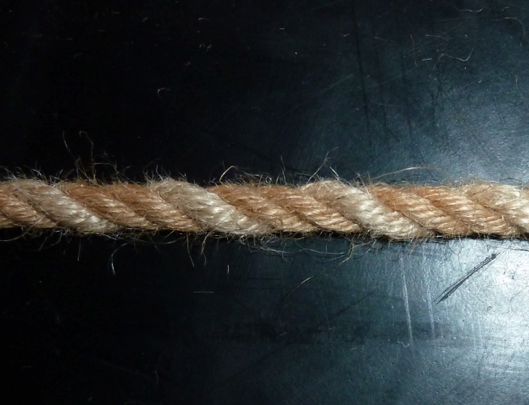
Джутовая верёвка

- Джут — производят из волокон индийской конопли (Corchorus capsularis и C. olitorus[41]). На кораблях и судах встречаются редко. По своим качествам близки к пеньковым канатам[66]:104. По прочности джут значительно уступает пеньке и волокнам из абаки[67] и кенафовому[68]:444. В руке ощущаются довольно колючими[69]. При использовании в одиночку он не обладает прочностью и долговечностью, но при использовании в сочетании с надлежащими пропорциями пеньки он делает очень удовлетворительную и полезную веревку[41]. Хорошо окрашивается. Волокно очень мягкое, эластичное от светло-желтого до темнокоричневого цвета с серебристым оттенком, лучшие сорта отличаются зеркальным блеском[68]:437. Медиафайлы по теме джутовые тросы

- Канатник — уступает, волокну кенафа, выход волокна у культурных экземпляров 14.5—27%, у дикорастущих 12.2—15.596. Волокно очень крепкое, но довольно жесткое и ломкое, без блеска, от светлобелого до темнокоричневого, с высоким содержанием целлюлозы (80%). Волокно канатника добывается чаще биологической мочкой или механической обработкой, химическая же обработка благодаря действию щелочи хотя и улучшает в некоторых отношениях качество волокна, но делает его менее прочным. Волокно канатника идет в качестве примеси к кенафу и джуту при изготовлении веревок, канатов и грубых тарных тканей[68]:441.

- Кендырь — уже давно кустарно использовалось на веревки и сети в Казахстане и Туркмении, о промышленном же его использовании поднят вопрос с 60 годов прошлого века, но лишь в 1924—1925 гг., когда начали применять котонизацию кендырного волокна, его стали вводить в культуру[68]:444.

- Кокосовые тросы[малаялам] изготовляют из койра. На кораблях и судах встречаются редко. Очень эластичны, не тонут в воде. По крепости примерно в четыре раза меньше пенькового смоленого каната, а по массе — в два раза легче[66]:103. Не поддаётся смолению[21]:581. Медиафайлы по теме кокосовые тросы

- Кора ивы — в 1936 г. Правдин Л. Ф. указал на необходимость использовать громадные отбросы ивовой коры. Эта бросовая кора была подвергнута биологической мочке, затем расчесана на стальных гребнях и оказалась пригодной не только для витья разнообразных веревок, но и для тканья на ручных ткацких станках половиков, матов и мешковины. Производство ивовых веревочных изделий было организовано при плетеночной мастерской Быстрецовской плантации Псковского леспромхоза и при Ерахтурском леспромхозе Рязанской обл[68]:426.

- Кора липы — липовая кора разделяется и с ее внутренней стороны снимается относительно эластичное лыко, шедшее на плетение, а при дальнейшем разделении мочало, из которого вили веревки и ткали рогожи[70]. На грузовых плотах и молевом сплаве употребляются в большом объеме мочальные канаты[52]:521. Вес мочальных канатов в 2—3 раза меньше пеньковых, благодаря чему они удерживаются на воде лучше, чем пеньковые[52]:529. При хорошей крутке пружинят несравненно больше, чем пеньковые, и имеют большую пловучесть. В настоящее время они используются в меньшем количестве[52]:530. Не укорачивается от воды[71]. Изъ мочальныхъ веревокъ дѣляютъ такъ называемые сѣнные кошели, на подобіе сѣти съ большими ячеями, для набивки сѣна при кормленіи лошадей[72], изготовляют канаты для оснащения речных судов. Для этой цели идет мочало низшего сорта, напр. с косослойных деревьев. Чаще других выделываются канаты толщиной в 2 врш. («косяк») и в 1 врш. («легость»)[73]. Идут для упаковки товаров на рыбные промыслы, также для сплава леса (косяки, подчалки, сторожи)[74]. Въ селе Аремзянском, вьютъ веревки изъ луба, предназначающиеся для небольшихъ низовыхъ неводовъ. Веревки изъ лыка и мочала плетутся в Юровской волости до 30000 саж, въ годъ[75]. Добыванием лыка и мочала занимаются в Аевской болости и в селениях Рыбином, Форпость, Становк, где добваются до 1000 пуд лыка и до 3000 пуд мочала[76]. Лыковые веревки найдены в бирюсинских пещерах[77].

- Корни — сосна кроме дубильного корья дает целый ряд продуктов в том числе и корни дают материал для плетения и изготовления грубых веревок[68]:320.

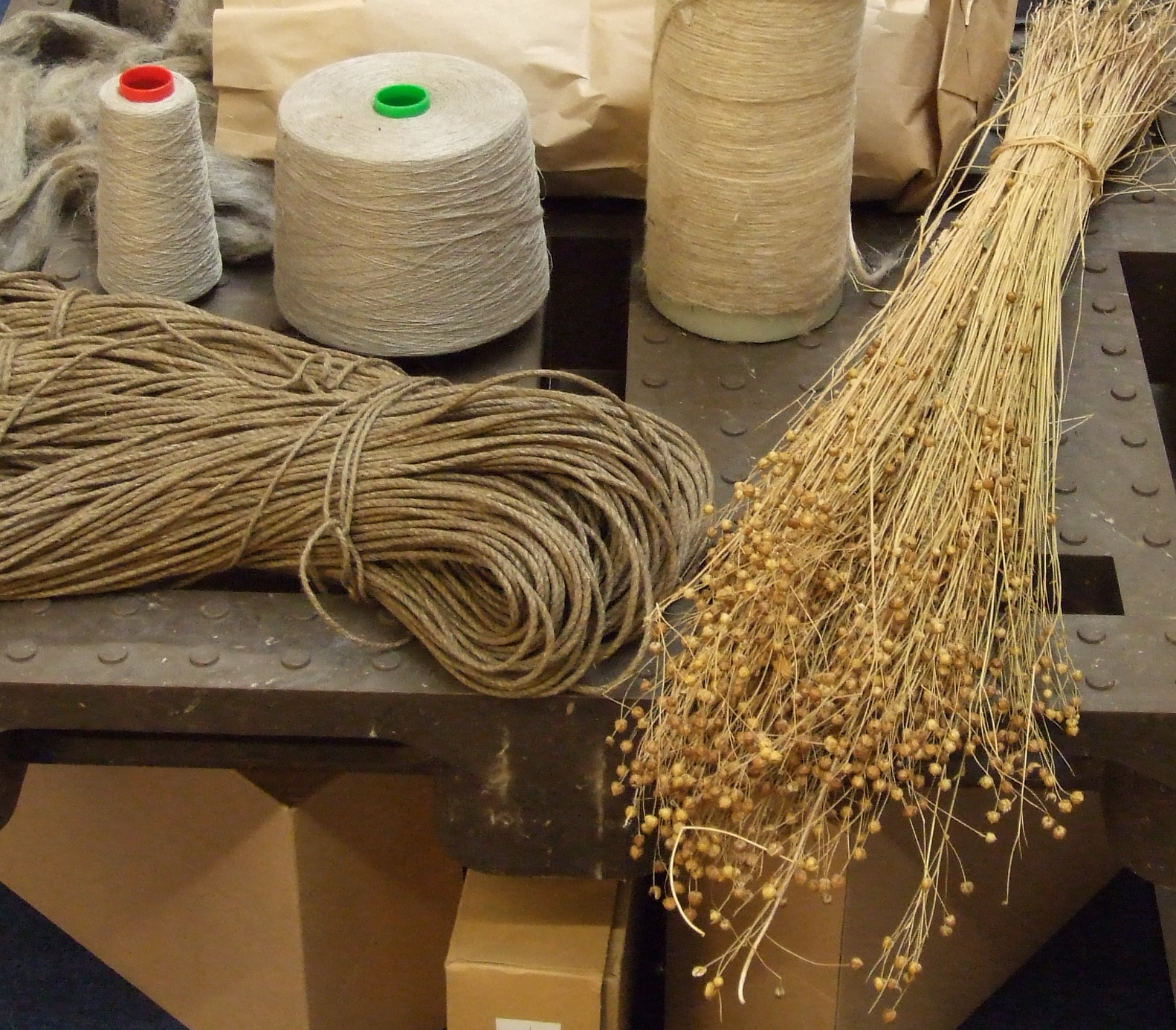
льняной шнур

- Лён — редко идет для выработки канатов, так как слишком дорог и употребляется разве только на самые тонкие изделия[78][79]:4. Применяют их в основном для сигнальных фалов, шнуровки чехлов, обвесов, парусиновых коек, для бельевых лееров и других технических и хозяйственных надобностей[66]:104, для изготовления линей (тонких тросов) и различных ниток, в частности парусных, а также тонкой парусины и брезента[80]. Лён имѣетъ неоспоримыя преимущества въ прядильномъ дѣлѣ, настолько онъ не годится для веревочнаго дѣла, такъ какъ льняное волокно даетъ веревки малаго сопротивленія[81]. Лён слабее, чем пенька[82].

- Пальма трахикарпус высокий(Trachycarpus excelsa) — широко разводимый в Крыму и на Кавказе и даже в самые суровые зимы не страдающий от холода. Ствол этой пальмы, достигающий 10 м выс., покрыт войлоковидным слоем коричнево-бурых волокон — остатков листовых влагалищ. Из них в Японии делают дождевые плащи, чехлы для чемоданов и пр., а из выделенного волокна, отличающегося длиной, крепостью и коричневым цветом без блеска, вьют очень крепкие, совершенно не намокающие веревки и канаты[68]:424.

- Пенька бомбейская — получается из лубяного волокна Hibiscus cannabinus[83]. Она — дешёвая в изготовлении, но менее прочная, чем обычная конопляная пенька. Используется для изготовления тросов, подвергающихся небольшой нагрузке, а также для свивки с волокнами манильской пеньки более низкого качества[80]. Среднее удлиннение 12%[68]:435. Напоминает волокно джута и является его заменителем, хотя по мягкости и эластичности и уступает джутовому волокну. Волокно кенафа блестящее, окраска его желтоватая или коричневатая[68]:438.

- Пенька конопляная — изготовляют из обработанных мочалистых волокон конопли. Пеньковые тросы — тоньше и мягче манильских. Они без труда пропитываются смолой. Мокрые бельные пеньковые тросы плохо сохнут и легко загнивают, так как тонкие волокна активно поглощают влагу. Поэтому пеньковые тросы, предназначенные для использования на судах, предварительно смолят. Смола уменьшает прочность троса на 15—20 %, но вместе с тем и продлевает срок его службы, так как предохраняет от гниения. Несмолёные тросы из высококачественной пеньки — прочнее тросов из других материалов, за исключением нейлоновых. Однако манильские тросы высокого качества — прочнее смолёных пеньковых, хотя пенька — и долговечнее волокон абаки[84]. Смоленые канаты более практичны в работе при низких температурах, меньше подвержены гниению, но прочность их на 10 % меньше бельных, а масса — на 16—18 % больше. Мокрые пеньковые канаты укорачиваются на 8-12 % и теряют в прочности до 20 % по сравнению с сухими[66]:103. Пеньковый растительный трос впитывает влагу, становится тяжелым и жестким[85]. В СССР пеньковые канаты выпускались в соответствии с ГОСТ 483—55[86]:23, который был заменён на ГОСТ 483—75, а тот — на ГОСТ 30055—93[87]. Медиафайлы по теме Пеньковые тросы

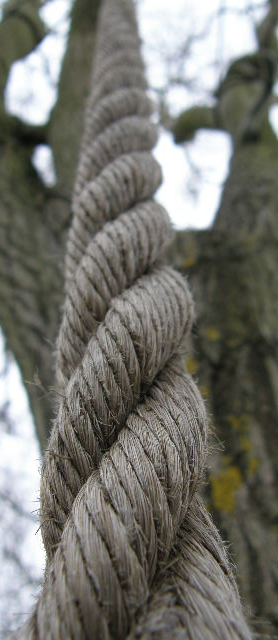
Манильская пенька

- Пенька манильская — сырьём для манильских тросов служат сосудистые волокна черенковой части листьев бананов вида Musa textilis (другое название — «абака»). Манильский трос легко узнать по пятнистой поверхности, которая образуется при изготовлении от сочетания коричневых и золотистых волокон[88]. Самые прочные и эластичные из всех растительных канатов. Не тонут в воде, мало подвержены гниению[66]:103. Эластичен и под влиянием влаги не теряет этого свойства, намокает медленно и поэтому не тонет в воде[85]. Главный недостаток манильских и кокосовых тросов — быстрая изнашиваемость[63]. Изделия из манильской пеньки вывозятся через порт Маниллу (Филиппинские острова), почему пенька и получила название «манильской»[89]. Манильский трос обычно не смолят, так как он мало подвержен гниению от сырости[31]:517. Манильская пенька гораздо легковеснее пеньки[79]:3, в силу чего манильские канаты плавают на воде[52]:531.

- Рами — волокно из рами характеризуется высокой крепостью, выше чем у кендыря, и большим сопротивлением износу. Стойко по отношению к гниению, в воде не грубеет, но разведение и обработка чрезвычайно трудоемки[64].

- Сизаль — изготовляют из волокон мясистых листьев различных видов алоэ, в частности вида Agave var. sisalana[88]. Сизальские канаты имеют светло-желтый цвет. По крепости они примерно равны пеньковым бельным, но несколько легче их и меньше подвержены гниению[66]:103. Эластичны, как манильские тросы, но уступают им в прочности, гибкости и влагостойкости, в намокшем состоянии становятся хрупкими[90]:6.

- Хворост — хворостянные тросы редкое применяются, изготовляются из лучшего ивового или березового хвороста не толще одного пальца[91][92]. Применяют для вязки тюфяков, скрепления хворостяной кладки и т. д. Изготавливают из отборного тонкого хвороста с перевязками вицами или проволокой через каждые 0,2-0,3 м, диаметр каната 0,1-0,15 м.[93].

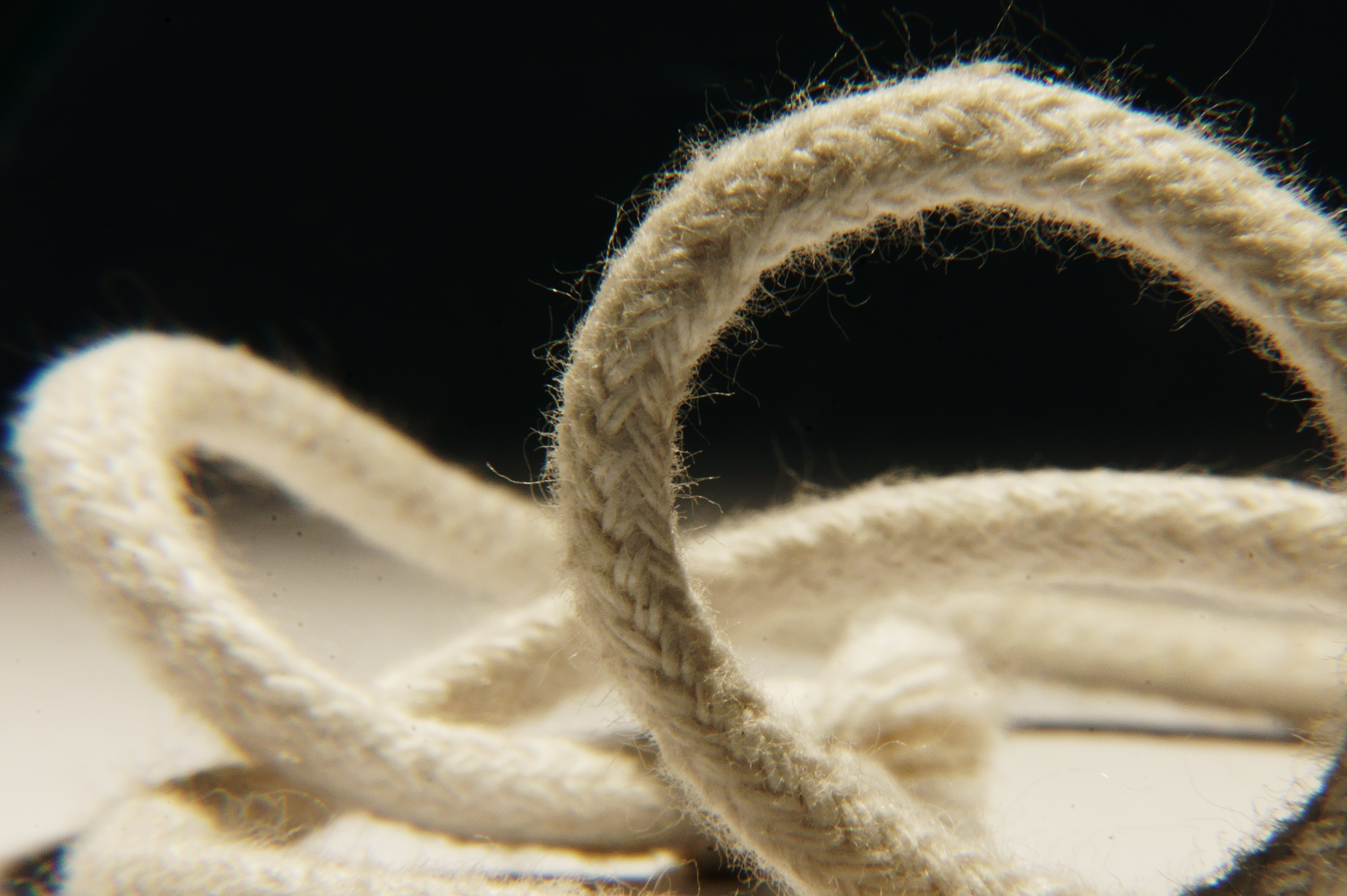
Хлопчатобумажный трос

- Хлопок — прочность вдвое меньше прочности манильских. Хлопчатобумажные тросы — очень мягкие и гибкие. Их легко травить, они хорошо работают в блоках, но хлопковые тросы сильно растягиваются и, кроме того, очень чувствительны к плесени[84]. Быстро приходят в негодность, поэтому применяются на судах лишь для хозяйственных целей. Из-за дешевизны хлопчатобумажные тросы довольно распространены на маленьких спортивных судах[63]. Установлено, что хлопчатобумажные тросы являются самыми слабыми из всех растительных тросов[94]. Их легко мыть и при этом они не «обжигают» руки, когда лошадь пугается[69]. Зрелое волокно хлопка содержит 95 % целлюлозы[60]:9. Медиафайлы по теме Хлопчатобумажные тросы

Другие растительные тросы
Гибискус, Индонезия, около 1910
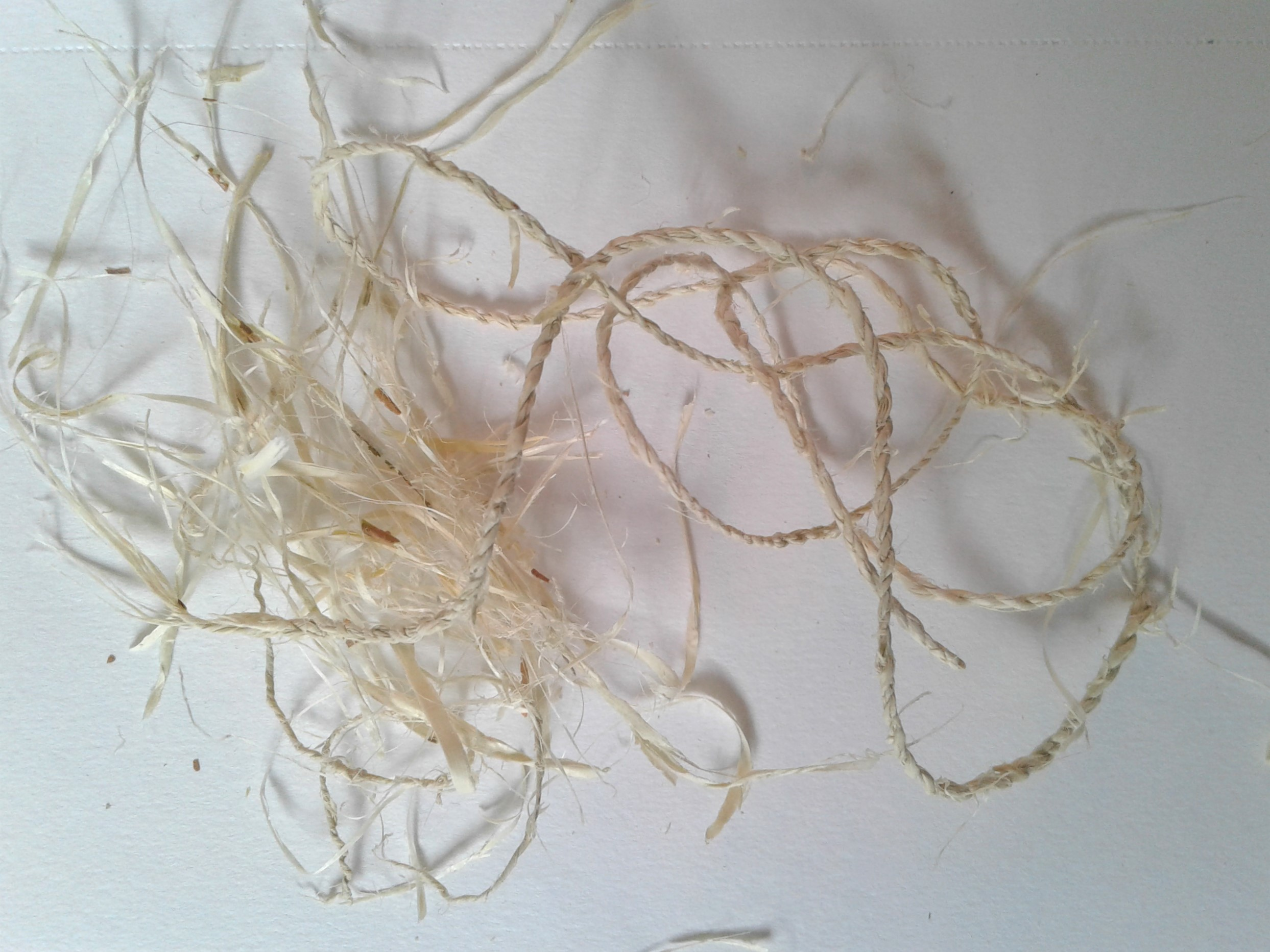
Клен и шелковица
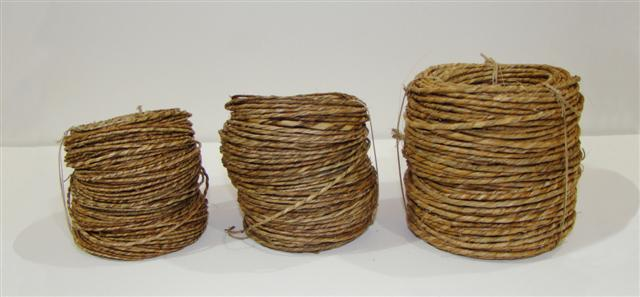
Рафи, мастерская Tramando Artes
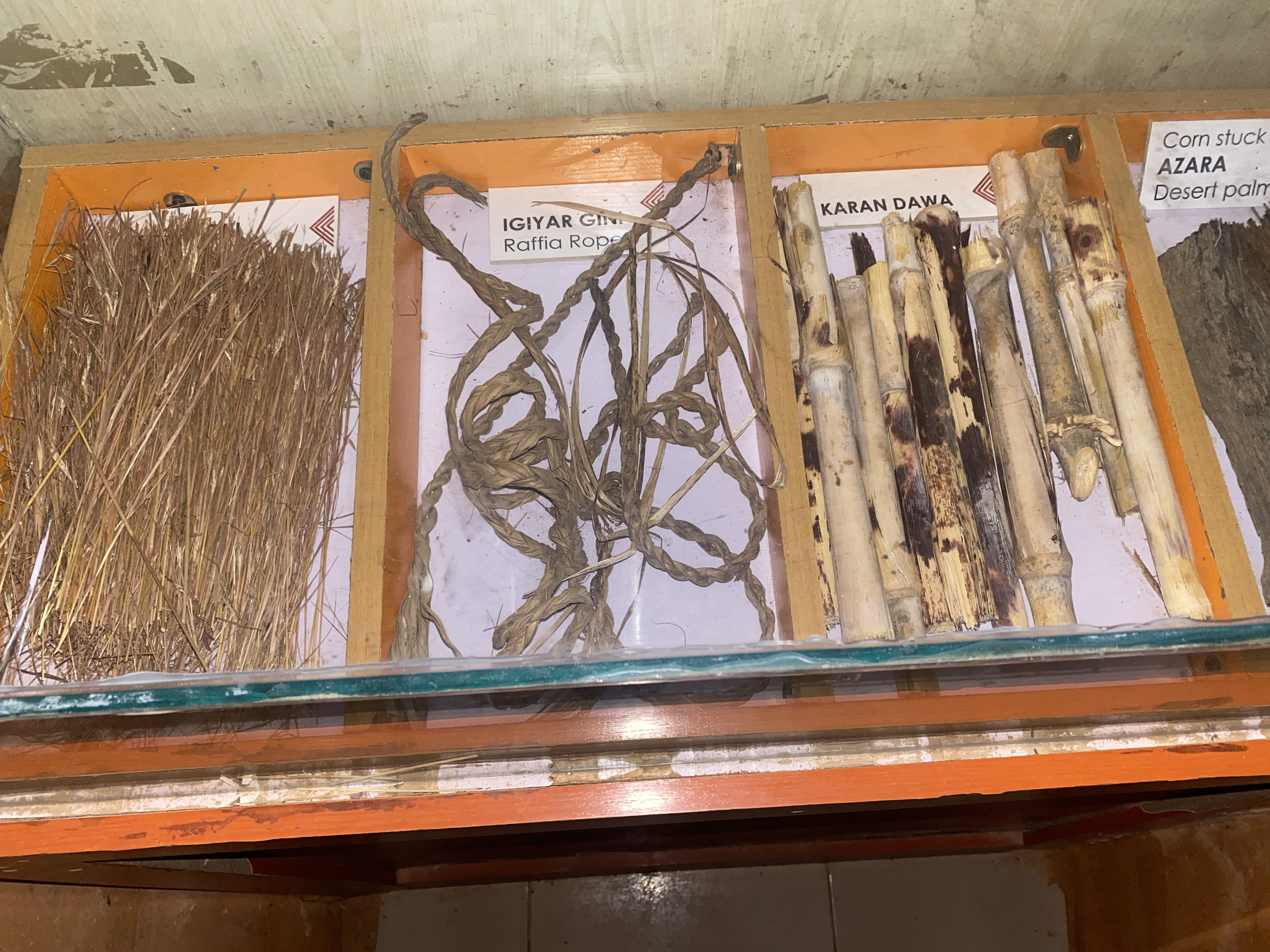
Рафия (пальма), en:Gidan Makama Museum Kano
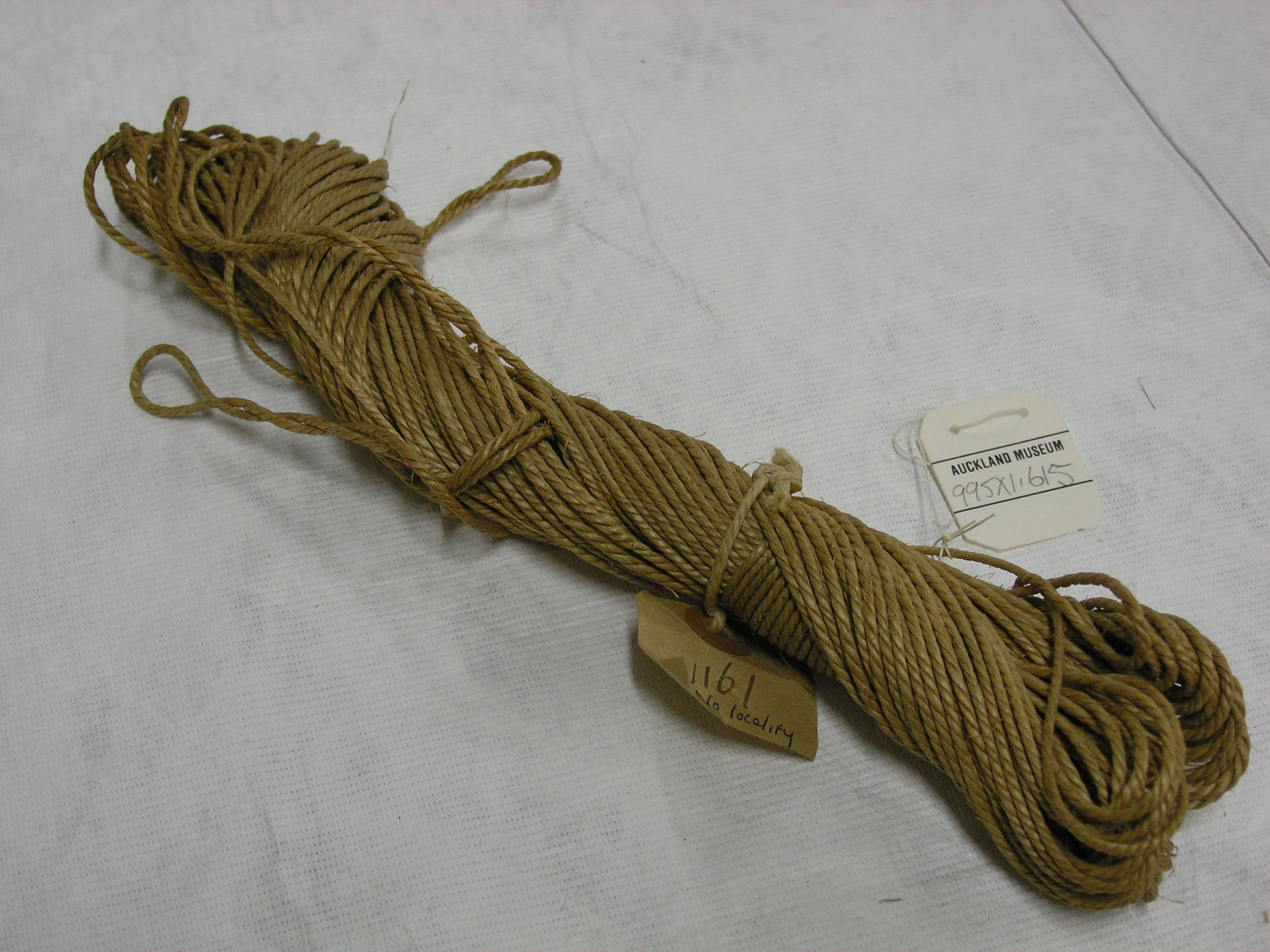
Рижская пенька 75%, Новозеландский лён 25%, Оклендский военно-исторический музей, 1927
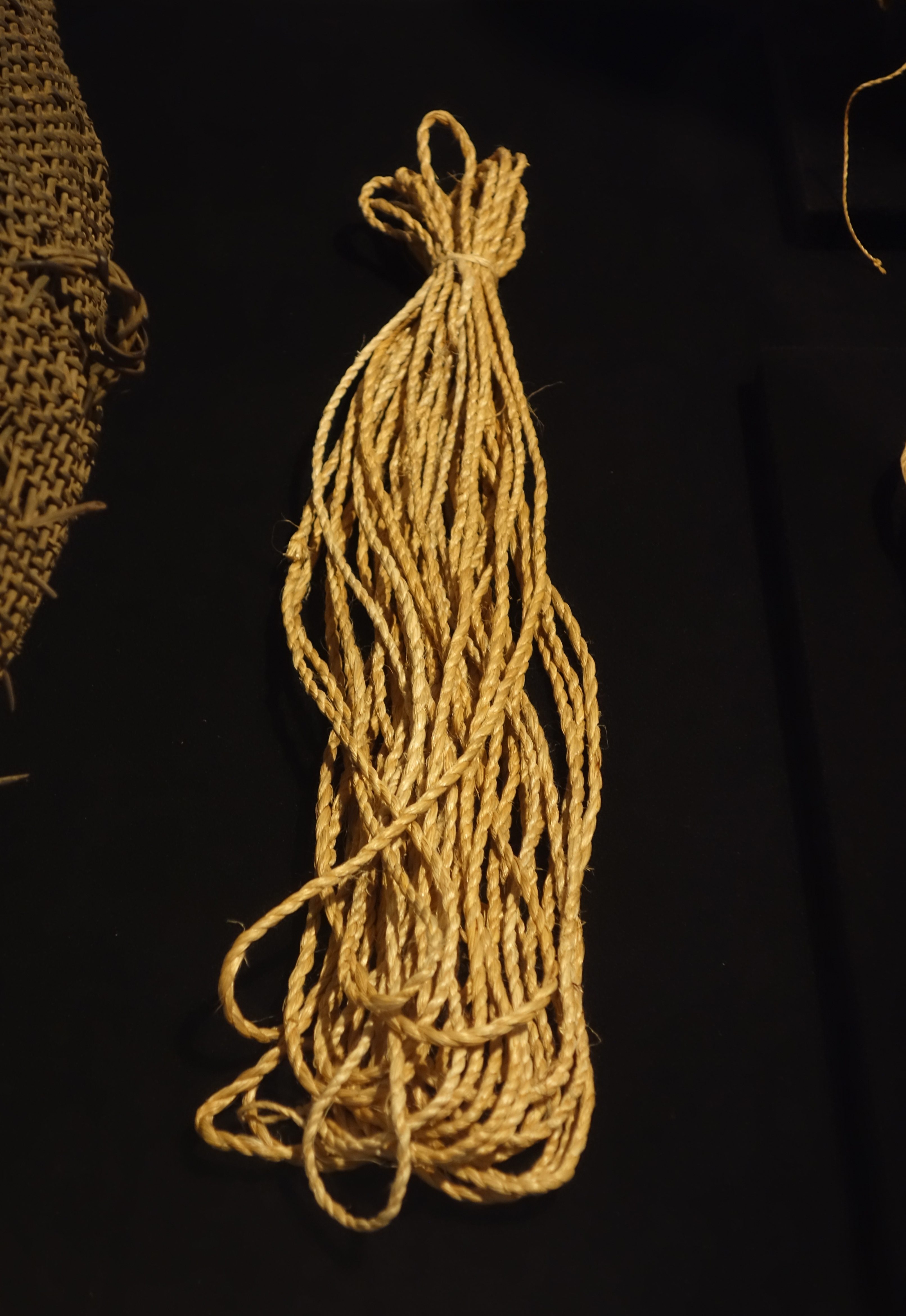
Новозеландский лён
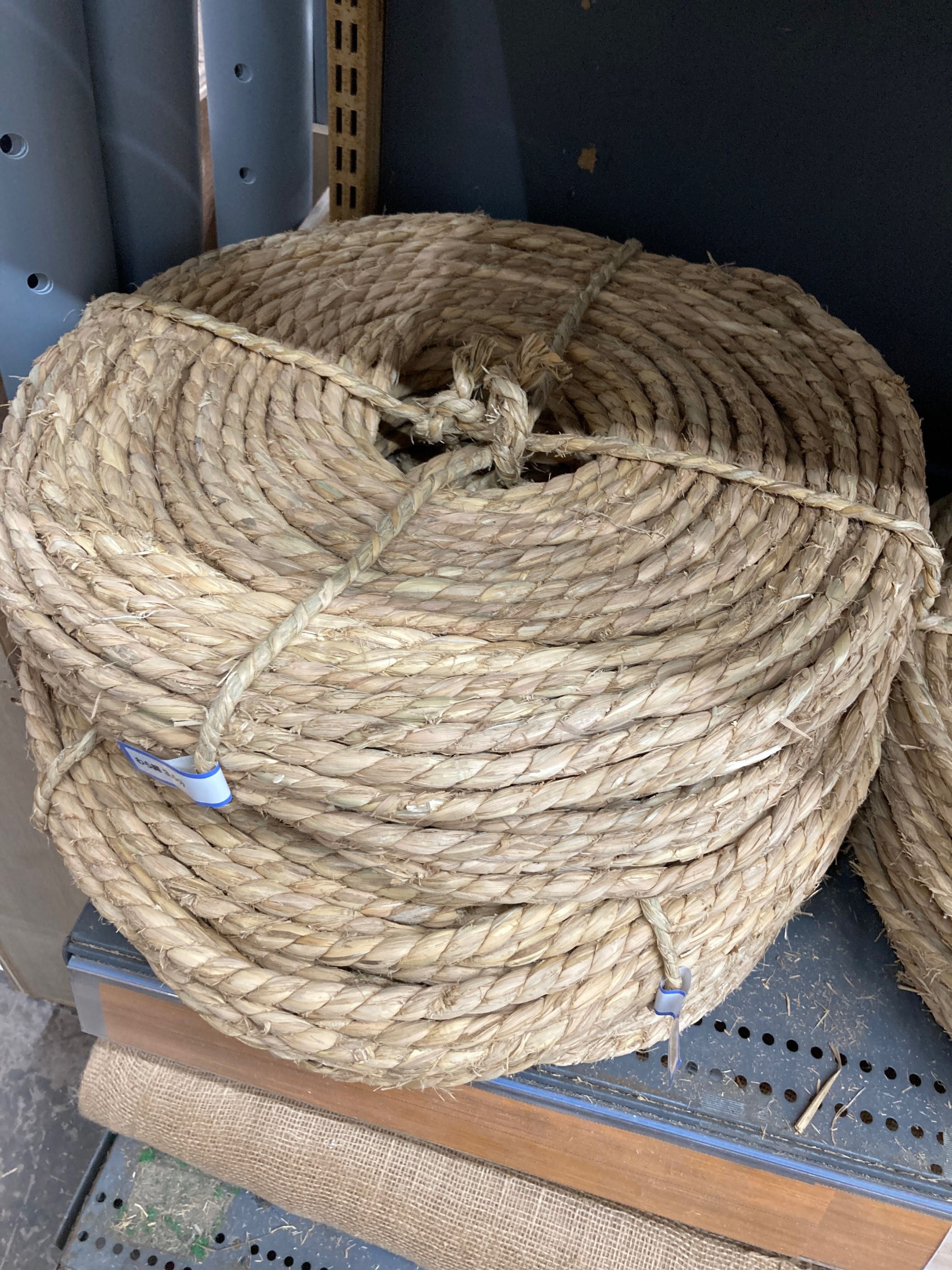
Соломенно-рисовая веревка
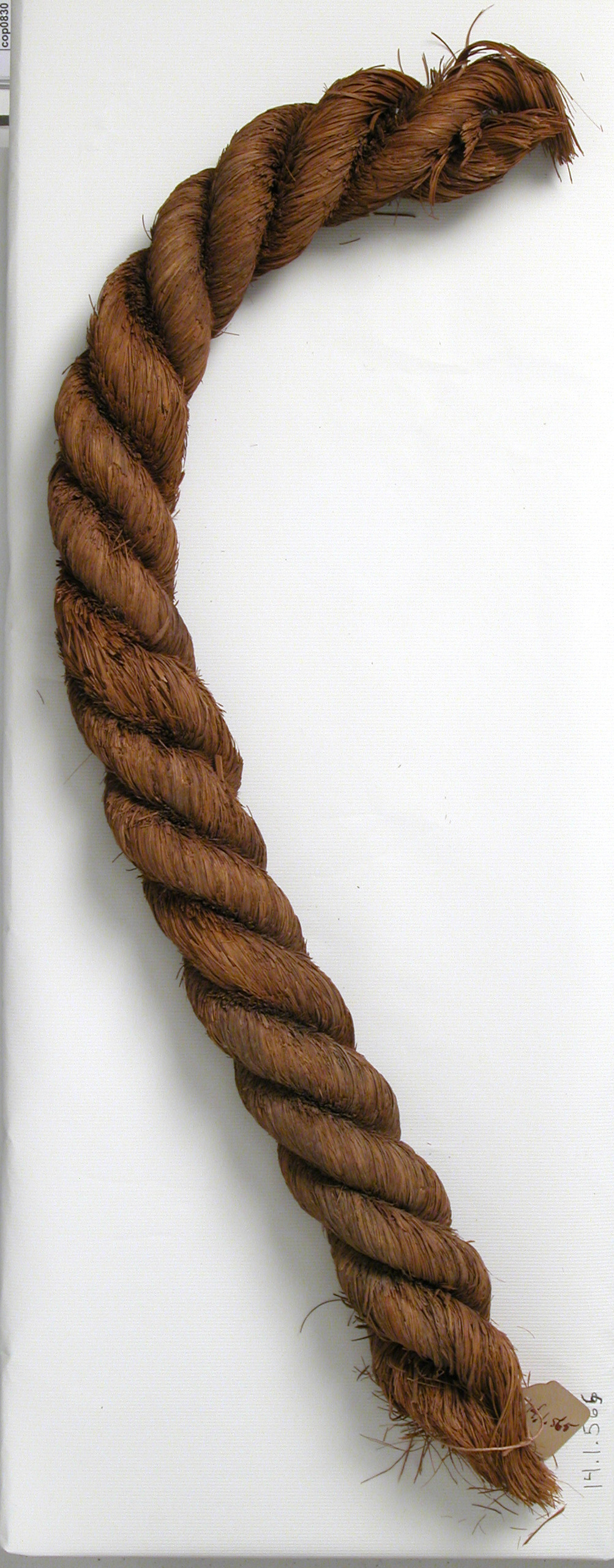
Halfa grass
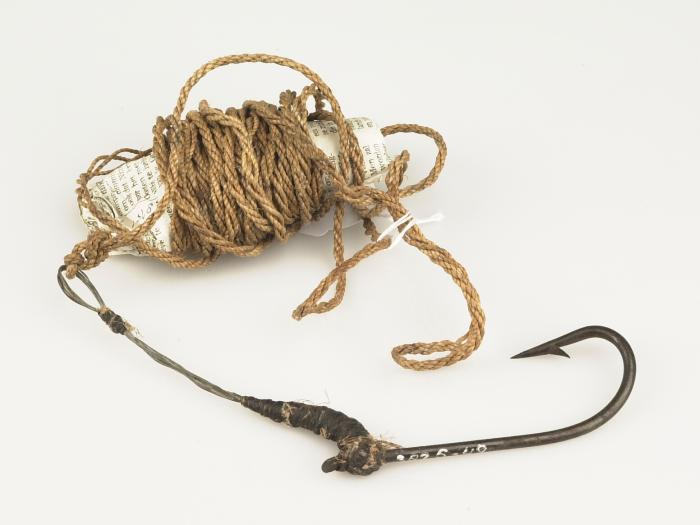
Murisi

#### Синонимы растительных тросов

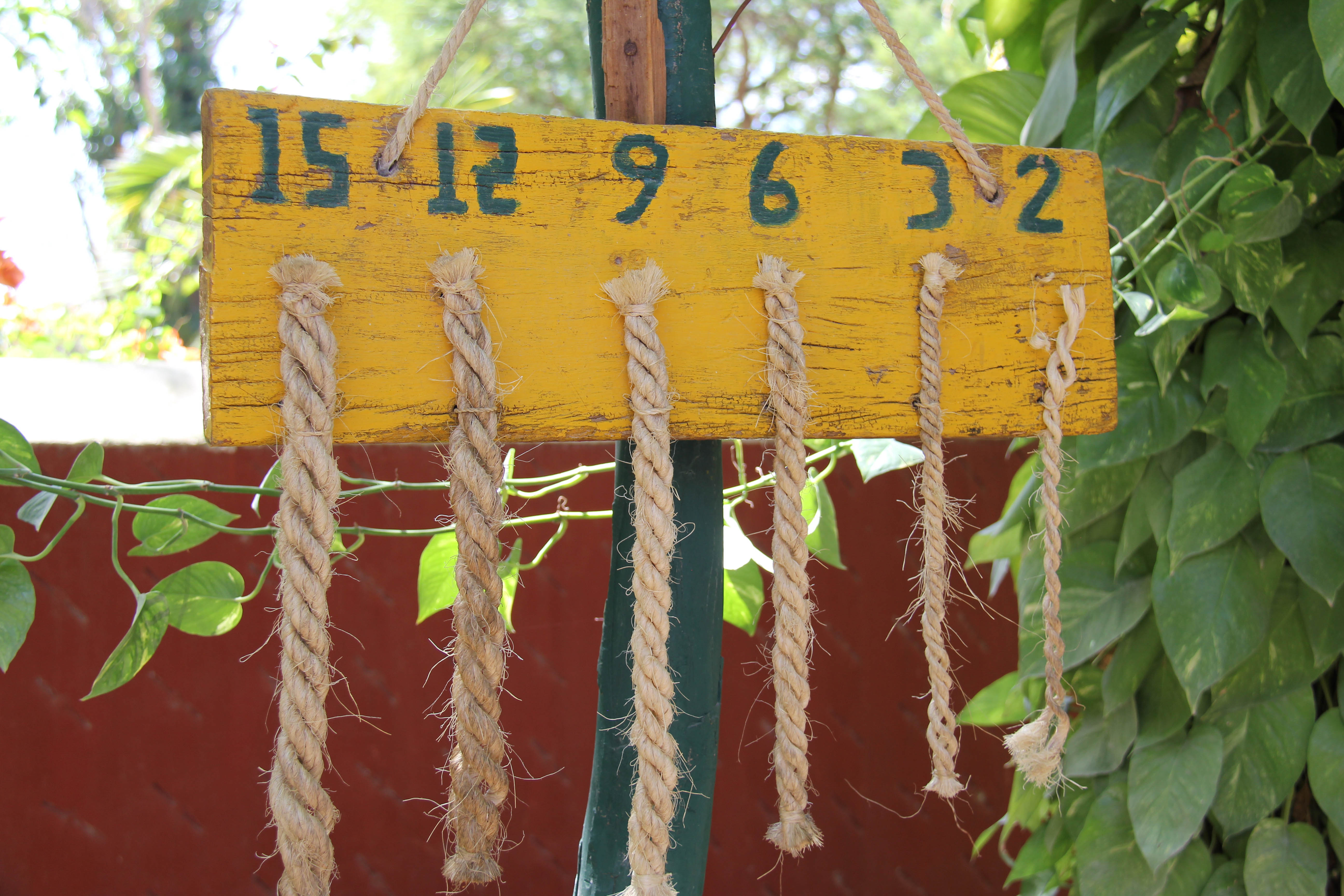
толщина тросов от количества каболок

- Трос диаметром 1—16 мм называют «шнуром»[95]
- Трос до 25 мм называют «линём»[96][97]
- Трос 25—100 мм  специальных названий не имеет[97]
- Трос 100—150 мм называют «перлинем»[96] (диаметром 4—6 дюймов[98])
- Трос 150—350 мм называют «кабельтовым»[96] (6—13 дюймов[98])
- Трос свыше 350 мм называют «канатом»[96][97][11](более 13 дюймов[98])

При увеличении диаметра канатов, наблюдается увеличение потери прочности:325.
Интересно, что 25 мм — это окружность толстого карандаша, 100 мм — юбилейного рубля, 200 мм — гранёного стакана.

#### Химический состав
Наряду с целлюлозой в волокнах содержатся в небольших количествах так называемые вещества спутники, которые могут увеличивать жесткость и ломкость волокон, а также снижать их способность окрашиваться. Соотношение содержания целлюлозы и спутников в разных волокнах растительного происхождения различно. Это в значительной степени определяет и различия в их свойствах.
| Волокно                  | Целлюлоза | Гемицеллюлозы | Лигнин | Пектины |
| ------------------------ | --------- | ------------- | ------ | ------- |
| Кенаф(бомбейская пенька) | 44—57     | 21            | 15—19  | 2       |
| Джут                     | 51—84     | 12—20         | 5—13   | 0.2     |
| Рами                     | 68—76     | 13—15         | 0.6—1  | 1.9—2   |
| Пенька                   | 70—92     | 18—22         | 3—5    | 0.9     |
| Лён                      | 60—81     | 14—19         | 2—3    | 0.9     |
| Хлопок                   | 82—96     | 2—6           | 0.5—1  | 5—7     |
| Сизаль                   | 43—78     | 10—13         | 4—12   | 0.8—2   |
| Койр                     | 36—43     |               | 41—45  | 3—4     |
| Манилла                  | 64—65     |               | 30     |         |
| Дерево                   | 45—50     | 23—30         | 27     | 2—2.25  |

### Животные тросы
Основным веществом, составляющим натуральные волокна животного происхождения, являются синтезируемые в природе животные белки — кератины и фиброины:10.
Веревка из кожи
- Кожа — кожаный трос свит из тонких сыромятных ремешков[102]. Изготовление веревок из ремней (ременные веревки) стало развиваться преимущественно у скотоводческих народов и у охотников на морского зверя. Первым ременные веревки были необходимы для арканов и упряжи, вторым — для гарпунного снаряжения и оснащения лодок[103]. В хозяйстве северных народов отмечается большая потребность в ремнях разной ширины, ременных веревках. Они нужны для проведения охоты и рыбной ловли, изготовления упряжи. Для ловли дикого оленя нганасаны использовали сети из веревок, которые плели из четырех ремней наподобие аркана. На изготовление сети требовалось 30—40 оленьих шкур. Много сыромятных ремней (обычно из шкуры дикого оленя) требуется для оленьей сбруи. Для перевозки одного чума необходимо до 25 (а летом до 30) комплектов упряжи. На веревки идет шкура тощих летних быков. Для плетения веревок полоски кожи не вытягивают[104].
- Паутина — каркасная нить паука Araneus diadematus имеет высокую эластичность (способна растягиваться на 30-35 %) и высокую прочность предельное напряжение на разрыв составляет 1,1-2,7 ГПа. Выделяет очень большое количество теплоты при быстром растяжении и последующем сокращении: энергия, выделяемая в единице объема, составляет более 150 МДж/м3. Когда паутина намокает, она сильно сокращается. Современные технологии позволяют внедрить гены, кодирующие белки паутины, в различные живые организмы, например в бактерии или дрожжи. Эти генетически модифицированные организмы становятся источниками искусственной паутины[105]

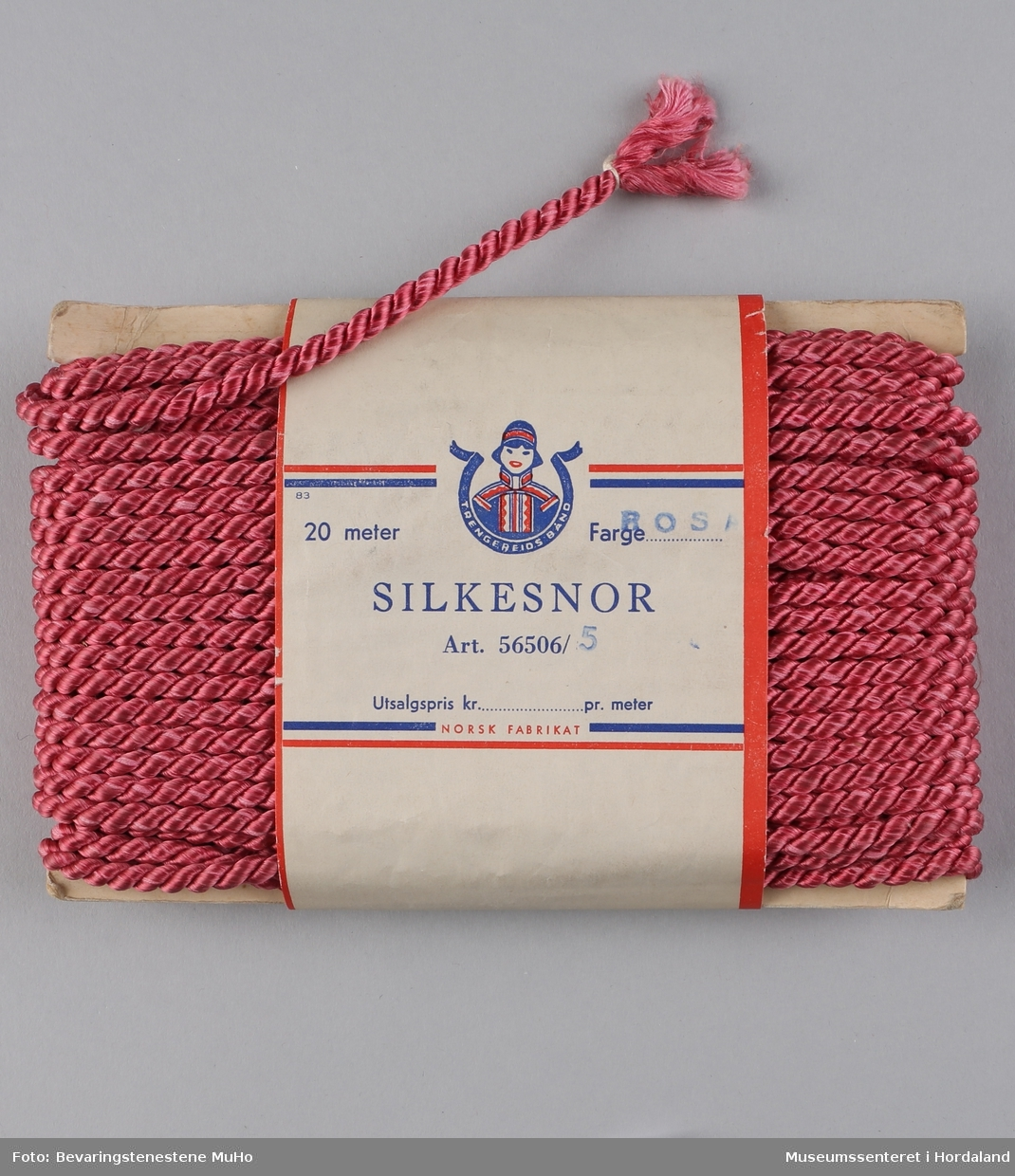
Шёлковый шнур

- Шёлк натуральный — представляет собой застывшую нить, полученную от выделения железы гусениц бабочек-шелкопрядов. Тонину шёлка колеблется от 8 до 26 μ, временное сопротивление от 4 до 53 кг/мм2, при удлинении в момент разрыва в 25 %. В 1 т шёлка может заключаться до 3000 м коконной нити. Шёлк хорошо впитывает воду и при воздухе, насыщенном водяными парами, может впитать до 30 % воды. Отличаются большой прочностью и лёгкостью, однако, применение ограниченно ввиду его дороговизны и небольшого срока службы[46]:250. По японским данным, самую большую силу сопротивления разрыву из всех видов ниток имеет шелковая нитка[89]. Основным веществом волокна шелка является фиброин[60]:5. Медиафайлы по теме Шёлковые тросы
- Шерсть — в домашнем производстве калмыков широкое применение нашли шерстяные нитки из овечьей или верблюжьей шерсти. Самыми прочными считались верёвки, свитые из конского волоса[106]. Из конского волоса верёвки совершенно не режут руки пеньковые же или синтетические верёвки сильно режут руки, сдирают кожу с ладоней[107]. Не мерзнет на холоде, так как вода с волоса скатывается и сам волос не намокает[89]. Предел прочности равен 13—22 кг/мм2[48]. Шерсть менее прочное волокно, чем хлопок в мокром состоянии волокна на 30% теряет прочность удлинение при разрыве составляет 25-40%[35]:104. Примесь волоса к другим волокнистым материалам (конопле, шерсти) придавала прочность таким изделиям, как веревки, вожжи[108]:55. Монголы запрещают перешагивать через веревку, сделанную из шерсти барана или верблюда[109]. В пустынных районах полезно обкладывать место стоянки волосяной веревкой; эта мера позволит избежать проникновения в лагерь змей[110]. Основным веществом волокна шерсти является кератин[60]:11.

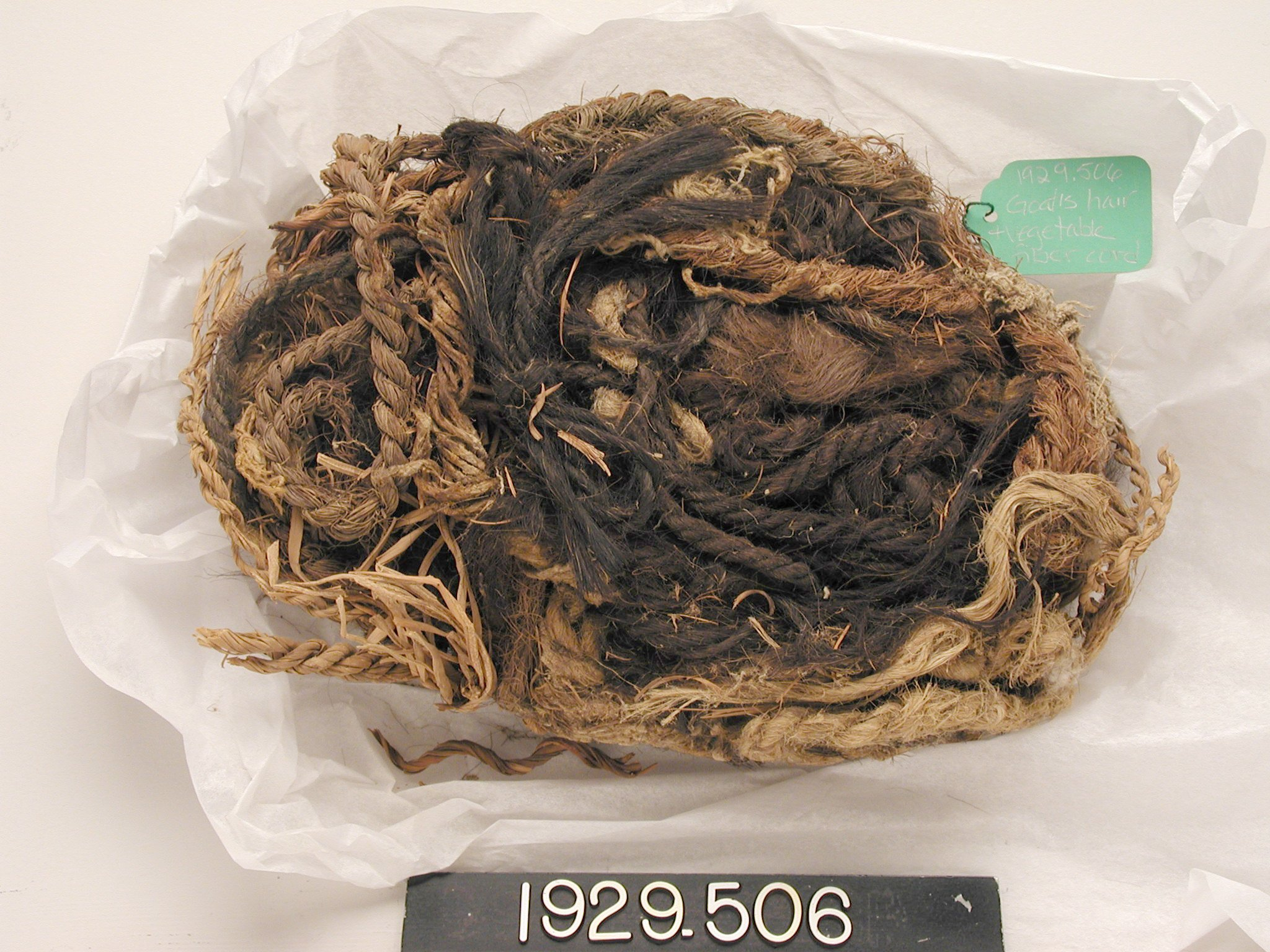
Веревка из козьей шерсти
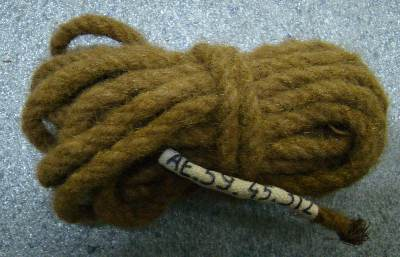
Обезьяннья шерсть
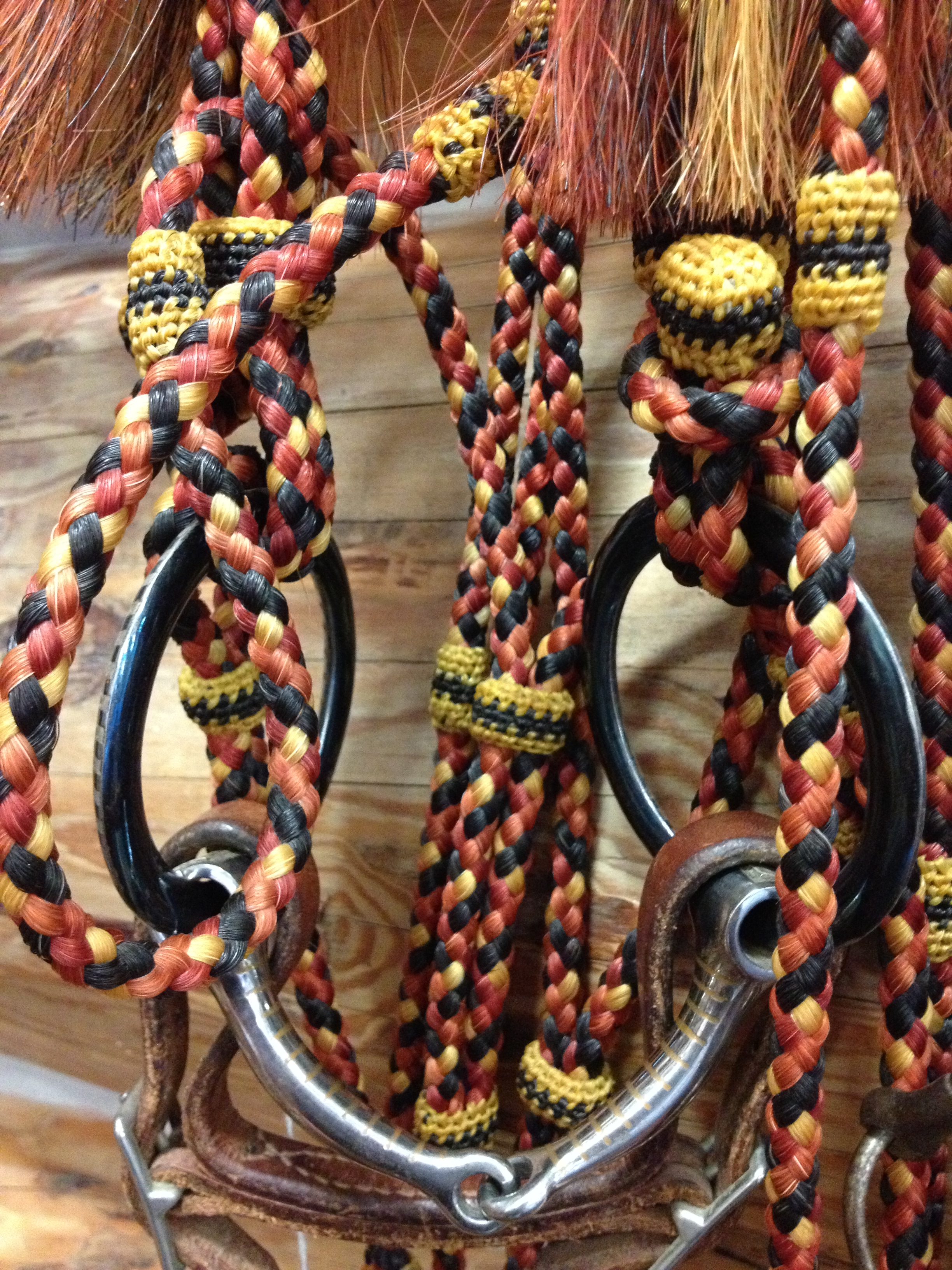
Узда из конского волоса изготовленная в тюрьме штата Монтана около 1960
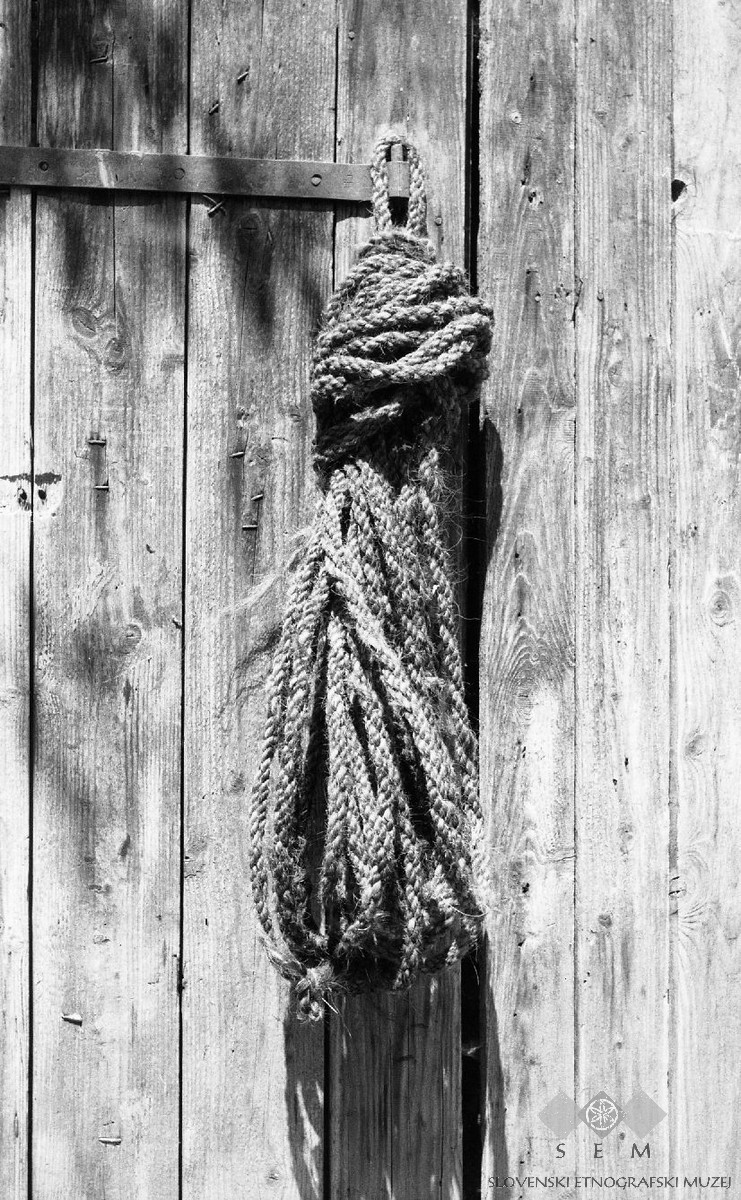
Веревка из концов коровьих хвостов
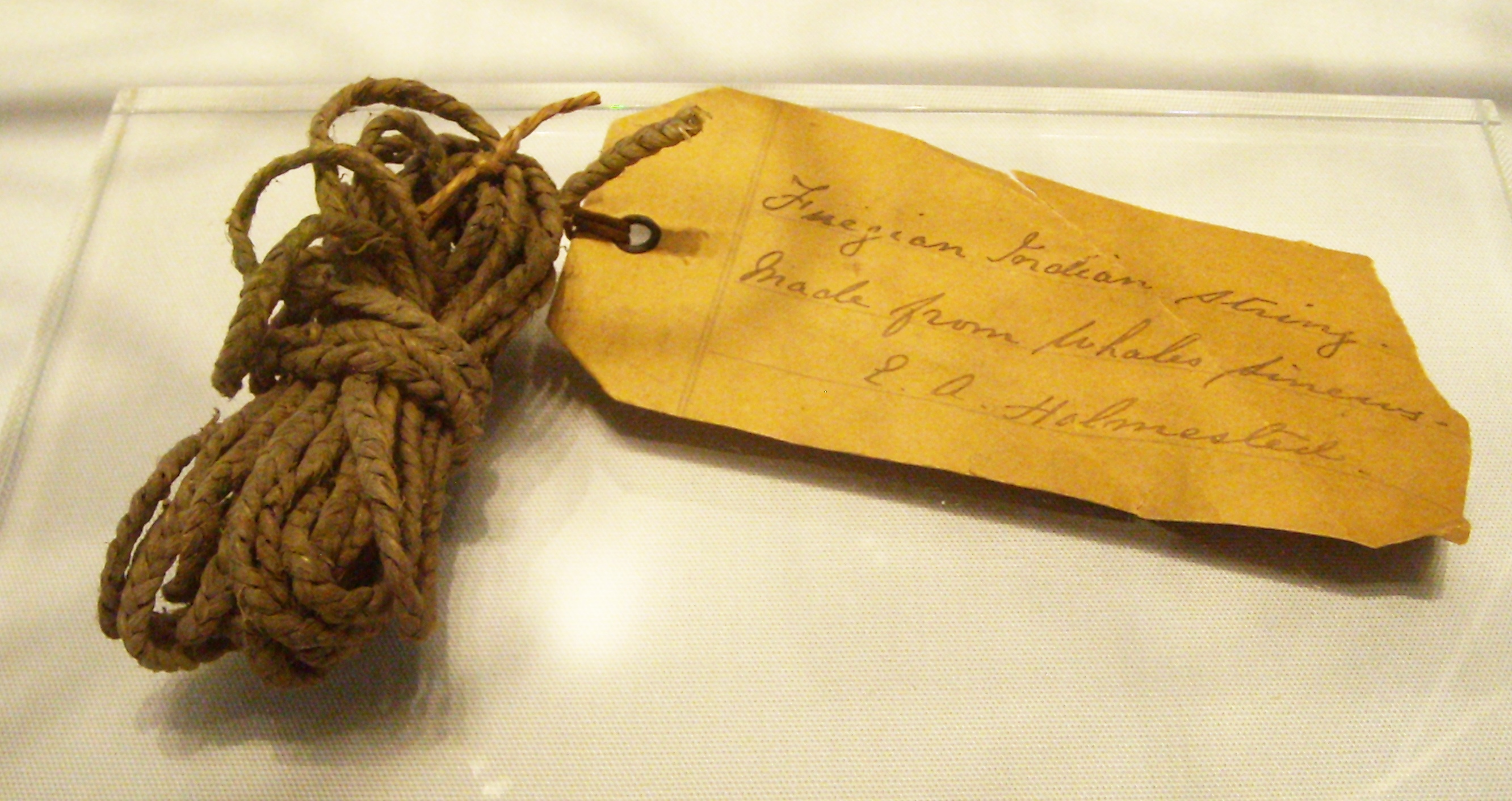
3х прядный плетеный шнур из китовых жил

### Искусственные тросы
Природные полимеры (ацетат, вискоза) из-за значительной потери прочности при намокании обычно не используются в рыболовстве.
- Каучук — резиновые шнуры изготовляются из натурального каучука. Хлопчатобумажная оплетка предохраняет пучок резиновых нитей от внешних воздействий, но в то же время она утяжеляет растягивающуюся систему и ставит некоторый предел растяжению резины. Неоплетенные шнуры легче, больше растягиваются, но менее защищены от внешнего воздействия. Применяются в качестве растягивающейся системы[46]:311, уплотнения неподвижных разъемных соединений, защиты полостей от пыли, грязи[111].

### Синтетические тросы
Синтетические тросы изготовляются из искусственных волокон (капрона, нейлона, дакронa, лавсана, полипропилена). Они имеют значительные преимущества перед растительными по водостойкости, лёгкости, упругости, прочности, долговечности и экономичности (их можно переплавлять). Так, капроновый трос в 2,5 раза прочнее, а в воде в 4 раза легче пенькового несмолёного троса. Тросы из искусственных волокон не обрастают плесенью, кратковременно выдерживают воздействие высоких температур, не боятся масла, нефти. Они более эластичны, значительно легче, не подвержены коррозии и не обрастают микроорганизмами, мало гигроскопичны и стойки по отношению к гниению, а также позволяют значительно уменьшить длину буксирных концов. Нити искусственных волокон напоминают натуральный шелк, они однородны, гладки, эластичны и блестящи, однако менее прочны, чем нити натурального шелка:157. В канаты при их свивании вводится одна цветная каболка. Цвет каболок различный для каждого года выпуска. Цветная каболка в тросах окружностью до 65 мм находится внутри пряди:160.

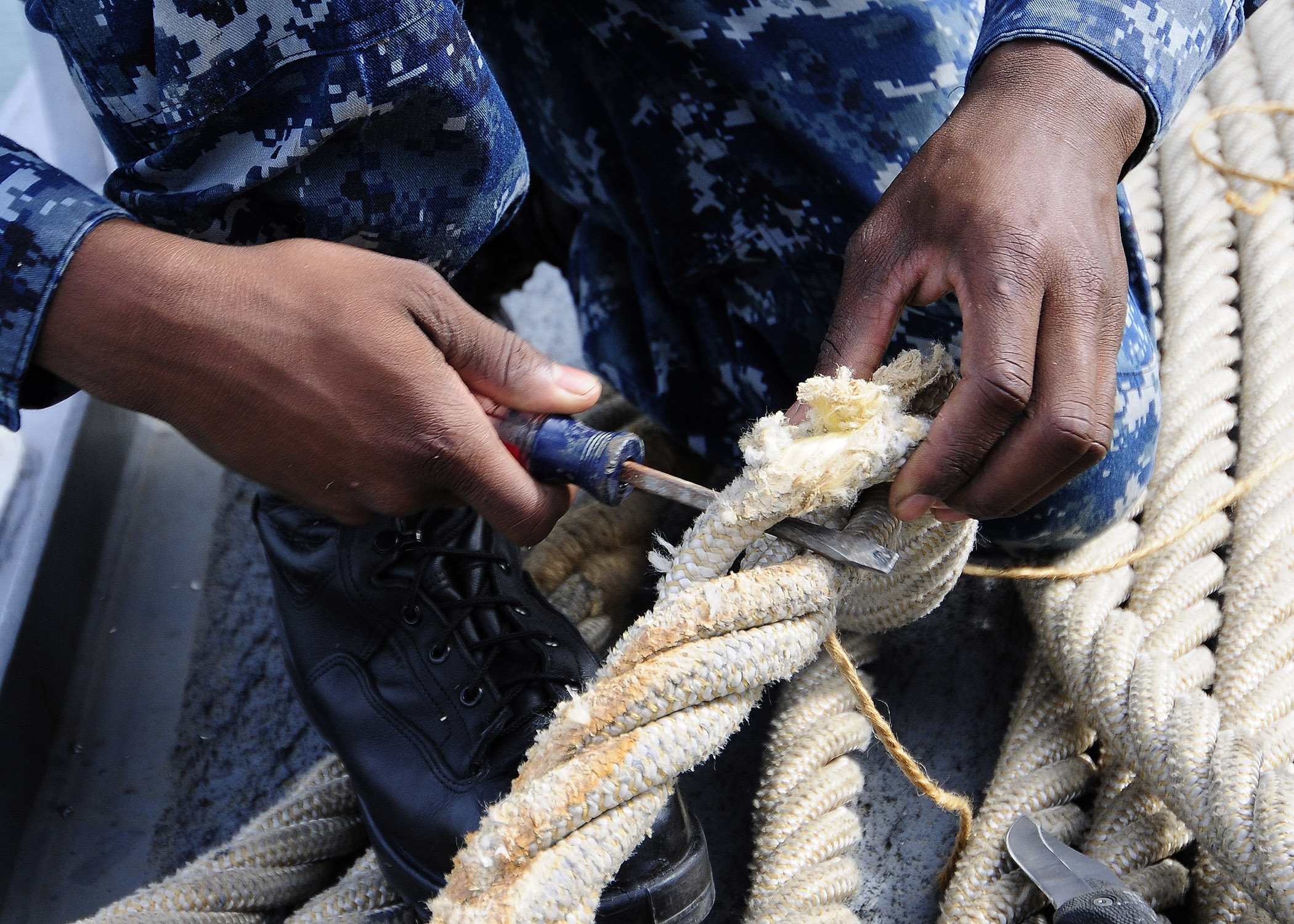
Ремонт кевларового швартова

- Кевлар. Пара-арамидное волокно — разработан компанией DuPont еще в 1965 г. и представляет собой органический полимер, устойчивый к воздействию влаги и гниению. По прочности кевлар в два раза превосходит нейлон, но он менее эластичен, поэтому его использовали для замены стальных фалов[114]. Он прочнее нержавеющей стали, если судить по весу, и почти не растягивается[115].
- Полиамид — РА, амидпласт (нейлон-66, перлон, энкалон, бринайлон, антрон, селон, рилсан).

- Капроновое волокно — основным материалом служит капроновый шёлк. В СССР выпускались по ГОСТ 10293—67:24, который был заменён на ГОСТ 10293—77, а тот — на ГОСТ 30055—93. Имеют шелковисто-белый цвет. При равной прочности они легче пеньковых в пять раз, а стальных в два раза. Прочность в два-три раза больше, чем у растительных, удлиняются, не теряя прочности, до 40 %, мало намокают в воде, сохраняют свои качества при температурах от −30 до +40°С. Не подвержены гниению, срок службы больше, чем у растительных канатов, в два раза:106. Что же касается капроновых подбор, то их основным недостатком является значительное вытягивание в процессе работы, разлохмачивание и распушивание волокон, расположенных на поверхности, и, как следствие этого, сравнительно быстрое их перетирание:210.

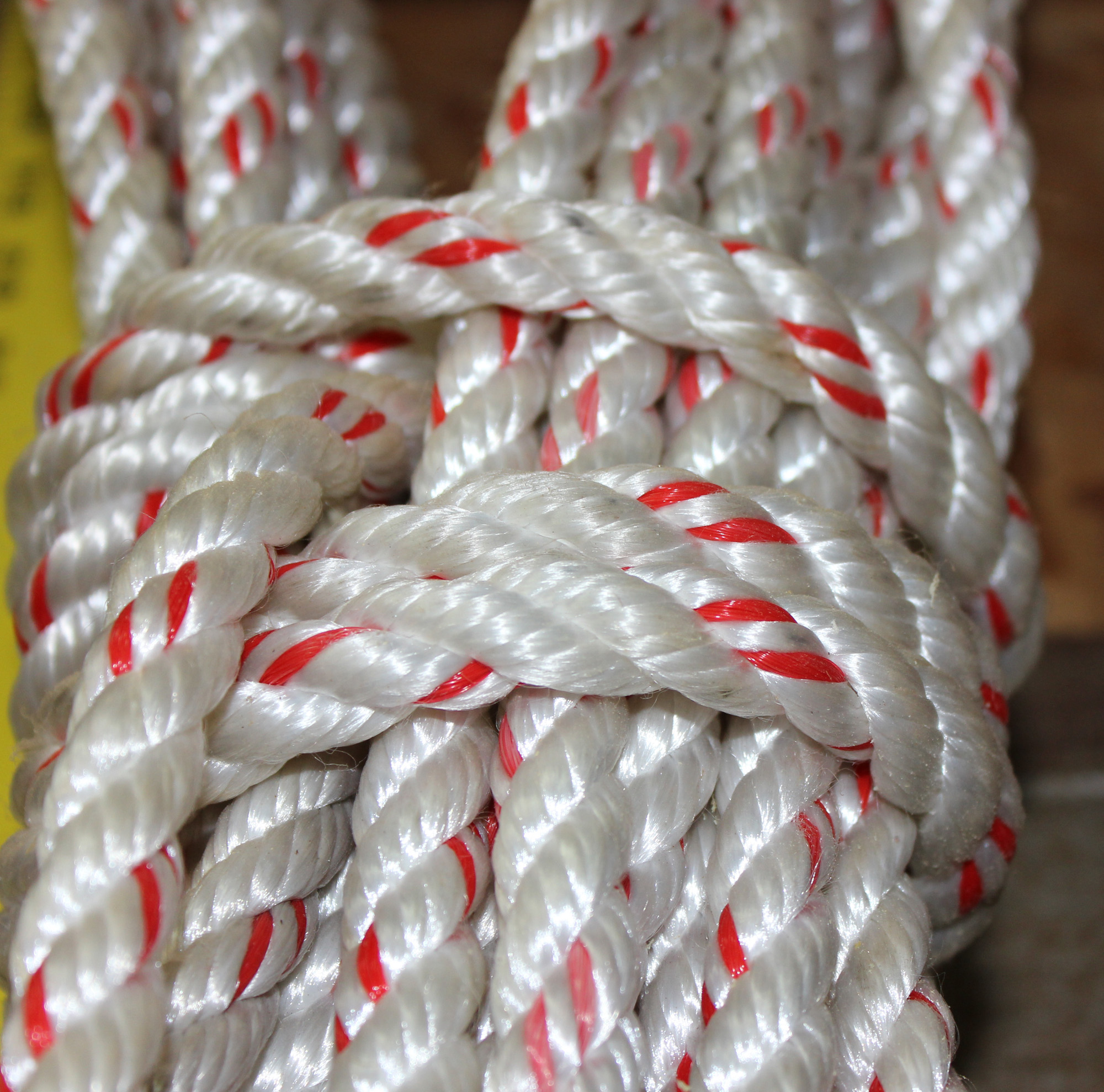
Нейлоновый трос

- Нейлоновое волокно — По прочности нейлоновые тросы приблизительно в 3 раза превосходят манильские тросы высшего качества и примерно в 10 раз тросы из кокоса, несмотря на то, что вес их меньше. Нейлоновые тросы не впитывают воду. Нейлон не гниёт и не преет. С него легко смывается грязь, нет необходимости его протирать перед упаковкой. Температура плавления нейлона-66 равна 265 °C, а нейлона-6 — 215 °C, но повреждения бывают и при более низких температурах. Выпускают также эластичные нейлоновые снасти, которые растягиваются до 30 % длины и возвращаются к первоначальным размерам после снятия нагрузки. Тросы из нейлонового шёлка — очень скользкие, поэтому узлы должны выполняться с особой тщательностью. Труднее всего обращаться с тонкими рыболовными лесками, представляющими собой непрерывную вытянутую нить. Нейлоновые канаты по внешнему виду напоминают шелк, хорошо окрашиваются. По прочности, эластичности, теплостойкости, гигроскопичности равноценны капроновым:106. Медиафайлы по теме Нейлоновые тросы

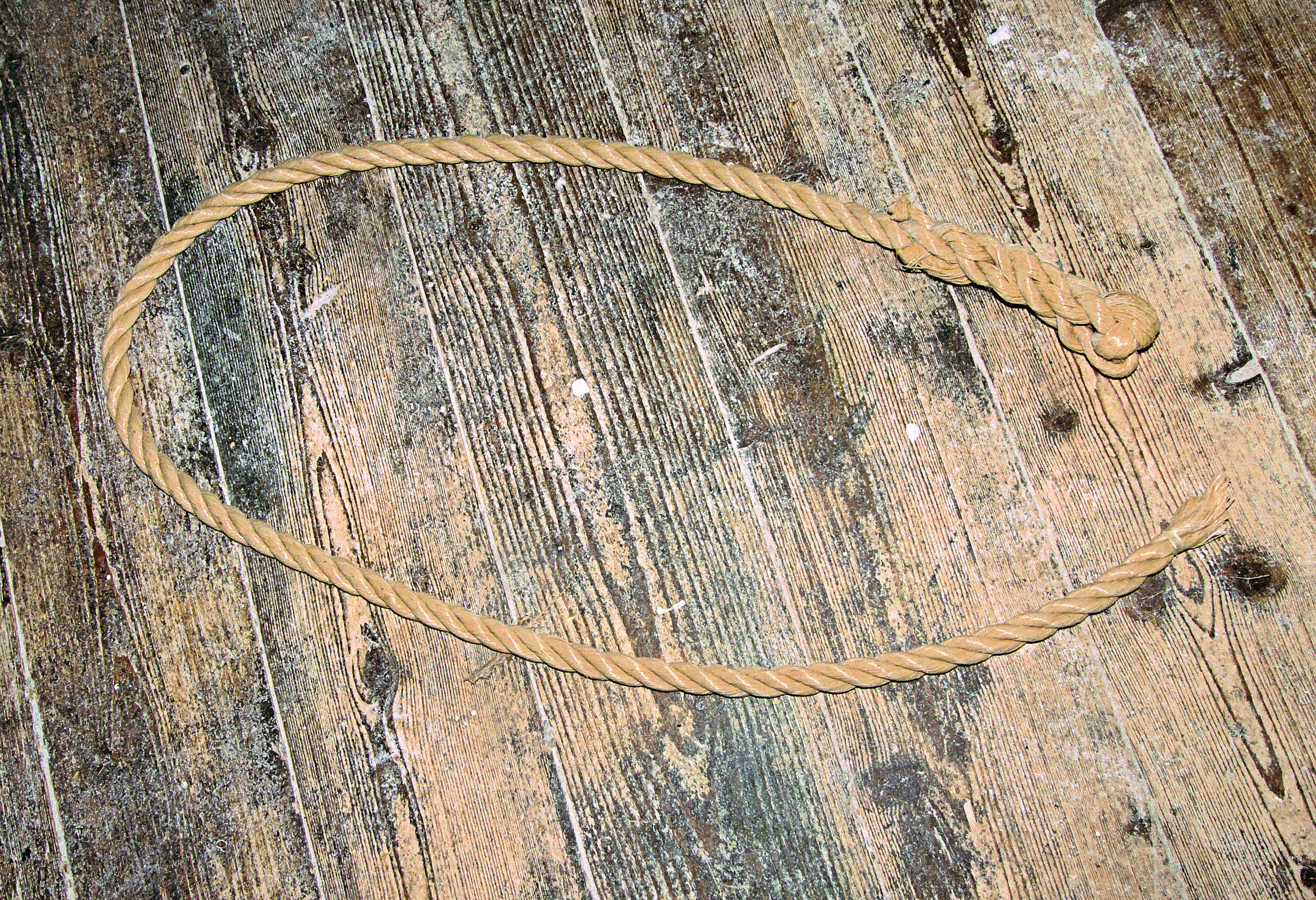
Полипропен

- Полипропен — РР, пропенпласт, полипропилен, мераклон. Полипропиленовые канаты по прочности равнозначны лавсановым, но значительно легче их, не тонут и не намокают в воде. Обладают хорошей устойчивостью к различным кислотам, щелочам и органическим растворителям, но имеют очень низкую температуру плавления (размягчаются при температуре +94°С, при трении быстро оплавляются и разлохмачиваются, поэтому выпускаются чаще плетеными и в комбинации с капроновыми[66]:106. Температура плавления полипропена около 165 °C. Многопрядный трос из непрерывного волокна по прочности почти вдвое превышает манильский трос. Трёхпрядные или сплетённые косицей тросы отличаются низкой стоимостью и используются повсеместно. Широко применяются также тросы из плёночного полипропена с плоскими волокнами из тонкой плёнки. Разрывное усилие у таких материалов — более высокое. Плёночный полипропен не тонет. Мокрый трос сохраняет свою прочность и гибкость. Однако плёночный полипропен быстро изнашивается, поэтому рекомендуется предварительно осматривать утки, кнехты, лебёдки и устранять на них острые рёбра и выступы[118]. Из полипропиленовых волокон в настоящее время изготовляют нетонущие канаты и тросы[119].

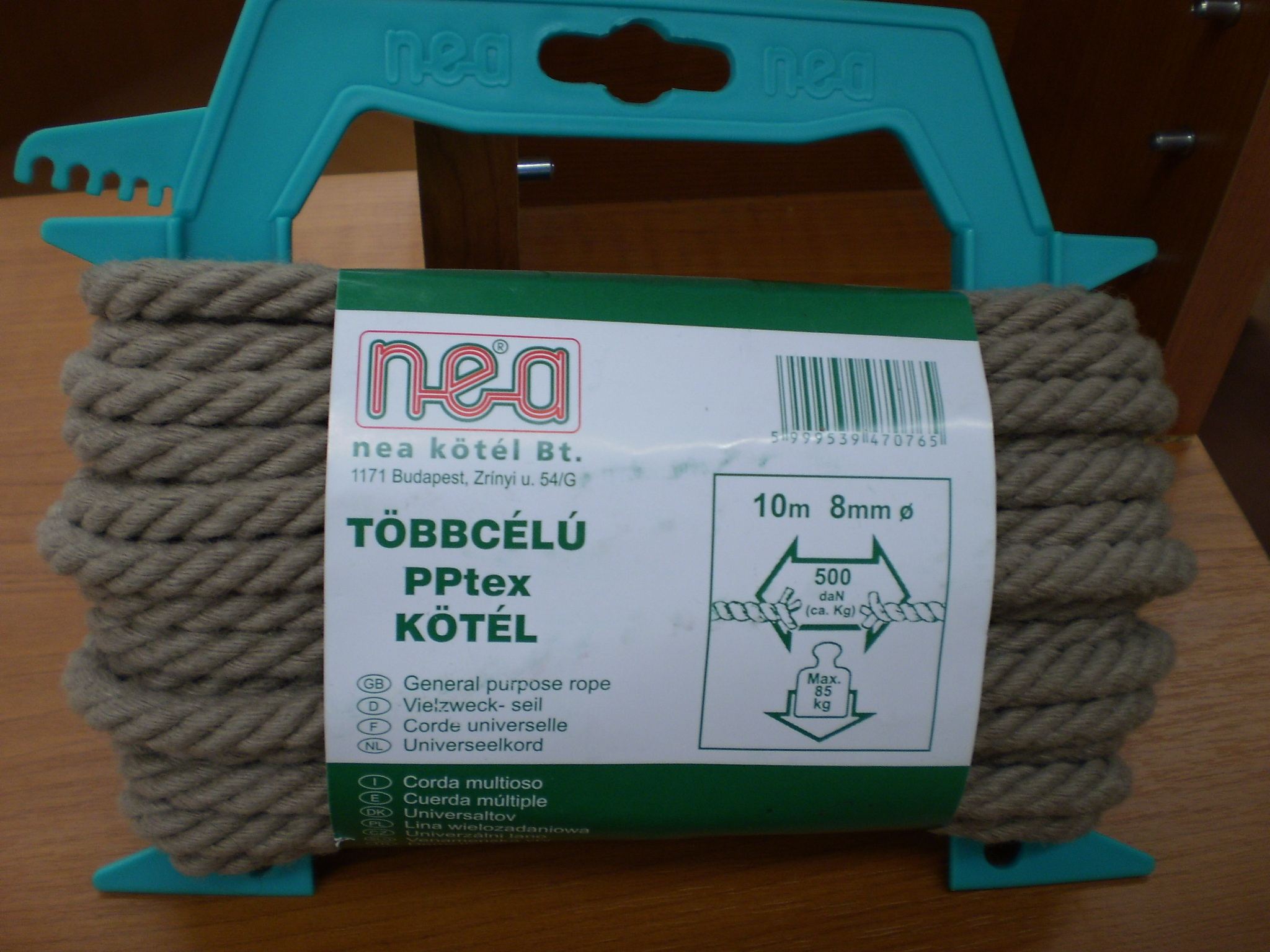
PPtex

- PPtex — Полипропилен. Трос из синтетического материала, похожего на пеньку . Он приятен на ощупь, хорошо выдерживает влагу и долговечен. Обладают положительными свойствами как пеньки, так и полипропилена. Они гладкие, блестящие, и в то же время узлы, завязанные на них, безопасны. Среди многих своих хороших качеств веревки водонепроницаемы, устойчивы к погодным условиям и гниению.

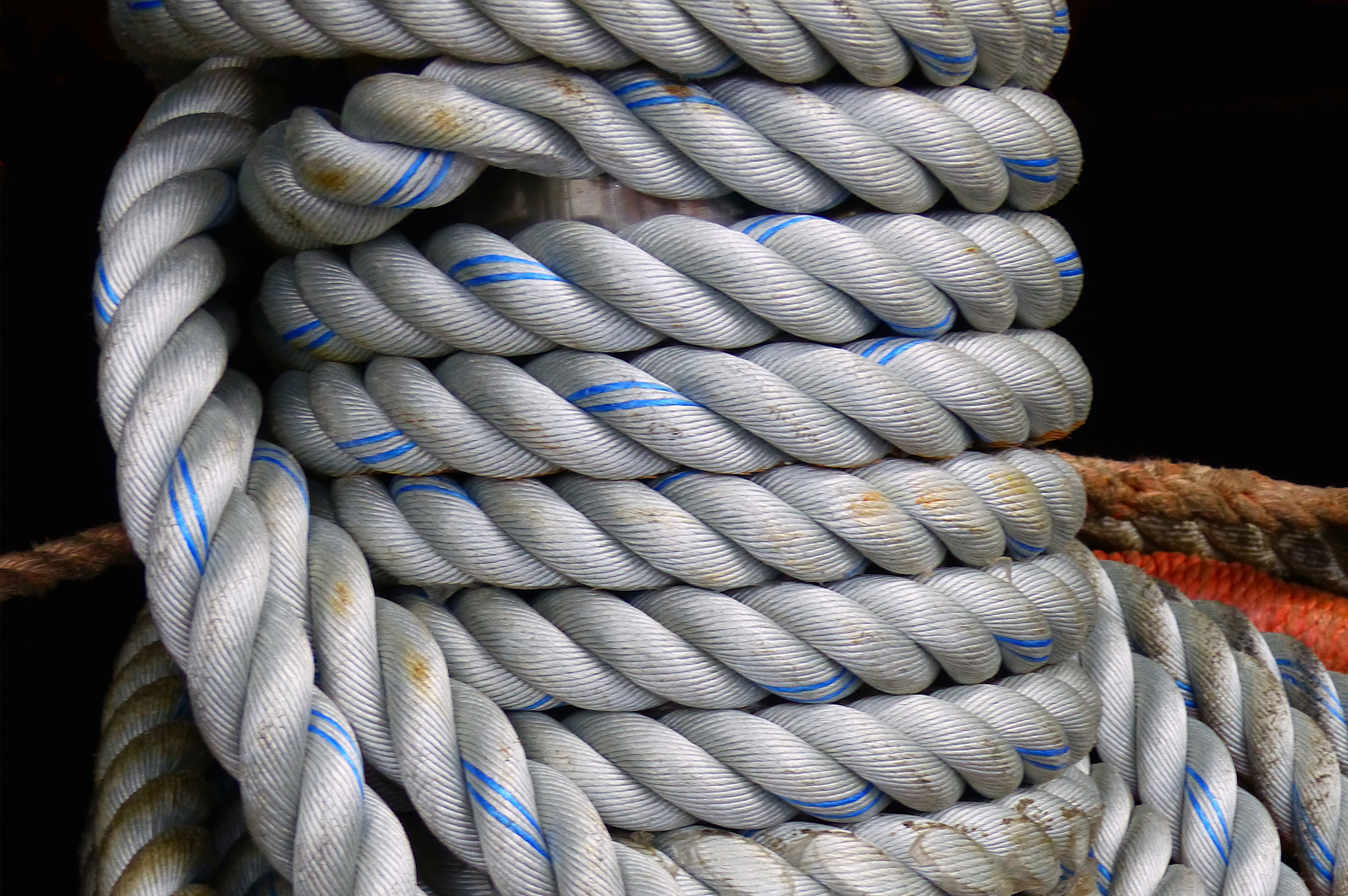
Полиэстеровый Швартов

- Полиэстер аббрев. PETP — Polyethylene Terephthalate Polyester — линейный этиленгликольтере-фталатпласт. Термопласт, температура плавления — 260 °C. Торговые названия: терилен (Англия, Италия, Финляндия), диолен/тревар (Германия), полиэстер (Нидерланды), теторон (Япония), дакрон (США и Турция), тергаль (Франция и Испания), тезил (Чехия). Как и нейлон, полиэстер выпускают как в виде коротковолнистой многонитевой пряжи с мягкой поверхностью, так и тонкого непрерывного полиэстерового волокна. Полиэстер уступает нейлону в эластичности, но сравнительно мало изнашивается. Полиэстеровые снасти в настоящее время являются самыми распространёнными в парусном спорте[123]
- Полиэтен — HDPE, этенпласт, HD, полиэтилен. Термопласт, температура плавления около 180 °C. Волокно выпускают только мононитевым. Они — долговечные, разрывное усилие этих тросов в 1,5 раза больше, чем манильских, не тонет в воде[124]

- СВМ волокно — По прочности корд из волокна СВМ в 5 раз превосходит металлокорд и примерно в 2 раза стеклокорд.

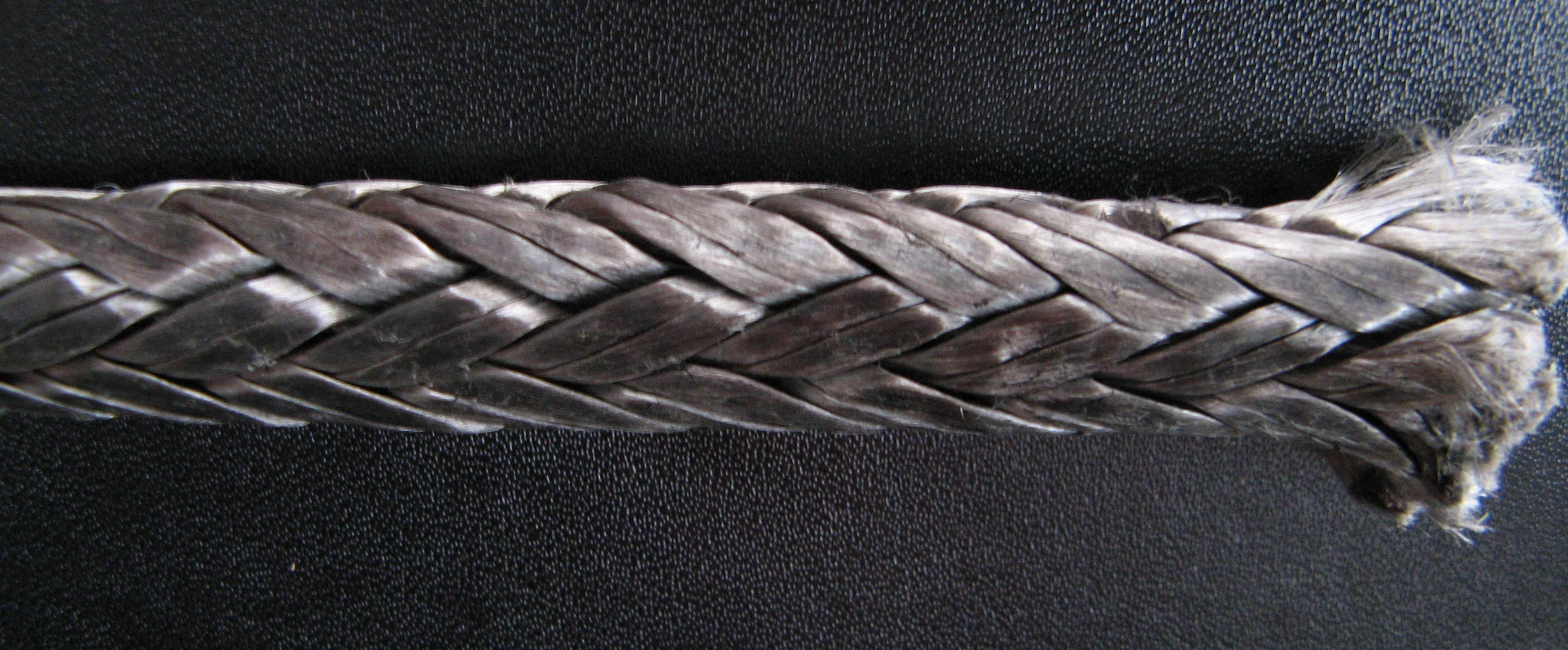
Бренд Дайнема 12-прядный плетёный трос. Полимер полиэтилен, волокно :cs:Dyneema

- Дайнима и Спектра — легче и лучше, чем кевлар, переносят сгибы, но могут чуть растягиваться при непрерывном напряжении. Они быстро изнашиваются, ультрафиолет действует на них разрушающе и, помимо всего прочего, это очень дорогие материалы. Их можно использовать, как сердцевину оплетенных тросов для фалов, шкотов и прочего такелажа

- Поливиниловый спирт. Куралоновое волокно — по прочности равнозначны лавсановым, но значительно легче их и эластичнее. При скручивании не деформируются, устойчивы к воздействию различных масел, химикатов, ультрафиолетовых лучей, не намокают и не тонут в воде[66]:106.
- Полиэфир. Лавсановое волокно — по прочности слабее капроновых, но более стойки к высоким температурам (не теряют прочности при температуре +200°С) и менее гигроскопичны[66]:106.

Синтетические канаты имеют ряд существенных эксплуатационных недостатков, которые необходимо учитывать:
- сильно электризуются и могут вызвать искрообразование, поэтому при использовании их на судах (танкерах), переводящих огнеопасные грузы, необходимы специальные меры безопасности (подвергать дополнительной обработке антистатиками[85])[66]:107. Загрязненные синтетические тросы необходимо промывать не пресной, а соленой морской, водой. Это объясняется тем, что синтетические тросы являются хорошими диэлектриками, и при трении их о какие-либо поверхности, а также волокон одно о другое внутри троса при его растяжении накапливается статическое электричество, разряд которого сопровождается искрообразованием[125]:56;
- при снятии нагрузки с каната происходит резкое сокращение его длины, что может привести к травмам личного состава[66]:107. При разрыве действуют подобно резине, то есть с большой силой отлетают к месту крепления[85];
- узлы и сплесни вследствие малого трения волокон держат хуже, чем на растительных канатах[66]:107;
- недостатком капронового троса является плавление нитей от трения о поверхность барабанов или кнехты[113];
- существенным недостатком синтетических тросов является присущее им так называемое явление криппа: после длительного нахождения под нагрузкой, превышающей 50 % разрывной прочности, длина троса после снятия нагрузки становится больше первоначальной. Тросы становятся тоньше, и их прочность резко уменьшается[125]:56.

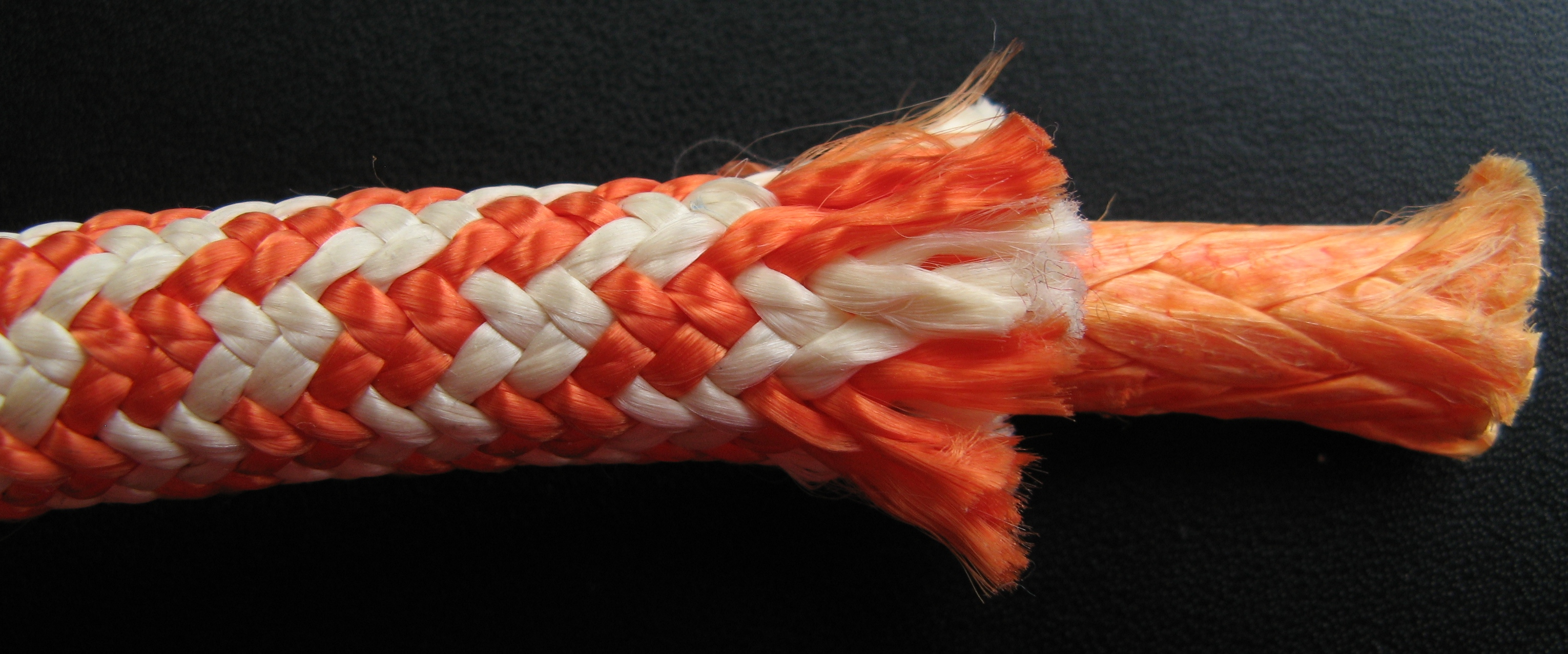
Оплётка — 32 пряди 50 % полиэстер и 50 % Vectran, сердечник — 12 прядей СВМПЭ

Чтобы наилучшим образом использовать положительные качества синтетических тросов различных видов, выпускаются комбинированные синтетические тросы: тросы с сердечниками из полипропилена и оплеткой из нейлона:38.

#### Как подручными средствами отличить синтетические тросы
По внешнему виду (цвету, блеску и т. д.) они весьма сходны, поэтому применяют пробу на сжигание. Идентификацию производят по характеру горения, виду остатка после сгорания и запаху:16.
Синтетические волокна легко различаются по следующим признакам:
- Если образец не тонет в воде, значит он изготовлен из полиэтилена, если тонет, то это либо полиамид, либо полиэфир
- Образцы подвергают воздействию открытого огня. Если при сгорании идёт тёмный дым и образец плавится, то — это полиэфир, если он плавится без изменения окраски, то — это полиамид, полипропен или полиэтилен
- Если образец смочить 90%-м фенолом или 85%-й муравьиной кислотой (несколько капель на стёклышке) и волокно растворится, то — это полиамид, если образец не растворится — полиэфир; если не растворится и сохранит гибкость — полипропен или полиэтилен
- Неокрашенный нейлоновый трос имеет между прядями светлую окраску, трос из полиэфирного шёлка отличается большим металлическим блеском

| Волокно      | Полимер              |
| ------------ | -------------------- |
| Анид         | Полиамид             |
| Винилон      | Поливинилового спирт |
| Капрон       | Полиамид             |
| Лавсан       | Полиэфир             |
| Нейлон       | Полиамид             |
| Перлон       | Полиамид             |
| Полипропилен | Полипропилен         |
| Полиэтилен   | Полиэтилен           |
| Саран        | Поливинилхлорид      |
| Терилен      | Полиэфир             |
| Теторон      | Полиэфир             |
| Хлорин       | Поливинилхлорид      |

### Минеральные тросы
- Шнур асбестовый представляет собой несколько скрученных вместе одиночных прядей, изготовленных из хризотилового асбеста с примесью хлопка. Применяются в качестве теплоизоляционного материала в тепловых агрегатах и теплопроводящих системах, а также для уплотнения сальников, вентилей автомашин и тракторов для оплётки деталей турбогенераторов, врубовых и других электромашин, а также для уплотнения аппаратов в химическом производстве. Шнуры применяются также для уплотнения крышек коксовых печей, люков различных ответственных аппаратов[126]. Волокна асбеста очень гибки, эластичны и огнестойки. Спекание волокон происходит только при 1500°, вследствие чего асбест может применяться в условиях очень высоких температур[127]. По химическому составу асбест представляет собой водные силикаты магния, железа, кальция[50]

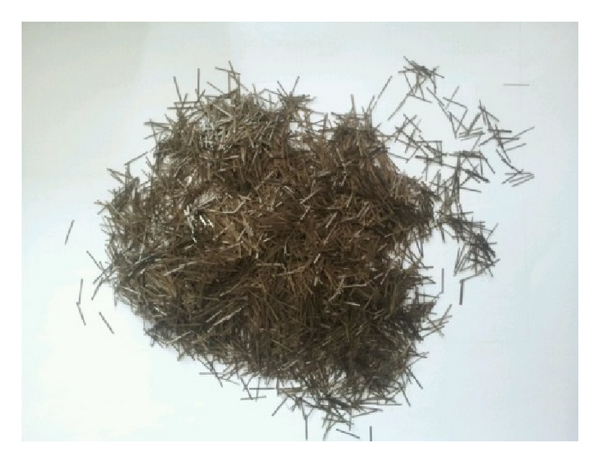
Базальтовое волокно

- Шнур АТШБ-10 (супер тонкое базальтовое волокно в оплетке из базальтовых нитей). Применение то же, что и для шнура АТШ. Диаметр шнура 10±2 мм. Масса 1 м жгута 14±2 г, шнура 23±2 г. Количество нитей в оплетке 16X16 с сердцевиной из базальтовых некрученых нитей[45]:161
- Стеклянные волокна — получают вытягиванием расплавленного стекла с последующим охлаждением. Стеклянные нити обладают высокой прочностью и термостойкостью до 450—550 С, огнестойки, не разрушаются щелочами и кислотами (кроме плавиковой). Недостатками стеклянного волокна являются пониженная устойчивость к истиранию, ударам и малая эластичность. В текстильном производстве используются тонкие волокна (4—12 мм). Ткани из стекловолокна используются для фильтров, в качестве армирующего материала для стеклопластиков[35]. Шнур АТШ (супер тонкое стекловолокно в оплетке из стеклянных нитей) применяется для тепло звукоизоляции тонких трубопроводов, длительно работающих при температурах от −200 до +450° С.[45]:161

### Стальные тросы

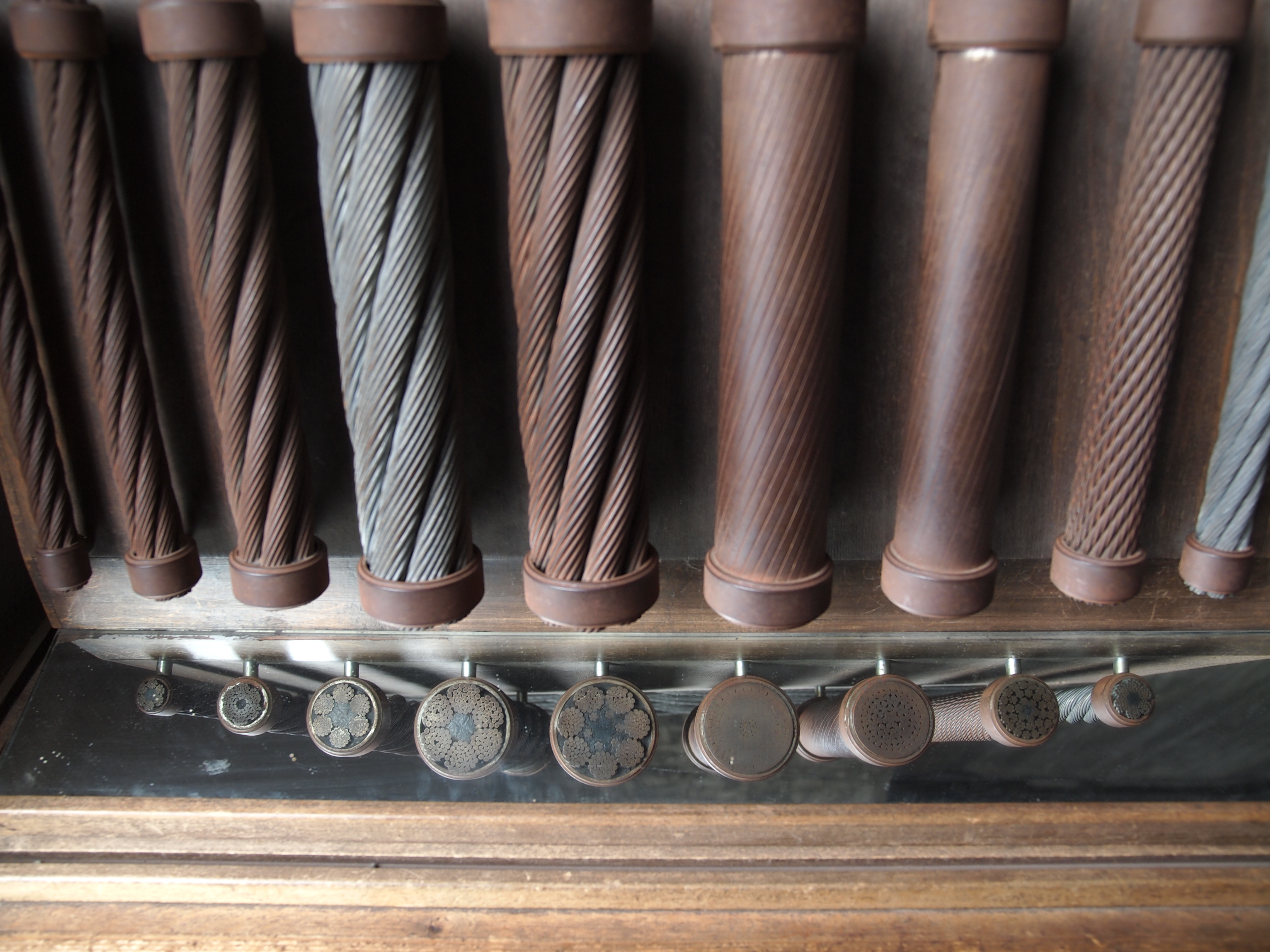
Стальные тросы двойной (тросовые) и одинарной свивки (спиральные)

Стальную проволоку изготавливают из углеродистой стали, оцинковывают (со временем покрытие стирается), также, тросы имеют пеньковый сердечник, пропитанный смазкой. Тросы последнего типа состоят из шести прядей, свитых вокруг пенькового, манильского или джутового сердечника. Сердечник заполняет пустоту в центре троса, образованную между прядями, предохраняет пряди от смещения к центру, придает канату гибкость и удерживает смазку, препятствует продавливанию прядей внутрь троса и его смятию. Мазь, впитанная органическим сердечником уменьшает перетирание проволок, способствует лучшему сопротивлению динамическим нагрузкам, предохраняет его от ржавления.
Сердечники для тросов могут быть металлические (проволочные), органические и минеральные. Асбестовые сердечники применяются в тросах, предназначенных для работы при высокой температуре:137.
Сейчас в качестве сердечников находят применение сталепластмассовые сердечники, пластмассовые стержни и стальные пружины:8.
Употребляются для подъема руд из шахт, а также для подъема больших тяжестей, вместо канатных приводов на заводах, для буксирования судов, для такелажа речных и морских судов, в качестве составных частей висячих мостов и вообще заменяют собой цепи и обыкновенные пеньковые канаты в тех случаях, где требуется соединение значительного сопротивления с гибкостью. Развитие основных отраслей промышленности невозможно без применения стальных канатов. В горнодобывающей промышленности стальной канат является основным тяговым и подъемным звеном шахтных подъемных установок. В последнее время стальные канаты различного диаметра и конструкций широко применяют в качестве арматуры в железобетонных изделиях, резинотехнических (автопокрышки, рукава высокого давления, конвейерные ленты и др.):7
Конструктивно стальные канаты различают по числу проволок в прядях, числу самих прядей, направлению свивки прядей в канате и проволок в прядях, а также по типу сердечника. В зависимости от способа свивки различают спиральные стальные канаты, свиваемые из отдельных проволок, из прядей и кабели:8. В зависимости от назначения подразделяют на грузовые, поддерживающие, несущие и строповые. В зависимости от способа свивки проволок в пряди и прядей в канат различают канаты с точечным и линейным касанием.
В канатах с точечным касанием угол наклона и шаг проволоки соседних рядов резко различаются, вследствие чего проволоки смежных рядов, перекрещиваясь, соприкасаются в отдельных точках. В канатах с линейным касанием проволоки в различных рядах располагаются с близким по размеру шагом, и в рядах пряди они соприкасаются по всей длине, обеспечивая большую гибкость и износоустойчивость каната. Поэтому такие канаты получили наибольшее распространение. Проволоки в прядях и пряди в канате могут быть свиты в одном направлении — односторонняя свивка или в противоположных — крестовая свивка.
По степени гибкости тросы подразделяют на жесткие и гибкие. Жесткими называют тросы одинарной свивки, изготовленные из проволок с высоким пределом прочности, свитых в несколько рядов вокруг проволочного сердечника, а также тросы тросовой работы с одним сердечником из органического материала. Гибкими называют тросы тросовой работы, каждая прядь которых свита из тонких проволок и имеет сердечник из органического материала, а также свитые из таких тросов тросы кабельной работы:10.
Стальные тросы прочны, но малоэластичны, подвержены ржавлению, обладают большой жесткостью на изгиб, тяжелы. Их преимущество перед растительными заключается в том, что при той же крепости они легче и тоньше. Однако на них часто образуются колышки, они легко портятся от крутых изгибов, мало эластичны и менее гибки, чем растительные. Стальные тросы долговечнее, с ними трудно работать под водой.
Опасны при разрыве, как и синтетические тросы.
Трение проволок друг о друга при изгибе троса приводит к стиранию цинка внутри троса. Поэтому время от времени тросы следует пропитывать антикоррозионным веществом.
Кроме обычных конструкций канатов, применяются еще специальные конструкции: плоские канаты, канаты закрытой конструкции, канаты с трехгранными прядями.

#### Комбинированные тросы пенька-сталь
Рыбная промышленность ежегодно затрачивает огромные средства на приобретение растительных канатов. Они обладают небольшой жесткостью, прочны и удобны в работе, но вместе с тем имеют и некоторые недостатки: быстро изнашиваются под действием трения и гнилостных бактерии, имеют высокую стоимость. В связи с этим в течение многих лет шли поиски заменителей растительных канатов. Таким заменителем, в известной мере. является канат «Геркулес» — стальной трос с растительной оплеткой, который в последние годы нашел широкое применение в практике рыболовства.
Тросы такой конструкции, в которых основные недостатки проволочных тросов — малая эластичность и гибкость, порча троса от калышек и скользкость троса — сведены до минимума. Наиболее простым способом устранения скользкости троса является обвивка проволочного троса пеньковыми прядями, но в этом случае при сильных нагрузках не исключена возможность скольжения троса внутри пеньковой оболочки.
Изготавливаются из стальных оцинкованных проволок и смоленых пеньковых или сизальских каболок. 
Тросы тросовой работы «Геркулес» выпускают четырех-, пяти- и шестипрядными.
Тросы кабельной работы «Тайфун» свивают из шести комбинированных (пенька — сталь) тросов тросовой работы.
Прочность комбинированных тросов выше, чем у пеньковых, но меньше, чем у стальных, примерно в два раза.
Комбинированные канаты изготовляют тросовой и кабельтовой конструкции. Они значительно прочнее (до 3 раз) обычных пеньковых, а стоимость их ниже. Их применяют в морском и китобойном флоте в качестве ответственных буксирных и швартовых канатов:24.

## Типы тросов
По способу изготовления канаты подразделяют — на витые (крученые), невитые, плетеные. Витые по способу свивки могут быть тросовой и кабельной работы:4.
Для предотвращения гниения растительных тросов пряди свивают из просмоленных каболок. Такой трос называется смоленым, а трос, изготовленный из не просмоленных каболок — бельным:6.
Тросы из синтетических материалов либо изготовляют по тому же принципу, что и из растительных волокон (но число прядей обычно больше — 8 или 16), либо состоят из плетённой оплётки и из сердечника с прямыми волокнами. В таких тросах сердцевина занимает 2/3 от толщины троса.
Для приводов трансмиссий вырабатываются особые приводные канаты из пеньки, сизали и маниллы, иногда используются сыромятная кожа, лен и кожа.

### Витые тросы

#### Тросы тросовой работы

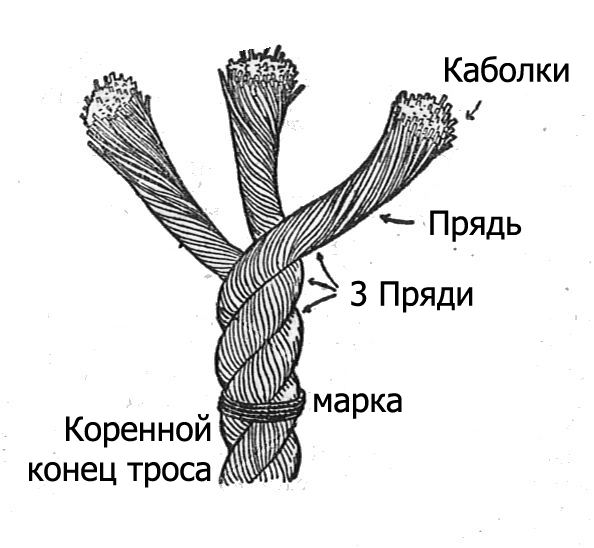
Структура троса тросовой работы (двойная свивка)

Отдельная нить или пряжа, состоящая из скрученных вместе волокон, имеет тенденцию раскручиваться. Волокна сначала свивают слева направо в каболки, затем каболки свивают справа налево в пряди. Пряди, свитые слева направо, образуют канат тросовой работы. Благодаря неодинаковому направлению скручивания составных элементов (каболок, прядей, троса в целом) тросы не раскручиваются и постоянно сохраняют свою форму:158.
Тросы бывают крутой и пологой свивки в зависимости от назначения. Тросы пологой свивки выдерживают большие усилия, но крутосвитые тросы меньше изнашиваются, они более долговечны.

#### Тросы кабельной работы

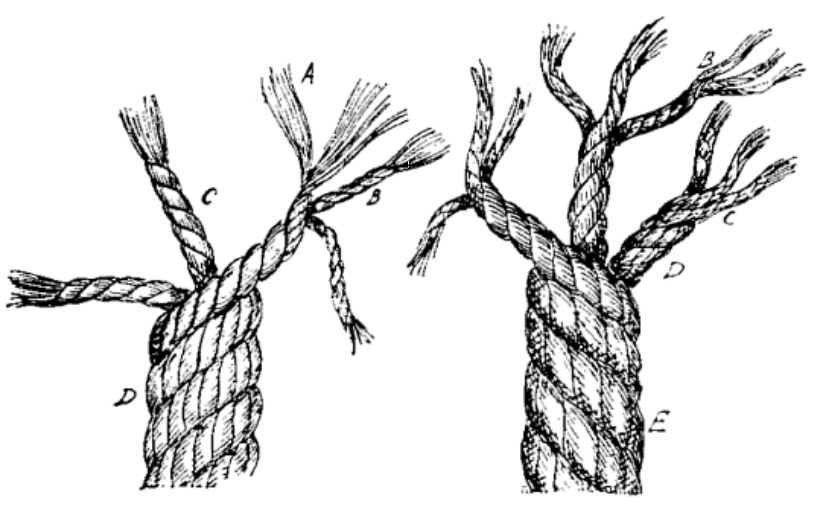
Слева трос тросовой работы D,
Справа кабельной E (тройная свивка)
A - волокна B - каболки C - прядь D - стрендь;
A - волокна B - нитки C - шнур D - веревка

Тросы кабельной работы отличаются тем, что волокна сплетают 4 раза. Тросы кабельной работы — более плотные и поэтому меньше изнашиваются и меньше задерживают влагу по сравнению с тросами тросовой работы. Канаты кабельтовой работы изготовляют из канатов тросовой работы (стрендей) путем обратной их свивки:105. Крепость троса кабельной работы на 25 % меньше крепости троса тросовой работы той же окружности:103. Трос кабельной работы, имеющий болышую поверхность, после намокания просыхает скорее:516. Вследствие крутого спуска тросы кабельной работы по сравнению с тросами тросовой работы впитывают меньше влаги:159.

#### Тросы правой и левой свивки

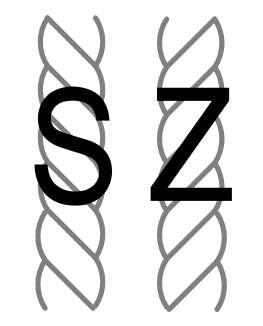
S — левая свивка, Z — правая свивка

В зависимости от направления свивки, тросы бывают правой свивки (прямой спуск) и левой свивки (обратный спуск). Практически все растительные тросы тросовой работы — правой свивки и, чаще всего, трёхпрядные. Бывают также тросы обратного спуска (левой свивки). При изготовлении тросов правой свивки скручивание прядей производится по солнцу (по часовой стрелке), эти тросы имеют то же направление спирали, что и винт с правой резьбой.

#### Число прядей в тросе
Тросы бывают трёхпрядными, четырёхпрядными, многопрядными (8 или 16 прядей). Как исключение встречаются пятипрядные грубые тросы кабельной работы. Стальные тросы — обычно шестипрядные с сердечником.
Трёхпрядные тросы встречаются более часто, но распространены также и четырёхпрядные тросы. В середине такого четырёхпрядного троса, если его толщина 50 мм и более, имеется пятая более тонкая прядь (сердечник), которая заполняет пустое пространство, остающееся между четырьмя прядями. Трёхпрядные тросы — намного прочнее четырёхпрядных такой же толщины при размерах до 125 мм. При размерах, превышающих 150 мм четырёхпрядные тросы оказываются прочнее соответствующих трёхпрядных. Быстрее изнашиваются трёхпрядные тросы, пряди в которых толще, чем в четырёхпрядных соответствующих размеров.
Среди тросов средних размеров четырёхпрядные — мягче трёхпрядных. Четырёхпрядные тросы имеют также то преимущество, что в поперечном сечении — они более круглые, чем трёхпрядные. Пятипрядные канаты имеют еще более гладкую поверхность, чем четырехпрядные:532. Четырехпрядный трос слабее трехпрядного на 20 %. Четырехпрядные тросы употребляются там, где нужна особая гибкость и гладкость поверхности троса. Там, где требуется плотность снасти, сопротивляющейся намоканию, употребляются тросы кабельной работы:516.

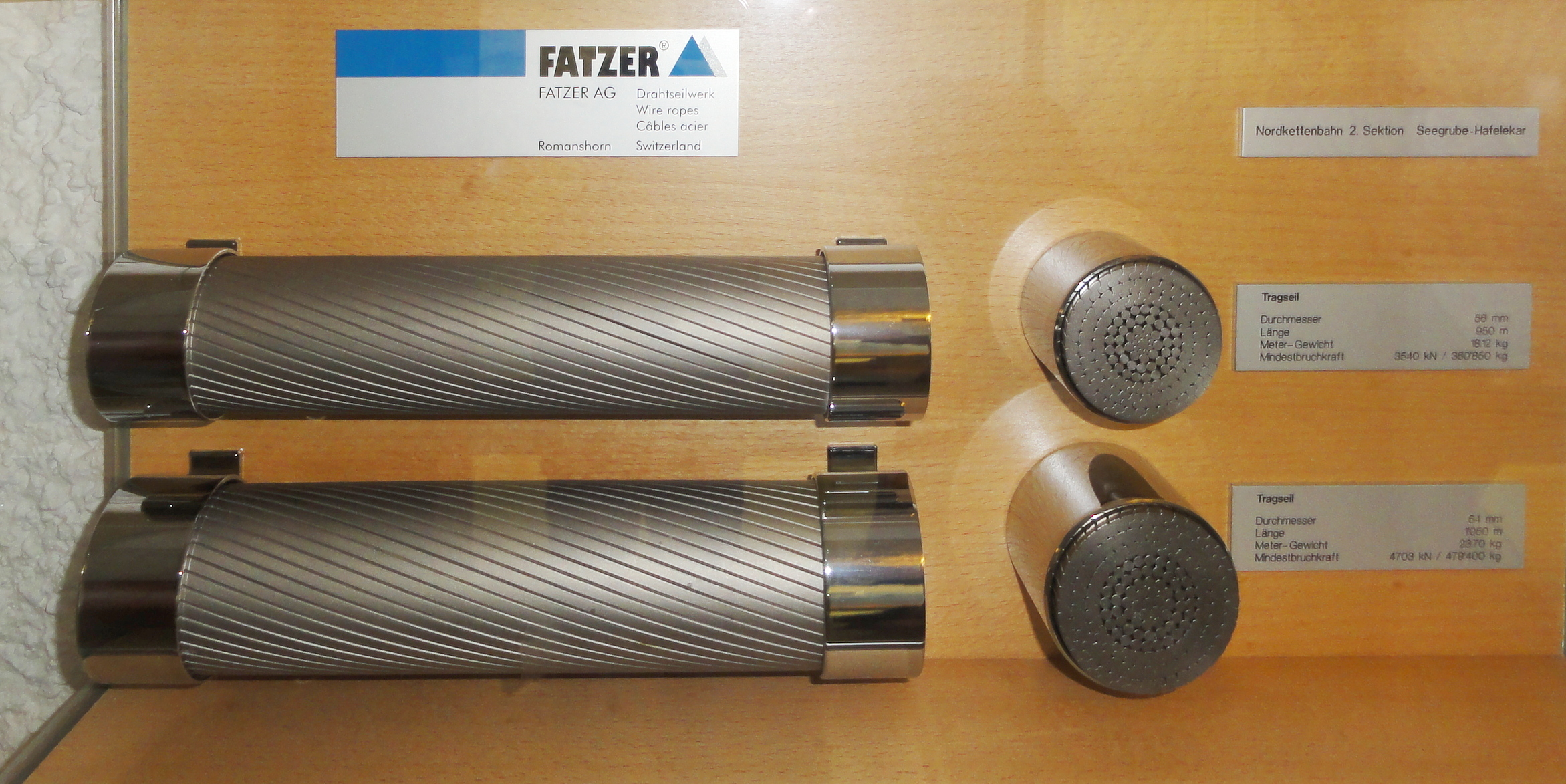
1 прядный трос. Спиральный трос. одинарная свивка
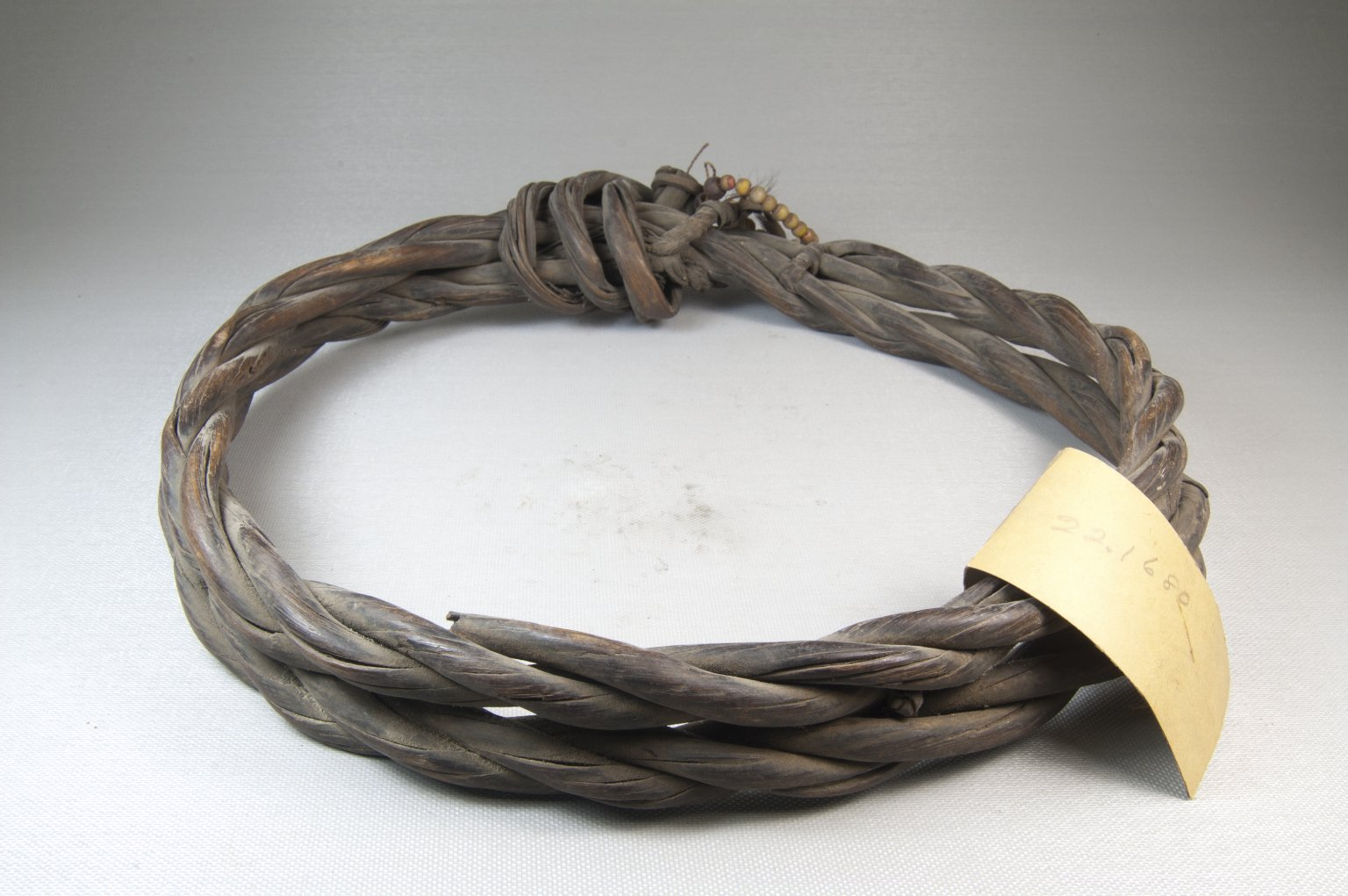
2х прядный трос Бруклинский музей
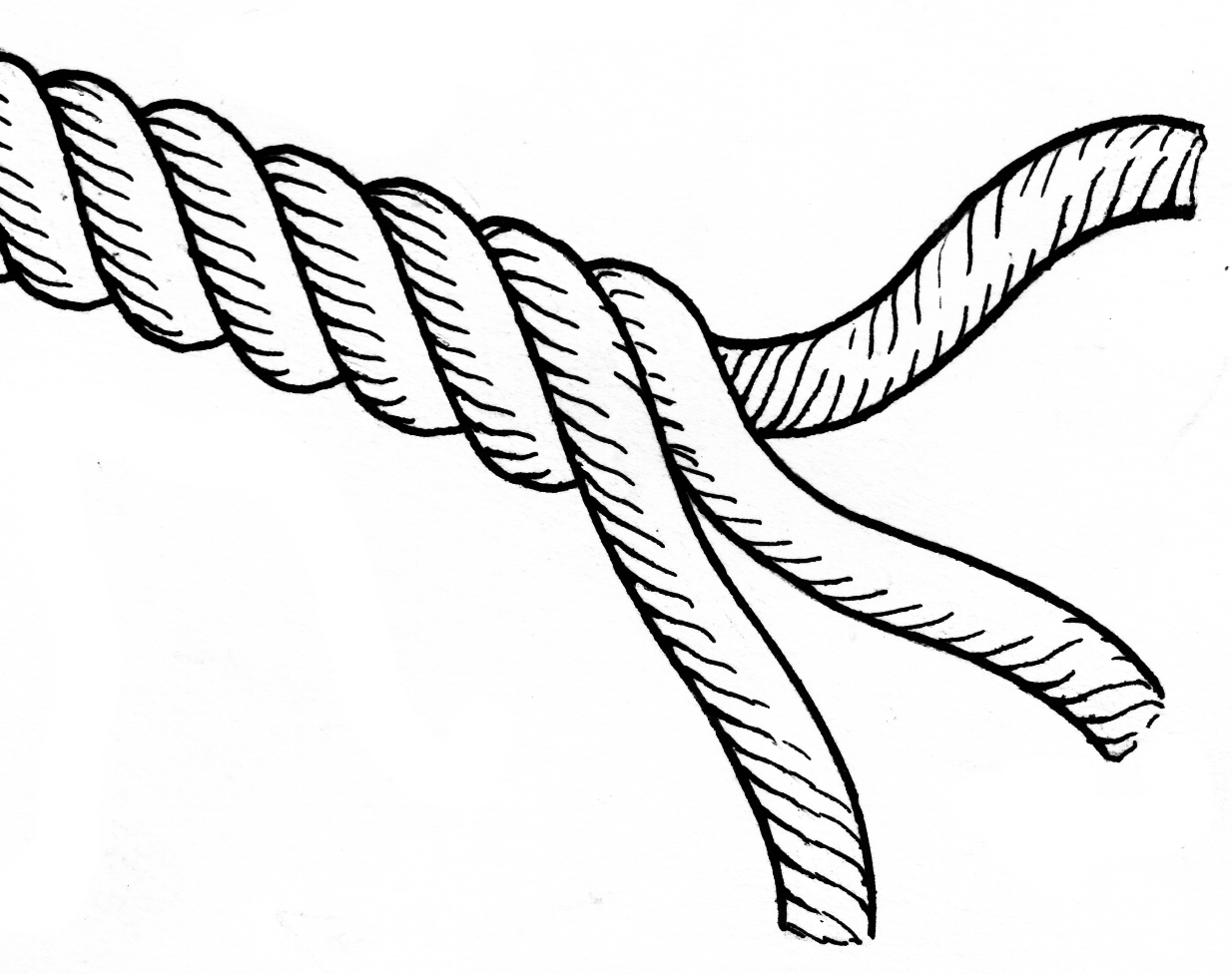
3х прядный трос тросовой работы
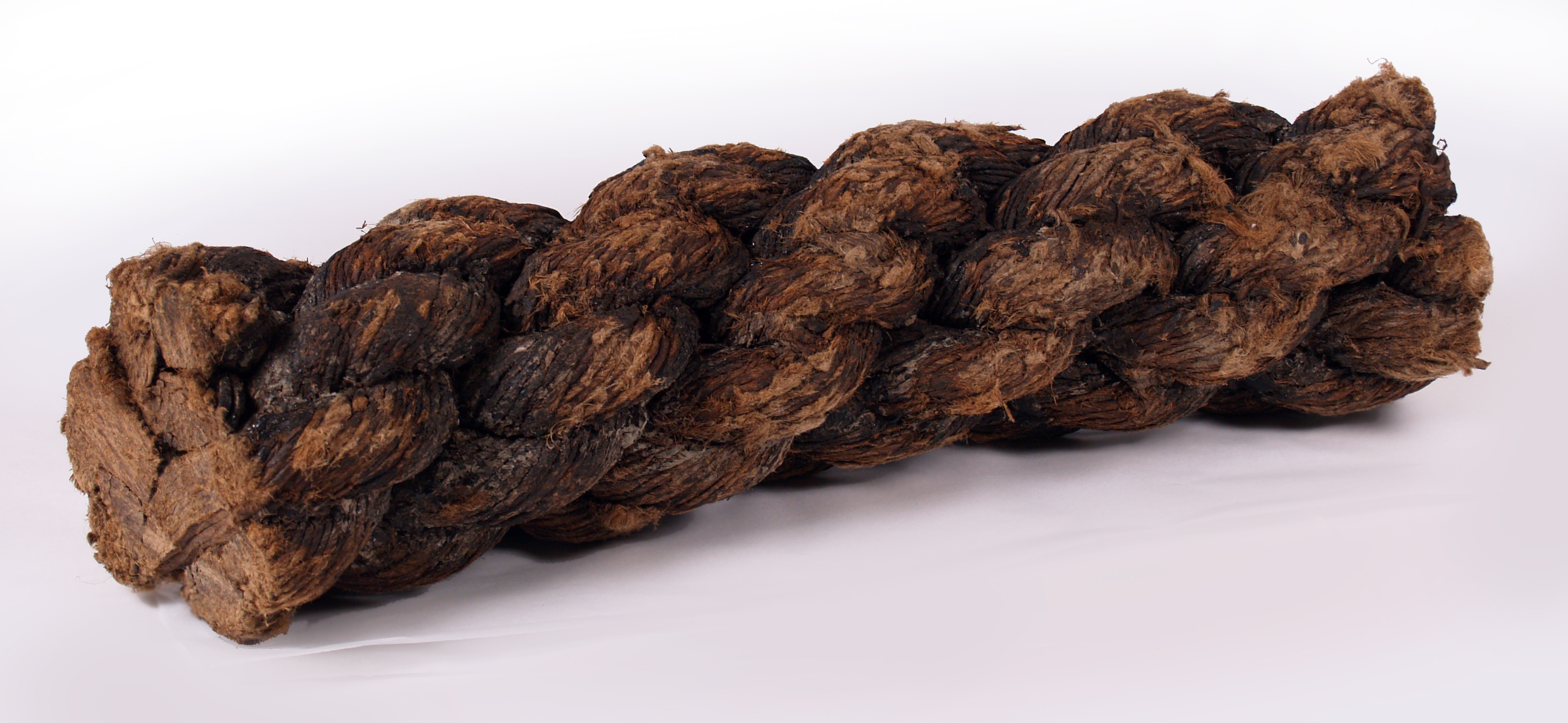
3х прядный трос кабельной работы
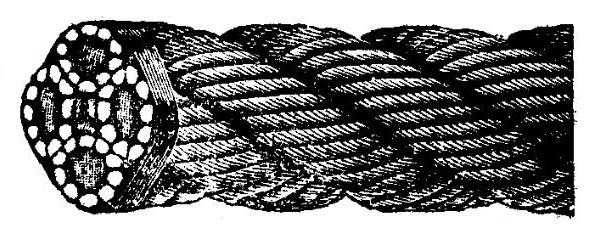
4х прядный хлопчатобумажный трос Ламберта тросовой работы
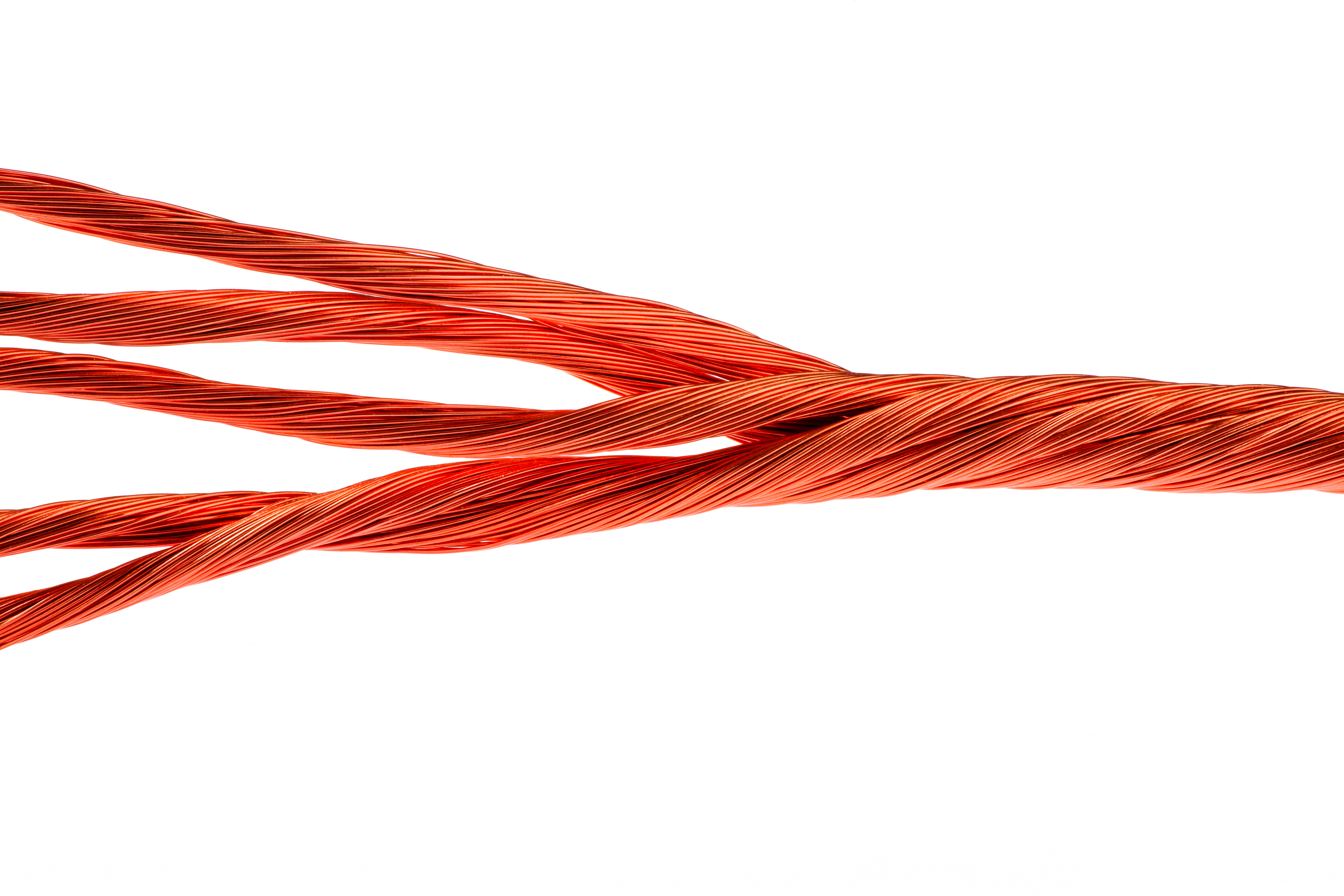
5ти прядный трос тросовой работы
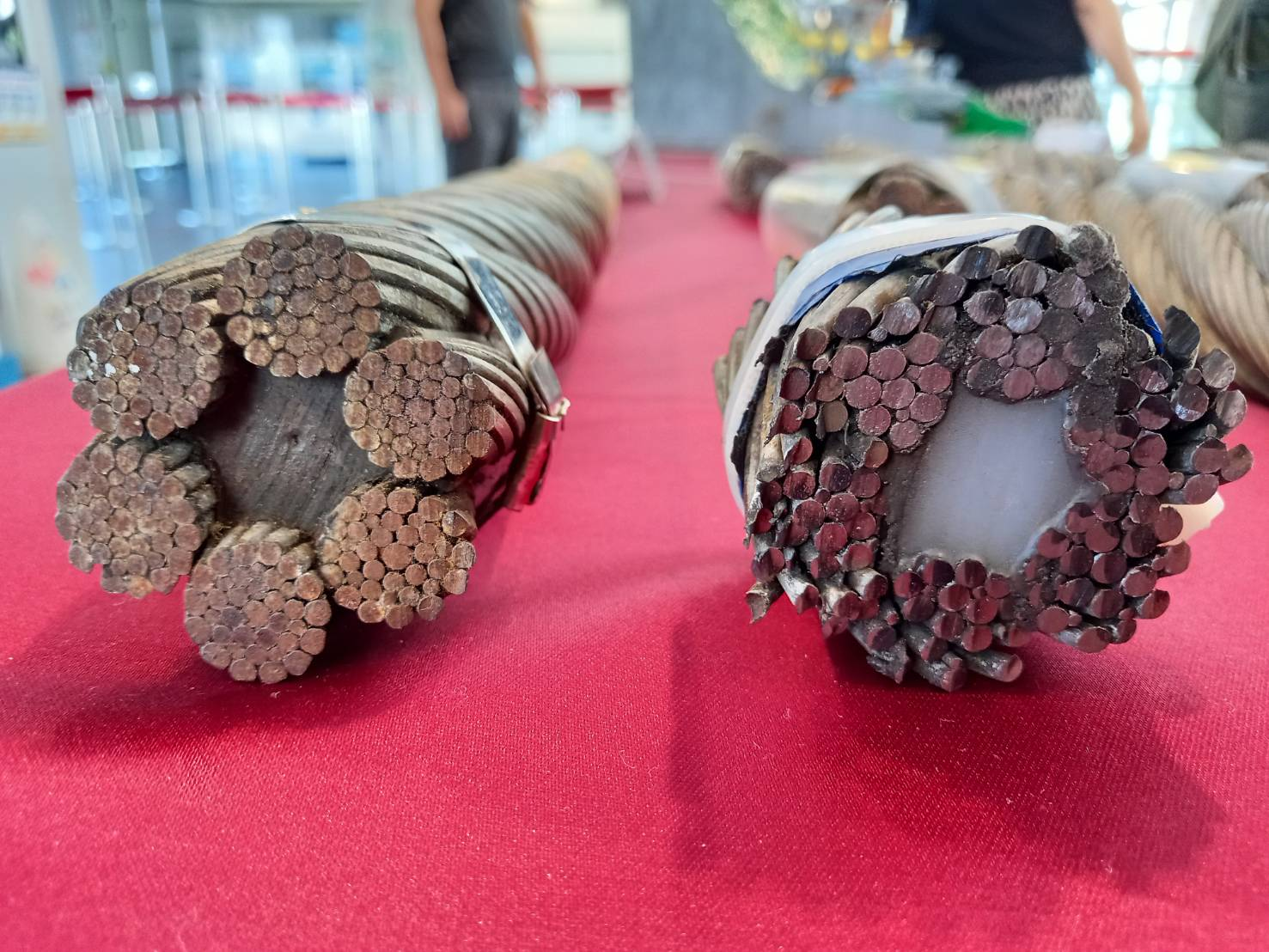
6ти прядный трос тросовой работы

### Плетёные тросы
Техника плетения состоит из соединения нескольких волокон таким образом, что каждая из полос проходит попеременно то сверху других, то снизу:т. XLV 634 кручёной пряжи на специальных шнуроплётных машинах. Плетёные шнуры вырабатываются иногда с сердцевиной, представляющей группу не скрученных между собой нитей, находящихся внутри переплетённых нитей замкнутой цилиндрической оплётки.

#### Квадратные тросы
Квадратные тросы
Плетёные канат изготовляют переплетением чётного числа прядей, из которых половина имеет направление плетения правое, а другая — левое. Поперечное сечение таких канатов — квадратное. Крученый канат имеет приблизительно круглое поперечное сечение.
В 1950-х годах на фабриках по изготовлению тросов в г. Влардинген (Нидерланды) был применен новый способ плетения тросов — трос плетут из восьми прядей, чередуя их попарно, причём одна пара в тросе идёт по часовой стрелке, а другая — против. Такие тросы получаются мягкими без скрутин. Они сохраняют эти свойства даже после намокания. Квадратные канаты применяются там, где свойство круглого каната крутиться при свободно висящей нагрузке является нежелательным. Квадратные канаты под нагрузкой не крутятся.
Восьмипрядное или шестнадцатипрядное плетение являются более эластичными и прочными, чем скрученное волокно. Веревки такого плетения не перегибаются и не скручиваются при наличии груза.
Плетеные более гибкие, но уступают крученым в прочности. При намокании плетеная веревка впитывает значительно больше влаги. Просушка плетеной веревки более затруднительна; в ее внутренние волокна не проникает воздух и в них быстрее начинаются гнилостные процессы.

#### Плоские тросы
Плоские тросы состоят из чётного числа стренг (от 4 до 12) с чередующейся (правой и левой) свивкой, скрепленных (прошитых) прядями или стержнями, имеют прямоугольное сечение.
Представляютъ собою поясъ, чемъ канатъ въ обычномъ смысле. Они особенно пригодны тамъ, где нужно поднимать что-нибудь на значительную высоту, какъ, например, въ рудникахъ и т. п.:591.
Плоские канаты иногда применяются для шахтных подъемников и для трансмиссионных передач. Плоские канаты имеют следующие преимущества: 1) при одинаковой прочности они тоньше круглых и, следовательно, более гибки; 2) они лучше сопротивляются боковому давлению и меньше истираются по поверхности; 3) дают более спокойный ход.

### Комбинированные синтетические тросы[уточнить]
Чтобы наилучшим образом использовать положительные качества синтетических тросов различных видов, выпускаются комбинированные синтетические тросы:38.
Оплетка предохраняет сердцевину от механических повреждений и от разрушительного воздействия ультрафиолетовых лучей, придает веревке необходимую гибкость и удобство в обращении. Оплетка принимает на себя и различные нагрузки. На нее приходится до 40 % всей
прочности веревки.
Оплетка — это покрытие кабельного изделия прядями (пасмами) проволоки или волокон в двух направлениях, то есть покрытие при котором пряди, накладываемые в одном направлении, переплетаются с прядями, накладываемыми в противоположном направлении.
Оплетенный растительный такелаж встречается очень редко.
Веревки, имеющие крученую основу и плетеную оболочку (так называемые тканые), для лазания совершенно непригодны, так как вследствие неравномерной крепости они легко обрываются.

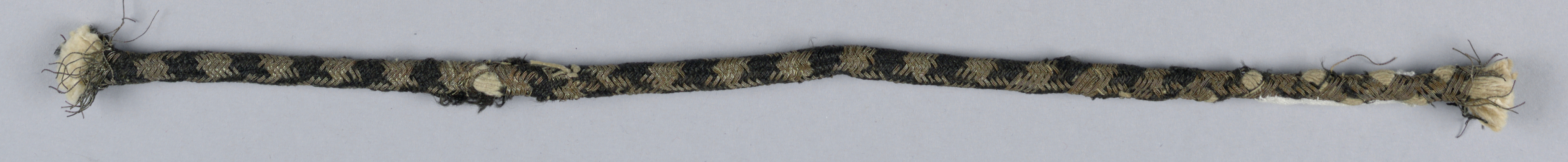
Черная шелковая и серебряная нить сплетенные  вокруг хлопковой сердцевины
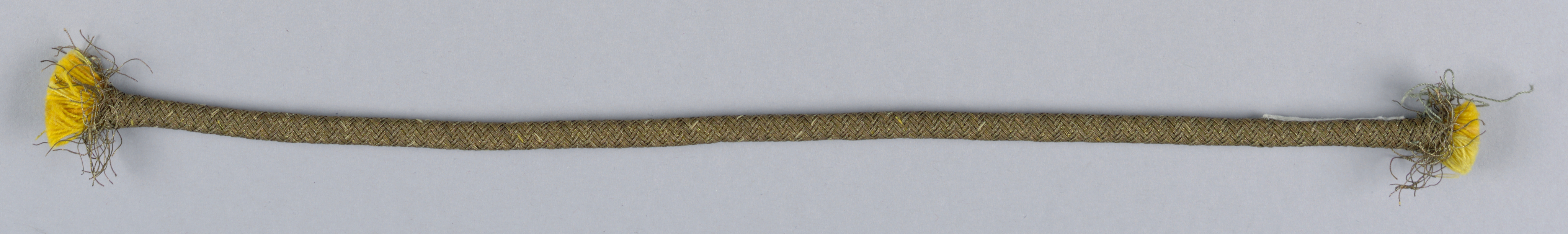
Позолоченная нить сплетенная вокруг хлопковой сердцевины
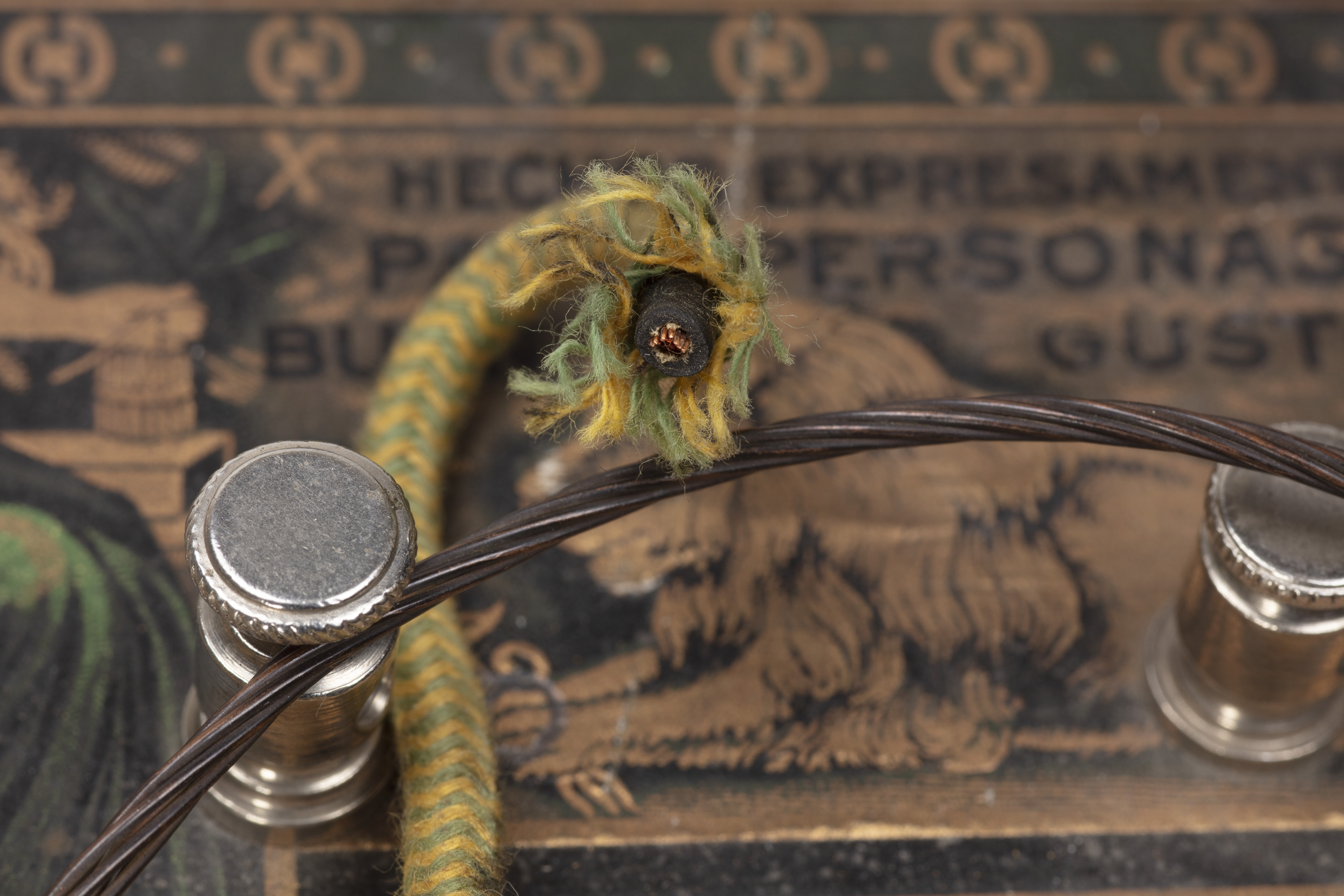
Оплетеный Силовой кабель

#### Альпинисткая веревка[уточнить]
На заре развития альпинизма использовались пеньковые веревки и канаты витой конструкции. Впоследствии, однако, оказалось, что для альпинистских целей требуются специальные веревки, не только прочные «в статике», но и — что гораздо важнее — выдерживающие динамические нагрузки, возникающие при рывке в случае срыва альпиниста.
Наиболее важным свойством веревок является их способность поглощать энергию (работу) за счет удлинения. Чем больше удлинение веревки при данной силе натяжения, тем выше ее работоспособность.
Термин kernmantle (Kern-Mantel-Faser волокно, обладающее различной структурой в ядре и оболочке) имеет немецкое происхождение, «kern» означает сердечник, а «mantle» означает оболочку. Оба слова обозначают две части конструкции веревки. В настоящее время это преобладающий тип, используемый в спелеологии, спортивном скалолазании и спасательных операциях с использованием веревок в различных дисциплинах, включая пожарную службу. В основе любого обсуждения веревки с кернмантом лежат термины «статический» и «динамический». Вопрос заключается в способности любой данной веревки к удлинению. Оба типа важны для спасательных операций с использованием веревок и обладают различными характеристиками для удовлетворения различных потребностей. Статическая кернмантия изначально использовалась для спелеологии в Соединенных Штатах. Динамическая кернмантия берет свое начало в спортивном применении в Европе. Независимо от разновидности, веревки с кернмантом, изготовленные в соответствии с определенными стандартами, обеспечивают высокую степень безопасности для пользователя.

### Невитые тросы
Невитые канаты состоят из отдельно уложенных в пучок высокопрочных проволок диаметром 2—10 мм, прядей или канатов, которые по длине связывают специальными стяжками. К невитым канатам — можно отнести плоские канаты, получаемые методом сборки канатов тросовой конструкции:26.
Замена в железобетонных конструкциях витых канатов невитыми — сборными из высокопрочных проволок в пучок — уменьшает на 25—30 % расход металла при сохранении прочности при растяжении. Кроме того, невитые канаты практически не удлиняются под рабочей нагрузкой:8.
Невитые канаты могут изготовляться с поперечным сечением в виде круга, правильного шестиугольника, а также овала или не правильного шестиугольника.

## Качество троса
Качество троса определяется характеристикой волокна, из которого трос изготовлен, а характеристика волокна определяется целым рядом показателей: прочностью волокна на разрыв, длиной технических волокон, однородностью волокон по длине и крепости, чистотой волокон в массе, маслянистостью, удельным весом волокна, нормальной влажностью, цветом и эластичностью. В зависимости от качества волокон тросы подразделяют на нормальные, повышенные и специальные:101 по старым гостам.
Существенные показатели качества каната — его крутка и линейная плотность. Круткой называют число витков одной пряди на один погонный метр каната. Линейная плотность (толщина) каната — отношение массы канаты в граммах к его длине в метрах:102.
Крутка каната находится, как частное от деления длины шага витков на длину окружности:535.
Вследствие большой гигроскопичности волокнистые материалы меняют свой вес с изменением влажности воздуха. Поэтому определение веса, прочности, толщины изделий из волокнистых материалов можно производить лишь при нормальной (кондиционной) влажности, которую они принимают после выдерживания их в течение 24 часов при температуре воздуха 24°С (±3) и относительной влажности воздуха 65 % (±5).
| материал                   | влажность | гигроскопичность |
| -------------------------- | --------- | ---------------- |
| Капрон                     | 3.5—4.5   |                  |
| Нейлон                     | 3.5—5.5   |                  |
| Анид                       | 3.5—4.5   |                  |
| Лавсан                     | 0.4—0.5   |                  |
| Куралон                    | 0.5       |                  |
| Полиэтилен                 | 0         |                  |
| Хлорин                     | 0         |                  |
| Хлопок                     | 8—8.5     |                  |
| Лен                        | 12—14     |                  |
| Пенька                     | 12—14     |                  |
| Манильская пенька          | 12        |                  |
| Сизальская пенька          | 12        |                  |
| Кендырь                    | 8         |                  |
| Рами                       | 6         |                  |
| Полиамидные                | 5         |                  |
| Полипропиленовые           | -         |                  |
| Полиэфирные                | 1         |                  |
| Пенька-сталь               | -         |                  |
| Сизаль-сталь               | -         |                  |
| Полипропилен-сталь         | -         |                  |
| Сизаль-полипропилен        | 16        |                  |
| Сизаль-полиамид            | 16        |                  |
| Шерсть однородная          | 17        |                  |
| Шелк-сырец и шелк крученый | 11        | 11               |
| Вискозное волокно          | 12        |                  |
| Нитроновое волокно         | 2         |                  |
| Асбест:258                 | 0.57      |                  |
| Джут                       | 14        | 27               |

Размер тросов определяют двумя способами: либо по длине окружности(растительных и синтетических), либо по диаметру в миллиметрах(стальных). Измерение длины окружности троса производится ниткой или полоской бумаги. В первом случае вокруг троса завязывается нитка и затем обрезается около узла. Длина нитки — длина окружности. Во втором случае полоску бумаги закручивают вокруг троса и прокалывают иглой. Расстояние между проколами — длина окружности. Измерение диаметров стальных тросов производится штангенциркулем. Проводят 10 замеров в разных местах по длине троса средне арифметическое этих замеров принимают за размер окружности. В связи с тем, что размер каната зависит от истории нагрузки и условий ее протекания, а также часто легко деформируется под действием предварительной нагрузки и, следовательно, не является идеально круглым, точное определение диаметра оказывается затруднительным.
| Диаметр троса, мм | Длина окружности, дюймы |
| ----------------- | ----------------------- |
| 6                 | ¾                       |
| 7                 | ⅞                       |
| 8                 | 1                       |
| 9                 | 1⅛                      |
| 10                | 1¼                      |
| 12                | 1½                      |
| 14                | 1¾                      |
| 16                | 2                       |
| 18                | 2¼                      |
| 20                | 2½                      |
| 24                | 3                       |
| 28                | 3½                      |
| 32                | 4                       |
| 36                | 4½                      |
| 40                | 5                       |
| 44                | 5½                      |
| 48                | 6                       |
| 56                | 7                       |
| 64                | 8                       |

### Прочность

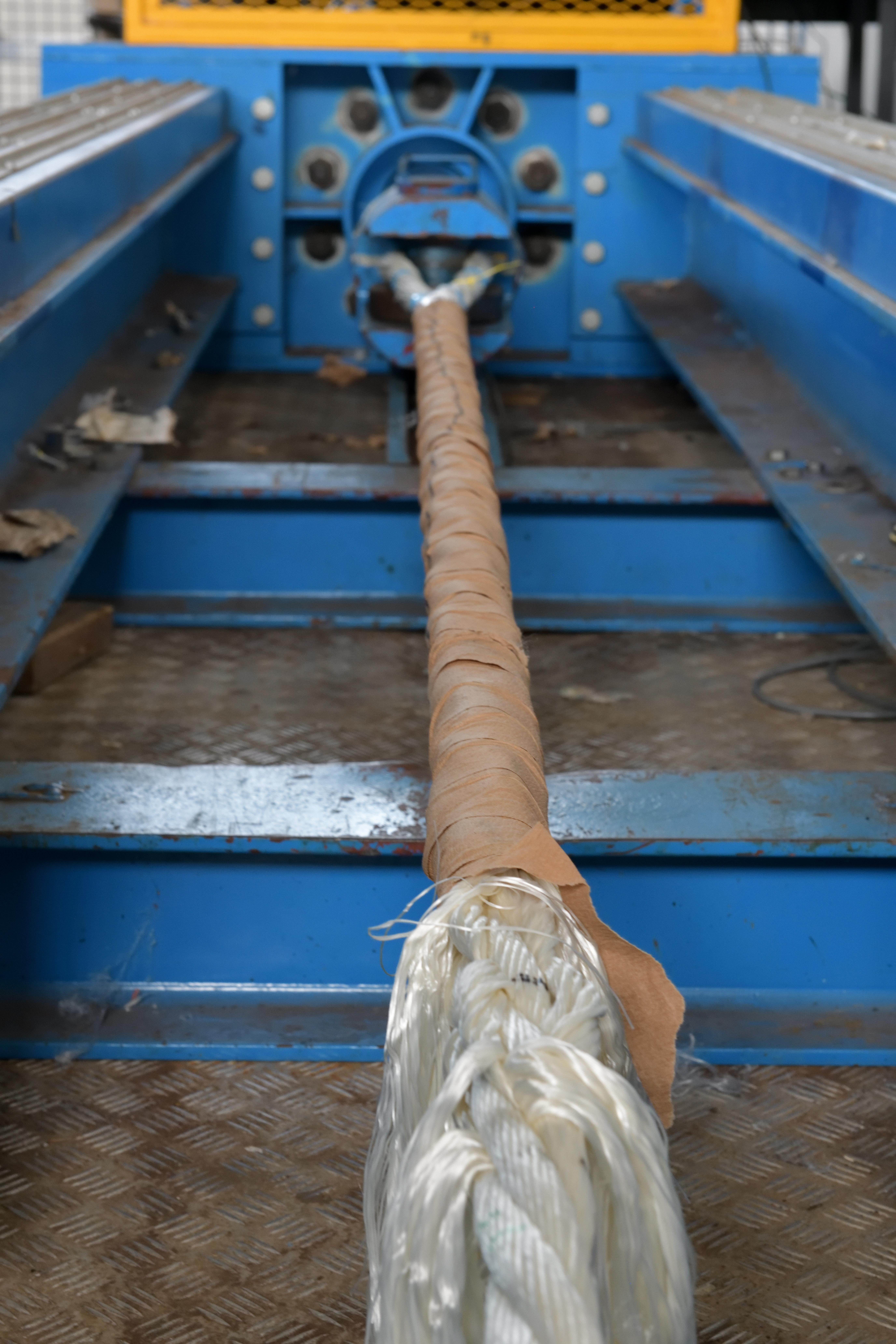
В Бресте проводятся испытания на разрывную силу швартовного каната

Прочность троса — способность его выдерживать нагрузки на растяжение:5. Сведения о крепости и весе тросов в зависимости от длины их окружности приведены в специальных таблицах ГОСТа.
Важнейшим техническим свойством канатов является их прочность. Она выражается двумя показателями: суммарной прочностью всех каболок, составляющих канат, и прочностью каната в целом, называемой агрегатной прочностью. И та, и другая характеризуются разрывным усилием, но суммарная прочность больше агрегатной вследствие потери прочности при скручивании каболок в пряди и последних в канат. В расчётах на прочность орудий лова как инженерных сооружений используют лишь агрегатную прочность. Однако для её определения требуются мощные и дорогостоящие разрывные установки. Значительно проще разрывать канат по отдельным каболкам на обычных лабораторных разрывных машинах и суммировать их. В ГОСТах и ТУ приведена как суммарная, так и агрегатная прочность:40.
Необходимо отметить, что крепость троса практически никогда не бывает равна сумме крепости отдельных его каболок, а всегда — значительно меньше этой суммы, так как невозможно при выделке троса добиться совершенно равномерного натяжения всех каболок, которые вдобавок ещё ослабляются от скручивания.
Различают разрывную прочность и рабочую прочность троса:4.
Разрывная прочность троса определяется той наименьшей нагрузкой, при которой он начинает разрушаться. Эта нагрузка называется разрывным усилием . Его численное значение в ньютонах указано в государственных стандартах:4.
Для быстрых расчетов крепости растительных тросов с точностью, достаточной для целей морской практики, пользуются формулой
Для растительных и синтетических тросов:
{\displaystyle R=f*C^{2};R=f(pi*d)^{2}}, (1)
Для кабельтовых тросов:
{\displaystyle R=0.75f*C^{2}},
где: R — разрывное усилие, Н; f — опытный коэффициент (эмпирический) данного троса (из справочника); C — длина окружности сечения троса, мм.
Для стальных тросов:
{\displaystyle R=f*d^{2}},
где: f — опытный коэффициент для данного троса, d — диаметр троса, мм.
| Трос                                             | Коэффициент f разрывной | Коэффициент f рабочий |
| ------------------------------------------------ | ----------------------- | --------------------- |
| Пеньковый несмоленый трехпрядный                 | 0,6                     | 0,1                   |
| Пеньковый смоленый трехпрядный                   | 0,5                     | 0,08                  |
| Манильский                                       | 0,54                    | 0,09                  |
| Сизальский особой прочности                      | 0,39                    | 0,06                  |
| Сизальский нормальной прочности                  | 0,37                    | 0,06                  |
| Стальной жёсткий                                 | 4,8                     | 0,8                   |
| Стальной гибкий                                  | 4                       | 0,65                  |
| Кокосовый                                        | 0,12                    | 0,02                  |
| Капроновый                                       | 0,8                     | 0,3                   |
| стальной однопрядный спиральный:115              | 0,7                     |                       |
| полиэтиленовый:115                               | 1                       |                       |
| полипропиленовый, куралоновый:115                | 1 — 1,2                 |                       |
| лавсановый:115                                   | 1,2 — 1,3               |                       |
| пеньковый бельный кабельтовой работы:115         | 0,4 — 0,6               |                       |
| Пеньковый несмоленый девятипрядный кабельный:535 | 0,412                   |                       |
| Пеньковый несмоленый четырехпрядный:535          | 0,465                   |                       |

Рабочая прочность троса определяется той наибольшей нагрузкой, при которой он может работать в конкретных условиях длительное время без нарушения целости отдельных элементов и всего троса. Эта нагрузка называется допустимым усилием. Его значение в ньютонах устанавливается с определенным запасом прочности:5. При выборе каната должен учитываться определённый запас прочности или, как его называют, коэффициент запаса прочности каната:15. При динамической нагрузке, при частых внезапных рывках и сильных напряжениях канатов требуется больший запас прочности, чем при равномерной нагрузке:536. При огибании барабанов, блоков и т.п. в наружных волокнах каната возникают дополнительные напряжения изгиба.
{\displaystyle P=R/k}, (2)
где R — разрывное усилие, Н; k — коэффициент запаса прочности, выбираемый в зависимости от назначения и условий эксплуатации троса.
Для большинства судовых тросов коэффициент запаса прочности берется равным 6:4. Рабочая крепость принимается равной 1/6 от разрывной.
Задача.
Необходимо подобрать пеньковый трос для рабочего усилия 1000 кгс.
Решение.
1) Приняв k=8 из формулы (2) находим {\displaystyle 1000=R/8}; {\displaystyle R=1000*8=8000}кгс
2) Для пенькового бельного троса тросовой работы f=0.59
3) По формуле (1) находим {\displaystyle 8000=0.59(pi*d)^{2}}. C=116 мм, d=37мм
А — группа, соответствующая по разрывной нагрузке требованиям международных стандартов на соответствующий вид каната;

Б — группа по разрывной нагрузке на 15 % ниже уровня группы А;

В — группа по разрывной нагрузке от 16 % до 25 % ниже уровня группы А;

Г — группа ниже уровня группы А на более чем 26 %.

Канаты стальные меряются кгс/мм2

| Канаты                                                                                          | Длина окружности | Диаметр | Номинальная линейная плотность каната, ктекс | Число витков на 1 м каната не менее | Разрывная нагрузка каната в целом виде, даН (кгс), не менее | Разрывная нагрузка каната в целом виде, даН (кгс), не менее | Разрывная нагрузка каната в целом виде, даН (кгс), не менее | Разрывная нагрузка каната в целом виде, даН (кгс), не менее | Суммарная разрывная нагрузка каната по каболкам даН (кгс), не менее | Суммарная разрывная нагрузка каната по каболкам даН (кгс), не менее | Суммарная разрывная нагрузка каната по каболкам даН (кгс), не менее | Суммарная разрывная нагрузка каната по каболкам даН (кгс), не менее | Суммарная разрывная нагрузка каната по прядям, даН (кгс), не менее | Суммарная разрывная нагрузка каната по прядям, даН (кгс), не менее | Суммарная разрывная нагрузка каната по прядям, даН (кгс), не менее | Суммарная разрывная нагрузка каната по прядям, даН (кгс), не менее |
| Канаты                                                                                          | Длина окружности | Диаметр | Номинальная линейная плотность каната, ктекс | Число витков на 1 м каната не менее | Группа                                                      | Группа                                                      | Группа                                                      | Группа                                                      | Группа                                                              | Группа                                                              | Группа                                                              | Группа                                                              | Группа                                                             | Группа                                                             | Группа                                                             | Группа                                                             |
| Канаты                                                                                          | Длина окружности | Диаметр | Номинальная линейная плотность каната, ктекс | Число витков на 1 м каната не менее | А                                                           | Б                                                           | В                                                           | Г                                                           | А                                                                   | Б                                                                   | В                                                                   | Г                                                                   | А                                                                  | Б                                                                  | В                                                                  | Г                                                                  |
| ----------------------------------------------------------------------------------------------- | ---------------- | ------- | -------------------------------------------- | ----------------------------------- | ----------------------------------------------------------- | ----------------------------------------------------------- | ----------------------------------------------------------- | ----------------------------------------------------------- | ------------------------------------------------------------------- | ------------------------------------------------------------------- | ------------------------------------------------------------------- | ------------------------------------------------------------------- | ------------------------------------------------------------------ | ------------------------------------------------------------------ | ------------------------------------------------------------------ | ------------------------------------------------------------------ |
| пеньковые тросовой свивки                                                                       | 30               | 10      | 74,9                                         | 92                                  | 852,6                                                       | 774,2                                                       | 695,8                                                       | 615,4                                                       | 921,2                                                               | 837,9                                                               | 749,7                                                               | 661,5                                                               | 1234,8                                                             | 1122,1                                                             | 1009,4                                                             | 891,8                                                              |
| пеньковые тросовой свивки                                                                       | 35               | 11      | 89,9                                         | 79                                  | 1014,3                                                      | 921,2                                                       | 823,2                                                       | 725,5                                                       | 1107,4                                                              | 1004,5                                                              | 901,6                                                               | 793,8                                                               | 1470                                                               | 1332,8                                                             | 1195,6                                                             | 1048,6                                                             |
| пеньковые тросовой свивки                                                                       | 40               | 13      | 120                                          | 69                                  | 1337,7                                                      | 1215,2                                                      | 1087,8                                                      | 960,4                                                       | 1470                                                                | 1342,6                                                              | 1195,6                                                              | 1058,4                                                              | 1940,4                                                             | 1764                                                               | 1577,8                                                             | 1391,6                                                             |
| пеньковые тросовой свивки                                                                       | 45               | 14      | 150                                          | 62                                  | 1646,4                                                      | 1499,4                                                      | 1332,8                                                      | 1176                                                        | 1842,4                                                              | 1675,8                                                              | 1499,4                                                              | 1323                                                                | 2386,3                                                             | 2175,6                                                             | 1930,6                                                             | 1705,2                                                             |
| пеньковые тросовой свивки                                                                       | 50               | 16      | 195                                          | 55                                  | 2116,8                                                      | 1920,8                                                      | 1715                                                        | 1519                                                        | 2936,1                                                              | 2175,6                                                              | 1950,2                                                              | 1719,9                                                              | 3067,4                                                             | 2783,2                                                             | 2489,2                                                             | 2205                                                               |
| пеньковые тросовой свивки                                                                       | 60               | 19      | 270                                          | 46                                  | 2842                                                        | 2587,2                                                      | 2312,8                                                      | 2038,4                                                      | 3317,3                                                              | 3018,4                                                              | 2695                                                                | 2381,4                                                              | 4116                                                               | 3753,4                                                             | 3351,6                                                             | 2949,8                                                             |
| пеньковые тросовой свивки                                                                       | 70               | 22      | 375                                          | 40                                  | 3851,4                                                      | 3498,6                                                      | 3126,2                                                      | 2763,6                                                      | 4606                                                                | 4189,5                                                              | 3748,5                                                              | 3307,5                                                              | 5586                                                               | 5066,6                                                             | 4527,6                                                             | 4008,2                                                             |
| пеньковые тросовой свивки                                                                       | 80               | 26      | 480                                          | 35                                  | 4811,8                                                      | 4370,8                                                      | 3910,2                                                      | 3449,6                                                      | 5899,6                                                              | 5360,6                                                              | 4802                                                                | 4233,6                                                              | 6977,6                                                             | 6330,8                                                             | 5664,4                                                             | 4998                                                               |
| пеньковые тросовой свивки                                                                       | 90               | 29      | 614                                          | 31                                  | 6007,4                                                      | 5458,6                                                      | 4880,4                                                      | 4312                                                        | 7555,8                                                              | 6869,8                                                              | 6144,6                                                              | 5424,3                                                              | 8702,4                                                             | 7908,6                                                             | 7075,6                                                             | 6252,4                                                             |
| пеньковые тросовой свивки                                                                       | 100              | 32      | 764                                          | 28                                  | 7252                                                        | 6595,4                                                      | 5899,6                                                      | 5203,8                                                      | 9398,2                                                              | 8545,6                                                              | 7644                                                                | 6747,3                                                              | 10510,5                                                            | 9555                                                               | 8550,5                                                             | 7546                                                               |
| пеньковые тросовой свивки                                                                       | 115              | 37      | 1010                                         | 24                                  | 9035,6                                                      | 8212,4                                                      | 7438,2                                                      | 6566                                                        | 12127,5                                                             | 11025                                                               | 9996                                                                | 8820                                                                | 13092,8                                                            | 11902,1                                                            | 10780                                                              | 9515,8                                                             |
| пеньковые тросовой свивки                                                                       | 125              | 40      | 1220                                         | 22                                  | 10652,6                                                     | 9682,4                                                      | 8781                                                        | 7742                                                        | 14553                                                               | 13230                                                               | 11995,2                                                             | 10584                                                               | 15435                                                              | 14033,6                                                            | 12725,3                                                            | 11221                                                              |
| пеньковые тросовой свивки                                                                       | 150              | 48      | 1740                                         | 18                                  | 14641,2                                                     | 13308,4                                                     | 12063,8                                                     | 10642,8                                                     | 20859,3                                                             | 18963                                                               | 17189,2                                                             | 15170,4                                                             | 21217                                                              | 19286,4                                                            | 17483,2                                                            | 15425,2                                                            |
| пеньковые тросовой свивки                                                                       | 175              | 56      | 2370                                         | 16                                  | 19070,8                                                     | 17336,2                                                     | 15709,4                                                     | 13867                                                       | 28380,8                                                             | 25798,5                                                             | 23392,6                                                             | 20638,8                                                             | 27636                                                              | 25127,2                                                            | 22765,4                                                            | 20099,8                                                            |
| пеньковые тросовой свивки                                                                       | 200              | 64      | 3100                                         | 14                                  | 24372,6                                                     | 22157,8                                                     | 20090                                                       | 17728,2                                                     | 37112,6                                                             | 33736,5                                                             | 30585,8                                                             | 26989,2                                                             | 35319,2                                                            | 32114,6                                                            | 29115,8                                                            | 25695,6                                                            |
| пеньковые тросовой свивки                                                                       | 225              | 72      | 3930                                         | 12                                  | 30203,6                                                     | 27459,6                                                     | 24892                                                       | 21952                                                       | 47054,7                                                             | 42777                                                               | 38788,4                                                             | 34221,6                                                             | 43776,6                                                            | 39797,8                                                            | 36073,8                                                            | 31810,8                                                            |
| пеньковые тросовой свивки                                                                       | 250              | 80      | 4840                                         | 11                                  | 36514,8                                                     | 33192,2                                                     | 30086                                                       | 26558                                                       | 57967                                                               | 52699,5                                                             | 47779,9                                                             | 42159,6                                                             | 52920                                                              | 48108,2                                                            | 43600,2                                                            | 38489,5                                                            |
| пеньковые тросовой свивки                                                                       | 275              | 88      | 5850                                         | 10                                  | -                                                           | -                                                           | 35966                                                       | 31752                                                       | -                                                                   | -                                                                   | 57780,8                                                             | 50979,6                                                             | -                                                                  | -                                                                  | 52126,2                                                            | 46020,8                                                            |
| пеньковые тросовой свивки                                                                       | 300              | 96      | 6970                                         | 9                                   | -                                                           | -                                                           | 42336                                                       | 37387                                                       | -                                                                   | -                                                                   | 68776,4                                                             | 60681,6                                                             | -                                                                  | -                                                                  | 61357,8                                                            | 54184,2                                                            |
| пеньковые тросовой свивки                                                                       | 325              | 104     | 8180                                         | 8,5                                 | -                                                           | -                                                           | 49490                                                       | 43708                                                       | -                                                                   | -                                                                   | 80771,6                                                             | 71265,6                                                             | -                                                                  | -                                                                  | 71726,2                                                            | 63347,2                                                            |
| пеньковые тросовой свивки                                                                       | 350              | 112     | 9500                                         | 8                                   | -                                                           | -                                                           | 57232                                                       | 50470                                                       | -                                                                   | -                                                                   | 93766,4                                                             | 82731,6                                                             | -                                                                  | -                                                                  | 82947,2                                                            | 73147,2                                                            |
| пеньковые кабельтовой свивки                                                                    | -                | 25      | 486                                          | 35                                  | -                                                           | 4341,4                                                      | 3930                                                        | -                                                           | -                                                                   | 5292                                                                | 4802                                                                | -                                                                   | -                                                                  | 5429,2                                                             | 4909,8                                                             | -                                                                  |
| пеньковые кабельтовой свивки                                                                    | -                | 30      | 688                                          | 29                                  | -                                                           | 5889,8                                                      | 5341                                                        | -                                                           | -                                                                   | 7497                                                                | 6801,2                                                              | -                                                                   | -                                                                  | 7359,8                                                             | 6673,8                                                             | -                                                                  |
| пеньковые кабельтовой свивки                                                                    | -                | 35      | 931                                          | 25                                  | -                                                           | 7516,6                                                      | 6811                                                        | -                                                           | -                                                                   | 10143                                                               | 9192,4                                                              | -                                                                   | -                                                                  | 9398,2                                                             | 8516,2                                                             | -                                                                  |
| пеньковые кабельтовой свивки                                                                    | -                | 40      | 1215                                         | 22                                  | -                                                           | 9662,8                                                      | 8760                                                        | -                                                           | -                                                                   | 13230                                                               | 11995,2                                                             | -                                                                   | -                                                                  | 12078,5                                                            | 10951,5                                                            | -                                                                  |
| пеньковые кабельтовой свивки                                                                    | -                | 45      | 1539                                         | 19                                  | -                                                           | 11985,4                                                     | 10785                                                       | -                                                           | -                                                                   | 16758                                                               | 15190                                                               | -                                                                   | -                                                                  | 14920,5                                                            | 13484,8                                                            | -                                                                  |
| пеньковые кабельтовой свивки                                                                    | -                | 50      | 1924                                         | 17                                  | -                                                           | 14562,8                                                     | 13200                                                       | -                                                           | -                                                                   | 20952,4                                                             | 18992,4                                                             | -                                                                   | -                                                                  | 18203,5                                                            | 16503,2                                                            | -                                                                  |
| пеньковые кабельтовой свивки                                                                    | -                | 55      | 2330                                         | 16                                  | -                                                           | 17267,6                                                     | 15660                                                       | -                                                           | -                                                                   | 25362,4                                                             | 22990,8                                                             | -                                                                   | -                                                                  | 21584,5                                                            | 19575,5                                                            | -                                                                  |
| пеньковые кабельтовой свивки                                                                    | -                | 65      | 3220                                         | 13                                  | -                                                           | 22961,4                                                     | 20825                                                       | -                                                           | -                                                                   | 35064,4                                                             | 31791,2                                                             | -                                                                   | -                                                                  | 29704,2                                                            | 26028,8                                                            | -                                                                  |
| пеньковые, пропитанные тросовой свивки                                                          | 30               | 10      | 88,4                                         | 92                                  | 808,5                                                       | 735                                                         | 656,6                                                       | 588                                                         | 872,2                                                               | 793,8                                                               | 715,4                                                               | 632,1                                                               | 1176                                                               | 1068,2                                                             | 950,6                                                              | 852,6                                                              |
| пеньковые, пропитанные тросовой свивки                                                          | 35               | 11      | 106                                          | 79                                  | 960,4                                                       | 872,2                                                       | 784                                                         | 695,8                                                       | 1048,6                                                              | 950,6                                                               | 852,6                                                               | 754,6                                                               | 1391,6                                                             | 1264,2                                                             | 1136,8                                                             | 1009,4                                                             |
| пеньковые, пропитанные тросовой свивки                                                          | 40               | 13      | 144                                          | 69                                  | 1274                                                        | 1156,4                                                      | 1038,8                                                      | 921,2                                                       | 1396,5                                                              | 1274                                                                | 1136,8                                                              | 1009,4                                                              | 1842,4                                                             | 1675,8                                                             | 1504,3                                                             | 1332,8                                                             |
| пеньковые, пропитанные тросовой свивки                                                          | 45               | 14      | 177                                          | 62                                  | 1558,2                                                      | 1421                                                        | 1274                                                        | 1127                                                        | 1744,4                                                              | 1587,6                                                              | 1425,9                                                              | 1264,2                                                              | 2254                                                               | 2058                                                               | 1842,4                                                             | 1636,6                                                             |
| пеньковые, пропитанные тросовой свивки                                                          | 50               | 16      | 230                                          | 55                                  | 2009                                                        | 1822,8                                                      | 1636,6                                                      | 1450,4                                                      | 2268,7                                                              | 2062,9                                                              | 1852,2                                                              | 1646,4                                                              | 2910,6                                                             | 2646                                                               | 2371,6                                                             | 2102,1                                                             |
| пеньковые, пропитанные тросовой свивки                                                          | 60               | 19      | 318                                          | 46                                  | 2695                                                        | 2450                                                        | 2205                                                        | 1950,2                                                      | 3145,8                                                              | 2856,7                                                              | 2567,6                                                              | 2273,6                                                              | 3905,3                                                             | 3547,6                                                             | 3194,8                                                             | 2822,4                                                             |
| пеньковые, пропитанные тросовой свивки                                                          | 70               | 22      | 442                                          | 40                                  | 3645,6                                                      | 3312,4                                                      | 2979,2                                                      | 2646                                                        | 4365,9                                                              | 3969                                                                | 3567,2                                                              | 3160,5                                                              | 5282,2                                                             | 4802                                                               | 4312                                                               | 3831,8                                                             |
| пеньковые, пропитанные тросовой свивки                                                          | 80               | 26      | 566                                          | 35                                  | 4547,2                                                      | 4135,6                                                      | 3714,2                                                      | 3292,8                                                      | 5586                                                                | 5076,4                                                              | 4566,8                                                              | 4047,4                                                              | 6590,5                                                             | 5997,6                                                             | 5380,2                                                             | 4772,6                                                             |
| пеньковые, пропитанные тросовой свивки                                                          | 90               | 29      | 725                                          | 31                                  | 5693,8                                                      | 5174,4                                                      | 4645,2                                                      | 4116                                                        | 7158,9                                                              | 6507,2                                                              | 5551,7                                                              | 5184,2                                                              | 8251,6                                                             | 7497                                                               | 6732,6                                                             | 5968,2                                                             |
| пеньковые, пропитанные тросовой свивки                                                          | 100              | 32      | 902                                          | 28                                  | 6879,6                                                      | 6252,4                                                      | 5615,4                                                      | 4987,4                                                      | 8908,2                                                              | 8094,8                                                              | 7271,6                                                              | 6448,4                                                              | 9966,6                                                             | 9065                                                               | 8134                                                               | 7212,8                                                             |
| пеньковые, пропитанные тросовой свивки                                                          | 115              | 37      | 1190                                         | 24                                  | 8545,4                                                      | 7771,4                                                      | 7114,8                                                      | 6242,6                                                      | 11480,7                                                             | 10437                                                               | 9555                                                                | 8379                                                                | 12387,2                                                            | 11260,2                                                            | 10309,6                                                            | 9045,4                                                             |
| пеньковые, пропитанные тросовой свивки                                                          | 125              | 40      | 1430                                         | 22                                  | 10094                                                       | 9172,8                                                      | 8388,8                                                      | 7359,8                                                      | 13778,8                                                             | 12524,4                                                             | 11466                                                               | 10054,8                                                             | 14631,4                                                            | 13293,7                                                            | 12161,8                                                            | 10662,4                                                            |
| пеньковые, пропитанные тросовой свивки                                                          | 150              | 48      | 2060                                         | 18                                  | 13867                                                       | 12602,8                                                     | 11534,6                                                     | 10113,6                                                     | 19747                                                               | 17953,6                                                             | 16434,6                                                             | 14415,8                                                             | 19188,4                                                            | 18267,2                                                            | 16718,8                                                            | 14195,3                                                            |
| пеньковые, пропитанные тросовой свивки                                                          | 175              | 56      | 2800                                         | 16                                  | 18061,4                                                     | 16415                                                       | 15023,4                                                     | 13171,2                                                     | 26861,8                                                             | 24421,6                                                             | 22358,4                                                             | 19609,8                                                             | 26175,8                                                            | 23789,5                                                            | 21775,6                                                            | 19090,4                                                            |
| пеньковые, пропитанные тросовой свивки                                                          | 200              | 64      | 3660                                         | 14                                  | 23461,2                                                     | 20972                                                       | 19208                                                       | 16846,2                                                     | 35133                                                               | 31938,2                                                             | 29238,3                                                             | 25636,8                                                             | 33437,6                                                            | 30389,8                                                            | 27841,8                                                            | 24411,8                                                            |
| пеньковые, пропитанные тросовой свивки                                                          | 225              | 72      | 4640                                         | 12                                  | 28567                                                       | 25970                                                       | 23814                                                       | 20874                                                       | 44541                                                               | 40493,6                                                             | 37073                                                               | 32506,6                                                             | 41983,2                                                            | 37641,8                                                            | 34515,6                                                            | 30252,6                                                            |
| пеньковые, пропитанные тросовой свивки                                                          | 250              | 80      | 5710                                         | 11                                  | 34603,8                                                     | 31458                                                       | 28812                                                       | 25186                                                       | 54880                                                               | 4989,8                                                              | 45673                                                               | 40052,6                                                             | 50146,6                                                            | 45589,6                                                            | 41983,2                                                            | 36505                                                              |
| пеньковые, пропитанные тросовой свивки                                                          | 275              | 88      | 6910                                         | 10                                  | -                                                           | -                                                           | 34300                                                       | 30086                                                       | -                                                                   | -                                                                   | 55238                                                               | 48431,6                                                             | -                                                                  | -                                                                  | 49710,5                                                            | 43600,2                                                            |
| пеньковые, пропитанные тросовой свивки                                                          | 300              | 96      | 8220                                         | 9                                   | -                                                           | -                                                           | 40474                                                       | 35476                                                       | -                                                                   | -                                                                   | 65738                                                               | 57643,6                                                             | -                                                                  | -                                                                  | 58657,8                                                            | 51410,8                                                            |
| пеньковые, пропитанные тросовой свивки                                                          | 325              | 104     | 9550                                         | 8,5                                 | -                                                           | -                                                           | 47334                                                       | 41454                                                       | -                                                                   | -                                                                   | 77204                                                               | 67698,4                                                             | -                                                                  | -                                                                  | 66979,2                                                            | 59378,2                                                            |
| пеньковые, пропитанные тросовой свивки                                                          | 350              | 112     | 11210                                        | 8                                   | -                                                           | -                                                           | 54684                                                       | 47922                                                       | -                                                                   | -                                                                   | 89626                                                               | 78596                                                               | -                                                                  | -                                                                  | 79252,6                                                            | 69452,6                                                            |
| сизалевые тросовой свивки                                                                       | 20               | 6       | 31                                           | 142                                 | 460,4                                                       | 431,2                                                       | 401,8                                                       | 303,8                                                       | 529,2                                                               | 499,8                                                               | 460,6                                                               | 352,8                                                               | 666,4                                                              | 627,2                                                              | 578,2                                                              | 441                                                                |
| сизалевые тросовой свивки                                                                       | 25               | 8       | 54                                           | 114                                 | 749,7                                                       | 715,4                                                       | 646,8                                                       | 499,8                                                       | 882                                                                 | 837,9                                                               | 764,4                                                               | 588                                                                 | 1087,8                                                             | 1038,8                                                             | 940,8                                                              | 725,2                                                              |
| сизалевые тросовой свивки                                                                       | 30               | 10      | 68                                           | 95                                  | 867,3                                                       | 823,2                                                       | 754,6                                                       | 578,2                                                       | 1058,4                                                              | 1009,4                                                              | 921,2                                                               | 705,6                                                               | 1254,4                                                             | 1195,6                                                             | 1092,7                                                             | 837,9                                                              |
| сизалевые тросовой свивки                                                                       | 35               | 11      | 82                                           | 81                                  | 1068,2                                                      | 1009,4                                                      | 911,4                                                       | 705,6                                                       | 1303,4                                                              | 1234,8                                                              | 1107,4                                                              | 862,4                                                               | 1548,4                                                             | 1460,2                                                             | 1323                                                               | 1019,2                                                             |
| сизалевые тросовой свивки                                                                       | 40               | 13      | 115                                          | 71                                  | 1421                                                        | 1342,6                                                      | 1205,4                                                      | 940,8                                                       | 1744,4                                                              | 1646,4                                                              | 1479,8                                                              | 1156,4                                                              | 2058                                                               | 1945,3                                                             | 1744,4                                                             | 1362,2                                                             |
| сизалевые тросовой свивки                                                                       | 45               | 14      | 140                                          | 63                                  | 1705,2                                                      | 1617                                                        | 1450,4                                                      | 1127                                                        | 2175,6                                                              | 2058                                                                | 1852,2                                                              | 1440,6                                                              | 2469,6                                                             | 2342,2                                                             | 2097,2                                                             | 1636,6                                                             |
| сизалевые тросовой свивки                                                                       | 50               | 16      | 190                                          | 57                                  | 2165,8                                                      | 2048,2                                                      | 1842,4                                                      | 1430,8                                                      | 2832,2                                                              | 2675,4                                                              | 2410,8                                                              | 1871,8                                                              | 3136                                                               | 2969,4                                                             | 2665,6                                                             | 2072,7                                                             |
| сизалевые тросовой свивки                                                                       | 60               | 19      | 268                                          | 47                                  | 3096,8                                                      | 2773,4                                                      | 2636,2                                                      | 2048,2                                                      | 4135,6                                                              | 3704,4                                                              | 3518,2                                                              | 2734,2                                                              | 4488,4                                                             | 4018                                                               | 3822                                                               | 2969,4                                                             |
| сизалевые тросовой свивки                                                                       | 70               | 22      | 327                                          | 41                                  | 3640,7                                                      | 3439,8                                                      | 3096,8                                                      | 2410,8                                                      | 5007,8                                                              | 4733,4                                                              | 4263                                                                | 3312,4                                                              | 5272,4                                                             | 4988,2                                                             | 4488,4                                                             | 3493,7                                                             |
| сизалевые тросовой свивки                                                                       | 75               | 24      | 400                                          | 38                                  | 4410                                                        | 4165                                                        | 3753,4                                                      | 2910,6                                                      | 6174                                                                | 5865,3                                                              | 5247,9                                                              | 4076,8                                                              | 6389,6                                                             | 6036,8                                                             | 5439                                                               | 4214                                                               |
| сизалевые тросовой свивки                                                                       | 90               | 29      | 584                                          | 32                                  | 6174                                                        | 5865,3                                                      | 5247,9                                                      | 4076,8                                                      | 8820                                                                | 8379                                                                | 7497                                                                | 5821,2                                                              | 8947,4                                                             | 8496,6                                                             | 7604,8                                                             | 5909,4                                                             |
| сизалевые тросовой свивки                                                                       | 100              | 32      | 700                                          | 28                                  | 7163,8                                                      | 6811                                                        | 6090,7                                                      | 4733,4                                                      | 10584                                                               | 10054,8                                                             | 8996,4                                                              | 6987,5                                                              | 10378,2                                                            | 9868,6                                                             | 8829,8                                                             | 6860                                                               |
| сизалевые тросовой свивки                                                                       | 115              | 37      | 935                                          | 25                                  | 9339,4                                                      | 8878,8                                                      | 7938                                                        | 6164,2                                                      | 14112                                                               | 13406,4                                                             | 11995,2                                                             | 9310                                                                | 13533,8                                                            | 12867,4                                                            | 11505,2                                                            | 8932,7                                                             |
| сизалевые тросовой свивки                                                                       | 125              | 40      | 1040                                         | 23                                  | 10299,8                                                     | 9790,2                                                      | 8761,2                                                      | 6801,2                                                      | 15876                                                               | 15082,2                                                             | 13494,6                                                             | 10476,2                                                             | 14925,4                                                            | 14190,4                                                            | 12700,8                                                            | 9868,8                                                             |
| сизалевые тросовой свивки                                                                       | 150              | 48      | 1580                                         | 19                                  | 15101,8                                                     | 14342,3                                                     | 12833,1                                                     | 9966,6                                                      | 23814                                                               | 22623,3                                                             | 20241,9                                                             | 15719,2                                                             | 21883,4                                                            | 20785,8                                                            | 18600,4                                                            | 14445,2                                                            |
| сизалевые тросовой свивки                                                                       | 175              | 56      | 2150                                         | 16                                  | 19658,8                                                     | 18678,8                                                     | 16709                                                       | 12975,2                                                     | 32340                                                               | 30723                                                               | 27489,2                                                             | 21344,4                                                             | 28488,6                                                            | 27067,6                                                            | 24215,8                                                            | 18806,2                                                            |
| сизалевые тросовой свивки                                                                       | 200              | 64      | 2880                                         | 14                                  | 25676                                                       | 24392,2                                                     | 21824,6                                                     | 16944,2                                                     | 43512                                                               | 41336,4                                                             | 36985,2                                                             | 28714                                                               | 37210,6                                                            | 35348,6                                                            | 31629,5                                                            | 24558,8                                                            |
| сизалевые тросовой свивки                                                                       | 225              | 72      | 3620                                         | 13                                  | 31369,8                                                     | 29801,8                                                     | 26660,9                                                     | 20697,6                                                     | 53802                                                               | 51111,9                                                             | 45143,7                                                             | 35505,4                                                             | 45462,2                                                            | 43188,6                                                            | 38641,4                                                            | 29997,8                                                            |
| сизалевые тросовой свивки                                                                       | 250              | 80      | 4400                                         | 11                                  | 37210,6                                                     | 35348,6                                                     | 31624,6                                                     | 24558,8                                                     | 66444                                                               | 63121,8                                                             | 56477,4                                                             | 43855                                                               | 53929,4                                                            | 51229,5                                                            | 45834,6                                                            | 35593,6                                                            |
| сизалевые тросовой свивки                                                                       | 275              | 88      | 5350                                         | 10                                  | 45109,4                                                     | 42855,4                                                     | 38347,4                                                     | 29772,4                                                     | 80556                                                               | 76528,2                                                             | 68472,6                                                             | 53165                                                               | 65375,8                                                            | 62112,4                                                            | 55575,8                                                            | 43149,4                                                            |
| сизалевые тросовой свивки                                                                       | 300              | 96      | 6400                                         | 9,5                                 | 52042,9                                                     | 49441                                                       | 44237,2                                                     | 34349                                                       | 95844                                                               | 91051,8                                                             | 81467,4                                                             | 63259                                                               | 75420,8                                                            | 71652,7                                                            | 64111,6                                                            | 49784                                                              |
| сизалевые тросовой свивки                                                                       | 325              | 104     | 7470                                         | 9                                   | -                                                           | 52096,8                                                     | 46608,8                                                     | 36191,4                                                     | -                                                                   | 106971,9                                                            | 95711,7                                                             | 74313,4                                                             | -                                                                  | 75499,2                                                            | 67551,4                                                            | 52449,6                                                            |
| сизалевые тросовой свивки                                                                       | 350              | 112     | 8660                                         | 8                                   | -                                                           | 58280,6                                                     | 52145,8                                                     | 40493,6                                                     | -                                                                   | 124009,2                                                            | 110955,6                                                            | 86151,8                                                             | -                                                                  | 84466,2                                                            | 75577,6                                                            | 58682,4                                                            |
| хлопчатобумажные тросовой свивки                                                                | 90               | 29      | 600                                          | 33                                  | 3645,6                                                      | 3390,8                                                      | 2734,2                                                      | -                                                           | 4096,4                                                              | 3812,2                                                              | 3263,6                                                              | -                                                                   | 4929,4                                                             | 4581,5                                                             | 2410,8                                                             | -                                                                  |
| хлопчатобумажные тросовой свивки                                                                | 115              | 37      | 820                                          | 28                                  | 4792,2                                                      | 4459                                                        | 3596,6                                                      | -                                                           | 5546,8                                                              | 5159,7                                                              | 4155,2                                                              | -                                                                   | 6477,8                                                             | 6027                                                               | 3077,2                                                             | -                                                                  |
| хлопчатобумажные тросовой свивки                                                                | 125              | 40      | 1070                                         | 25                                  | 5723,2                                                      | 5321,4                                                      | 4292,4                                                      | -                                                           | 7232,4                                                              | 6732,6                                                              | 5424,3                                                              | -                                                                   | 7732,2                                                             | 7193,2                                                             | 4013,1                                                             | -                                                                  |
| хлопчатобумажные тросовой свивки                                                                | 140              | 45      | 1350                                         | 22                                  | 6517                                                        | 6061,3                                                      | 4890,2                                                      | -                                                           | 9163                                                                | 8526                                                                | 6869,8                                                              | -                                                                   | 8810,2                                                             | 8192,8                                                             | 5086,2                                                             | -                                                                  |
| хлопчатобумажные тросовой свивки                                                                | 150              | 48      | 1670                                         | 20                                  | 7977,2                                                      | 7423,5                                                      | 5982,9                                                      | -                                                           | 11328,8                                                             | 10544,8                                                             | 8496,6                                                              | -                                                                   | 10780                                                              | 10035,2                                                            | 6286,7                                                             | -                                                                  |
| хлопчатобумажные тросовой свивки                                                                | 175              | 56      | 2020                                         | 18                                  | 9613,8                                                      | 8952,3                                                      | 7212,8                                                      | -                                                           | 13739,6                                                             | 12789                                                               | 10309,6                                                             | -                                                                   | 12994,8                                                            | 12098,1                                                            | 7629,3                                                             | -                                                                  |
| хлопчатобумажные тросовой свивки                                                                | 200              | 64      | 2825                                         | 15                                  | 11809                                                       | 10985,8                                                     | 8859,2                                                      | -                                                           | 16875,6                                                             | 15699,6                                                             | 12656,7                                                             | -                                                                   | 15954,4                                                            | 14847                                                              | 9368,8                                                             | -                                                                  |
| полиамидные тросовой свивки                                                                     | 25               | 8       | 40                                           | 120                                 | 1332,8                                                      | 1156,4                                                      | -                                                           | 994,7                                                       | 1891,4                                                              | 1646,4                                                              | -                                                                   | 1411,2                                                              | 1930,6                                                             | 1675,8                                                             | -                                                                  | 1440,6                                                             |
| полиамидные тросовой свивки                                                                     | 30               | 10      | 62                                           | 100                                 | 1636,6                                                      | 1421                                                        | -                                                           | 1215,2                                                      | 2366,7                                                              | 2058                                                                | -                                                                   | 1764                                                                | 2371,6                                                             | 2058                                                               | -                                                                  | 1764                                                               |
| полиамидные тросовой свивки                                                                     | 35               | 11      | 75                                           | 86                                  | 2268,7                                                      | 1969,8                                                      | -                                                           | 1695,4                                                      | 3312,4                                                              | 2881,2                                                              | -                                                                   | 2469,6                                                              | 3287,9                                                             | 2851,8                                                             | -                                                                  | 2459,8                                                             |
| полиамидные тросовой свивки                                                                     | 40               | 13      | 105                                          | 75                                  | 3072,3                                                      | 2670,5                                                      | -                                                           | 2244,2                                                      | 4498,2                                                              | 3910,2                                                              | -                                                                   | 3292,8                                                              | 4449,2                                                             | 3871                                                               | -                                                                  | 3253,6                                                             |
| полиамидные тросовой свивки                                                                     | 50               | 16      | 158                                          | 60                                  | 4821,6                                                      | 4194,4                                                      | -                                                           | 3528                                                        | 7065,8                                                              | 6144,6                                                              | -                                                                   | 5174,4                                                              | 6987,4                                                             | 6076                                                               | -                                                                  | 5115,6                                                             |
| полиамидные тросовой свивки                                                                     | 60               | 19      | 223                                          | 50                                  | 6360,2                                                      | 5527,2                                                      | -                                                           | 4655                                                        | 9633,4                                                              | 8379                                                                | -                                                                   | 7056                                                                | 9216,9                                                             | 8006,6                                                             | -                                                                  | 6742,4                                                             |
| полиамидные тросовой свивки                                                                     | 70               | 22      | 300                                          | 43                                  | 8771                                                        | 7624,4                                                      | -                                                           | 6419                                                        | 13489,7                                                             | 11730,6                                                             | -                                                                   | 9878,4                                                              | 12710,6                                                            | 11049,5                                                            | -                                                                  | 9300,2                                                             |
| полиамидные тросовой свивки                                                                     | 80               | 26      | 420                                          | 37                                  | 11926,6                                                     | 10368,4                                                     | -                                                           | 8731,8                                                      | 18629,8                                                             | 16199,4                                                             | -                                                                   | 13641,6                                                             | 17287,2                                                            | 15023,4                                                            | -                                                                  | 12651,8                                                            |
| полиамидные тросовой свивки                                                                     | 90               | 29      | 522                                          | 33                                  | 14592,2                                                     | 12686,1                                                     | -                                                           | 10936,8                                                     | 23529,8                                                             | 20462,4                                                             | -                                                                   | 17640                                                               | 21148,4                                                            | 18384,8                                                            | -                                                                  | 15846,6                                                            |
| полиамидные тросовой свивки                                                                     | 100              | 32      | 630                                          | 30                                  | 17061,8                                                     | 14837,2                                                     | -                                                           | 12789                                                       | 28429,8                                                             | 24725,4                                                             | -                                                                   | 21315                                                               | 27725,4                                                            | 21501,2                                                            | -                                                                  | 18531,8                                                            |
| полиамидные тросовой свивки                                                                     | 115              | 37      | 842                                          | 26                                  | 22373,4                                                     | 19453                                                       | -                                                           | 16767,8                                                     | 38239,6                                                             | 33251,4                                                             | -                                                                   | 28665                                                               | 32428,2                                                            | 28194,6                                                            | -                                                                  | 24304                                                              |
| полиамидные тросовой свивки                                                                     | 125              | 40      | 990                                          | 24                                  | 25705,4                                                     | 22353,8                                                     | -                                                           | 19271,7                                                     | 45099,6                                                             | 39219,6                                                             | -                                                                   | 33810                                                               | 37249,8                                                            | 32398,8                                                            | -                                                                  | 27930                                                              |
| полиамидные тросовой свивки                                                                     | 150              | 48      | 1420                                         | 20                                  | 36563,8                                                     | 31791,2                                                     | -                                                           | 27410,6                                                     | 64709,4                                                             | 56271,6                                                             | -                                                                   | 48510                                                               | 52185                                                              | 46069,8                                                            | -                                                                  | 39729,2                                                            |
| полиамидные тросовой свивки                                                                     | 175              | 56      | 1941                                         | 17                                  | 49303,8                                                     | 42875                                                       | -                                                           | 36955,8                                                     | 87259,2                                                             | 75881,4                                                             | -                                                                   | 65415                                                               | 71451,8                                                            | 62136,9                                                            | -                                                                  | 53557                                                              |
| полиамидные тросовой свивки                                                                     | 200              | 64      | 2535                                         | 15                                  | 64258,6                                                     | 55879,6                                                     | -                                                           | 48171,9                                                     | 113738,8                                                            | 98901,6                                                             | -                                                                   | 85260                                                               | 93129,4                                                            | 80987,2                                                            | -                                                                  | 69815,2                                                            |
| полиамидные тросовой свивки                                                                     | 225              | 72      | 3208                                         | 13                                  | 81291                                                       | 70687,4                                                     | -                                                           | 60936,4                                                     | 144128,6                                                            | 125332,2                                                            | -                                                                   | 108045                                                              | 117815,6                                                           | 102449,2                                                           | -                                                                  | 88312,7                                                            |
| полиамидные тросовой свивки                                                                     | 250              | 80      | 3960                                         | 12                                  | 100092,3                                                    | 87033,8                                                     | -                                                           | 75028,8                                                     | 177468,2                                                            | 154320,8                                                            | -                                                                   | 133035                                                              | 145059,6                                                           | 126135,8                                                           | -                                                                  | 108740,8                                                           |
| полиамидные тросовой свивки                                                                     | 275              | 88      | 4792                                         | 11                                  | 120892,8                                                    | 105124,6                                                    | -                                                           | 90620,6                                                     | 214727,8                                                            | 186719,4                                                            | -                                                                   | 160965                                                              | 175204,4                                                           | 152350,8                                                           | -                                                                  | 131329,8                                                           |
| полиамидные тросовой свивки                                                                     | 300              | 96      | 5703                                         | 10                                  | 144079,6                                                    | 125283,2                                                    | -                                                           | 108005,8                                                    | 255907,4                                                            | 222528,6                                                            | -                                                                   | 191835                                                              | 208808,6                                                           | 181569,5                                                           | -                                                                  | 156625,6                                                           |
| полиамидные термофиксированные и термофиксированные с повышенной ветостойкостью тросовой свивки | 25               | 8       | 40                                           | 119                                 | 1332,8                                                      | 1156,4                                                      | -                                                           | 994,7                                                       | 1891,4                                                              | 1646,4                                                              | -                                                                   | 1411,2                                                              | 1930,6                                                             | 1675,8                                                             | -                                                                  | 1440,6                                                             |
| полиамидные термофиксированные и термофиксированные с повышенной ветостойкостью тросовой свивки | 30               | 10      | 62                                           | 99                                  | 1636,6                                                      | 1421                                                        | -                                                           | 1215,2                                                      | 2366,7                                                              | 2058                                                                | -                                                                   | 1764                                                                | 2371,6                                                             | 2058                                                               | -                                                                  | 1764                                                               |
| полиамидные термофиксированные и термофиксированные с повышенной ветостойкостью тросовой свивки | 35               | 11      | 75                                           | 85                                  | 2268,7                                                      | 1969,8                                                      | -                                                           | 1695,4                                                      | 3312,4                                                              | 2881,2                                                              | -                                                                   | 2469,6                                                              | 3287,9                                                             | 2851,8                                                             | -                                                                  | 2459,8                                                             |
| полиамидные термофиксированные и термофиксированные с повышенной ветостойкостью тросовой свивки | 40               | 13      | 105                                          | 74                                  | 3072,3                                                      | 2670,5                                                      | -                                                           | 2244,2                                                      | 4498,2                                                              | 3910,2                                                              | -                                                                   | 3292,8                                                              | 4449,2                                                             | 3871                                                               | -                                                                  | 3253,6                                                             |
| полиамидные термофиксированные и термофиксированные с повышенной ветостойкостью тросовой свивки | 50               | 16      | 158                                          | 59                                  | 4821,6                                                      | 4194,4                                                      | -                                                           | 3528                                                        | 7065,8                                                              | 6144,6                                                              | -                                                                   | 5174,4                                                              | 6987,4                                                             | 6076                                                               | -                                                                  | 5115,6                                                             |
| полиамидные термофиксированные и термофиксированные с повышенной ветостойкостью тросовой свивки | 60               | 19      | 223                                          | 50                                  | 6360,2                                                      | 5527,2                                                      | -                                                           | 4655                                                        | 9633,4                                                              | 8379                                                                | -                                                                   | 7056                                                                | 9216,9                                                             | 8006,6                                                             | -                                                                  | 6742,4                                                             |
| полиамидные термофиксированные и термофиксированные с повышенной ветостойкостью тросовой свивки | 70               | 22      | 300                                          | 42                                  | 8771                                                        | 7624,4                                                      | -                                                           | 6419                                                        | 13489,7                                                             | 11730,6                                                             | -                                                                   | 9878,4                                                              | 12710,6                                                            | 11049,5                                                            | -                                                                  | 9300,2                                                             |
| полиамидные термофиксированные и термофиксированные с повышенной ветостойкостью тросовой свивки | 80               | 26      | 420                                          | 37                                  | 11926,6                                                     | 10368,4                                                     | -                                                           | 8731,8                                                      | 18629,8                                                             | 16199,4                                                             | -                                                                   | 13641,6                                                             | 17287,2                                                            | 15023,4                                                            | -                                                                  | 12651,8                                                            |
| полиамидные термофиксированные и термофиксированные с повышенной ветостойкостью тросовой свивки | 90               | 29      | 522                                          | 33                                  | 14592,2                                                     | 12686,1                                                     | -                                                           | 10936,8                                                     | 23529,8                                                             | 20462,4                                                             | -                                                                   | 17640                                                               | 21140,4                                                            | 18384,8                                                            | -                                                                  | 15846,8                                                            |
| полиамидные термофиксированные и термофиксированные с повышенной ветостойкостью тросовой свивки | 100              | 32      | 630                                          | 30                                  | 17061,8                                                     | 14837,2                                                     | -                                                           | 12789                                                       | 28429,8                                                             | 24725,4                                                             | -                                                                   | 21315                                                               | 24725,4                                                            | 21501,2                                                            | -                                                                  | 18531,8                                                            |
| полиамидные термофиксированные и термофиксированные с повышенной ветостойкостью тросовой свивки | 115              | 37      | 842                                          | 26                                  | 22373,4                                                     | 19453                                                       | -                                                           | 16767,8                                                     | 38239,6                                                             | 33251,4                                                             | -                                                                   | 28665                                                               | 32428,2                                                            | 28194,6                                                            | -                                                                  | 24304                                                              |
| полиамидные термофиксированные и термофиксированные с повышенной ветостойкостью тросовой свивки | 125              | 40      | 990                                          | 24                                  | 25705,4                                                     | 22353,8                                                     | -                                                           | 19271,7                                                     | 45099,6                                                             | 39219,6                                                             | -                                                                   | 33810                                                               | 37249,8                                                            | 32398,8                                                            | -                                                                  | 27930                                                              |
| полиамидные термофиксированные и термофиксированные с повышенной ветостойкостью тросовой свивки | 150              | 48      | 1426                                         | 20                                  | 36563,8                                                     | 31791,2                                                     | -                                                           | 27410,6                                                     | 64709,4                                                             | 56271,6                                                             | -                                                                   | 48510                                                               | 52185                                                              | 46069,8                                                            | -                                                                  | 39729,2                                                            |
| полиамидные термофиксированные и термофиксированные с повышенной ветостойкостью тросовой свивки | 175              | 56      | 1941                                         | 17                                  | 49303,8                                                     | 42875                                                       | -                                                           | 36955,8                                                     | 87259,2                                                             | 75881,4                                                             | -                                                                   | 65415                                                               | 71451,8                                                            | 62136,9                                                            | -                                                                  | 53557                                                              |
| полиамидные термофиксированные и термофиксированные с повышенной ветостойкостью тросовой свивки | 200              | 64      | 2535                                         | 15                                  | 64258,6                                                     | 55879,6                                                     | -                                                           | 48171,9                                                     | 113738,8                                                            | 98901,6                                                             | -                                                                   | 85260                                                               | 93129,4                                                            | 80987,2                                                            | -                                                                  | 69815,2                                                            |
| полипропиленовые тросовой свивки                                                                | 25               | 8       | 30                                           | 112                                 | 852,6                                                       | 774,2                                                       | 695,8                                                       | -                                                           | 823                                                                 | 744,8                                                               | 666,4                                                               | -                                                                   | 1151,5                                                             | 1048,6                                                             | 940,8                                                              | -                                                                  |
| полипропиленовые тросовой свивки                                                                | 30               | 10      | 45                                           | 93                                  | 1068,2                                                      | 960,4                                                       | 872,2                                                       | -                                                           | 1029                                                                | 926,1                                                               | 837,9                                                               | -                                                                   | 1140,6                                                             | 1293,6                                                             | 1176                                                               | -                                                                  |
| полипропиленовые тросовой свивки                                                                | 35               | 11      | 55                                           | 80                                  | 1274                                                        | 1136,8                                                      | 1038,8                                                      | -                                                           | 1234,8                                                              | 1107,4                                                              | 1009,4                                                              | -                                                                   | 1724,8                                                             | 1538,6                                                             | 1401,4                                                             | -                                                                  |
| полипропиленовые тросовой свивки                                                                | 40               | 13      | 78                                           | 70                                  | 1852,2                                                      | 1666                                                        | 1479,8                                                      | -                                                           | 2058                                                                | 1852,2                                                              | 1646,4                                                              | -                                                                   | 2499                                                               | 2254                                                               | 1999,2                                                             | -                                                                  |
| полипропиленовые тросовой свивки                                                                | 50               | 16      | 110                                          | 56                                  | 2469,6                                                      | 2224,6                                                      | 1979,6                                                      | -                                                           | 2940                                                                | 2646                                                                | 2352                                                                | -                                                                   | 3336,9                                                             | 3008,6                                                             | 2675,4                                                             | -                                                                  |
| полипропиленовые тросовой свивки                                                                | 60               | 19      | 165                                          | 47                                  | 3572,1                                                      | 3214,4                                                      | 2861,6                                                      | -                                                           | 4410                                                                | 3969                                                                | 3528                                                                | -                                                                   | 4826,5                                                             | 4341,4                                                             | 3866,1                                                             | -                                                                  |
| полипропиленовые тросовой свивки                                                                | 70               | 22      | 220                                          | 40                                  | 4704                                                        | 4233,6                                                      | 3763,2                                                      | -                                                           | 5880                                                                | 5292                                                                | 4704                                                                | -                                                                   | 6360,2                                                             | 5723,2                                                             | 5086,2                                                             | -                                                                  |
| полипропиленовые тросовой свивки                                                                | 80               | 26      | 305                                          | 35                                  | 6174                                                        | 5556,6                                                      | 4939,2                                                      | -                                                           | 8232                                                                | 7408,8                                                              | 6585,6                                                              | -                                                                   | 8339,8                                                             | 7506,8                                                             | 6673,8                                                             | -                                                                  |
| полипропиленовые тросовой свивки                                                                | 90               | 29      | 364                                          | 31                                  | 7301                                                        | 6458,2                                                      | 5615,5                                                      | -                                                           | 9937,2                                                              | 8790,6                                                              | 7644                                                                | -                                                                   | 9868,6                                                             | 8726,9                                                             | 7585,2                                                             | -                                                                  |
| полипропиленовые тросовой свивки                                                                | 100              | 32      | 460                                          | 28                                  | 7977,2                                                      | 7056                                                        | 6134,8                                                      | -                                                           | 11083,8                                                             | 9804,9                                                              | 8526                                                                | -                                                                   | 10780                                                              | 9535,4                                                             | 8290,8                                                             | -                                                                  |
| полипропиленовые тросовой свивки                                                                | 115              | 37      | 615                                          | 24                                  | 9692,2                                                      | 8570,1                                                      | 7452,9                                                      | -                                                           | 14905,8                                                             | 13185,9                                                             | 11466                                                               | -                                                                   | 13097,7                                                            | 11583,6                                                            | 10074,4                                                            | -                                                                  |
| полипропиленовые тросовой свивки                                                                | 125              | 40      | 720                                          | 22                                  | 1107,4                                                      | 9800                                                        | 8516,2                                                      | -                                                           | 17581,2                                                             | 15552,6                                                             | 13524                                                               | -                                                                   | 14964,6                                                            | 13239,8                                                            | 11505,2                                                            | -                                                                  |
| полипропиленовые тросовой свивки                                                                | 150              | 48      | 1040                                         | 19                                  | 14631,4                                                     | 12945,8                                                     | 11250,4                                                     | -                                                           | 25225,2                                                             | 22314,6                                                             | 19404                                                               | -                                                                   | 19771,5                                                            | 17493                                                              | 15199,8                                                            | -                                                                  |
| полипропиленовые тросовой свивки                                                                | 175              | 56      | 1420                                         | 16                                  | 17689                                                       | 15650,6                                                     | 13602,4                                                     | -                                                           | 34015,8                                                             | 30090,9                                                             | 26166                                                               | -                                                                   | 23902,2                                                            | 21148,4                                                            | 18384,8                                                            | -                                                                  |
| полипропиленовые тросовой свивки                                                                | 200              | 64      | 1850                                         | 14                                  | 23054,5                                                     | 20393,8                                                     | 17738                                                       | -                                                           | 44335,2                                                             | 39219,6                                                             | 34104                                                               | -                                                                   | 31154,2                                                            | 27557,6                                                            | 23970,8                                                            | -                                                                  |
| полиэфирные тросовой свивки                                                                     | 25               | 8       | 48                                           | 112                                 | 891,8                                                       | 852,6                                                       | 803,6                                                       | -                                                           | 1597,4                                                              | 1528,8                                                              | 1430,8                                                              | -                                                                   | 1235                                                               | 1186                                                               | 1117                                                               | -                                                                  |
| полиэфирные тросовой свивки                                                                     | 30               | 10      | 76                                           | 94                                  | 1509,2                                                      | 1440,6                                                      | 1352,4                                                      | -                                                           | 2802,8                                                              | 2675,4                                                              | 2508,8                                                              | -                                                                   | 2097                                                               | 1999                                                               | 1882                                                               | -                                                                  |
| полиэфирные тросовой свивки                                                                     | 35               | 11      | 92                                           | 80                                  | 1661,1                                                      | 1587,6                                                      | 1489,6                                                      | -                                                           | 3194,8                                                              | 3057,6                                                              | 2871,4                                                              | -                                                                   | 2303                                                               | 2205                                                               | 2068                                                               | -                                                                  |
| полиэфирные тросовой свивки                                                                     | 40               | 13      | 128                                          | 70                                  | 2116,8                                                      | 2023,7                                                      | 1822,8                                                      | -                                                           | 4155,2                                                              | 3969                                                                | 3572,1                                                              | -                                                                   | 2940                                                               | 2813                                                               | 2528                                                               | -                                                                  |
| полиэфирные тросовой свивки                                                                     | 45               | 14      | 148                                          | 62                                  | 2307,9                                                      | 2205                                                        | 1984,5                                                      | -                                                           | 4615,8                                                              | 4410                                                                | 3969                                                                | -                                                                   | 3214                                                               | 3062                                                               | 2754                                                               | -                                                                  |
| полиэфирные тросовой свивки                                                                     | 50               | 16      | 195                                          | 56                                  | 2910,6                                                      | 2783,2                                                      | 2499                                                        | -                                                           | 5997,6                                                              | 5733                                                                | 5159,7                                                              | -                                                                   | 4043                                                               | 3861                                                               | 3469                                                               | -                                                                  |
| полиэфирные тросовой свивки                                                                     | 60               | 19      | 275                                          | 47                                  | 4076,8                                                      | 3895,5                                                      | 3508,4                                                      | -                                                           | 8771                                                                | 8379                                                                | 7541,1                                                              | -                                                                   | 5664                                                               | 5116                                                               | 4871                                                               | -                                                                  |
| полиэфирные тросовой свивки                                                                     | 70               | 22      | 367                                          | 40                                  | 5278,4                                                      | 5341                                                        | 4802                                                        | -                                                           | 11858                                                               | 11995,2                                                             | 10799,6                                                             | -                                                                   | 7321                                                               | 7419                                                               | 6669                                                               | -                                                                  |
| полиэфирные тросовой свивки                                                                     | 80               | 26      | 512                                          | 35                                  | 7467,6                                                      | 7114,8                                                      | 6399,4                                                      | -                                                           | 17777,2                                                             | 16934,4                                                             | 15239                                                               | -                                                                   | 10368                                                              | 9878                                                               | 8889                                                               | -                                                                  |
| полиэфирные тросовой свивки                                                                     | 90               | 29      | 637                                          | 31                                  | 8810,2                                                      | 8388,8                                                      | 7546                                                        | -                                                           | 21481,6                                                             | 20462,4                                                             | 18414,2                                                             | -                                                                   | 12240                                                              | 11652                                                              | 10476                                                              | -                                                                  |
| полиамидные плетеные 8-прядные                                                                  | 50               | 16      | 170                                          | 51                                  | 3626                                                        | 3385,9                                                      | -                                                           | -                                                           | 5032,3                                                              | 4704                                                                | -                                                                   | -                                                                   | 4998                                                               | 4669,7                                                             | -                                                                  | -                                                                  |
| полиамидные плетеные 8-прядные                                                                  | 57               | 18      | 207                                          | 58                                  | 4248,3                                                      | 3949,4                                                      | -                                                           | -                                                           | 6056,4                                                              | 5645,8                                                              | -                                                                   | -                                                                   | 5845,9                                                             | 5443,4                                                             | -                                                                  | -                                                                  |
| полиамидные плетеные 8-прядные                                                                  | 64               | 20      | 273                                          | 66                                  | 5571,3                                                      | 5189,1                                                      | -                                                           | -                                                           | 8075,2                                                              | 7526,4                                                              | -                                                                   | -                                                                   | 7683,2                                                             | 7154                                                               | -                                                                  | -                                                                  |
| полиамидные плетеные 8-прядные                                                                  | 70               | 22      | 318                                          | 72                                  | 6713                                                        | 5968,2                                                      | -                                                           | -                                                           | 9878,4                                                              | 8781,8                                                              | -                                                                   | -                                                                   | 9256,1                                                             | 8232                                                               | -                                                                  | -                                                                  |
| полиамидные плетеные 8-прядные                                                                  | 76               | 24      | 364                                          | 78                                  | 7561,7                                                      | 6722,8                                                      | -                                                           | -                                                           | 11289,6                                                             | 10035,2                                                             | -                                                                   | -                                                                   | 10427,2                                                            | 9279,8                                                             | -                                                                  | -                                                                  |
| полиамидные плетеные 8-прядные                                                                  | 80               | 26      | 409                                          | 82                                  | 8379                                                        | 7448                                                        | -                                                           | -                                                           | 12700,8                                                             | 11289,6                                                             | -                                                                   | -                                                                   | 11554,2                                                            | 10270,4                                                            | -                                                                  | -                                                                  |
| полиамидные плетеные 8-прядные                                                                  | 88               | 28      | 500                                          | 90                                  | 10089,1                                                     | 8967                                                        | -                                                           | -                                                           | 15523,2                                                             | 13798,4                                                             | -                                                                   | -                                                                   | 13916                                                              | 12367,6                                                            | -                                                                  | -                                                                  |
| полиамидные плетеные 8-прядные                                                                  | 95               | 30      | 568                                          | 97                                  | 13847,4                                                     | 11916,8                                                     | -                                                           | -                                                           | 21638,4                                                             | 18620                                                               | -                                                                   | -                                                                   | 19095,3                                                            | 16434,6                                                            | -                                                                  | -                                                                  |
| полиамидные плетеные 8-прядные                                                                  | 100              | 32      | 624                                          | 102                                 | 15229,2                                                     | 13112,4                                                     | -                                                           | -                                                           | 23799,3                                                             | 20486,9                                                             | -                                                                   | -                                                                   | 21006,3                                                            | 18085,9                                                            | -                                                                  | -                                                                  |
| полиамидные плетеные 8-прядные                                                                  | 114              | 36      | 852                                          | 116                                 | 20609,4                                                     | 17742,9                                                     | -                                                           | -                                                           | 32457,6                                                             | 27939,8                                                             | -                                                                   | -                                                                   | 28429,8                                                            | 24470,6                                                            | -                                                                  | -                                                                  |
| полиамидные плетеные 8-прядные                                                                  | 125              | 40      | 966                                          | 127                                 | 23358,3                                                     | 20109,6                                                     | -                                                           | -                                                           | 36784,3                                                             | 31663,8                                                             | -                                                                   | -                                                                   | 32217,5                                                            | 27734                                                              | -                                                                  | -                                                                  |
| полиамидные плетеные 8-прядные                                                                  | 150              | 48      | 1420                                         | 162                                 | 39699,8                                                     | 36093,4                                                     | -                                                           | -                                                           | 62524                                                               | 56840                                                               | -                                                                   | -                                                                   | 54757,5                                                            | 49784                                                              | -                                                                  | -                                                                  |
| полиамидные плетеные 8-прядные                                                                  | 175              | 56      | 1930                                         | 189                                 | 55585,6                                                     | 50528,8                                                     | -                                                           | -                                                           | 87533,6                                                             | 79576                                                               | -                                                                   | -                                                                   | 76665,4                                                            | 69697,6                                                            | -                                                                  | -                                                                  |
| полиамидные плетеные 8-прядные                                                                  | 200              | 64      | 2520                                         | 216                                 | 73059                                                       | 66414,6                                                     | -                                                           | -                                                           | 115042,2                                                            | 104585,6                                                            | -                                                                   | -                                                                   | 100773,4                                                           | 91610,4                                                            | -                                                                  | -                                                                  |
| полиамидные плетеные 8-прядные                                                                  | 225              | 72      | 3190                                         | 243                                 | 91385                                                       | 83074,6                                                     | -                                                           | -                                                           | 145059,6                                                            | 131868,8                                                            | -                                                                   | -                                                                   | 126048                                                             | 114581,6                                                           | -                                                                  | -                                                                  |
| полиамидные плетеные 8-прядные                                                                  | 250              | 80      | 3940                                         | 270                                 | 113190                                                      | 102900                                                      | -                                                           | -                                                           | 182574                                                              | 165972,8                                                            | -                                                                   | -                                                                   | 156124                                                             | 141933,4                                                           | -                                                                  | -                                                                  |
| полиамидные плетеные 8-прядные                                                                  | 275              | 88      | 4770                                         | 297                                 | 133809,2                                                    | 121647,4                                                    | -                                                           | -                                                           | 217579,6                                                            | 197803,1                                                            | -                                                                   | -                                                                   | 184563,4                                                           | 167785,8                                                           | -                                                                  | -                                                                  |
| полиамидные плетеные 8-прядные                                                                  | 300              | 96      | 5680                                         | 324                                 | 158662                                                      | 144236,4                                                    | -                                                           | -                                                           | 260101,8                                                            | 236454                                                              | -                                                                   | -                                                                   | 218844                                                             | 198950                                                             | -                                                                  | -                                                                  |
| полиамидные плетеные 8-прядные                                                                  | 325              | 104     | 6660                                         | 351                                 | 184592,8                                                    | 167815,2                                                    | -                                                           | -                                                           | 302614,2                                                            | 275106                                                              | -                                                                   | -                                                                   | 254614                                                             | 231466                                                             | -                                                                  | -                                                                  |
| полипропиленовые плетеные 8-прядные                                                             | 50               | 16      | 107                                          | 55                                  | 2244,5                                                      | 2028,6                                                      | -                                                           | -                                                           | 2479,4                                                              | 2254                                                                | -                                                                   | -                                                                   | 2910                                                               | 2665,6                                                             | -                                                                  | -                                                                  |
| полипропиленовые плетеные 8-прядные                                                             | 57               | 18      | 142                                          | 63                                  | 2959,6                                                      | 2695                                                        | -                                                           | -                                                           | 3307,5                                                              | 3008,6                                                              | -                                                                   | -                                                                   | 3890,6                                                             | 3547,6                                                             | -                                                                  | -                                                                  |
| полипропиленовые плетеные 8-прядные                                                             | 64               | 20      | 178                                          | 71                                  | 3699,5                                                      | 3351,6                                                      | -                                                           | -                                                           | 4135,6                                                              | 3763,2                                                              | -                                                                   | -                                                                   | 4870                                                               | 4410                                                               | -                                                                  | -                                                                  |
| полипропиленовые плетеные 8-прядные                                                             | 70               | 22      | 213                                          | 80                                  | 3993,5                                                      | 3547,6                                                      | -                                                           | -                                                           | 4513,9                                                              | 4013,1                                                              | -                                                                   | -                                                                   | 5252,8                                                             | 4664,8                                                             | -                                                                  | -                                                                  |
| полипропиленовые плетеные 8-прядные                                                             | 76               | 24      | 240                                          | 87                                  | 4468,8                                                      | 3969                                                        | -                                                           | -                                                           | 5081,3                                                              | 4512,9                                                              | -                                                                   | -                                                                   | 5880                                                               | 5223,4                                                             | -                                                                  | -                                                                  |
| полипропиленовые плетеные 8-прядные                                                             | 80               | 26      | 293                                          | 92                                  | 5463,5                                                      | 4851                                                        | -                                                           | -                                                           | 6208,3                                                              | 5517,4                                                              | -                                                                   | -                                                                   | 7188,3                                                             | 6379,8                                                             | -                                                                  | -                                                                  |
| полипропиленовые плетеные 8-прядные                                                             | 88               | 28      | 346                                          | 101                                 | 6419                                                        | 5703,6                                                      | -                                                           | -                                                           | 7340,2                                                              | 6522,9                                                              | -                                                                   | -                                                                   | 8447,6                                                             | 7506,8                                                             | -                                                                  | -                                                                  |
| полипропиленовые плетеные 8-прядные                                                             | 95               | 30      | 400                                          | 109                                 | 7369,6                                                      | 6546,4                                                      | -                                                           | -                                                           | 8467,2                                                              | 7526,4                                                              | -                                                                   | -                                                                   | 9697,1                                                             | 8614,2                                                             | -                                                                  | -                                                                  |
| полипропиленовые плетеные 8-прядные                                                             | 114              | 36      | 585                                          | 131                                 | 10294,9                                                     | 9359                                                        | -                                                           | -                                                           | 11901,2                                                             | 10819,2                                                             | -                                                                   | -                                                                   | 13543,6                                                            | 12318,6                                                            | -                                                                  | -                                                                  |
| полипропиленовые плетеные 8-прядные                                                             | 100              | 32      | 460                                          | 120                                 | 9486,4                                                      | 8624                                                        | -                                                           | -                                                           | 10907,4                                                             | 9917,6                                                              | -                                                                   | -                                                                   | 12485,2                                                            | 11348,4                                                            | -                                                                  | -                                                                  |
| полипропиленовые плетеные 8-прядные                                                             | 125              | 40      | 720                                          | 150                                 | 15376,2                                                     | 13974,8                                                     | -                                                           | -                                                           | 17855,6                                                             | 16228,8                                                             | -                                                                   | -                                                                   | 20232,1                                                            | 18384,8                                                            | -                                                                  | -                                                                  |
| полипропиленовые плетеные 8-прядные                                                             | 150              | 48      | 1040                                         | 180                                 | 22020,6                                                     | 20021,4                                                     | -                                                           | -                                                           | 25783,8                                                             | 23441,6                                                             | -                                                                   | -                                                                   | 28973,7                                                            | 26342,4                                                            | -                                                                  | -                                                                  |
| полипропиленовые плетеные 8-прядные                                                             | 175              | 56      | 1420                                         | 210                                 | 29507,8                                                     | 26822,6                                                     | -                                                           | -                                                           | 34711,6                                                             | 31556                                                               | -                                                                   | -                                                                   | 38827,6                                                            | 35289,8                                                            | -                                                                  | -                                                                  |
| полипропиленовые плетеные 8-прядные                                                             | 200              | 64      | 1850                                         | 240                                 | 37710,4                                                     | 34280,4                                                     | -                                                           | -                                                           | 44629,2                                                             | 40572                                                               | -                                                                   | -                                                                   | 49617,4                                                            | 45109,4                                                            | -                                                                  | -                                                                  |
| полипропиленовые плетеные 8-прядные                                                             | 225              | 72      | 2340                                         | 270                                 | 47598,6                                                     | 43267                                                       | -                                                           | -                                                           | 56526,4                                                             | 51391,2                                                             | -                                                                   | -                                                                   | 62631,8                                                            | 56928,2                                                            | -                                                                  | -                                                                  |
| полипропиленовые плетеные 8-прядные                                                             | 250              | 80      | 2900                                         | 300                                 | 59143                                                       | 53772,6                                                     | -                                                           | -                                                           | 70413                                                               | 64013,6                                                             | -                                                                   | -                                                                   | 77821,8                                                            | 70756                                                              | -                                                                  | -                                                                  |
| полипропиленовые плетеные 8-прядные                                                             | 275              | 88      | 3510                                         | 330                                 | 70393,4                                                     | 63994                                                       | -                                                           | -                                                           | 84299,6                                                             | 76636                                                               | -                                                                   | -                                                                   | 92619,8                                                            | 84201,6                                                            | -                                                                  | -                                                                  |
| полипропиленовые плетеные 8-прядные                                                             | 300              | 96      | 4170                                         | 360                                 | 84162,4                                                     | 76513,5                                                     | -                                                           | -                                                           | 101156                                                              | 91963,2                                                             | -                                                                   | -                                                                   | 110740                                                             | 100675,4                                                           | -                                                                  | -                                                                  |
| полипропиленовые плетеные 8-прядные                                                             | 325              | 104     | 4900                                         | 390                                 | 98779,1                                                     | 89797,4                                                     | -                                                           | -                                                           | 119011,2                                                            | 10819,2                                                             | -                                                                   | -                                                                   | 130031,3                                                           | 118153,7                                                           | -                                                                  | -                                                                  |
| «пенька-сталь» в 3 пряди, ⌀ проволоки 0,5                                                       |                  | 8       | 87                                           | 83                                  | 872,2                                                       | 803,6                                                       |                                                             |                                                             |                                                                     |                                                                     |                                                                     |                                                                     |                                                                    |                                                                    |                                                                    |                                                                    |
| «пенька-сталь» в 4 пряди, ⌀ проволоки 0,5                                                       |                  | 10      | 116                                          | 81                                  | 1146,6                                                      | 1058,4                                                      |                                                             |                                                             |                                                                     |                                                                     |                                                                     |                                                                     |                                                                    |                                                                    |                                                                    |                                                                    |
| «пенька-сталь» в 4 пряди, ⌀ проволоки 0,5                                                       |                  | 14      | 186                                          | 58                                  | 1715                                                        | 1587,6                                                      |                                                             |                                                             |                                                                     |                                                                     |                                                                     |                                                                     |                                                                    |                                                                    |                                                                    |                                                                    |
| «пенька-сталь» в 4 пряди, ⌀ проволоки 0,6                                                       |                  | 17      | 325                                          | 57                                  | 2665,6                                                      | 2459,8                                                      |                                                             |                                                             |                                                                     |                                                                     |                                                                     |                                                                     |                                                                    |                                                                    |                                                                    |                                                                    |
| «пенька-сталь» в 4 пряди, ⌀ проволоки 0,8                                                       |                  | 17      | 354                                          | 57                                  | 3116,4                                                      | 2891                                                        |                                                             |                                                             |                                                                     |                                                                     |                                                                     |                                                                     |                                                                    |                                                                    |                                                                    |                                                                    |
| «пенька-сталь» в 4 пряди, ⌀ проволоки 0,8                                                       |                  | 22      | 590                                          | 41                                  | 4929,4                                                      | 4566,8                                                      |                                                             |                                                             |                                                                     |                                                                     |                                                                     |                                                                     |                                                                    |                                                                    |                                                                    |                                                                    |
| «пенька-сталь» в 4 пряди, ⌀ проволоки 0,9                                                       |                  | 22      | 630                                          | 41                                  | 5468,4                                                      | 5086,2                                                      |                                                             |                                                             |                                                                     |                                                                     |                                                                     |                                                                     |                                                                    |                                                                    |                                                                    |                                                                    |
| «пенька-сталь» в 4 пряди, ⌀ проволоки 1                                                         |                  | 22      | 638                                          | 41                                  | 5605,6                                                      | 5194                                                        |                                                             |                                                             |                                                                     |                                                                     |                                                                     |                                                                     |                                                                    |                                                                    |                                                                    |                                                                    |
| «пенька-сталь» в 4 пряди, ⌀ проволоки 0,9                                                       |                  | 26      | 845                                          | 35                                  | 7359,8                                                      | 6850,2                                                      |                                                             |                                                             |                                                                     |                                                                     |                                                                     |                                                                     |                                                                    |                                                                    |                                                                    |                                                                    |
| «пенька-сталь» в 4 пряди, ⌀ проволоки 1                                                         |                  | 26      | 884                                          | 35                                  | 7938                                                        | 7359,8                                                      |                                                             |                                                             |                                                                     |                                                                     |                                                                     |                                                                     |                                                                    |                                                                    |                                                                    |                                                                    |
| «пенька-сталь» в 6 пряди, ⌀ проволоки 0,5                                                       |                  | 14      | 168                                          | 84                                  | 1715                                                        | 1587,6                                                      |                                                             |                                                             |                                                                     |                                                                     |                                                                     |                                                                     |                                                                    |                                                                    |                                                                    |                                                                    |
| «пенька-сталь» в 6 пряди, ⌀ проволоки 0,5                                                       |                  | 17      | 298                                          | 62                                  | 2430,4                                                      | 2254                                                        |                                                             |                                                             |                                                                     |                                                                     |                                                                     |                                                                     |                                                                    |                                                                    |                                                                    |                                                                    |
| «пенька-сталь» в 6 пряди, ⌀ проволоки 0,6                                                       |                  | 21      | 513                                          | 53                                  | 3998,4                                                      | 3684,8                                                      |                                                             |                                                             |                                                                     |                                                                     |                                                                     |                                                                     |                                                                    |                                                                    |                                                                    |                                                                    |
| «пенька-сталь» в 6 пряди, ⌀ проволоки 0,8                                                       |                  | 21      | 568                                          | 53                                  | 4684,4                                                      | 4331,6                                                      |                                                             |                                                             |                                                                     |                                                                     |                                                                     |                                                                     |                                                                    |                                                                    |                                                                    |                                                                    |
| «пенька-сталь» в 6 пряди, ⌀ проволоки 0,8                                                       |                  | 27      | 935                                          | 50                                  | 7212,8                                                      | 6683,6                                                      |                                                             |                                                             |                                                                     |                                                                     |                                                                     |                                                                     |                                                                    |                                                                    |                                                                    |                                                                    |
| «пенька-сталь» в 6 пряди, ⌀ проволоки 1                                                         |                  | 27      | 1007                                         | 50                                  | 8202,6                                                      | 7604,8                                                      |                                                             |                                                             |                                                                     |                                                                     |                                                                     |                                                                     |                                                                    |                                                                    |                                                                    |                                                                    |
| «пенька-сталь» в 6 пряди, ⌀ проволоки 0,9                                                       |                  | 29      | 1014                                         | 43                                  | 8016,4                                                      | 7448                                                        |                                                             |                                                             |                                                                     |                                                                     |                                                                     |                                                                     |                                                                    |                                                                    |                                                                    |                                                                    |
| «пенька-сталь» в 6 пряди, ⌀ проволоки 1                                                         |                  | 32      | 1331                                         | 34                                  | 11897,2                                                     | 11044,6                                                     |                                                             |                                                             |                                                                     |                                                                     |                                                                     |                                                                     |                                                                    |                                                                    |                                                                    |                                                                    |
| «сизаль-сталь» в 4 пряди, ⌀ проволоки 0,5                                                       |                  | 14      | 166                                          | 58                                  | 1886,5                                                      | 1744,4                                                      |                                                             |                                                             |                                                                     |                                                                     |                                                                     |                                                                     |                                                                    |                                                                    |                                                                    |                                                                    |
| «сизаль-сталь» в 4 пряди, ⌀ проволоки 0,6                                                       |                  | 17      | 288                                          | 56                                  | 2930,2                                                      | 2704,8                                                      |                                                             |                                                             |                                                                     |                                                                     |                                                                     |                                                                     |                                                                    |                                                                    |                                                                    |                                                                    |
| «сизаль-сталь» в 4 пряди, ⌀ проволоки 0,8                                                       |                  | 17      | 299                                          | 56                                  | 3430                                                        | 3180,1                                                      |                                                             |                                                             |                                                                     |                                                                     |                                                                     |                                                                     |                                                                    |                                                                    |                                                                    |                                                                    |
| «сизаль-сталь» в 4 пряди, ⌀ проволоки 0,8                                                       |                  | 22      | 513                                          | 40                                  | 5419,4                                                      | 5022,5                                                      |                                                             |                                                             |                                                                     |                                                                     |                                                                     |                                                                     |                                                                    |                                                                    |                                                                    |                                                                    |
| «сизаль-сталь» в 4 пряди, ⌀ проволоки 0,9                                                       |                  | 22      | 532                                          | 40                                  | 5958,4                                                      | 5537                                                        |                                                             |                                                             |                                                                     |                                                                     |                                                                     |                                                                     |                                                                    |                                                                    |                                                                    |                                                                    |
| «сизаль-сталь» в 4 пряди, ⌀ проволоки 1                                                         |                  | 22      | 539                                          | 40                                  | 6164,2                                                      | 5713,4                                                      |                                                             |                                                             |                                                                     |                                                                     |                                                                     |                                                                     |                                                                    |                                                                    |                                                                    |                                                                    |
| «сизаль-сталь» в 6 пряди, ⌀ проволоки 0,8                                                       |                  | 27      | 786                                          | 50                                  | 7933,1                                                      | 7350                                                        |                                                             |                                                             |                                                                     |                                                                     |                                                                     |                                                                     |                                                                    |                                                                    |                                                                    |                                                                    |
| «сизаль-сталь» в 6 пряди, ⌀ проволоки 1                                                         |                  | 27      | 850                                          | 50                                  | 9016                                                        | 8364,3                                                      |                                                             |                                                             |                                                                     |                                                                     |                                                                     |                                                                     |                                                                    |                                                                    |                                                                    |                                                                    |
| «полипропилен-сталь» в 4 пряди, ⌀ проволоки 0,5                                                 |                  | 14      | 152                                          | 58                                  | 1920,8                                                      | 1773,8                                                      |                                                             |                                                             |                                                                     |                                                                     |                                                                     |                                                                     |                                                                    |                                                                    |                                                                    |                                                                    |
| «полипропилен-сталь» в 4 пряди, ⌀ проволоки 0,6                                                 |                  | 17      | 261                                          | 56                                  | 2989                                                        | 2753,8                                                      |                                                             |                                                             |                                                                     |                                                                     |                                                                     |                                                                     |                                                                    |                                                                    |                                                                    |                                                                    |
| «полипропилен-сталь» в 4 пряди, ⌀ проволоки 0,8                                                 |                  | 17      | 268                                          | 56                                  | 3488,8                                                      | 3234                                                        |                                                             |                                                             |                                                                     |                                                                     |                                                                     |                                                                     |                                                                    |                                                                    |                                                                    |                                                                    |
| «полипропилен-сталь» в 4 пряди, ⌀ проволоки 0,8                                                 |                  | 22      | 434                                          | 40                                  | 5517,4                                                      | 5115,6                                                      |                                                             |                                                             |                                                                     |                                                                     |                                                                     |                                                                     |                                                                    |                                                                    |                                                                    |                                                                    |
| «полипропилен-сталь» в 4 пряди, ⌀ проволоки 1                                                   |                  | 22      | 470                                          | 40                                  | 6281,8                                                      | 5821,2                                                      |                                                             |                                                             |                                                                     |                                                                     |                                                                     |                                                                     |                                                                    |                                                                    |                                                                    |                                                                    |
| «полипропилен-сталь» в 6 пряди, ⌀ проволоки 0,8                                                 |                  | 27      | 678                                          | 50                                  | 8075,2                                                      | 7487,2                                                      |                                                             |                                                             |                                                                     |                                                                     |                                                                     |                                                                     |                                                                    |                                                                    |                                                                    |                                                                    |
| «полипропилен-сталь» в 6 пряди, ⌀ проволоки 1                                                   |                  | 27      | 750                                          | 50                                  | 9182,6                                                      | 8516,2                                                      |                                                             |                                                             |                                                                     |                                                                     |                                                                     |                                                                     |                                                                    |                                                                    |                                                                    |                                                                    |
| «полипропилен-сталь» в 6 пряди, ⌀ проволоки 0,9                                                 |                  | 29      | 773                                          | 43                                  | 8976,8                                                      | 8339,8                                                      |                                                             |                                                             |                                                                     |                                                                     |                                                                     |                                                                     |                                                                    |                                                                    |                                                                    |                                                                    |
| стальные марки 1770(180)                                                                        |                  | 3,6     |                                              |                                     | 8780                                                        |                                                             |                                                             |                                                             | 7465                                                                |                                                                     |                                                                     |                                                                     |                                                                    |                                                                    |                                                                    |                                                                    |
| стальные марки 1770(180)                                                                        |                  | 3,8     |                                              |                                     | 9930                                                        |                                                             |                                                             |                                                             | 8400                                                                |                                                                     |                                                                     |                                                                     |                                                                    |                                                                    |                                                                    |                                                                    |
| стальные марки 1770(180)                                                                        |                  | 4,1     |                                              |                                     | 11550                                                       |                                                             |                                                             |                                                             | 9750                                                                |                                                                     |                                                                     |                                                                     |                                                                    |                                                                    |                                                                    |                                                                    |
| стальные марки 1770(180)                                                                        |                  | 4,5     |                                              |                                     | 13300                                                       |                                                             |                                                             |                                                             | 11250                                                               |                                                                     |                                                                     |                                                                     |                                                                    |                                                                    |                                                                    |                                                                    |
| стальные марки 1770(180)                                                                        |                  | 4,8     |                                              |                                     | 15200                                                       |                                                             |                                                             |                                                             | 12850                                                               |                                                                     |                                                                     |                                                                     |                                                                    |                                                                    |                                                                    |                                                                    |
| стальные марки 1770(180)                                                                        |                  | 5,1     |                                              |                                     | 17200                                                       |                                                             |                                                             |                                                             | 14600                                                               |                                                                     |                                                                     |                                                                     |                                                                    |                                                                    |                                                                    |                                                                    |
| стальные марки 1770(180)                                                                        |                  | 5,6     |                                              |                                     | 20950                                                       |                                                             |                                                             |                                                             | 17800                                                               |                                                                     |                                                                     |                                                                     |                                                                    |                                                                    |                                                                    |                                                                    |
| стальные марки 1770(180)                                                                        |                  | 6,2     |                                              |                                     | 25500                                                       |                                                             |                                                             |                                                             | 21100                                                               |                                                                     |                                                                     |                                                                     |                                                                    |                                                                    |                                                                    |                                                                    |
| стальные марки 1770(180)                                                                        |                  | 6,9     |                                              |                                     | 31800                                                       |                                                             |                                                             |                                                             | 26300                                                               |                                                                     |                                                                     |                                                                     |                                                                    |                                                                    |                                                                    |                                                                    |
| стальные марки 1770(180)                                                                        |                  | 7,6     |                                              |                                     | 38000                                                       |                                                             |                                                             |                                                             | 32300                                                               |                                                                     |                                                                     |                                                                     |                                                                    |                                                                    |                                                                    |                                                                    |
| стальные марки 1770(180)                                                                        |                  | 8,3     |                                              |                                     | 46100                                                       |                                                             |                                                             |                                                             | 38150                                                               |                                                                     |                                                                     |                                                                     |                                                                    |                                                                    |                                                                    |                                                                    |
| стальные марки 1770(180)                                                                        |                  | 9,1     |                                              |                                     | 55000                                                       |                                                             |                                                             |                                                             | 45450                                                               |                                                                     |                                                                     |                                                                     |                                                                    |                                                                    |                                                                    |                                                                    |
| стальные марки 1770(180)                                                                        |                  | 9,6     |                                              |                                     | 64650                                                       |                                                             |                                                             |                                                             | 53450                                                               |                                                                     |                                                                     |                                                                     |                                                                    |                                                                    |                                                                    |                                                                    |
| стальные марки 1770(180)                                                                        |                  | 11      |                                              |                                     | 83200                                                       |                                                             |                                                             |                                                             | 68800                                                               |                                                                     |                                                                     |                                                                     |                                                                    |                                                                    |                                                                    |                                                                    |
| стальные марки 1770(180)                                                                        |                  | 12      |                                              |                                     | 95000                                                       |                                                             |                                                             |                                                             | 78550                                                               |                                                                     |                                                                     |                                                                     |                                                                    |                                                                    |                                                                    |                                                                    |
| стальные марки 1770(180)                                                                        |                  | 13      |                                              |                                     | 107500                                                      |                                                             |                                                             |                                                             | 89000                                                               |                                                                     |                                                                     |                                                                     |                                                                    |                                                                    |                                                                    |                                                                    |
| стальные марки 1770(180)                                                                        |                  | 14      |                                              |                                     | 131000                                                      |                                                             |                                                             |                                                             | 108000                                                              |                                                                     |                                                                     |                                                                     |                                                                    |                                                                    |                                                                    |                                                                    |
| стальные марки 1770(180)                                                                        |                  | 15      |                                              |                                     | 152000                                                      |                                                             |                                                             |                                                             | 125500                                                              |                                                                     |                                                                     |                                                                     |                                                                    |                                                                    |                                                                    |                                                                    |
| стальные марки 1770(180)                                                                        |                  | 16,5    |                                              |                                     | 184500                                                      |                                                             |                                                             |                                                             | 152000                                                              |                                                                     |                                                                     |                                                                     |                                                                    |                                                                    |                                                                    |                                                                    |
| стальные марки 1770(180)                                                                        |                  | 18      |                                              |                                     | 220000                                                      |                                                             |                                                             |                                                             | 181500                                                              |                                                                     |                                                                     |                                                                     |                                                                    |                                                                    |                                                                    |                                                                    |
| стальные марки 1770(180)                                                                        |                  | 19,5    |                                              |                                     | 253000                                                      |                                                             |                                                             |                                                             | 209000                                                              |                                                                     |                                                                     |                                                                     |                                                                    |                                                                    |                                                                    |                                                                    |
| стальные марки 1770(180)                                                                        |                  | 21      |                                              |                                     | 294500                                                      |                                                             |                                                             |                                                             | 243500                                                              |                                                                     |                                                                     |                                                                     |                                                                    |                                                                    |                                                                    |                                                                    |
| стальные марки 1770(180)                                                                        |                  | 22,5    |                                              |                                     | 333000                                                      |                                                             |                                                             |                                                             | 275000                                                              |                                                                     |                                                                     |                                                                     |                                                                    |                                                                    |                                                                    |                                                                    |
| стальные марки 1770(180)                                                                        |                  | 24      |                                              |                                     | 380000                                                      |                                                             |                                                             |                                                             | 314000                                                              |                                                                     |                                                                     |                                                                     |                                                                    |                                                                    |                                                                    |                                                                    |
| стальные марки 1770(180)                                                                        |                  | 25,5    |                                              |                                     | 430000                                                      |                                                             |                                                             |                                                             | 356000                                                              |                                                                     |                                                                     |                                                                     |                                                                    |                                                                    |                                                                    |                                                                    |
| стальные марки 1770(180)                                                                        |                  | 27      |                                              |                                     | 483500                                                      |                                                             |                                                             |                                                             | 399500                                                              |                                                                     |                                                                     |                                                                     |                                                                    |                                                                    |                                                                    |                                                                    |
| стальные марки 1770(180)                                                                        |                  | 28      |                                              |                                     | 525000                                                      |                                                             |                                                             |                                                             | 434000                                                              |                                                                     |                                                                     |                                                                     |                                                                    |                                                                    |                                                                    |                                                                    |
| стальные марки 1770(180)                                                                        |                  | 30,5    |                                              |                                     | 629000                                                      |                                                             |                                                             |                                                             | 520000                                                              |                                                                     |                                                                     |                                                                     |                                                                    |                                                                    |                                                                    |                                                                    |
| стальные марки 1770(180)                                                                        |                  | 32      |                                              |                                     | 693000                                                      |                                                             |                                                             |                                                             | 573000                                                              |                                                                     |                                                                     |                                                                     |                                                                    |                                                                    |                                                                    |                                                                    |
| стальные марки 1770(180)                                                                        |                  | 33,5    |                                              |                                     | 760500                                                      |                                                             |                                                             |                                                             | 629000                                                              |                                                                     |                                                                     |                                                                     |                                                                    |                                                                    |                                                                    |                                                                    |
| стальные марки 1770(180)                                                                        |                  | 37      |                                              |                                     | 904000                                                      |                                                             |                                                             |                                                             | 748000                                                              |                                                                     |                                                                     |                                                                     |                                                                    |                                                                    |                                                                    |                                                                    |
| стальные марки 1770(180)                                                                        |                  | 39,5    |                                              |                                     | 1030000                                                     |                                                             |                                                             |                                                             | 856000                                                              |                                                                     |                                                                     |                                                                     |                                                                    |                                                                    |                                                                    |                                                                    |
| стальные марки 1770(180)                                                                        |                  | 42      |                                              |                                     | 1175000                                                     |                                                             |                                                             |                                                             | 975000                                                              |                                                                     |                                                                     |                                                                     |                                                                    |                                                                    |                                                                    |                                                                    |
| стальные марки 1770(180)                                                                        |                  | 44,5    |                                              |                                     | 1330000                                                     |                                                             |                                                             |                                                             | 1075000                                                             |                                                                     |                                                                     |                                                                     |                                                                    |                                                                    |                                                                    |                                                                    |
| стальные марки 1770(180)                                                                        |                  | 47,5    |                                              |                                     | 1520000                                                     |                                                             |                                                             |                                                             | 1230000                                                             |                                                                     |                                                                     |                                                                     |                                                                    |                                                                    |                                                                    |                                                                    |
| стальные марки 1770(180)                                                                        |                  | 56      |                                              |                                     | 1720000                                                     |                                                             |                                                             |                                                             | 1395000                                                             |                                                                     |                                                                     |                                                                     |                                                                    |                                                                    |                                                                    |                                                                    |

Условное обозначение шнуров:
ШХБ — шнур хлопчатобумажный;
ШХБкр — шнур крашеный;
ШХБПП — обработанный биостойкой фунгицидно-бактерицидной (противоплесневой и противогнилостной) пропиткой;
ШХБП — обработанный биостойкой бактерицидной (противогнилостной) пропиткой;
ШХБкрПП — крашеный и обработанный биостойкой фунгицидно-бактерицидной пропиткой;
ШТЛ — шнур технический из полиэфирной нити;
ШТК, ШКТ, ШКТкр — шнур технический капроновый суровый или крашеный;
ШКБ — шнур капроновый без отделки;
ШКП, ШКПкр — шнур капроновый с противоожигаемой пропиткой в суровом или крашеном виде.
Цифры после буквенных обозначений показывают: первая группа цифр — диаметр, или ширину шнура, мм; вторая — минимальную разрывную нагрузку шнура, кгс.
| Наименование изделия     | Ориентировочный диаметр, мм | Линейная плотность изделия, ктекс | Число каболок в пряди | Число прядей в изделии | Число витков на 1 м, или плотность плетения на 1 см | Разрывная нагрузка изделия, даН (КГС), не менее | Разрывная нагрузка изделия, даН (КГС), не менее | Разрывная нагрузка изделия, даН (КГС), не менее | Гост          |
| Наименование изделия     | Ориентировочный диаметр, мм | Линейная плотность изделия, ктекс | Число каболок в пряди | Число прядей в изделии | Число витков на 1 м, или плотность плетения на 1 см | группа А                                        | группа Б                                        | группа В                                        | Гост          |
| ------------------------ | --------------------------- | --------------------------------- | --------------------- | ---------------------- | --------------------------------------------------- | ----------------------------------------------- | ----------------------------------------------- | ----------------------------------------------- | ------------- |
| шнур льняной             | 1,5                         | 1,69                              | 2                     | 3                      | 154                                                 | 27,4 (28)                                       | 25,9 (26,5)                                     | -                                               | ГОСТ 1765-89  |
| шнур льняной             | 2                           | 2,53                              | 3                     | 3                      | 127                                                 | 41,2 (42)                                       | 39,2 (40)                                       | -                                               | ГОСТ 1765-89  |
| шнур льняной             | 4                           | 9,5                               | -                     | 3                      | 196                                                 | -                                               | 127 (130)                                       | 118 (120)                                       | ГОСТ 1765-89  |
| канатик льняной          | 6                           | 23                                | 9                     | 3                      | 153                                                 | 333 (340)                                       | 314 (320)                                       | 284 (290)                                       | ГОСТ 1765-89  |
| канатик льняной          | 8                           | 43                                | 12                    | 4                      | 143                                                 | 529 (540)                                       | 490 (500)                                       | 441 (450)                                       | ГОСТ 1765-89  |
| канатик льняной          | 10                          | 63                                | 12                    | 4                      | 113                                                 | 764 (780)                                       | 686 (700)                                       | 627 (640)                                       | ГОСТ 1765-89  |
| канатик льняной          | 12                          | 89,5                              | 12                    | 4                      | 92                                                  | 980 (1000)                                      | 911 (930)                                       | 833 (850)                                       | ГОСТ 1765-89  |
| канатик льняной          | 14                          | 127                               | 12                    | 4                      | 83                                                  | 1274 (1300)                                     | 1127 (1150)                                     | 1029 (1050)                                     | ГОСТ 1765-89  |
| ШХБ                      | 2                           | 1,99±0,08                         | 4                     | 12                     | 105                                                 | 22.5(23)                                        | 20,6(21)                                        | -                                               | ГОСТ 29231-91 |
| ШХБ                      | 3                           | 3,2±0,16                          | 3                     | 9                      | 110                                                 | 27,4(28)                                        | 24,5(25)                                        | -                                               | ГОСТ 29231-91 |
| шнур льнопеньковый       | 2                           | 3,0±0,15                          | 2                     | 6                      | 140                                                 | 43(44)                                          | 39(40)                                          | 35(36)                                          | ГОСТ 29231-91 |
| шнур льнопеньковый       | 3                           | 6.0±0.3                           | 2                     | 6                      | 100                                                 | 85(87)                                          | 75(77)                                          | 68(70)                                          | ГОСТ 29231-91 |
| шнур льнопеньковый       | 4                           | 12,1±0.6                          | 4                     | 12                     | 70                                                  | 161(165)                                        | 157(160)                                        | -                                               | ГОСТ 29231-91 |
| шнур льнопеньковый       | 1,5                         | 2,0±0,12                          | 2                     | 4                      | 190                                                 | 19(19.5)                                        | 17(17,5)                                        | 15,5(16)                                        | ГОСТ 29231-91 |
| шнур льнопеньковый       | 2,2                         | 3,3±0.19                          | 2                     | 6                      | 130                                                 | 37(38)                                          | 31(32)                                          | 28(29)                                          | ГОСТ 29231-91 |
| шнур льнопеньковый       | 2,4                         | 4,25±0.26                         | 2                     | 6                      | 100                                                 | 49(50)                                          | 44(45)                                          | 39(40)                                          | ГОСТ 29231-91 |
| шнур хл.-бум.            | 4                           | 11,6 ± 1,3                        | 2                     | 6                      | 48                                                  | 62(63)                                          | 56(57)                                          | -                                               | ГОСТ 29231-91 |
| шнур хл.-бум.            | 6                           | 27,5 ± 2,5                        | 10                    | 10                     | 80                                                  | 104(106)                                        | 94(96)                                          | -                                               | ГОСТ 29231-91 |
| ШХБ-20 плетение 1/2      | 4,5                         | 2,5                               | 16                    | -                      | 4,5                                                 | 20                                              |                                                 |                                                 | ГОСТ 2297-90  |
| ШХБ-30 плетение 1/2      | 5,5                         | 3,3                               | 16×3                  | -                      | 3,5                                                 | 33                                              |                                                 |                                                 | ГОСТ 2297-90  |
| ШХБ-40 плетение 1/2      | 6,5                         | 5                                 | 16×4                  | -                      | 3,5                                                 | 40                                              |                                                 |                                                 | ГОСТ 2297-90  |
| ШХБкр-36 плетение 1/2    | 6                           | 5                                 | 16×4                  | -                      | 3,5                                                 | 36                                              |                                                 |                                                 | ГОСТ 2297-90  |
| ШХБкрПП-36 плетение 1/2  | 6                           | 5                                 | 16×4                  | -                      | 4                                                   | 36                                              |                                                 |                                                 | ГОСТ 2297-90  |
| ШХБПП-36 плетение 1/2    | 6                           | 5                                 | 16×4                  | -                      | 4                                                   | 36                                              |                                                 |                                                 | ГОСТ 2297-90  |
| ШХБ-50 плетение 1/2      | 4                           | 3,45                              | 40                    | -                      | 9                                                   | 50                                              |                                                 |                                                 | ГОСТ 2297-90  |
| ШХБ-60 плетение 1/2      | 3,5                         | 6,5                               | 16×2                  | 9                      | 5                                                   | 60                                              |                                                 |                                                 | ГОСТ 2297-90  |
| ШХБкр-54 плетение 1/2    | 3,8                         | 6,15                              | 16×2                  | 9                      | 5                                                   | 54                                              |                                                 |                                                 | ГОСТ 2297-90  |
| ШХБПП-54 плетение 1/2    | 3,8                         | 6,5                               | 16×2                  | 9                      | 5                                                   | 54                                              |                                                 |                                                 | ГОСТ 2297-90  |
| ШХБ-110 плетение 1/2     | 4,5                         | 9,5                               | 40                    | 16                     | 8                                                   | 110                                             |                                                 |                                                 | ГОСТ 2297-90  |
| ШХБ-125 плетение 1/2     | 4,5                         | 11                                | 40                    | 17                     | 8                                                   | 125                                             |                                                 |                                                 | ГОСТ 2297-90  |
| ШХБП-125 плетение 1/2    | 4,5                         | 11                                | 40                    | 17                     | 8                                                   | 125                                             |                                                 |                                                 | ГОСТ 2297-90  |
| ШХБкр-114 плетение 1/2   | 4,7                         | 12                                | 40                    | 16                     | 8                                                   | 114                                             |                                                 |                                                 | ГОСТ 2297-90  |
| ШТЛ 7-200 плетение 1/2   | 7                           | 6,5                               | 24×2                  | -                      | 4                                                   | 200                                             |                                                 |                                                 | ГОСТ 2297-90  |
| ШТК 1-8 плетение 1/2     | 1,5                         | 0,3                               | 16                    | -                      | 10                                                  | 8                                               |                                                 |                                                 | ГОСТ 2297-90  |
| ШТК 1-26 плетение 1/2    | 1,5                         | 0,6                               | 16                    | -                      | 8                                                   | 26                                              |                                                 |                                                 | ГОСТ 2297-90  |
| ШТК 1,7-16 плетение 1/2  | 2                           | 0,5                               | 24                    | -                      | 10                                                  | 16                                              |                                                 |                                                 | ГОСТ 2297-90  |
| ШТК 1,7-40 плетение 1/2  | 2                           | 0,9                               | 24                    | -                      | 11                                                  | 40                                              |                                                 |                                                 | ГОСТ 2297-90  |
| ШТК 2,5-55 плетение 1/2  | 3                           | 2,5                               | 16×3                  | -                      | 11                                                  | 55                                              |                                                 |                                                 | ГОСТ 2297-90  |
| ШТК 2,5-70 плетение 1/2  | 3                           | 2,5                               | 16                    | -                      | 11                                                  | 70                                              |                                                 |                                                 | ГОСТ 2297-90  |
| ШТК 2,5-185 плетение 1/2 | 2,5                         | 4,1                               | 32×2                  | 6                      | 9,5                                                 | 185                                             |                                                 |                                                 | ГОСТ 2297-90  |
| ШТК 2,5-200 плетение 1/2 | 2,5                         | 4,35                              | 32×2                  | 7                      | 9,5                                                 | 200                                             |                                                 |                                                 | ГОСТ 2297-90  |
| ШКТкр-23 плетение 1/2    | 1                           | 0,55                              | 16                    | -                      | 8,5                                                 | 23                                              |                                                 |                                                 | ГОСТ 2297-90  |
| ШКТ-50 плетение 1/2      | 3                           | 1,84                              | 16×3                  | -                      | 9,5                                                 | 50                                              |                                                 |                                                 | ГОСТ 2297-90  |
| ШКТкр-50 плетение 1/2    | 3                           | 1,84                              | 16×3                  | -                      | 9,5                                                 | 50                                              |                                                 |                                                 | ГОСТ 2297-90  |
| ШКБ-60 плетение 1/2      | 2                           | 1,97                              | 16                    | -                      | 5                                                   | 60                                              |                                                 |                                                 | ГОСТ 2297-90  |
| шкп-60 плетение 1/2      | 2                           | 1,99                              | 16                    | -                      | 5                                                   | 60                                              |                                                 |                                                 | ГОСТ 2297-90  |
| ШКПкр-55 плетение 1/2    | 2                           | 2,5                               | 16                    | -                      | 5                                                   | 55                                              |                                                 |                                                 | ГОСТ 2297-90  |
| ШКП-90 плетение 1/2      | 2,5                         | 3,14                              | 16                    | 1                      | 5                                                   | 90                                              |                                                 |                                                 | ГОСТ 2297-90  |
| ШКПкр-90 плетение 1/2    | 2,5                         | 3,5                               | 16                    | 1                      | 3                                                   | 90                                              |                                                 |                                                 | ГОСТ 2297-90  |
| ШКП-120 плетение 1/2     | 4                           | 4,42                              | 16×2                  | 1                      | 4,5                                                 | 120                                             |                                                 |                                                 | ГОСТ 2297-90  |
| ШКПкр-120 плетение 1/2   | 4                           | 4,6                               | 16×2                  | 1                      | 4                                                   | 120                                             |                                                 |                                                 | ГОСТ 2297-90  |
| ШКП-150 плетение 1/2     | 4                           | 5,21                              | 16×2                  | 3                      | 5                                                   | 150                                             |                                                 |                                                 | ГОСТ 2297-90  |
| ШКПкр-145 плетение 1/2   | 4                           | 5,5                               | 16×2                  | 3                      | 4                                                   | 145                                             |                                                 |                                                 | ГОСТ 2297-90  |
| ШКП-200 плетение 1/2     | 5                           | 7,14                              | 16×2                  | 3                      | 4                                                   | 200                                             |                                                 |                                                 | ГОСТ 2297-90  |
| ШКПкр-190 плетение 1/2   | 4,5                         | 7,5                               | 16×2                  | 3                      | 3                                                   | 190                                             |                                                 |                                                 | ГОСТ 2297-90  |
| ШКП-300 плетение 1/2     | 6                           | 11,46                             | 16×3                  | 5                      | 3,5                                                 | 300                                             |                                                 |                                                 | ГОСТ 2297-90  |

Опыт показывает, что тонкие тросы в отличие от толстых имеют прочность, равномерную по всей длине. Причина в том, что чем толще трос, тем сложнее равномерно распределить нагрузку на все его пряди.
| Канаты                                   | Диаметр | Длина окружности | КИП каболок в канате | КИП прядей в канате |
| ---------------------------------------- | ------- | ---------------- | -------------------- | ------------------- |
| пеньковые бельные и пропитанные          | 6       | 20               | -                    | -                   |
| пеньковые бельные и пропитанные          | 8       | 25               | -                    | -                   |
| пеньковые бельные и пропитанные          | 10      | 30               | 0,925                | 0,69                |
| пеньковые бельные и пропитанные          | 11      | 35               | 0,92                 | 0,69                |
| пеньковые бельные и пропитанные          | 13      | 40               | 0,91                 | 0,69                |
| пеньковые бельные и пропитанные          | 14      | 45               | 0,89                 | 0,69                |
| пеньковые бельные и пропитанные          | 16      | 50               | 0,88                 | 0,69                |
| пеньковые бельные и пропитанные          | 19      | 60               | 0,86                 | 0,69                |
| пеньковые бельные и пропитанные          | 22      | 70               | 0,84                 | 0,69                |
| пеньковые бельные и пропитанные          | 24      | 75               | -                    | 0,69                |
| пеньковые бельные и пропитанные          | 26      | 80               | 0,82                 | 0,69                |
| пеньковые бельные и пропитанные          | 29      | 90               | 0,795                | 0,69                |
| пеньковые бельные и пропитанные          | 32      | 100              | 0,77                 | 0,69                |
| пеньковые бельные и пропитанные          | 37      | 115              | 0,74                 | 0,69                |
| пеньковые бельные и пропитанные          | 40      | 125              | 0,73                 | 0,69                |
| пеньковые бельные и пропитанные          | 45      | 140              | -                    | -                   |
| пеньковые бельные и пропитанные          | 48      | 150              | 0,7                  | 0,69                |
| пеньковые бельные и пропитанные          | 56      | 175              | 0,67                 | 0,69                |
| пеньковые бельные и пропитанные          | 64      | 200              | 0,66                 | 0,69                |
| пеньковые бельные и пропитанные          | 72      | 225              | 0,64                 | 0,69                |
| пеньковые бельные и пропитанные          | 80      | 250              | 0,63                 | 0,69                |
| пеньковые бельные и пропитанные          | 88      | 275              | 0,62                 | 0,69                |
| пеньковые бельные и пропитанные          | 96      | 300              | 0,615                | 0,69                |
| пеньковые бельные и пропитанные          | 104     | 325              | 0,61                 | 0,69                |
| пеньковые бельные и пропитанные          | 112     | 350              | 0,61                 | 0,69                |
| сизалевые                                | 6       | 20               | 0,87                 | 0,69                |
| сизалевые                                | 8       | 25               | 0,85                 | 0,69                |
| сизалевые                                | 10      | 30               | 0,82                 | 0,69                |
| сизалевые                                | 11      | 35               | 0,82                 | 0,69                |
| сизалевые                                | 13      | 40               | 0,815                | 0,69                |
| сизалевые                                | 14      | 45               | 0,784                | 0,69                |
| сизалевые                                | 16      | 50               | 0,765                | 0,69                |
| сизалевые                                | 19      | 60               | 0,749                | 0,69                |
| сизалевые                                | 22      | 70               | 0,727                | 0,69                |
| сизалевые                                | 24      | 75               | -                    | -                   |
| сизалевые                                | 26      | 80               | -                    | -                   |
| сизалевые                                | 29      | 90               | 0,7                  | 0,69                |
| сизалевые                                | 32      | 100              | 0,677                | 0,69                |
| сизалевые                                | 37      | 115              | 0,662                | 0,69                |
| сизалевые                                | 40      | 125              | 0,649                | 0,69                |
| сизалевые                                | 45      | 140              | -                    | -                   |
| сизалевые                                | 48      | 150              | 0,634                | 0,69                |
| сизалевые                                | 56      | 175              | 0,608                | 0,69                |
| сизалевые                                | 64      | 200              | 0,59                 | 0,69                |
| сизалевые                                | 72      | 225              | 0,583                | 0,69                |
| сизалевые                                | 80      | 250              | 0,56                 | 0,69                |
| сизалевые                                | 88      | 275              | 0,56                 | 0,69                |
| сизалевые                                | 96      | 300              | 0,543                | 0,69                |
| сизалевые                                | 104     | 325              | 0,487                | 0,69                |
| сизалевые                                | 112     | 350              | 0,47                 | 0,69                |
| хлопчатобумажные                         | 6       | 20               | -                    | -                   |
| хлопчатобумажные                         | 8       | 25               | -                    | -                   |
| хлопчатобумажные                         | 10      | 30               | -                    | -                   |
| хлопчатобумажные                         | 11      | 35               | -                    | -                   |
| хлопчатобумажные                         | 13      | 40               | -                    | -                   |
| хлопчатобумажные                         | 14      | 45               | -                    | -                   |
| хлопчатобумажные                         | 16      | 50               | -                    | -                   |
| хлопчатобумажные                         | 19      | 60               | -                    | -                   |
| хлопчатобумажные                         | 22      | 70               | -                    | -                   |
| хлопчатобумажные                         | 24      | 75               | -                    | -                   |
| хлопчатобумажные                         | 26      | 80               | -                    | -                   |
| хлопчатобумажные                         | 29      | 90               | 0,89                 | 0,74                |
| хлопчатобумажные                         | 32      | 100              | -                    | 0,74                |
| хлопчатобумажные                         | 37      | 115              | 0,864                | -                   |
| хлопчатобумажные                         | 40      | 125              | 0,791                | 0,74                |
| хлопчатобумажные                         | 45      | 140              | 0,711                | 0,74                |
| хлопчатобумажные                         | 48      | 150              | 0,704                | -                   |
| хлопчатобумажные                         | 56      | 175              | 0,7                  | 0,74                |
| хлопчатобумажные                         | 64      | 200              | 0,7                  | 0,74                |
| хлопчатобумажные                         | 72      | 225              | -                    | -                   |
| хлопчатобумажные                         | 80      | 250              | -                    | -                   |
| хлопчатобумажные                         | 88      | 275              | -                    | -                   |
| хлопчатобумажные                         | 96      | 300              | -                    | -                   |
| хлопчатобумажные                         | 104     | 325              | -                    | -                   |
| хлопчатобумажные                         | 112     | 350              | -                    | -                   |
| полиамидные                              | 6       | 20               | -                    | -                   |
| полиамидные                              | 8       | 25               | 0,702                | 0,69                |
| полиамидные                              | 10      | 30               | 0,69                 | 0,69                |
| полиамидные                              | 11      | 35               | 0,685                | 0,69                |
| полиамидные                              | 13      | 40               | 0,683                | 0,69                |
| полиамидные                              | 14      | 45               | -                    | -                   |
| полиамидные                              | 16      | 50               | 0,682                | 0,69                |
| полиамидные                              | 19      | 60               | 0,66                 | 0,69                |
| полиамидные                              | 22      | 70               | 0,65                 | 0,69                |
| полиамидные                              | 24      | 75               | -                    | -                   |
| полиамидные                              | 26      | 80               | 0,64                 | 0,69                |
| полиамидные                              | 29      | 90               | 0,62                 | 0,69                |
| полиамидные                              | 32      | 100              | 0,6                  | 0,69                |
| полиамидные                              | 37      | 115              | 0,585                | 0,69                |
| полиамидные                              | 40      | 125              | 0,57                 | 0,69                |
| полиамидные                              | 45      | 140              | -                    | -                   |
| полиамидные                              | 48      | 150              | 0,565                | 0,69                |
| полиамидные                              | 56      | 175              | 0,565                | 0,69                |
| полиамидные                              | 64      | 200              | 0,565                | 0,69                |
| полиамидные                              | 72      | 225              | 0,564                | 0,69                |
| полиамидные                              | 80      | 250              | 0,564                | 0,69                |
| полиамидные                              | 88      | 275              | 0,563                | 0,69                |
| полиамидные                              | 96      | 300              | 0,563                | -                   |
| полиамидные                              | 104     | 325              | -                    | -                   |
| полиамидные                              | 112     | 350              | -                    | -                   |
| полиамидные                              | 6       | 20               | -                    | -                   |
| полиамидные                              | 8       | 25               | 1,04                 | 0,74                |
| полиамидные                              | 10      | 30               | 1,04                 | 0,74                |
| полиамидные                              | 11      | 35               | 1,03                 | 0,74                |
| полиамидные                              | 13      | 40               | 0,9                  | 0,74                |
| полиамидные                              | 14      | 45               | -                    | -                   |
| полиамидные                              | 16      | 50               | 0,84                 | 0,74                |
| полиамидные                              | 19      | 60               | 0,81                 | 0,74                |
| полиамидные                              | 22      | 70               | 0,8                  | 0,74                |
| полиамидные                              | 24      | 75               | -                    | -                   |
| полиамидные                              | 26      | 80               | 0,75                 | 0,74                |
| полиамидные                              | 29      | 90               | 0,73                 | 0,74                |
| полиамидные                              | 32      | 100              | 0,72                 | 0,74                |
| полиамидные                              | 37      | 115              | 0,65                 | 0,74                |
| полиамидные                              | 40      | 125              | 0,63                 | 0,74                |
| полиамидные                              | 45      | 140              | -                    | -                   |
| полиамидные                              | 48      | 150              | 0,58                 | 0,74                |
| полиамидные                              | 56      | 175              | 0,52                 | 0,74                |
| полиамидные                              | 64      | 200              | 0,52                 | 0,74                |
| полиамидные                              | 72      | 225              | -                    | -                   |
| полиамидные                              | 80      | 250              | -                    | -                   |
| полиамидные                              | 88      | 275              | -                    | -                   |
| полиамидные                              | 96      | 300              | -                    | -                   |
| полиамидные                              | 104     | 325              | -                    | -                   |
| полиамидные                              | 112     | 350              | -                    | -                   |
| полиэфирные                              | 6       | 20               | -                    | -                   |
| полиэфирные                              | 8       | 25               | 0,58                 | 0,72                |
| полиэфирные                              | 10      | 30               | 0,54                 | 0,72                |
| полиэфирные                              | 11      | 35               | 0,52                 | 0,72                |
| полиэфирные                              | 13      | 40               | 0,51                 | 0,72                |
| полиэфирные                              | 14      | 45               | 0,5                  | 0,72                |
| полиэфирные                              | 16      | 50               | 0,485                | 0,72                |
| полиэфирные                              | 19      | 60               | 0,465                | 0,72                |
| полиэфирные                              | 22      | 70               | 0,445                | 0,72                |
| полиэфирные                              | 24      | 75               | -                    | -                   |
| полиэфирные                              | 26      | 80               | 0,42                 | 0,72                |
| полиэфирные                              | 29      | 90               | 0,41                 | 0,72                |
| полиэфирные                              | 32      | 100              | -                    | -                   |
| полиэфирные                              | 37      | 115              | -                    | -                   |
| полиэфирные                              | 40      | 125              | -                    | -                   |
| полиэфирные                              | 45      | 140              | -                    | -                   |
| полиэфирные                              | 48      | 150              | -                    | -                   |
| полиэфирные                              | 56      | 175              | -                    | -                   |
| полиэфирные                              | 64      | 200              | -                    | -                   |
| полиэфирные                              | 72      | 225              | -                    | -                   |
| полиэфирные                              | 80      | 250              | -                    | -                   |
| полиэфирные                              | 88      | 275              | -                    | -                   |
| полиэфирные                              | 96      | 300              | -                    | -                   |
| полиэфирные                              | 104     | 325              | -                    | -                   |
| полиэфирные                              | 112     | 350              | -                    | -                   |
| полиамидные плетеные 8-прядные           | 6       | 20               | -                    | -                   |
| полиамидные плетеные 8-прядные           | 8       | 25               | -                    | -                   |
| полиамидные плетеные 8-прядные           | 10      | 30               | -                    | -                   |
| полиамидные плетеные 8-прядные           | 11      | 35               | -                    | -                   |
| полиамидные плетеные 8-прядные           | 13      | 40               | -                    | -                   |
| полиамидные плетеные 8-прядные           | 14      | 45               | -                    | -                   |
| полиамидные плетеные 8-прядные           | 16      | 50               | 0,72                 | 0,725               |
| полиамидные плетеные 8-прядные           | 18      | 57               | 0,7                  | 0,725               |
| полиамидные плетеные 8-прядные           | 19      | 60               | -                    | -                   |
| полиамидные плетеные 8-прядные           | 20      | 64               | 0,69                 | 0,725               |
| полиамидные плетеные 8-прядные           | 22      | 70               | 0,68                 | 0,725               |
| полиамидные плетеные 8-прядные           | 24      | 76               | 0,67                 | 0,725               |
| полиамидные плетеные 8-прядные           | 26      | 80               | 0,66                 | 0,725               |
| полиамидные плетеные 8-прядные           | 28      | 88               | 0,65                 | 0,725               |
| полиамидные плетеные 8-прядные           | 29      | 90               | -                    | -                   |
| полиамидные плетеные 8-прядные           | 30      | 95               | 0,64                 | 0,725               |
| полиамидные плетеные 8-прядные           | 32      | 100              | 0,64                 | 0,725               |
| полиамидные плетеные 8-прядные           | 36      | 114              | 0,635                | 0,725               |
| полиамидные плетеные 8-прядные           | 37      | 115              | -                    | -                   |
| полиамидные плетеные 8-прядные           | 40      | 125              | 0,635                | 0,725               |
| полиамидные плетеные 8-прядные           | 45      | 140              | -                    | -                   |
| полиамидные плетеные 8-прядные           | 48      | 150              | 0,635                | 0,725               |
| полиамидные плетеные 8-прядные           | 56      | 175              | 0,635                | 0,725               |
| полиамидные плетеные 8-прядные           | 64      | 200              | 0,635                | 0,725               |
| полиамидные плетеные 8-прядные           | 72      | 225              | 0,63                 | 0,725               |
| полиамидные плетеные 8-прядные           | 80      | 250              | 0,62                 | 0,725               |
| полиамидные плетеные 8-прядные           | 88      | 275              | 0,615                | 0,725               |
| полиамидные плетеные 8-прядные           | 96      | 300              | 0,61                 | 0,725               |
| полиамидные плетеные 8-прядные           | 104     | 325              | 0,61                 | 0,725               |
| полиамидные плетеные 8-прядные           | 112     | 350              | -                    | -                   |
| полипропиленовые плетеные 8-прядные      | 6       | 20               | -                    | -                   |
| полипропиленовые плетеные 8-прядные      | 8       | 25               | -                    | -                   |
| полипропиленовые плетеные 8-прядные      | 10      | 30               | -                    | -                   |
| полипропиленовые плетеные 8-прядные      | 11      | 35               | -                    | -                   |
| полипропиленовые плетеные 8-прядные      | 13      | 40               | -                    | -                   |
| полипропиленовые плетеные 8-прядные      | 14      | 45               | -                    | -                   |
| полипропиленовые плетеные 8-прядные      | 16      | 50               | 0,9                  | 0,76                |
| полипропиленовые плетеные 8-прядные      | 18      | 57               | 0,895                | 0,76                |
| полипропиленовые плетеные 8-прядные      | 19      | 60               | -                    | -                   |
| полипропиленовые плетеные 8-прядные      | 20      | 64               | 0,89                 | 0,76                |
| полипропиленовые плетеные 8-прядные      | 22      | 70               | 0,885                | 0,76                |
| полипропиленовые плетеные 8-прядные      | 24      | 76               | 0,88                 | 0,76                |
| полипропиленовые плетеные 8-прядные      | 26      | 80               | 0,88                 | 0,76                |
| полипропиленовые плетеные 8-прядные      | 28      | 88               | 0,875                | 0,76                |
| полипропиленовые плетеные 8-прядные      | 29      | 90               | -                    | -                   |
| полипропиленовые плетеные 8-прядные      | 30      | 95               | 0,87                 | 0,76                |
| полипропиленовые плетеные 8-прядные      | 32      | 100              | 0,87                 | 0,76                |
| полипропиленовые плетеные 8-прядные      | 36      | 114              | 0,865                | 0,76                |
| полипропиленовые плетеные 8-прядные      | 37      | 115              | -                    | -                   |
| полипропиленовые плетеные 8-прядные      | 40      | 125              | 0,86                 | 0,76                |
| полипропиленовые плетеные 8-прядные      | 45      | 140              | 0,854                | 0,76                |
| полипропиленовые плетеные 8-прядные      | 48      | 150              | 0,85                 | 0,76                |
| полипропиленовые плетеные 8-прядные      | 56      | 175              | 0,845                | 0,76                |
| полипропиленовые плетеные 8-прядные      | 64      | 200              | -                    | -                   |
| полипропиленовые плетеные 8-прядные      | 72      | 225              | 0,842                | 0,76                |
| полипропиленовые плетеные 8-прядные      | 80      | 250              | 0,84                 | 0,76                |
| полипропиленовые плетеные 8-прядные      | 88      | 275              | 0,835                | 0,76                |
| полипропиленовые плетеные 8-прядные      | 96      | 300              | 0,832                | 0,76                |
| полипропиленовые плетеные 8-прядные      | 104     | 325              | 0,83                 | 0,76                |
| полипропиленовые плетеные 8-прядные      | 112     | 350              | -                    | -                   |
| «сизаль-полиамид», «сизаль-полипропилен» | 6       | 20               |                      | -                   |
| «сизаль-полиамид», «сизаль-полипропилен» | 8       | 25               |                      | -                   |
| «сизаль-полиамид», «сизаль-полипропилен» | 10      | 30               |                      | -                   |
| «сизаль-полиамид», «сизаль-полипропилен» | 11      | 35               |                      | -                   |
| «сизаль-полиамид», «сизаль-полипропилен» | 13      | 40               |                      | -                   |
| «сизаль-полиамид», «сизаль-полипропилен» | 14      | 45               |                      | -                   |
| «сизаль-полиамид», «сизаль-полипропилен» | 16      | 50               |                      | -                   |
| «сизаль-полиамид», «сизаль-полипропилен» | 18      | 57               |                      | -                   |
| «сизаль-полиамид», «сизаль-полипропилен» | 19      | 60               |                      | -                   |
| «сизаль-полиамид», «сизаль-полипропилен» | 20      | 64               |                      | -                   |
| «сизаль-полиамид», «сизаль-полипропилен» | 22      | 70               |                      | -                   |
| «сизаль-полиамид», «сизаль-полипропилен» | 24      | 76               |                      | 0,75                |
| «сизаль-полиамид», «сизаль-полипропилен» | 26      | 80               |                      | -                   |
| «сизаль-полиамид», «сизаль-полипропилен» | 28      | 88               |                      | -                   |
| «сизаль-полиамид», «сизаль-полипропилен» | 29      | 90               |                      | 0,75                |
| «сизаль-полиамид», «сизаль-полипропилен» | 30      | 95               |                      | -                   |
| «сизаль-полиамид», «сизаль-полипропилен» | 32      | 100              |                      | 0,75                |
| «сизаль-полиамид», «сизаль-полипропилен» | 36      | 114              |                      | -                   |
| «сизаль-полиамид», «сизаль-полипропилен» | 37      | 115              |                      | 0,75                |
| «сизаль-полиамид», «сизаль-полипропилен» | 40      | 125              |                      | 0,75                |
| «сизаль-полиамид», «сизаль-полипропилен» | 45      | 140              |                      | -                   |
| «сизаль-полиамид», «сизаль-полипропилен» | 48      | 150              |                      | -                   |
| «сизаль-полиамид», «сизаль-полипропилен» | 56      | 175              |                      | -                   |
| «сизаль-полиамид», «сизаль-полипропилен» | 64      | 200              |                      | -                   |
| «сизаль-полиамид», «сизаль-полипропилен» | 72      | 225              |                      | -                   |
| «сизаль-полиамид», «сизаль-полипропилен» | 80      | 250              |                      | -                   |
| «сизаль-полиамид», «сизаль-полипропилен» | 88      | 275              |                      | -                   |
| «сизаль-полиамид», «сизаль-полипропилен» | 96      | 300              |                      | -                   |
| «сизаль-полиамид», «сизаль-полипропилен» | 104     | 325              |                      | -                   |
| «сизаль-полиамид», «сизаль-полипропилен» | 112     | 350              |                      | -                   |
| «полиамид-полипропилен»                  | 6       | 20               |                      | -                   |
| «полиамид-полипропилен»                  | 8       | 25               |                      | -                   |
| «полиамид-полипропилен»                  | 10      | 30               |                      | -                   |
| «полиамид-полипропилен»                  | 11      | 35               |                      | -                   |
| «полиамид-полипропилен»                  | 13      | 40               |                      | -                   |
| «полиамид-полипропилен»                  | 14      | 45               |                      | -                   |
| «полиамид-полипропилен»                  | 16      | 50               |                      | -                   |
| «полиамид-полипропилен»                  | 18      | 57               |                      | -                   |
| «полиамид-полипропилен»                  | 19      | 60               |                      | -                   |
| «полиамид-полипропилен»                  | 20      | 64               |                      | -                   |
| «полиамид-полипропилен»                  | 22      | 70               |                      | -                   |
| «полиамид-полипропилен»                  | 24      | 76               |                      | -                   |
| «полиамид-полипропилен»                  | 26      | 80               |                      | -                   |
| «полиамид-полипропилен»                  | 28      | 88               |                      | -                   |
| «полиамид-полипропилен»                  | 29      | 90               |                      | -                   |
| «полиамид-полипропилен»                  | 30      | 95               |                      | -                   |
| «полиамид-полипропилен»                  | 32      | 100              |                      | -                   |
| «полиамид-полипропилен»                  | 36      | 114              |                      | -                   |
| «полиамид-полипропилен»                  | 37      | 115              |                      | -                   |
| «полиамид-полипропилен»                  | 40      | 125              |                      | -                   |
| «полиамид-полипропилен»                  | 45      | 140              |                      | -                   |
| «полиамид-полипропилен»                  | 48      | 150              |                      | -                   |
| «полиамид-полипропилен»                  | 56      | 175              |                      | 0,76                |
| «полиамид-полипропилен»                  | 64      | 200              |                      | 0,76                |
| «полиамид-полипропилен»                  | 72      | 225              |                      | 0,76                |
| «полиамид-полипропилен»                  | 80      | 250              |                      | -                   |
| «полиамид-полипропилен»                  | 88      | 275              |                      | -                   |
| «полиамид-полипропилен»                  | 96      | 300              |                      | -                   |
| «полиамид-полипропилен»                  | 104     | 325              |                      | -                   |
| «полиамид-полипропилен»                  | 112     | 350              |                      | -                   |
| пеньковые кабельтовой свивки             | 25      |                  | 0,818                | 0,8                 |
| пеньковые кабельтовой свивки             | 30      |                  | 0,785                | 0,8                 |
| пеньковые кабельтовой свивки             | 35      |                  | 0,741                | 0,8                 |
| пеньковые кабельтовой свивки             | 40      |                  | 0,73                 | 0,8                 |
| пеньковые кабельтовой свивки             | 45      |                  | 0,71                 | 0,8                 |
| пеньковые кабельтовой свивки             | 50      |                  | 0,695                | 0,8                 |
| пеньковые кабельтовой свивки             | 55      |                  | 0,681                | 0,8                 |

#### Растительные тросы
- у растительных тросов наибольшей крепостью обладает волокно маниллы[156];
- при размокании прочность снижается[86]:22. Хлопок и лен (койр[21]:581) с увеличением влажности воздуха увеличивает крепость[46]:260;
- смола уменьшает прочность троса на 20 %[84][113];
- намокшие и после этого замёрзшие тросы значительно теряют свою прочность и при крутых изгибах ломаются[62];
- четырёхрядный трос слабее одинаковой с ним толщины трехпрядного на 20—25 %[113];
- тросы кабельной работы имеют прочность на 25 % ниже тросов тросовой работы[113].

#### Синтетические тросы
- имеют прочность в 2—5 раз выше прочности пенькового каната[113];
- не теряют прочности при намокании[90]:7;
- разрывная прочность полипропиленовых тросов снижается при температуре свыше +20°С[90]:8.

#### Стальные тросы
- не теряют прочности при колебаниях температуры[134]

Прочность тросов в большой степени зависит от качества стали и типа свивки. Так, например, стальной цельнометаллический трос, пряди которого состоят только из стальных проволок, намного прочнее троса с пеньковым сердечником.
Преимущество перед растительными заключается в том, что при той же крепости они легче и тоньше, а при одинаковой толщине крепче
растительного в 8—10 раз.

### Гибкость
Гибкость троса — способность его изгибаться без нарушения структуры и потери прочности. Чем больше гибкость троса, тем удобнее и безопаснее работать с ним:5. Гибкость троса является чрезвычайно важной характеристикой, когда из него изготавливаются швартовы, снасти бегучего такелажа и т. п., но менее существенна при использовании его для стоячего такелажа:56.
Синтетические тросы сохраняют гибкость в сухом и особенно хорошо во влажном состоянии. Нейлон очень слабо поглощает влагу, а пропилен совсем не поглощает, поэтому влажные канаты из этих материалов не становятся жесткими. Полипропиленовые тросы при отрицательных температурах понижают свою гибкость:8. Соленая вода может уменьшить гибкость синтетических тросов из-за попадания кристаллов соли между волокнами.

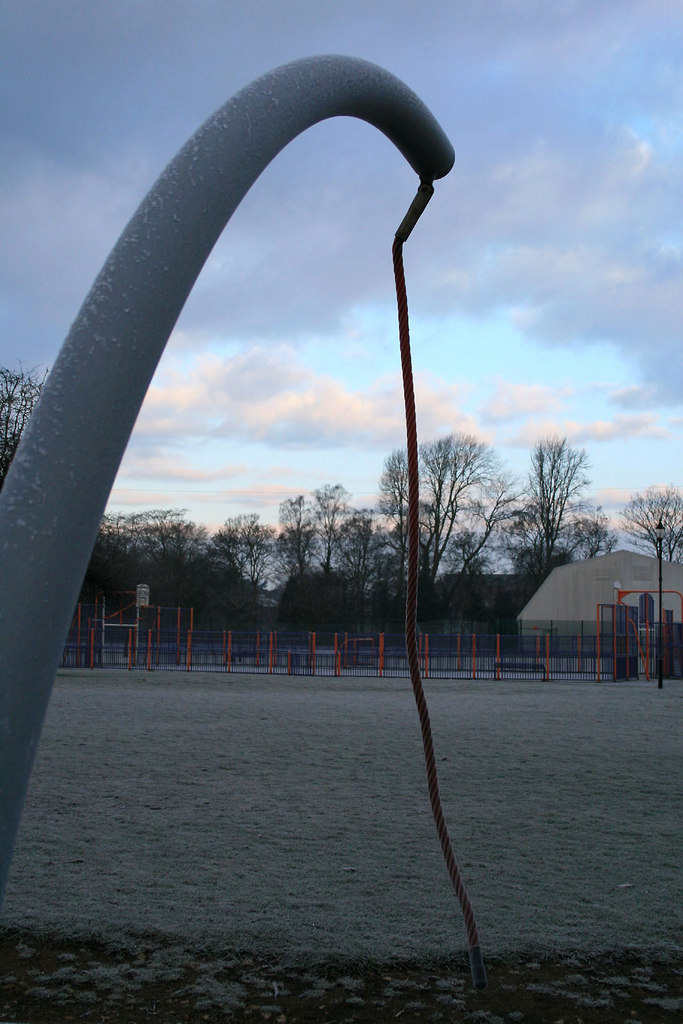
Замерзшая тарзанка

Если верёвка замерзает, то свобода движения волокон сильно уменьшается, так что при использовании замёрзшей верёвки часть волокон может разорваться. Влажные или намокшие тросы, становятся твёрдыми при замерзании.
Чем больше проволок в каждой пряди каната при одном и том же диаметре, тем большую гибкость имеет стальной канат.
На перегиб испытывают круглую проволоку диаметром от 0,8 до 7 мм. Проволоку закладывают в специальную машину и загибают на 90° по определённому радиусу, потом разгибают и загибают на 90° в противоположную сторону, затем операции повторяют до тех пор, пока проволока не разрушится. Число перегибов, которое проволока должна выдержать до разрушения, в СССР регламентировалось ГОСТ 1579—63, который был заменён на ГОСТ 1579—80, а тот — на ГОСТ 1579—93.
Испытание проволоки на скручивание в СССР производили в соответствии с ГОСТ 1545—63, который был заменён на ГОСТ 1545—80. Испытательная машина имеет два захвата, один из которых вращающийся.

### Эластичность
Эластичность (упругость) троса — способность его удлиняться при растяжении и принимать первоначальные размеры без остаточных деформаций после снятия нагрузки. Эластичные тросы являются оптимальными в условиях приложения динамических нагрузок:5. Способность воспринимать динамические нагрузки за счет упругих деформаций. Трос с высокими упругими качествами удобен при изготовлении буксирных тросов, но в то же время будет плохо фиксировать положение судна у причала, если из него изготовить швартовы, и совершенно непригоден для стоячего такелажа:56.
Кабельные канаты вытягиваются больше, чем тросовые:536.
Особенностью канатов из органических и синтетических нитей является значительное удлинение под нагрузкой. Наименьшее удлинение у канатов из органических волокон (до 20 %), наибольшее из синтетических волокон (до 50 %). Опасность разрыва полиамидного троса возникает при его удлинении на 40 %, полиэфирного и полипропиленового — примерно на 30 %.
Разрывное удлинения растительных канатов, за исключением хлопчатобумажных, колеблются в пределах 10—15 %:40. Растительные тросы при намокании укорачиваются, поэтому в дождь все туго натянутые снасти необходимо немного ослаблять, чтобы они не лопнули от чрезмерного натяжения. Обладают большей по сравнению со стальными и синтетическими эластичностью, изготавливаются из недорогого сырья.
Синтетические тросы обладают высокой эластичностью и гибкость, как в сухом так и во влажном состоянии.
При работе канатов в воде растяжимость их, как правило, увеличивается. Так, у полиамидных мокрых канатов (капроновых, нейлоновых) она достигает 40—45 % , у пеньковых — 20 % , у хлопчатобумажных составляет свыше 25 %:41.
Стальной трос не обладает большой эластичностью. При нагрузке, близкой к разрывному усилию, он удлиняется всего на 1 — 2 %, поэтому практически невозможно предвидеть момент его разрыва:13. Кабельная свивка всегда эластичнее и гибче прямой:545.
Для испытания каната на растяжение применяют разрывные машины: с разрывным усилием до 80—100 тс. На разрывных машинах производят статические и динамические испытания канатов. Для динамических испытаний разрывные машины снабжают специальным пульсатором, создающим резкое уменьшение и возрастание нагрузки.

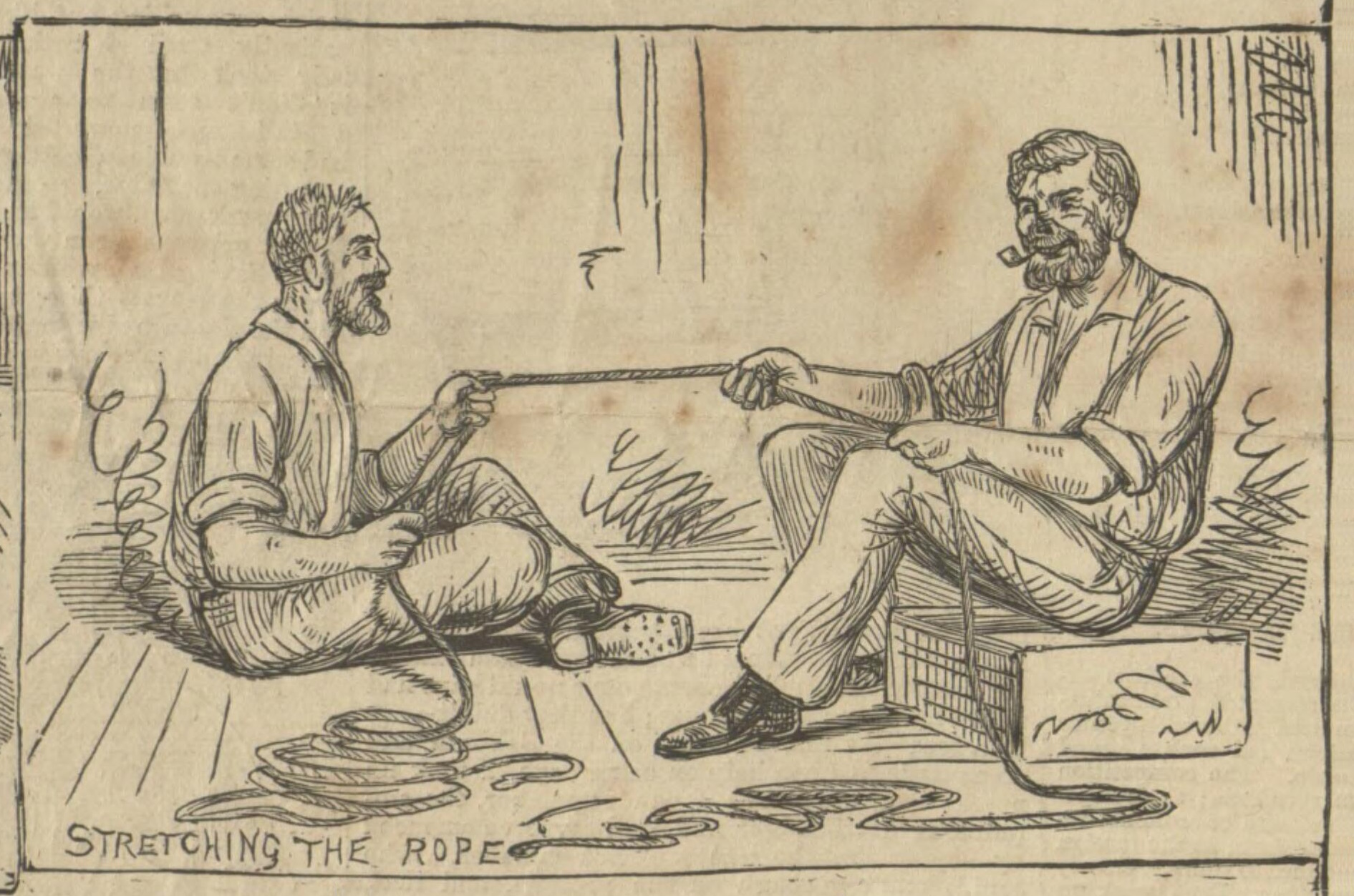
Вытягивание троса

Новые тросы под нагрузкой сильно вытягиваются. Поэтому перед применением их надо вытягивать талями или подвешиванием груза:163.
| Материал             | Растяжение при разрыве , % | Вытягиваются без потери прочности, % |
| -------------------- | -------------------------- | ------------------------------------ |
| Кокосовые:103        |                            | 35                                   |
| Манильские:103       |                            | 20-25                                |
| Пеньковые бельные    | 3-5                        | 8-10:103                             |
| Сизальские тросы:103 |                            | 15-20                                |
| Полиэфирных:8        |                            | 23-25                                |
| Капрон               | 15-20                      | 40:106                               |
| Нейлон               | 16-22                      |                                      |
| Анид                 | 19-24                      |                                      |
| Перлон               | 16-22                      |                                      |
| Лавсан               | -                          | -                                    |
| Терилен              | 19-23                      |                                      |
| Теторон              | 7-13                       |                                      |
| Винилон              | 17-25                      |                                      |
| Хлорин               | 25-40                      |                                      |
| Саран                | 18-30                      |                                      |
| Полипропилен         | 18-23                      |                                      |
| Полиэтилен           | 10-25                      |                                      |
| Хлопчотобумажные:41  | 20                         |                                      |
| СВМ или «кевлар»     | 4                          |                                      |
| Металлокорд          | 1,7                        |                                      |
| Стеклокорд           | 4,8                        |                                      |
| Полиамид             | 38                         |                                      |

### Стойкость
Стойкость тросов к воздействиям внешних факторов: воды, температуры, солнечной радиации, химических веществ, микроорганизмов и др.:5. От устойчивости троса к воздействию внешней среды зависит его эксплуатационная стоимость:56.
Кислоты и щелочи портят любые тросы.
Ультрафиолетовое (УФ) излучение от прямых солнечных лучей приведет к хрупкости и слабости внешних нитей каната. УФ-деградацию трудно проверить визуально. В некоторых случаях может наблюдаться обесцвечивание и хрупкость нитей. Влияние на веревку становится намного меньше по мере увеличения диаметра.

#### Растительные тросы

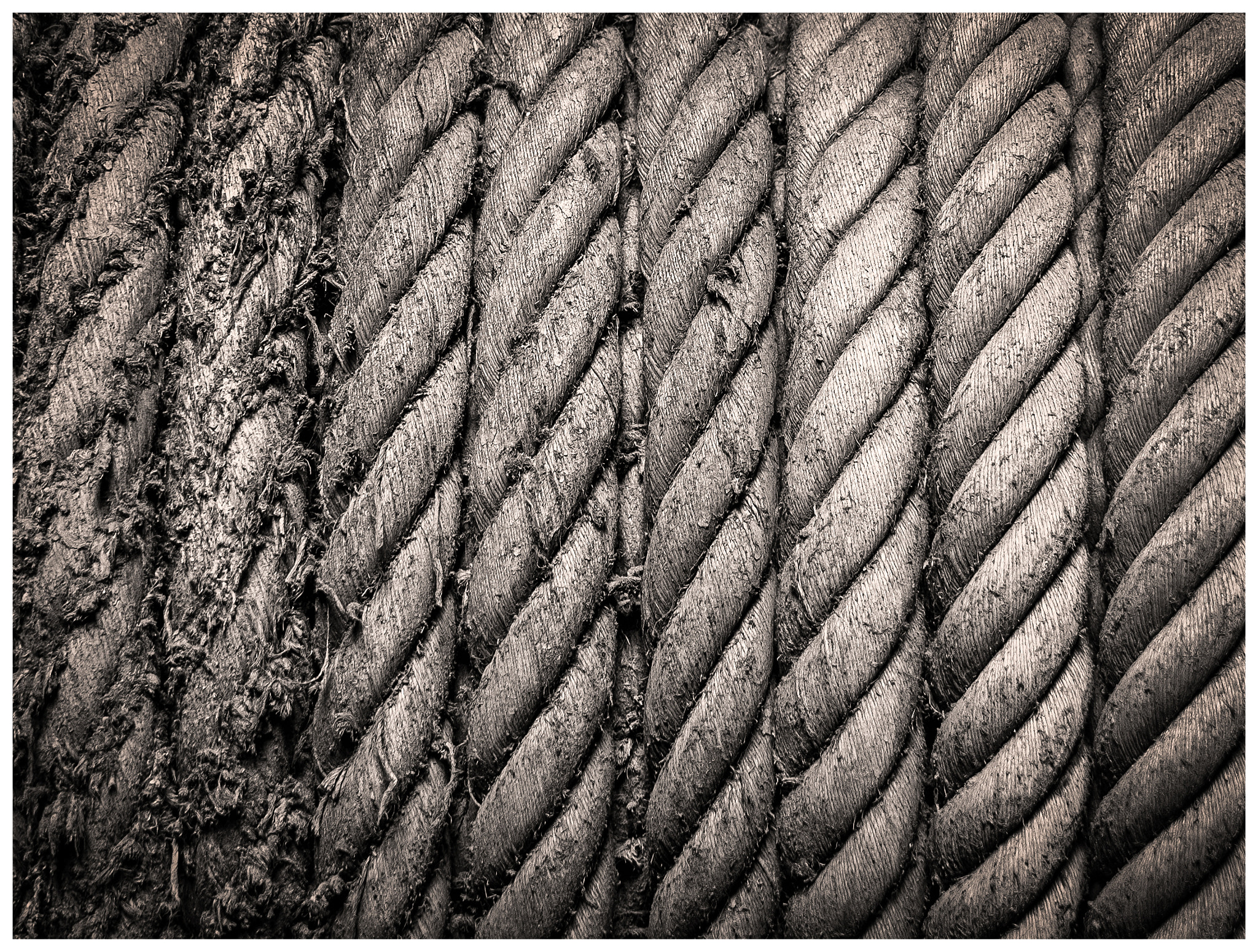
Постепенный износ троса

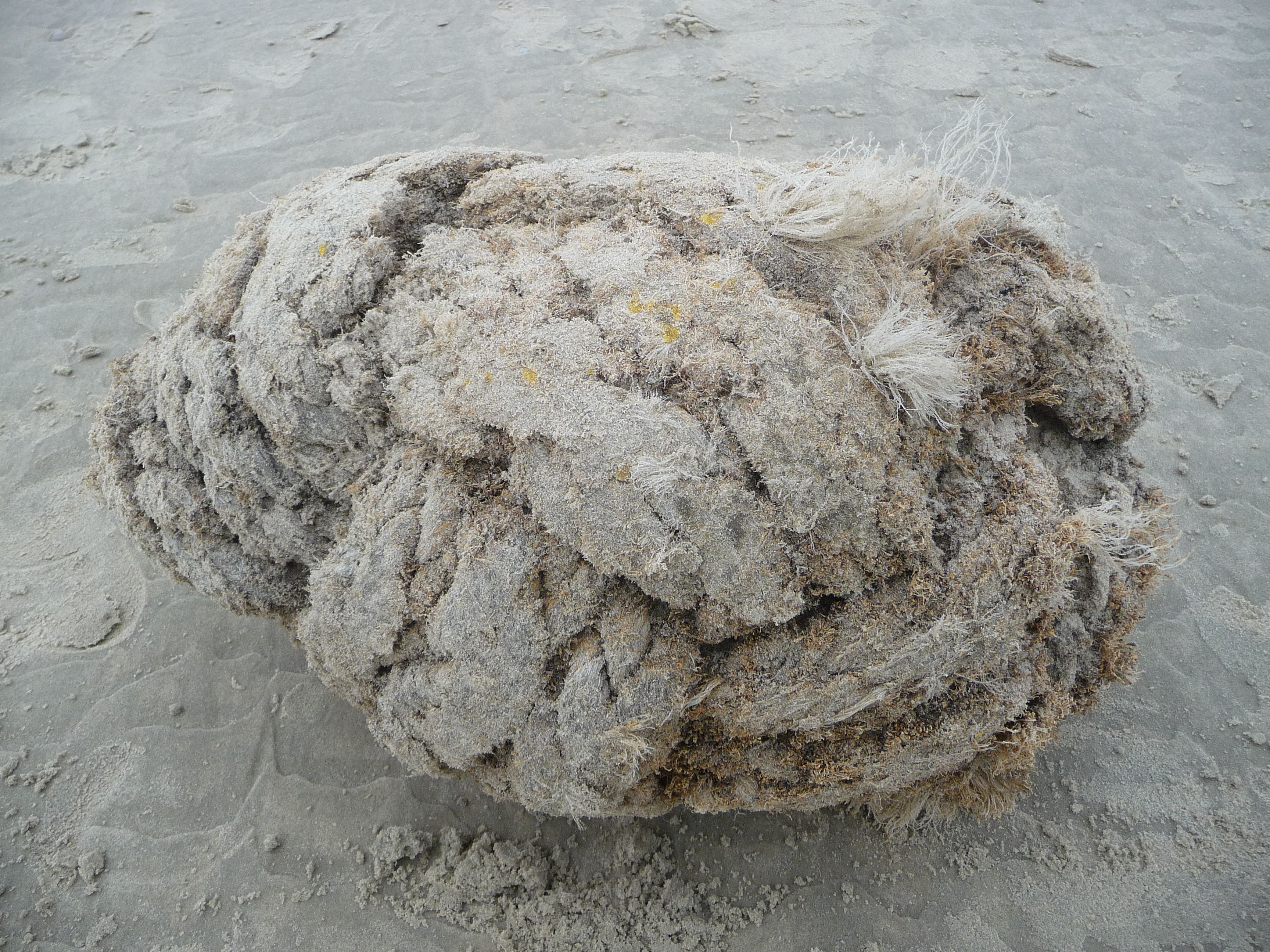
Веревочный тюк выброшенный на берег после шторма

- быстро разрушаeтся под действием кислот[175];
- быстро разрушаeтся под действием масел[175]. Особенно вредно действует масло на смольный трос, от которого он «перегорает»[89](истлевает[44]:164);
- наружные волокна растительных недостаточно стойки к истиранию, поэтому в местах их трения по металлическим поверхностям подкладывают маты, парусину и т. п.[90]:12.
- тросы, намокшие в морской воде, становятся гигроскопичными[175]. Для уменьшения гигроскопичности растительных тросов, которая повышается вследствие отложения на них солей, тросы промывают пресной водой, а затем просушивают[90]:11;
- загнивают(бактериальный износ вызванный жизнедеятельностью различных бактерий[33]) из-за подтекания воды в связи с чем под бухты подкладывают деревянные решётки-банкетки[62]. Смолённый трос сопротивляется влаге[86]:22, но прочность примерно на 25 % ниже прочности бельного троса такой же толщины, а масса на 11 — 18 % больше[90]:6. Излишняя смола своими кислотами действует разъедающе на пеньку; при длительном лежании, каната, особенно на открытом месте, засохшая смола делает его ломким[52]:535;
- при использовании замёрзшей верёвки часть волокон может разорваться[170];
- вредно действуют песок и зола. Поэтому перед укладкой в бухту трос нужно промыть и просушить[113];
- боятся сажи[179][44]:164;
- боятся дыма (например грота-штанг над дымовой трубой)[181];
- боятся высоких температур[179][44]:164. Смоленые — высоких температур[62]. Горючи и не сопротивляются нагреванию при температуре 150—170 С°, при которой происходит распад волокнистых веществ на простейшие элементы[46]:255.
- теряют прочность под воздействием солнечных лучей[125]:62. Под действием световых лучей (особенно ультрафиолетовых) активизируется процесс окисления целлюлозы, что приводит к ухудшению свойств целлюлозных волокон, увеличению их жесткости и ломкости[60]:7.

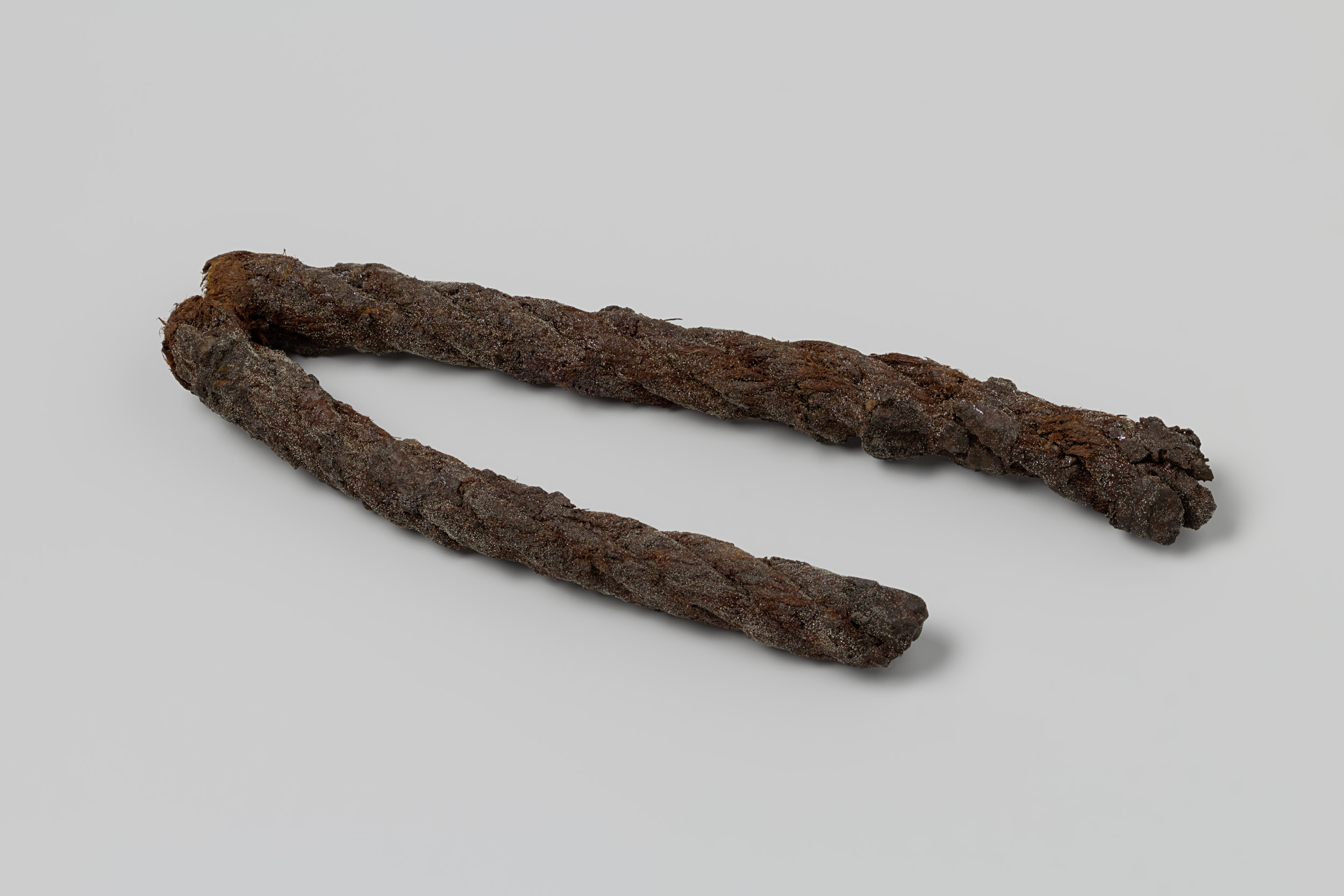
Фрагмент 4х прядного пенькового каната с обломков судна East Indiaman't Vliegend Hart, затонувшего в 1735 году

Гниение происходит как в воздухе, так и в воде. В первом случае оно вызывается аэробными бактериями, нуждающимися для своей жизнедеятельности в кислороде воздуха, во втором — анаэробными, не нуждающимися в нем. Таким образом, орудия лова подвержены гниению как во время эксплуатации, то есть в воде, так и на воздухе — на берегу или на палубе промыслового судна:108. Пресная вода разрушает кабельный трос быстрее, чем морская. Так, пребывание пенькового бельного троса в пресной воде в течение 4 месяцев привело трос к почти полному разрушению, в то время как пребывание троса в морской воде в течение такого же времени понижает его прочность всего на 30 %.
Грибы поражают материалы, содержащие целлюлозу. Известно, что их поражает около двухсот видов грибов. На изделиях, пораженных грибами, появляются темно-коричневые, зеленоватые, желтые или красные пятна, волокно размягчается и иногда разрушается полностью. Те же виды грибов обычно поражают также канаты и веревки. В тропиках они могут за несколько недель более чем на 60 % уменьшить прочность на разрыв каната толщиной в 20 сантиметров.
При намокании растительные веревки увеличиваются в диаметре (таким образом становится невозможным развязывание узла).
Срок службы растительных тросов зависит от их качества, правильности хранения и использования и равен 2—4 годам.
Обычно срок изнашиваемости мелких и средних мочальных канатов, употребляемых для увязки и учалки плотов, устанавливается годичный (навигационный). Более толстые канаты частично могут использоваться во вторую навигацию на менее ответственную работу:578.
Для установления качества растительного троса следует развернуть его на пряди. Если между ними трос имеет светлый цвет, значит — он хороший, если же в середине коричневый оттенок, значит трос — прелый и от использования такого троса стоит отказаться.

#### Синтетические тросы
- не боятся масла, нефти[112];
- наружные волокна особенно недостаточно стойки к истиранию[90]:12;
- мало гигроскопичны[113]. Не боятся влаги, поэтому просушка их необязательна[90]:11;
- стойки к растворителям (бензину, спирту, ацетону, скипидару)[90]:7;
- стойки по отношению к гниению[113];
- сухие и чистые канаты из синтетических волокон не замерзают[169];

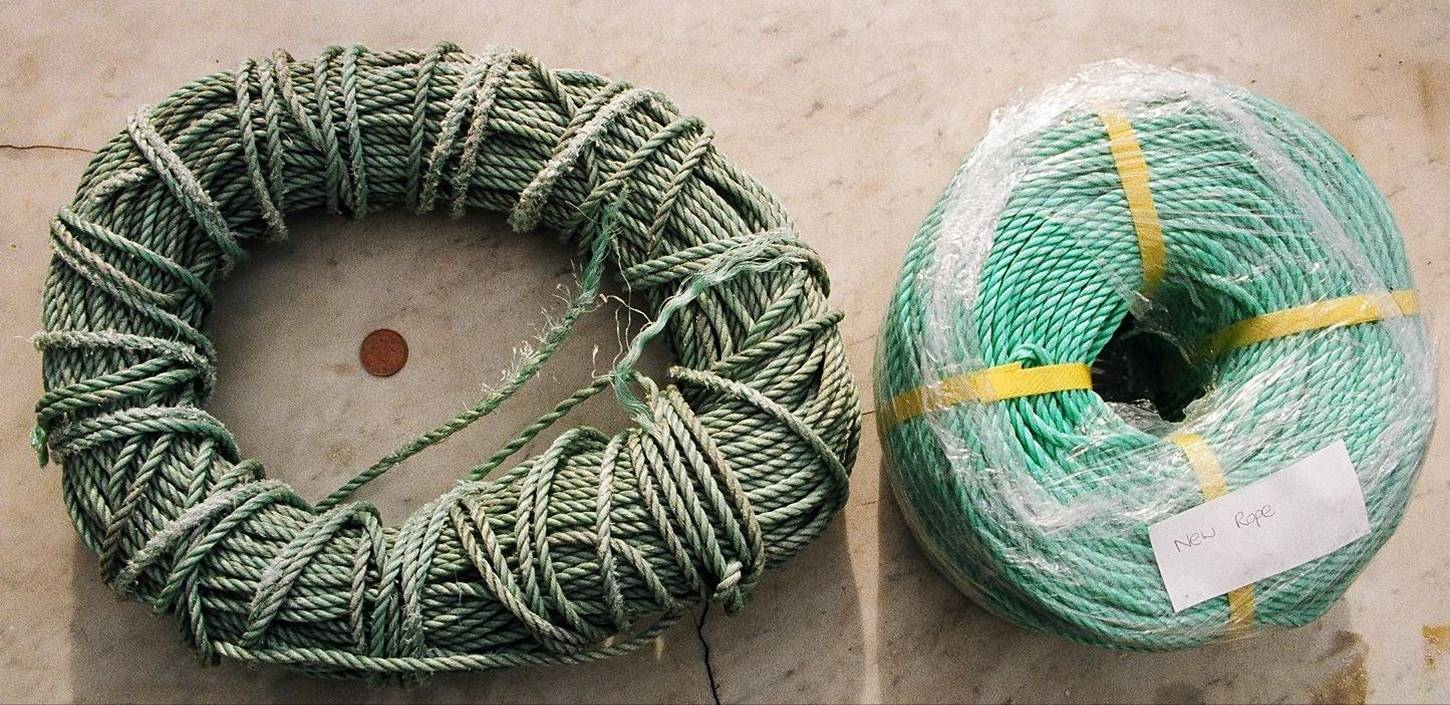
Светодегродация полипропиленового троса

- при длительном воздействии солнечных лучей теряют прочность до 30 %, а от долгого пребывания в морской воде до 15 %[66]:107;
- портятся от соприкосновения с олифой, каменноугольным лаком, фенолом, мазутом, соляром и минеральными маслами[66]:107;
- при работах с большим трением оплавляются[85][169];
- потеря части прочности при трении о твердые и шероховатые поверхности (тросы быстро лохматятся)[85].
- не обрастают плесенью[112];
- кратковременно выдерживают воздействие высоких температур[112]. Тросы из нейлона и капрона не горят, но при температуре +215 °C расплавляются[62];
- загорается и легко горит — Капрон, Анид, Нейлон. Загорается с трудом — Лавсан, Терилен, Хлорин, Саран, Куралон, Полиэтилен, Полипропилен[33]:16;
- полиамидные и полиэфирные тросы сохраняют все свои свойства при изменении температуры воздуха от — 40 до +60 °С[90]:7;
- имеют хорошие диэлектрические свойства[169].

| Реактив                                 | Концентрация, %         | Температура, °C | полиамидное | ацетатное | шелк натуральный | акриловое | вискозное и медно-аммиачное | хлорин | полиэфирное |
| --------------------------------------- | ----------------------- | --------------- | ----------- | --------- | ---------------- | --------- | --------------------------- | ------ | ----------- |
| Соляная кислота                         | 20                      | 23-25           | р           | н         | н                | н         | н                           | н      | н           |
| Ледяная уксусная кислота                | 100                     | 23 25           | н           | р         | н                | н         | н                           | н      | н           |
| Гипохлорит натрия (pH 11)               | 5-5,5 (активного хлора) | 23-25           | н           | н         | р                | н         | н                           | н      | н           |
| Роданистый аммоний или роданистый калий | 70                      | 100             | н           | н         | н                | р         | н                           | н      | н           |
| Хлористый цинк                          | 67                      | 18 20           | н           | н         | н                | р         | н                           | н      | н           |
| Хлороформ                               | -                       | 18-20           | н           | н         | н                | н         | н                           | р      | н           |
| Ацетон                                  | -                       | 18-20           | н           | р         | н                | н         | н                           | р      | н           |

Поврежденные синтетические тросы
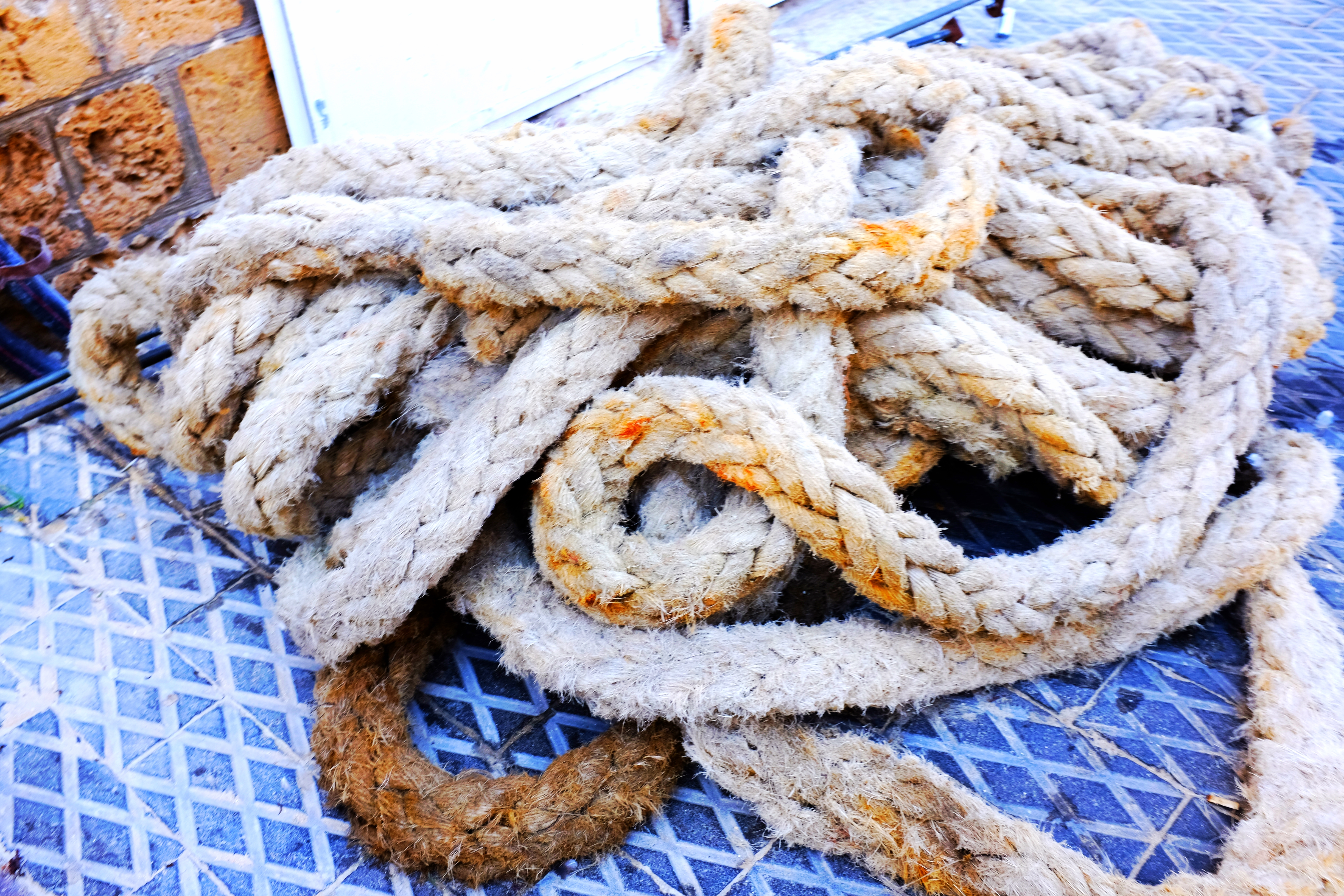
Разлохмаченный и обесцвеченный
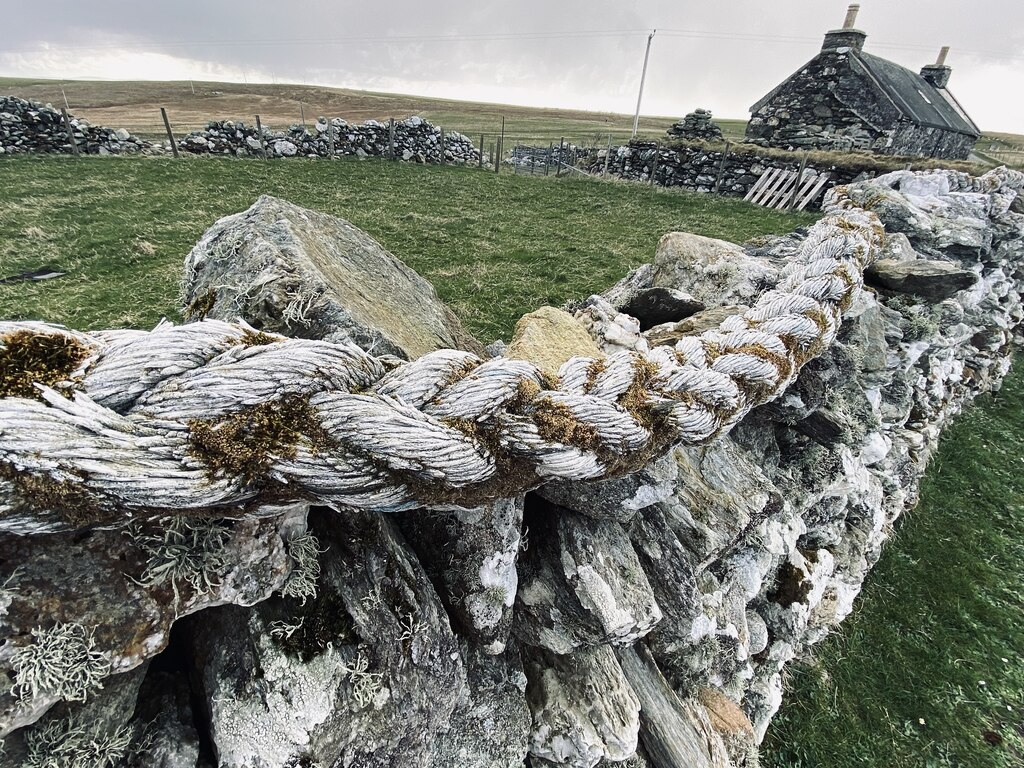
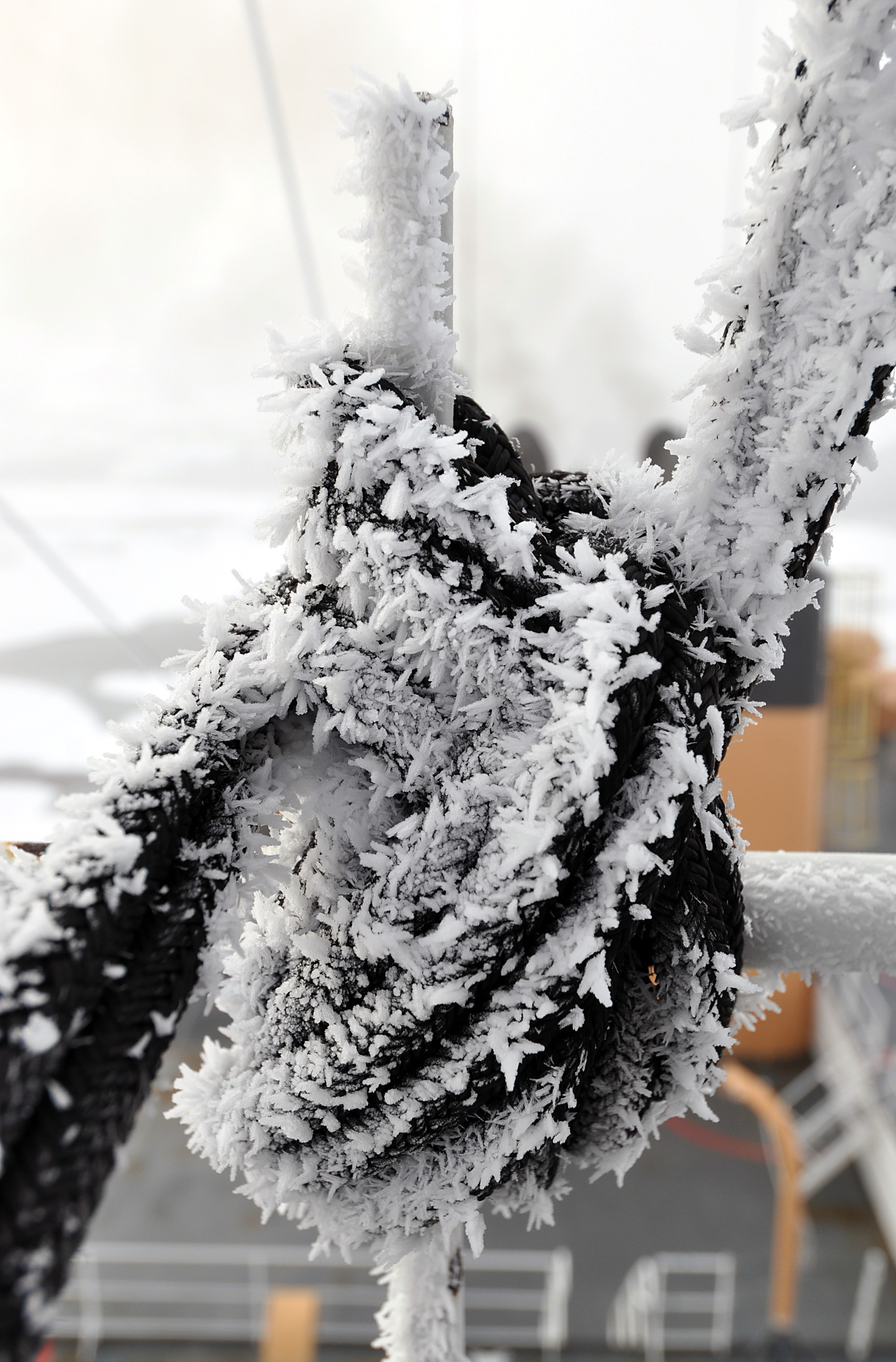
Замерзший
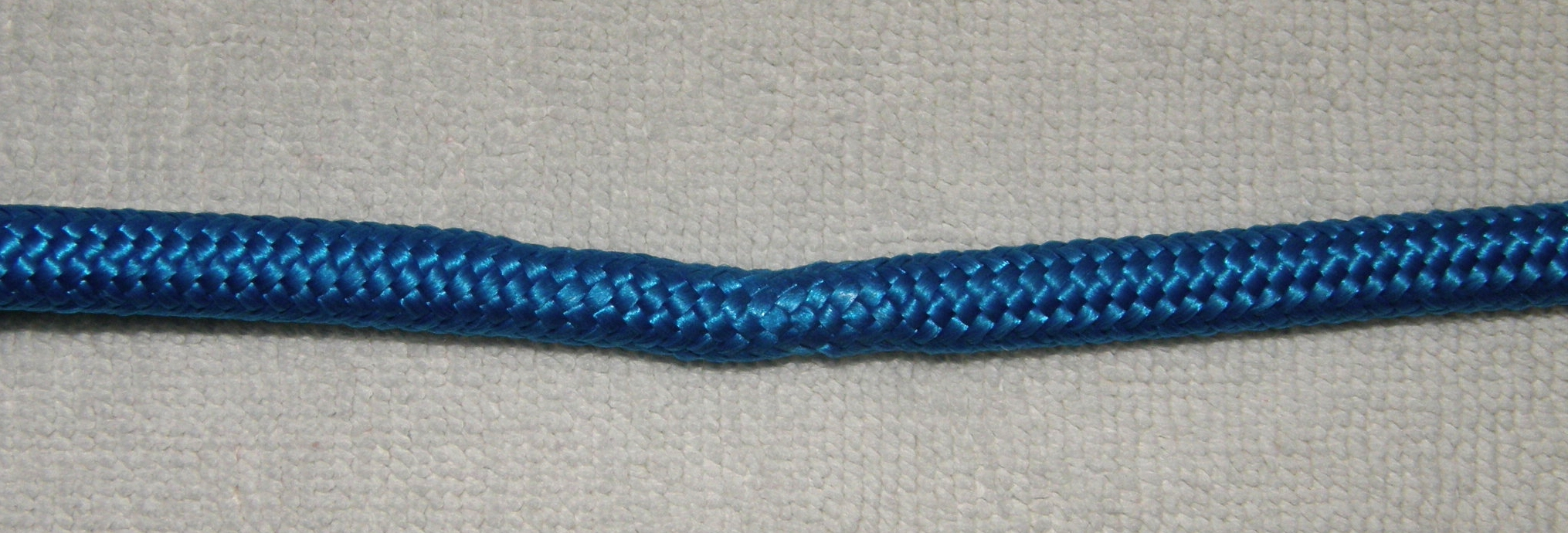
Сдавленный

#### Животные тросы
- по сравнению с целлюлозой белки более устойчивы к действию слабо концентрированных кислот. Концентрированные кислоты разрушают волокна шерсти: азотная вызывает пожелтение, серная — обугливание[60]:11; Натуральный шелк химически более стоек, чем шерсть. Разбавленные щелочи и кислоты, органические растворители на натуральный шелк не действуют. При кипячении в мыльно-содовых растворах серицин растворяется, а фиброин остается[60]:15
- к действию щелочей белки малоустойчивы, что объясняет невысокие показатели механических свойств шерсти и шелка[60]:11. Под действием щелочей шерсть желтеют волокна становится хрупкими и ломкими[186];
- по гигроскопичности шерсть превосходит все волокна. Она медленно впитывает и испаряет влагу. Под действием влаги и тепла кератин размягчается и удлинение шерсти возрастает до 60 % и более. При высыхании шерсть дает максимальную усадку, поэтому изделия из нее рекомендуется подвергать химической чистке[60]:13
- шерсть устойчива к действию всех органических растворителей[60]:11;
- устойчивость волокон животного происхождения к воздействию повышенных температур имеет тот же уровень, что и это свойство растительных волокон[60]:11. В пламени волокна шерсти спекаются, образуя на конце черный шарик, который легко растирается, издавая запах жженого пера. При вынесении из пламени они не горят[60]:13. Горение шёлка происходит аналогично горению шерсти[60]:15;
- светостойкость шелка выше, чем целлюлозных волокон, а шерсти ниже, однако, шерсть превосходит все натуральные волокна по светостоикости[60]:11;
- из природных волокон наибольшей электризуемостью обладает шерсть. В тоже время электризуемость шерстяных, хлопковых, вискозных волокон, имеющих высокие гигроскопические свойства, значительно ниже, чем большинства гидрофобных искусственных и синтетических волокон[187];
- Шерсть обладает низкой теплопроводностью Поэтому ткани отличаются высокими теплозащитными свойствами[35]:104.

#### Стальные тросы

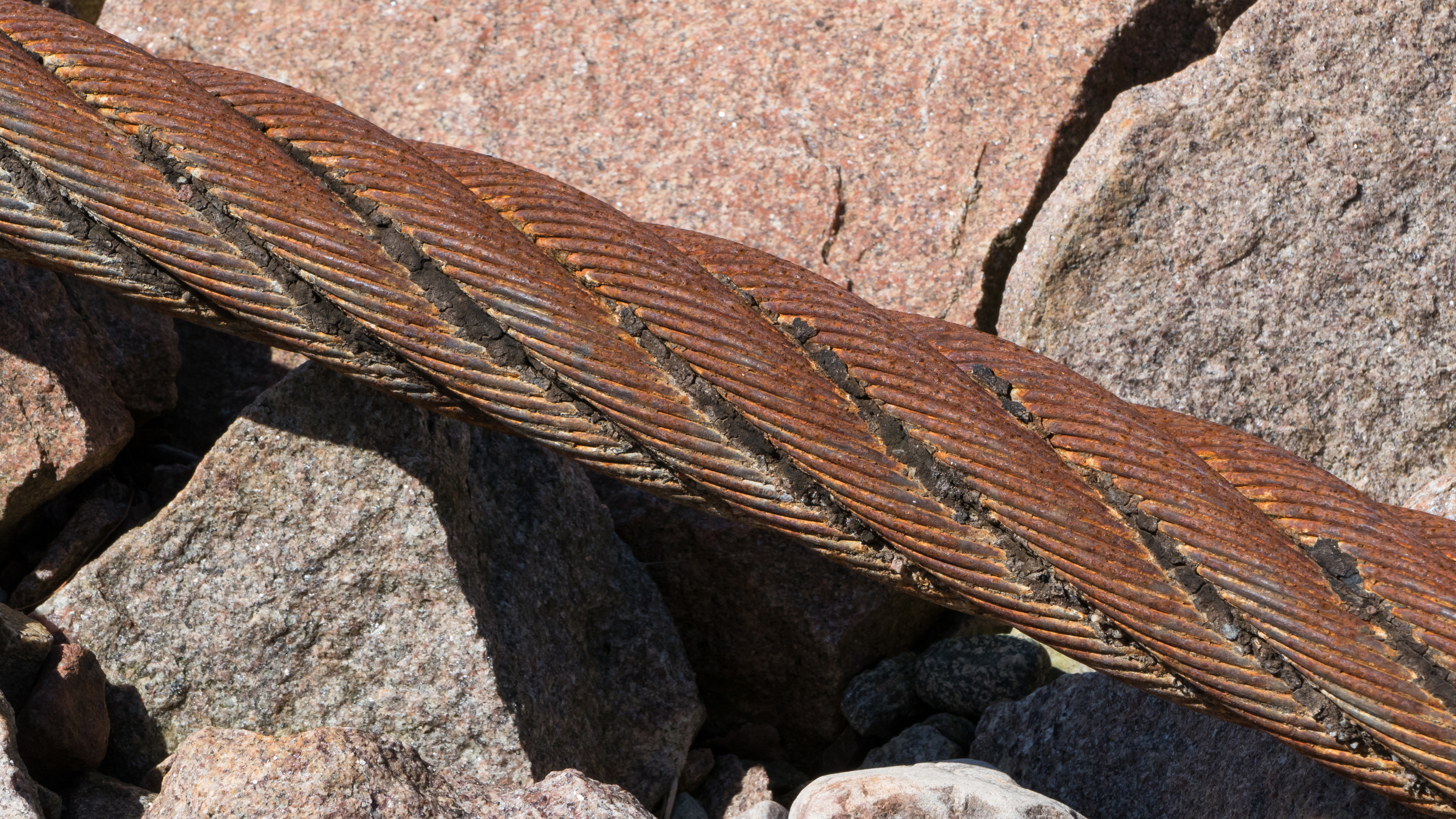
Ржавый швартовный трос из стальной проволоки

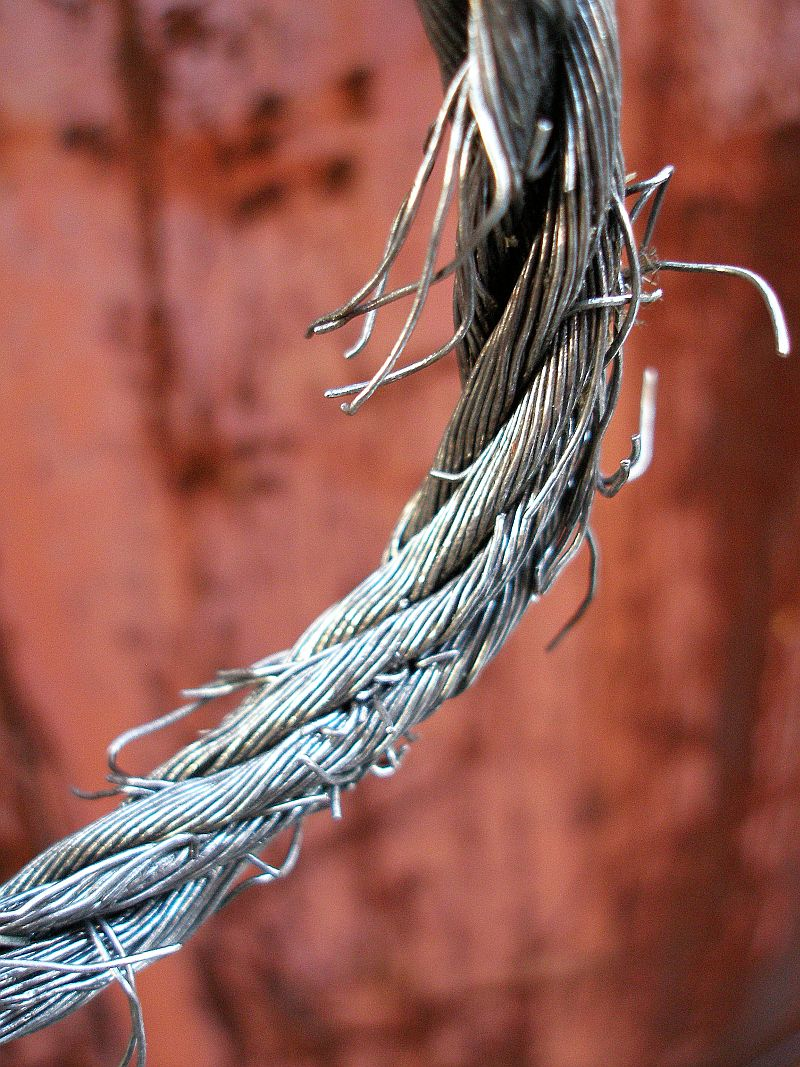
Изнашивающийся проволочный трос

- кислота разъедает цинк[135]. Нельзя употреблять для смазывания тросов мазут, отработанное машинное масло и другие вещества, содержащие кислоты и щелочи[90]:13;
- к воздействию масел, нефтепродуктов сами тросы устойчивы, но растительные сердечники троса разрушаются под их воздействием, а также растворов кислот и щелочей[125]:36;
- не подвергаются воздействию масел, жары и сырости[133]. К воздействию влаги, растворов солей трос устойчив, пока не нарушена оцинковка проволок. При повреждении оцинковки для предохранения швартова от ржавления требуется его тировка[125]:36;
- низкие температуры в диапазоне реально существующих в природе приводят к увеличению предела усталости канатной проволоки[188];
- без оцинковки или при плохом ее качестве стальные тросы быстро корродируют и разрушаются[189], в том числе и нержавеющие[134];
- сталь — плохой проводник[189];
- боятся крутыхъ сгибовъ, так как проволоки на такихъ сгибахъ вытягиваются и теряютъ въ крѣпости[190]:15.

Тросы проволочные служат до 10 лет, ежегодная потеря в весе от 2 до З%:578.
Цепи железные служат на сплаве до 15—29 лет; ежегодно потеря веса колеблется от 1,5 до 2 %:578.

#### Минеральные тросы
Асбестовые волокна огнестойки (температура плавления асбеста достигает 1500 °С), щелоче- и кислотоупорны, нетеплопроводны:21.

### Обработка тросов

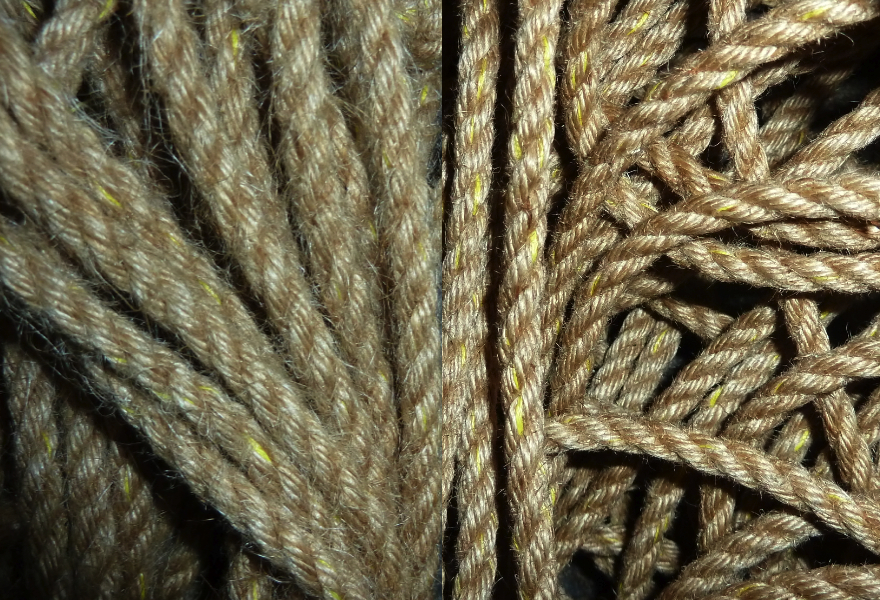
до и после опаливания

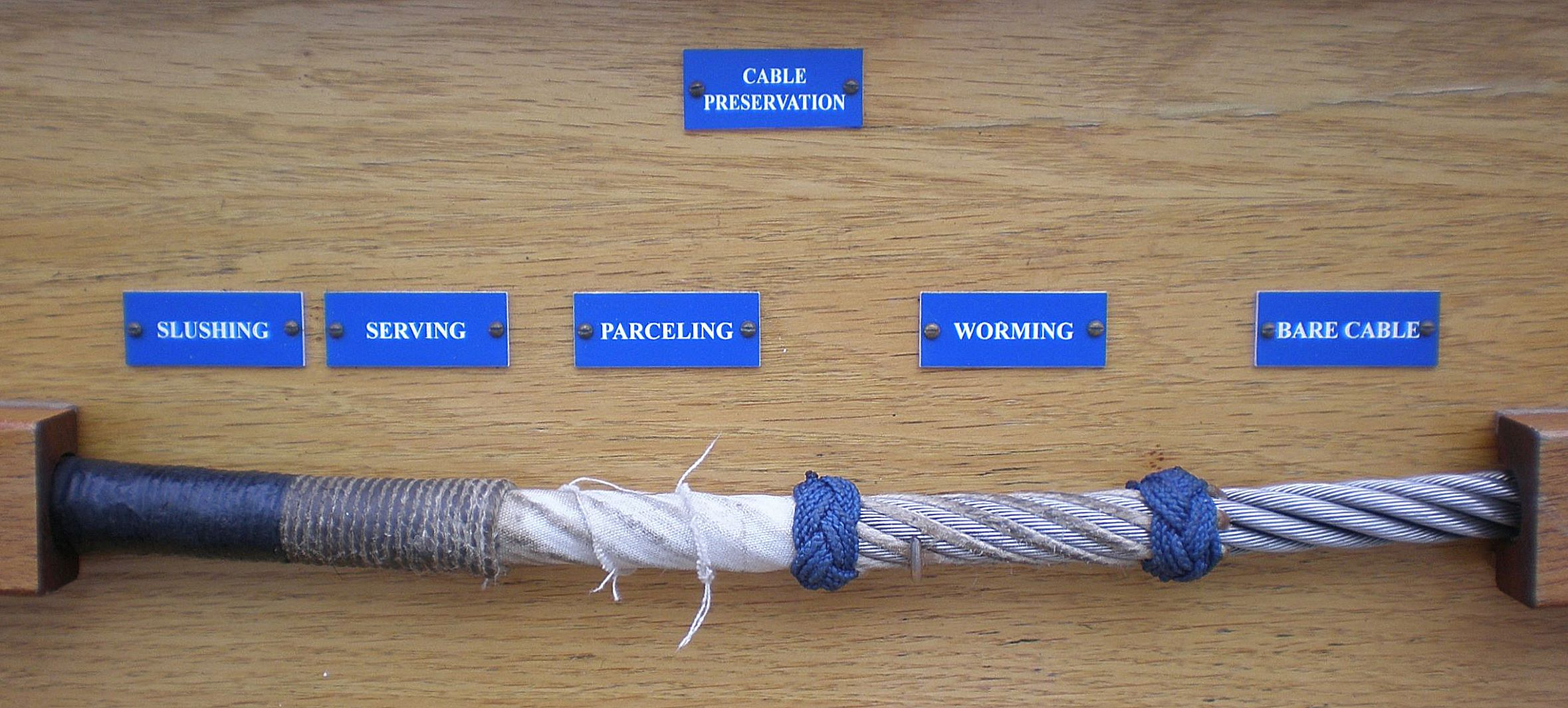
Такелажные работы с тросами: тировка, клетневание, клетневина, тренцевание

Варят или запаривают нитки для придания им мягкости, что имеет огромное значение в рыболовстве; сети из проваренных ниток в воде не скручиваются и не так грубеют. Кроме варки, нитки еще опаливают, чтобы убрать волоски (ворс), и шлихтуют, то есть пропускают через особый клей. При варке конопляной, льняной и манильской ниток понижается их сила сопротивления разрыву, бумажных же увеличивается, так как при варке они теряют жировые вещества, которыми волокно обладает в естественном состоянии.
Для улучшения эксплуатационных свойств сетематериалов, изготовленных из синтетических и растительных волокон, использовались кремнийорганические полимерные соединения, так как при помощи этих веществ можно не только закрепить узлы и уменьшить удлинение синтетических сетеснастных материалов, но и надежно защитить растительные волокна от микробиологических и механических воздействий:197.
Нити хлопчатобумажные, предназначенные для использования во всех климатических условиях, должны быть обработаны противоплесневой пропиткой, нити и канатики льняные, а также шнур шторный — противоплесневой и противогнилостной пропиткой:159.

#### Осмолка
Материалъ подвергается порче от продолжительная пребывания в воде, быстрее гниют, чемъ при работе на суше. Это значительное сокращает прочность, что заставило прибегнуть к разнымъ средствамъ, который могли бы придать имъ большую устойчивость противъ разрушающего действия воды. Для этой цели наиболее употребительным средствомъ является смола и деготь:27. Легче предохранить веревочный товаръ отъ порчи, подвергая его дублению и потомъ намазывая жиромъ:28.
Изделия, выработанные из растительных волокон, консервируются в основном древесной смолой, которая при эксплуатации орудий лова очень быстро смывается с волокна и образует в воде эмульсию, увеличивающую скольжение, что значительно затрудняет выбирание подбор(смываясь, смола загрязняет трюмы, палубу и одежду рыбаков:199). Кроме того, древесная смола является очень слабым антисептиком и поэтому почти не защищает канаты и веревки от разрушения их микроорганизмами.

## Канатное производство
Современное ремесло изготовления веревок делится на две отдельные ветви, имеющие дело с растительными волокнами и металлической проволокой.
Веревки вырабатываются или ручным способом на примитивном станке, носящем название веревочного колеса, или механическим способом на так называемых веревочных машинах. В СССР по преимуществу развито кустарное ручное производство веревок:517. При производстве канатов такой порядок: из пеньки прядутся нити, затем последние свиваются в шнуры, потом из шнуров вьют веревки и, наконец, из веревок — канаты. Так как при всех этих операциях производится то или другое свивание, то главные аппараты на канатных фабриках суть свивающие.

### Кустарное производство
Веревочно-канатным промыслом крестьяне занимаются издавна, и при этом только в oпpeделенное время года, именно: осенью и зимой.
Основные недостатки, которые встречаются в кустарной выработки: излишек влажности, не вполне удовлетворительное качество сырья и неравномерность выработки по размеру. Так как веревки продаются по весу, то кустари для увеличения веса стремятся искусственно увлажнить веревку. В зимнее время излишне увлажненные веревки при ударе друг о друга стучат, как деревянные бруски, а при трении издают скрип:509.

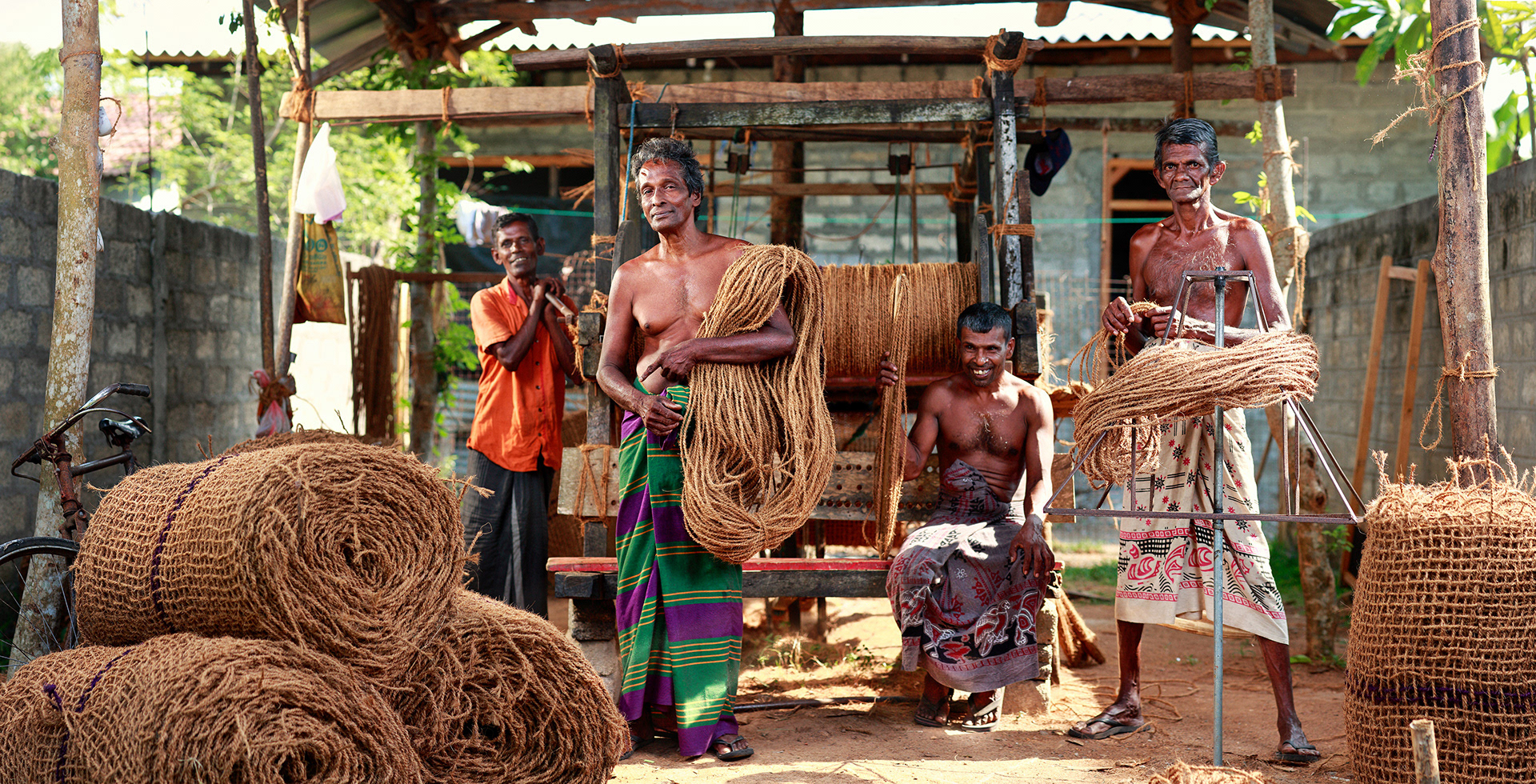
Деревеня Шри-Ланки 2019 местные ремесленники плетут кокосовую веревку в промышленных масштабах. Они используют оборудование 100-летней давности. Орехи замачивают в воде на несколько месяцев, затем волокна вычесывают и сушат
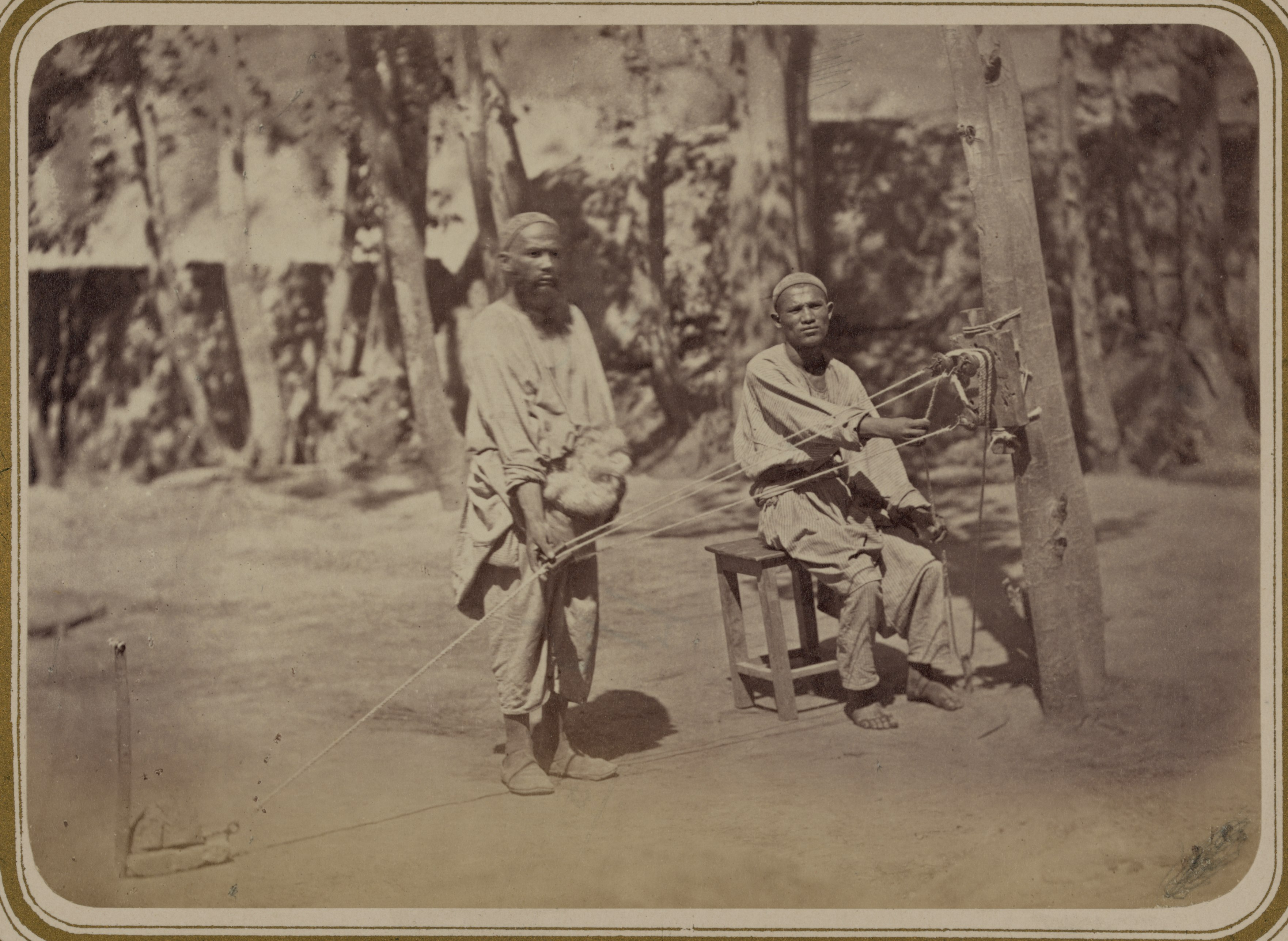
Шерстянные веревки, Туркменистан, 1865. Свитые из шерсти пряди для верёвок скручивают на особом станке состоящем из трех вращающихся на горизонтальных осях катушек с железными крючками на концах станок - это только укрепляется в вертикальном положении и вокруг катушек обводится по одному обороту вокруг каждой верёвка при помощи которой катушка приводится вращательное движение. зацепивший стены пряди одним концом за крючки катушек и укрепив неподвижно другие концы этих катушки во вращательные движения причём надетые на крючки скручиваются и будучи вместе свиваются верёвку[195].
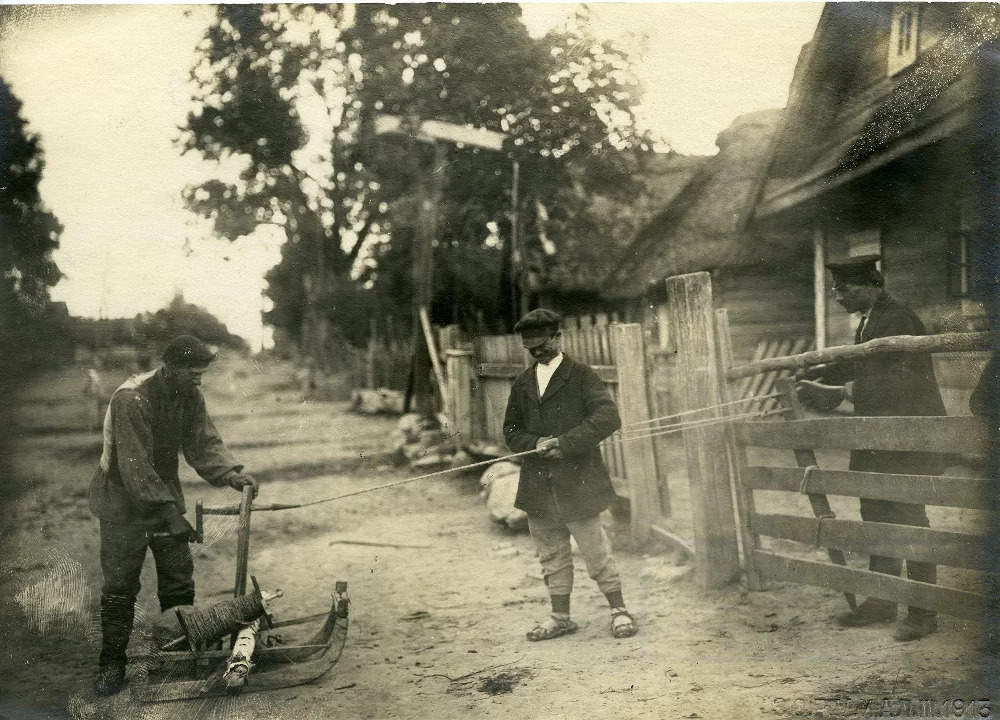
Веревочное плетение в селе Подлипцы Слуцкого района, 1905
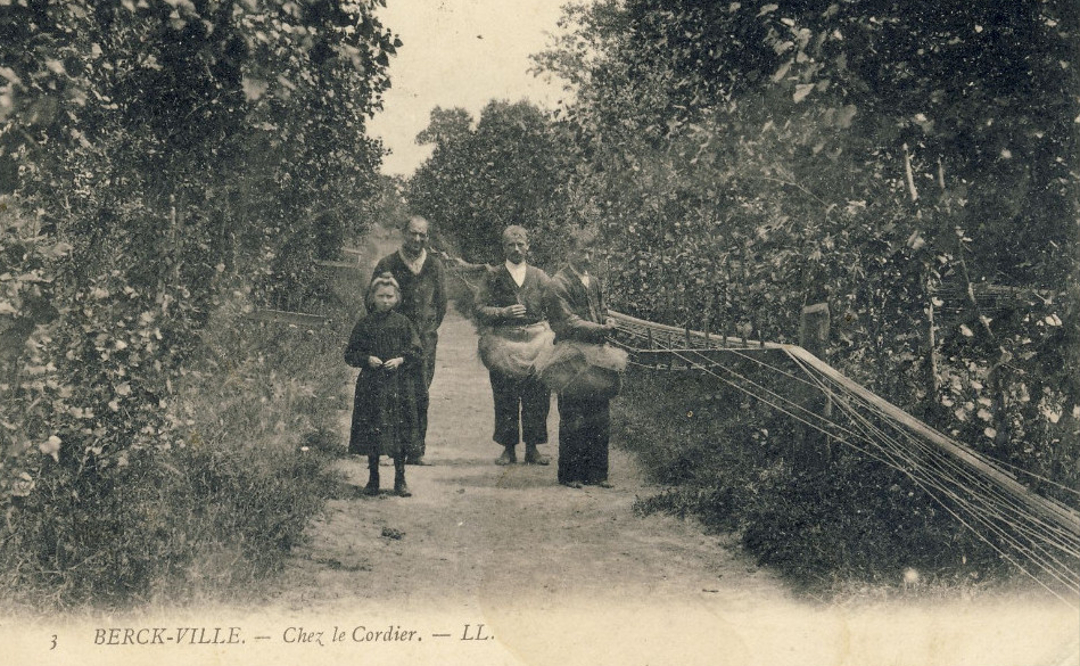
Профессия ткача канатов в Берквилле (Па-де-Кале, Франция), бывшей рыбацкой деревне.
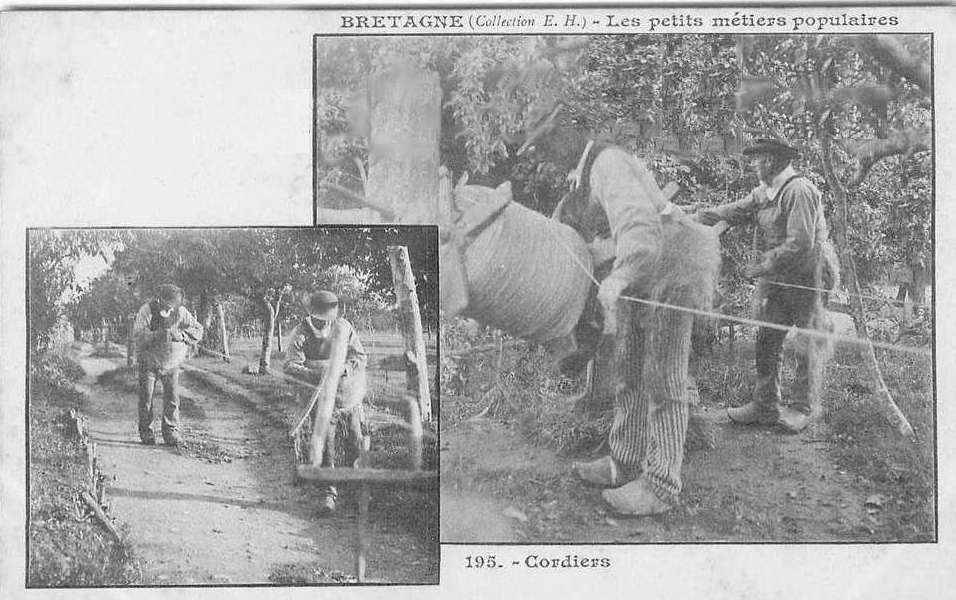
Бретонские канатоделатели около 1905 г.
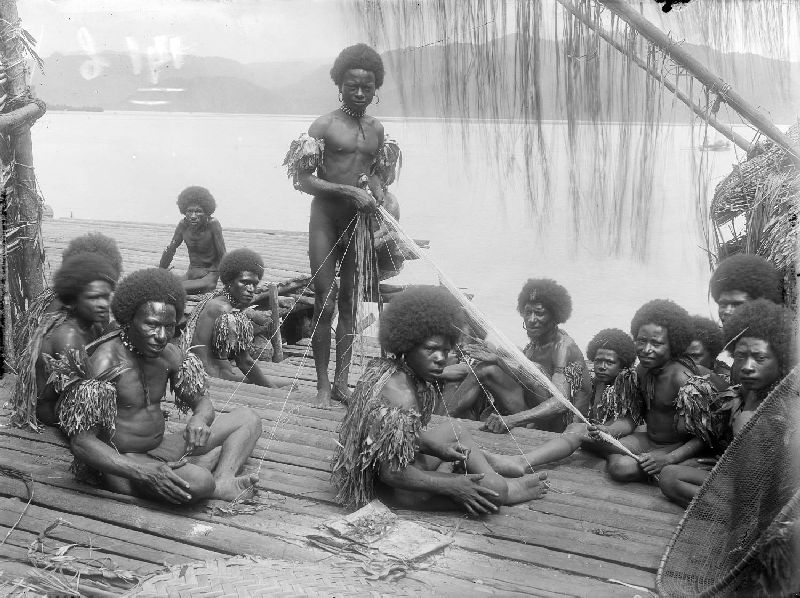
Север Новой Гвинеи. Мужчины изготавливают веревки (или плетут веревки) из волокон пандануса.
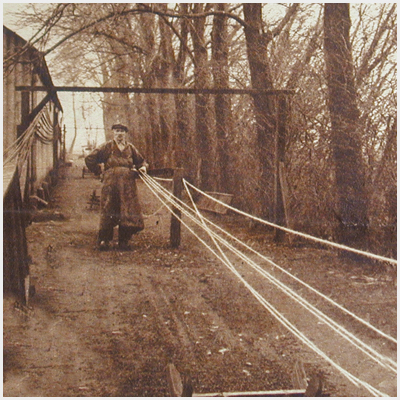
Канатная дорога канатных фабрик Ланкхорста XVIII век
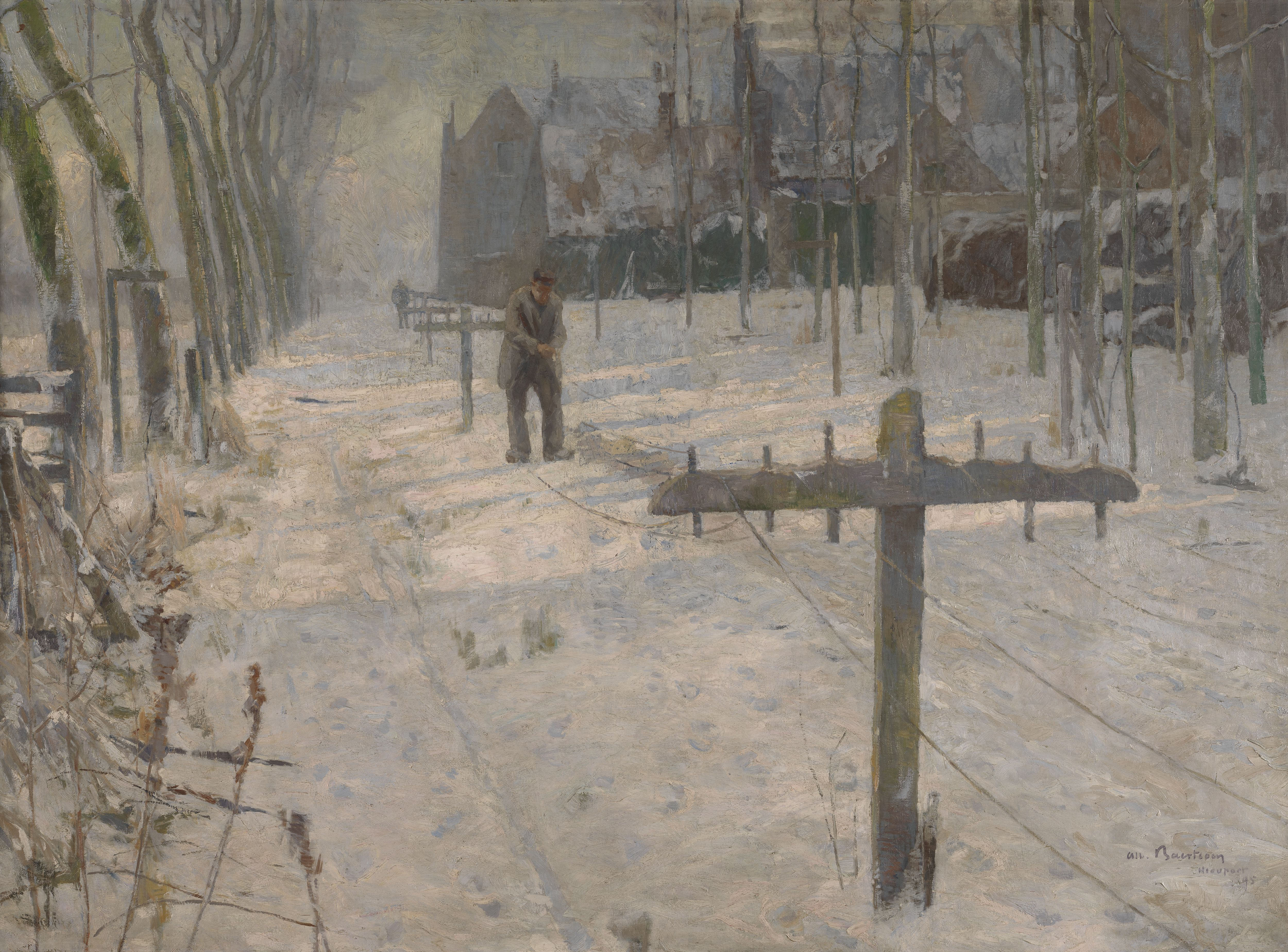
Снежное утро во Фландрии. Канатчики на крепостных валах Альберт Бартсён, 1895 Музей изящных искусств, Гент
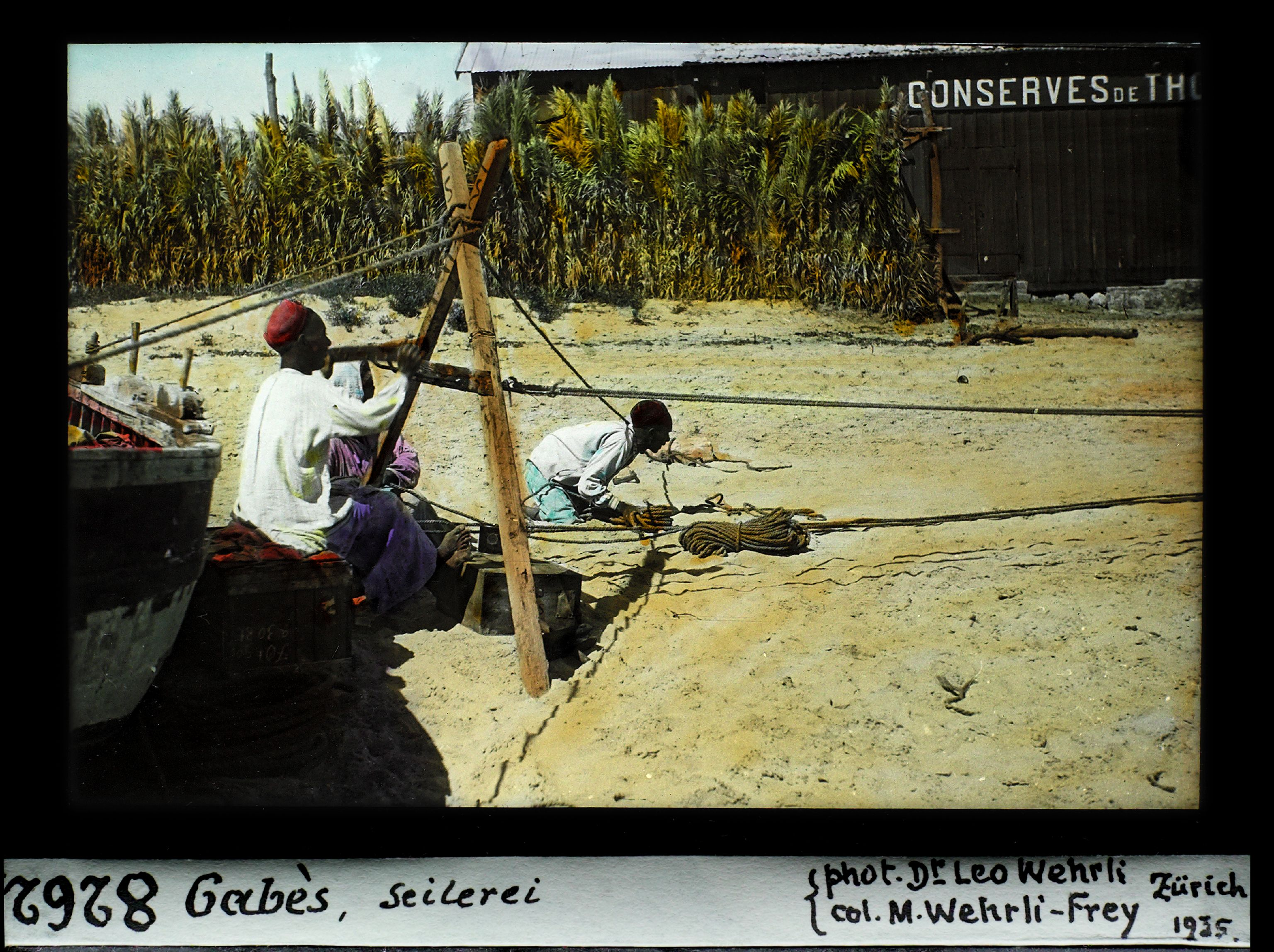
Сейлерей Габес, тунисец, 1935
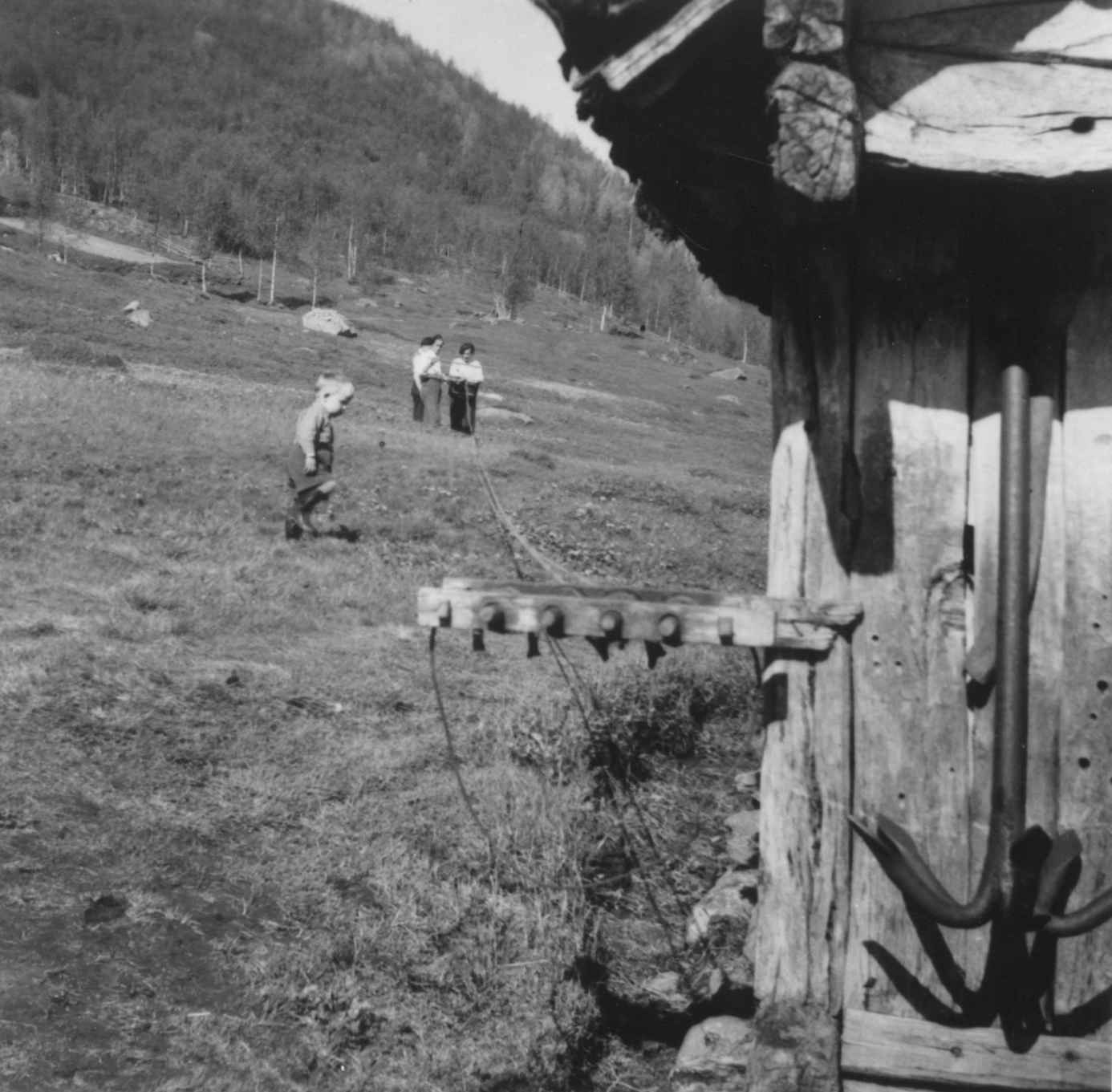
Перетягивание каната. Катушка для изготовления веревок прибита к углу склада. Ньоскен 1952.
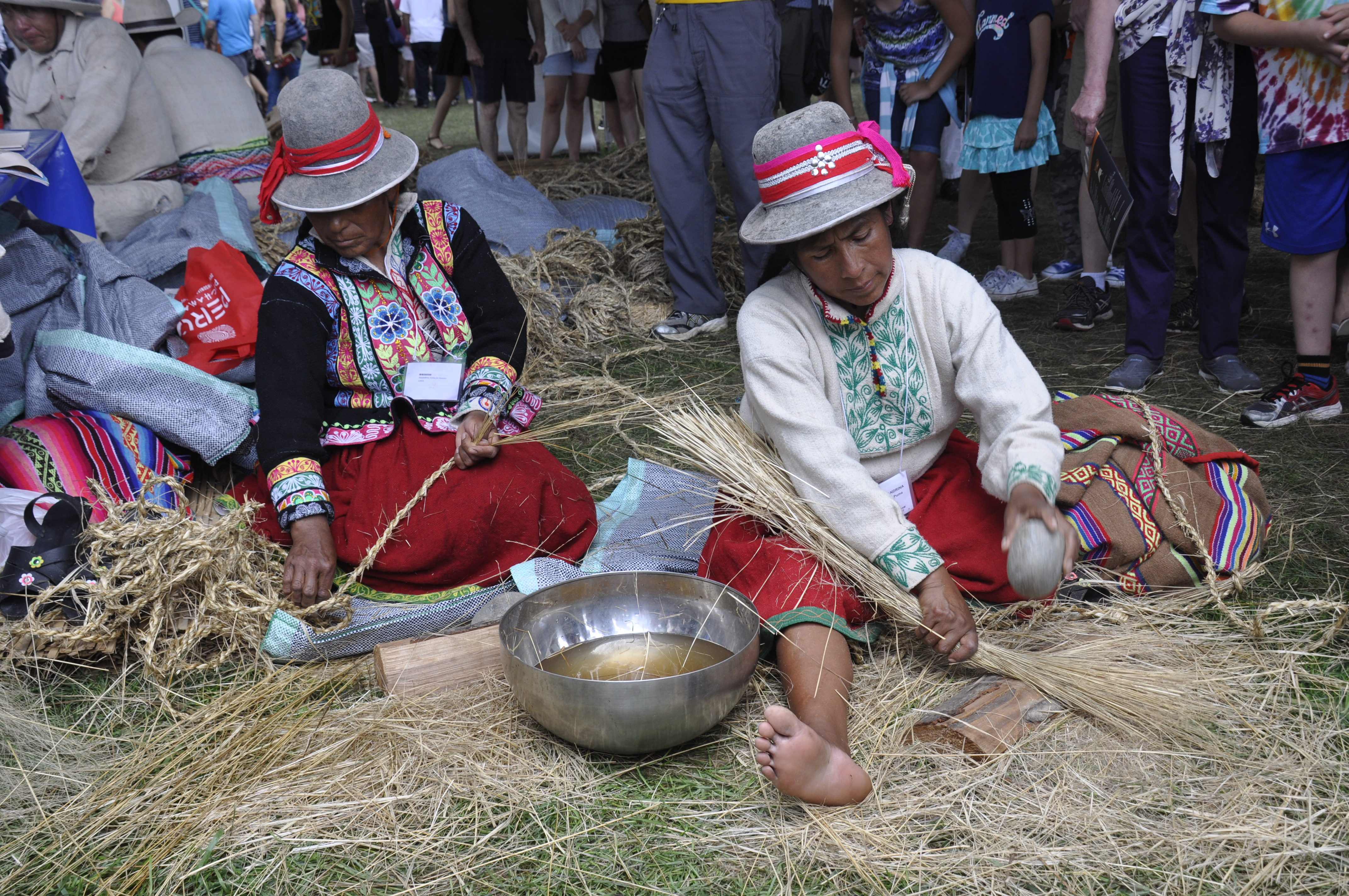
Мастер кечуа плетет веревку для моста. Инки построили мост Кесвачака, используя местную траву под названием ичу (Jarava ichu), чтобы делать q’oya, плетеные веревки, которые можно было бы уничтожить после перехода через реку Апуримак.
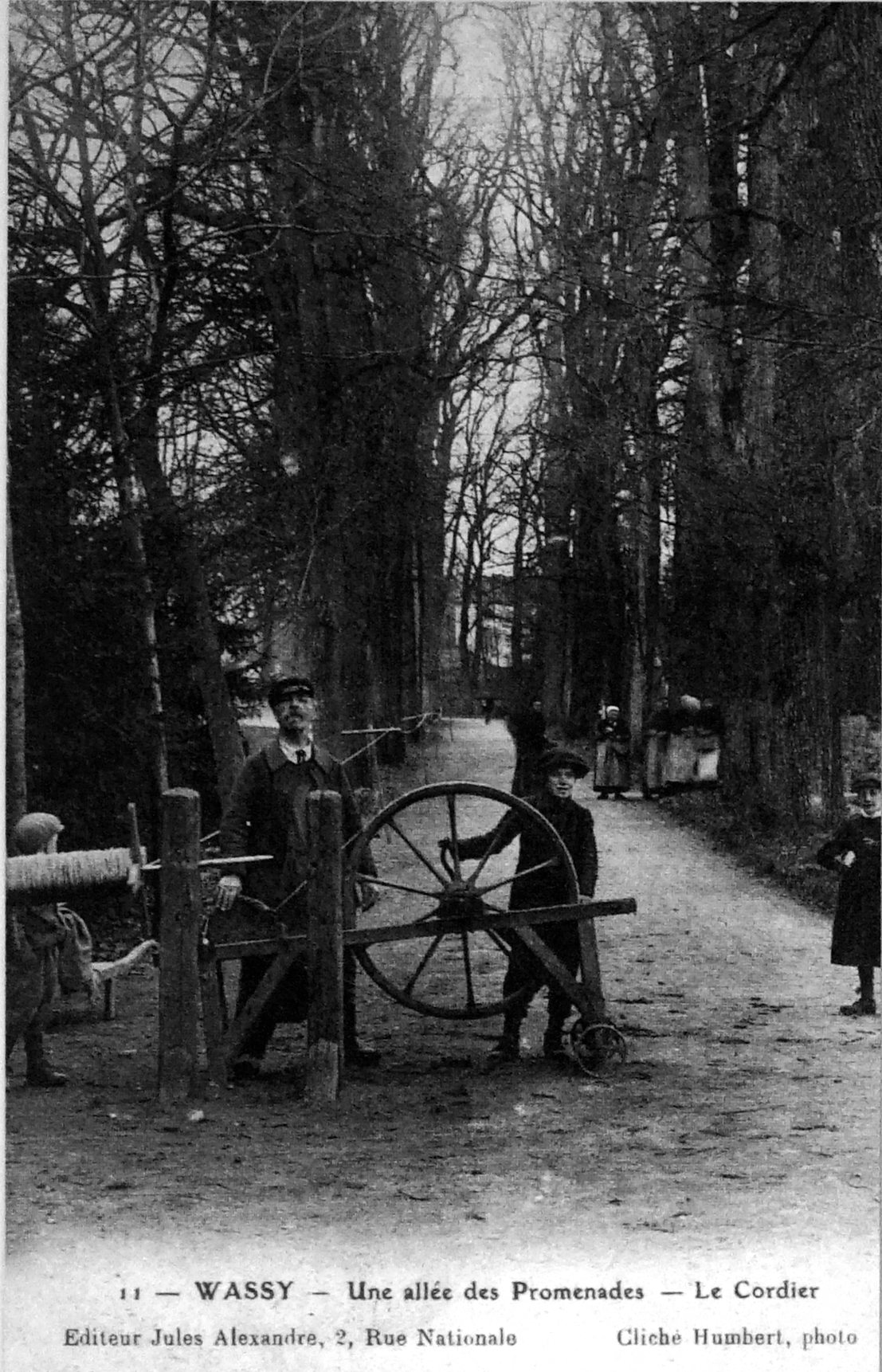
Васси (Верхняя Марна) Аллея Променадов
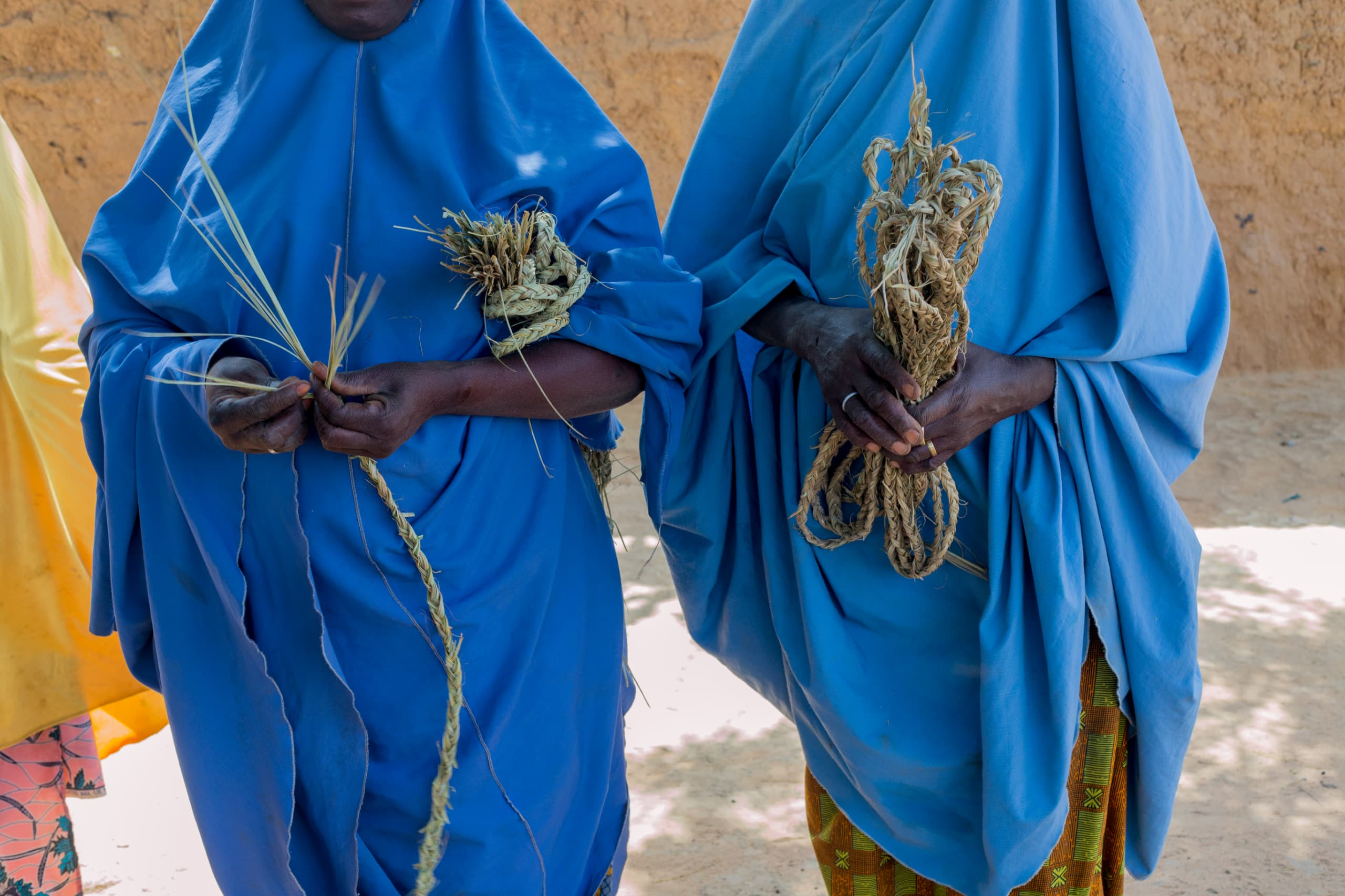
Травяные веревки в Нигерии, 2024
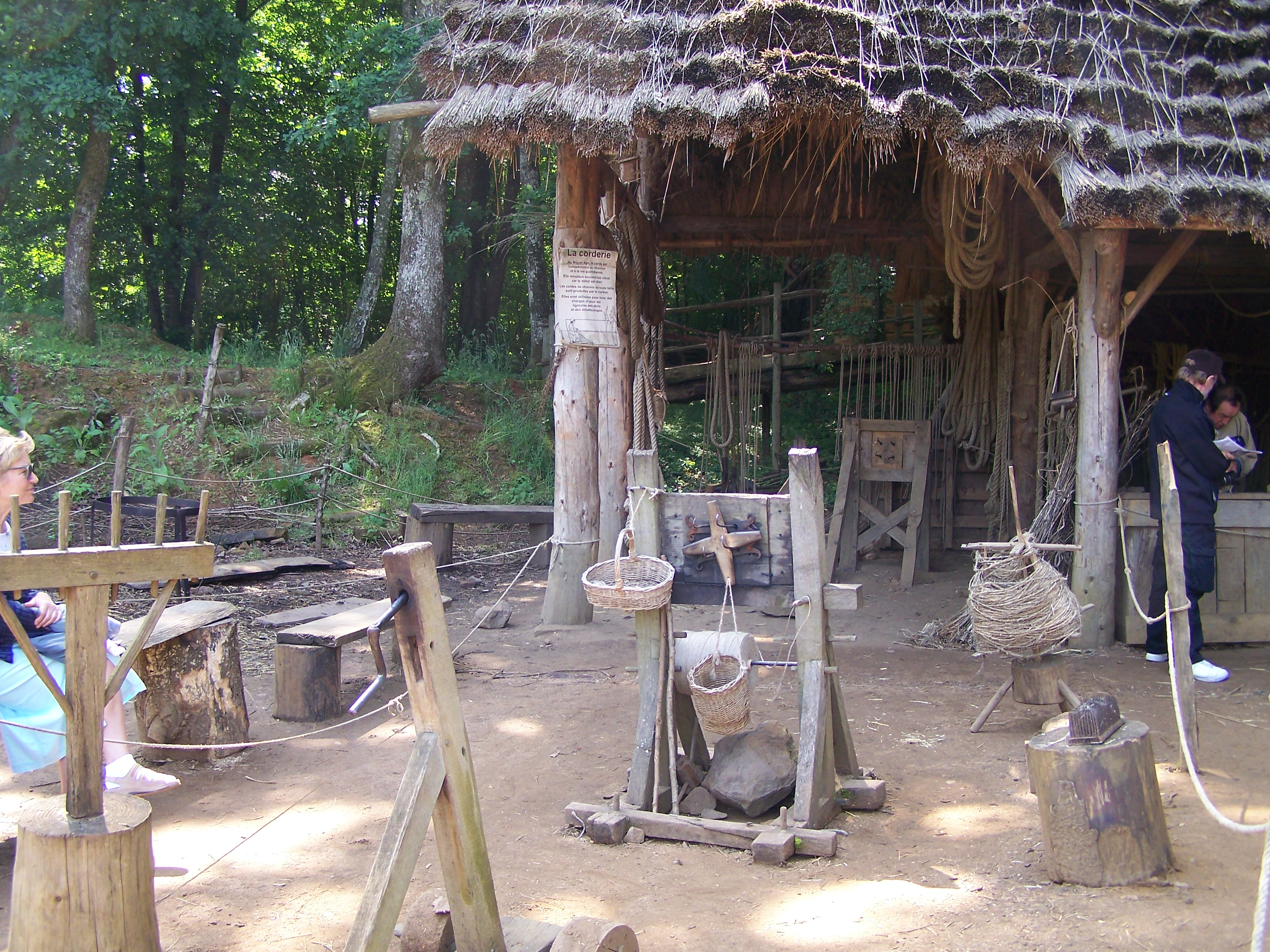
Средневековая строительная площадка замка Геделон в июне 2008 г. (Треньи, Йонна, Бургундия, Франция)
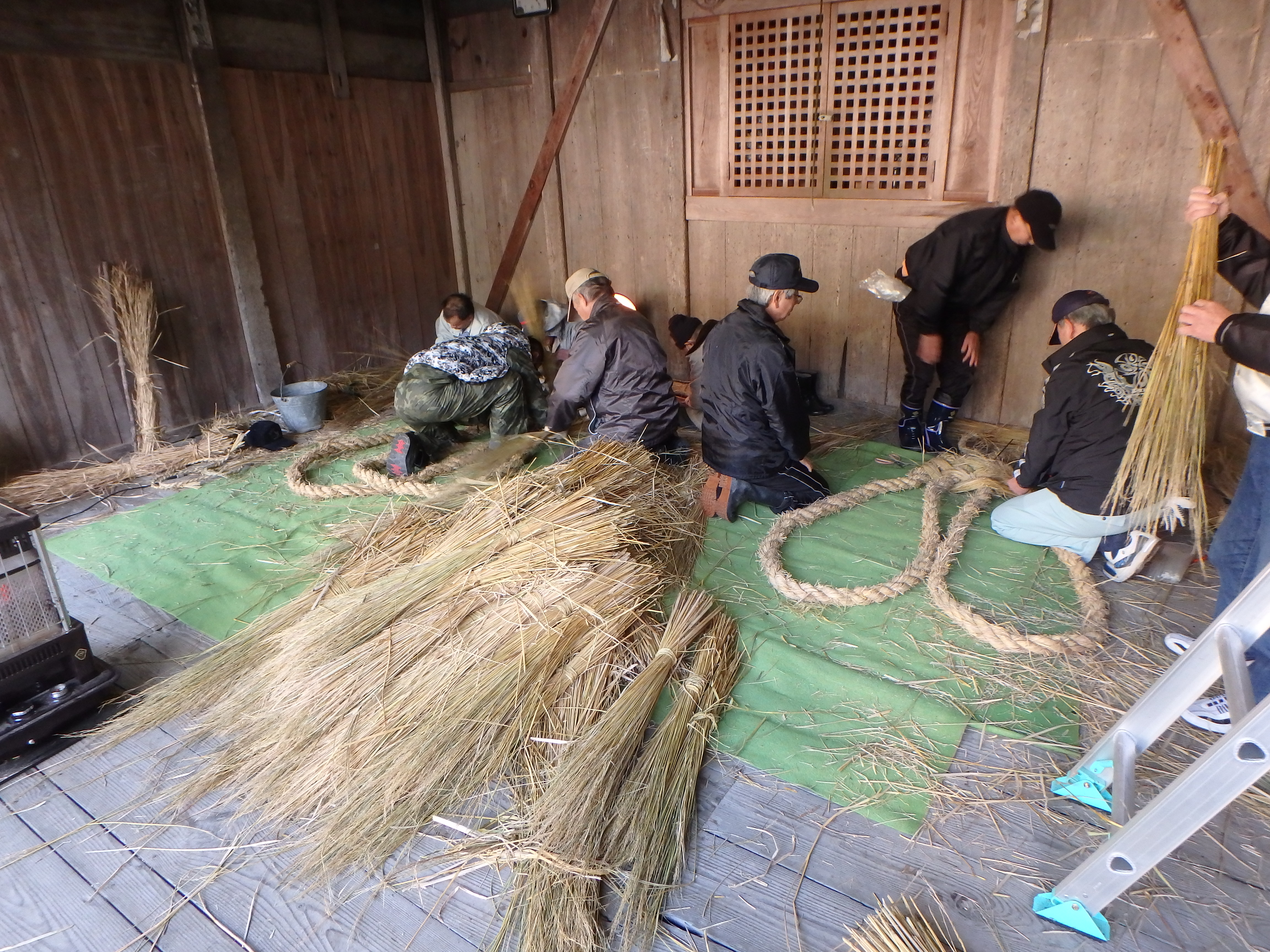
Соломенная веревка для гигантских сандалий. Фестиваль Сай но Ками

#### Выделение растительных волокон
Получение растительных волокон обеспечивают:256:
а) одиночные волоконца, покрывающие семена некоторых растений (хлопок);
б) лубяной волокнистый слой, находящийся в стеблях многих растений (лен, рами, пенька, джут, кендырь);
в) сосудисто-волокнистые пучки из листьев растений (абака, или манильская пенька, сизаль);
г) из оболочек плодов (койр):5.
д) лыко деревьев липы, вяза, ивы. В северных областях, где липы мало или совсем нет, вместо луба употребляют бересту:87. В Австралии используют кору дерева: Стеркулия, Гревия, Баугиния, Фикус, Трахикарпус.
Главным материалом для производства является пенька и джут.
Джут. После срезки стебли джута кладут в воду, чтобы они стали мягче, затем слущивают лыко, промывают его и сушат.
Лён. Путем росяной или водяной мочки льняную солому превращают в тресту, которую затем подсушивают, мнут и треплют, выделяя льняное волокно.
Конопля проходит те же процессы, как и обработка льна: обмолот, сушка, мочение, повторная сушка, обработка на мялке, трепание трепалом, расчесывание гребнем и щеткой, прядение.
Конопля — разводится ради доставляемых стеблями прядильных волокон, известных под именем пеньки, а также ради богатых маслом семян. Пеньковая нить очень крепка, получаемые из нее ткани отличаются прочностью; отчего пенька и считается одним из лучших материалов для канатного и веревочного производств. Из многих видов Конопли только три имеют хозяйственное значение. Конопля обыкновенная, китайская или исполинская, болонская или пьемонтская. Мужские и женские цветы различаются между собой тониной волокна и скоростью хозяйств, зрелости.
Кенаф  — первичной обработка, где используют декортикатор и швиг-турбину, которые отделяют луб из стебля кенафа в зеленом, неподсушенном, виде, после чего кенаф подвергают или химической или аэробной мочке на заводах и получают прядомое волокно:434.
- Уборка

Жнец срезает стебли серпом и сразу кладет их на землю, «горстями», то есть маленькими пучками, какие он может захватить рукой. Когда трава
в этих пучках высохнет на солнце, он связывает связывают 3-5 таких пучков в сноп. Снопы бывают самой разной величины, от 20 до 80 см в диаметре. Тонкие снопы легче молотить, однако требуется больше времени на то, чтобы их вязать:87.
Конопля для просушки снопы составляют корнями вниз в круглые или продолговатые копны, по 50-100 снопов в каждой.
Намеченные липы срубаются в конце мая или в июне, когда по дереву усиленно двигаются вверх соки и когда кора от дерева отделяется сравнительно легко. Кору снимают вслед за срубкой дерева, надрезая ее по окружности ствола:522. Наиболее прочным для выделки канатов считается «кряжевое» мочало:524. Лучшее мочало получается из коры гладких липовых стволов:521.

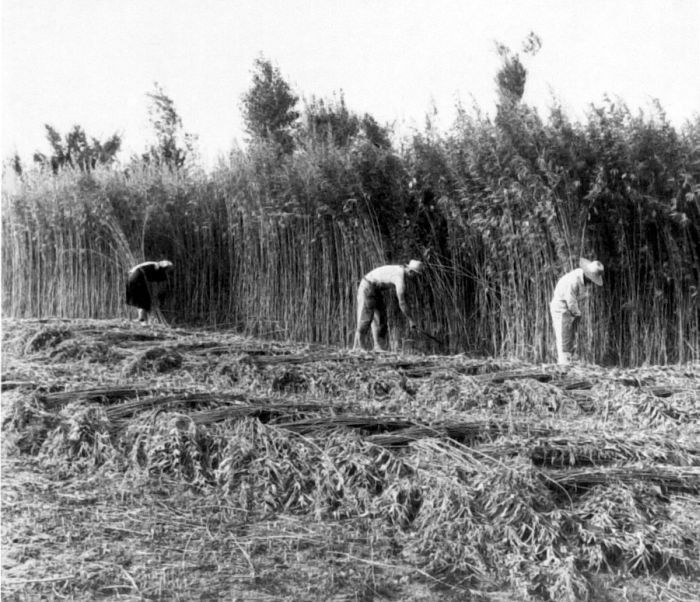
Конопля
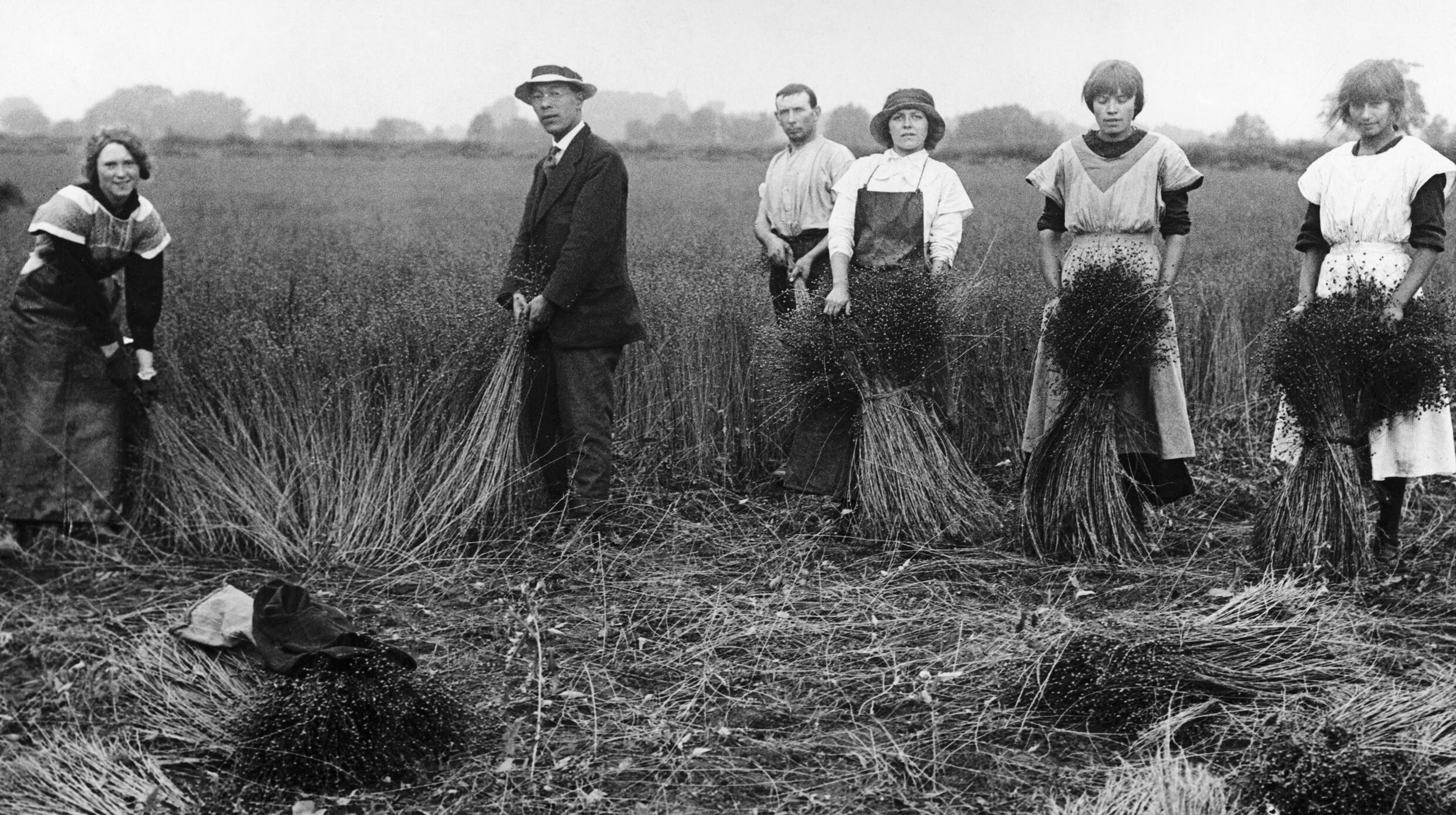
Лен, Йоркшир, первая мировая
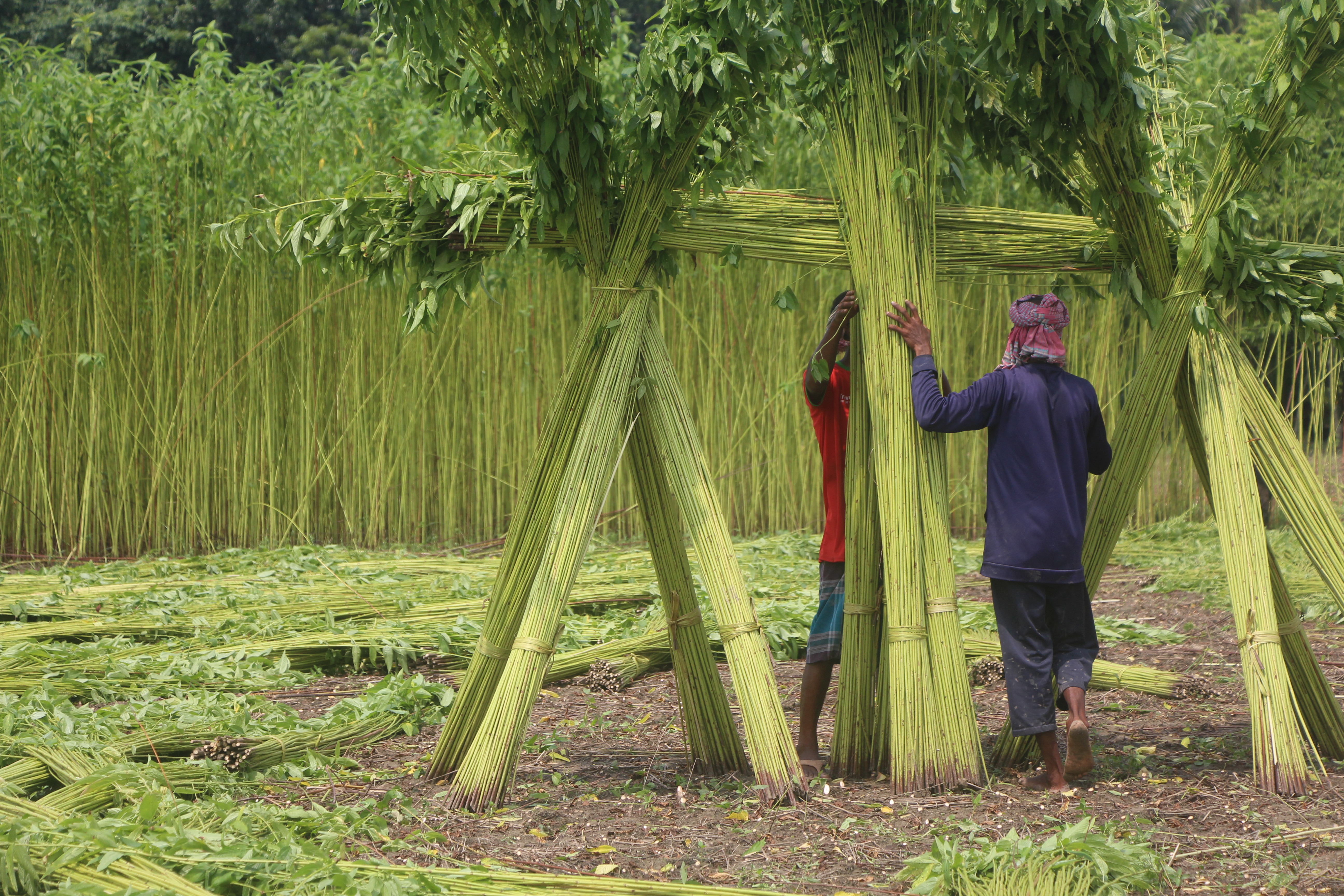
Джут, Бангладеш, 2024
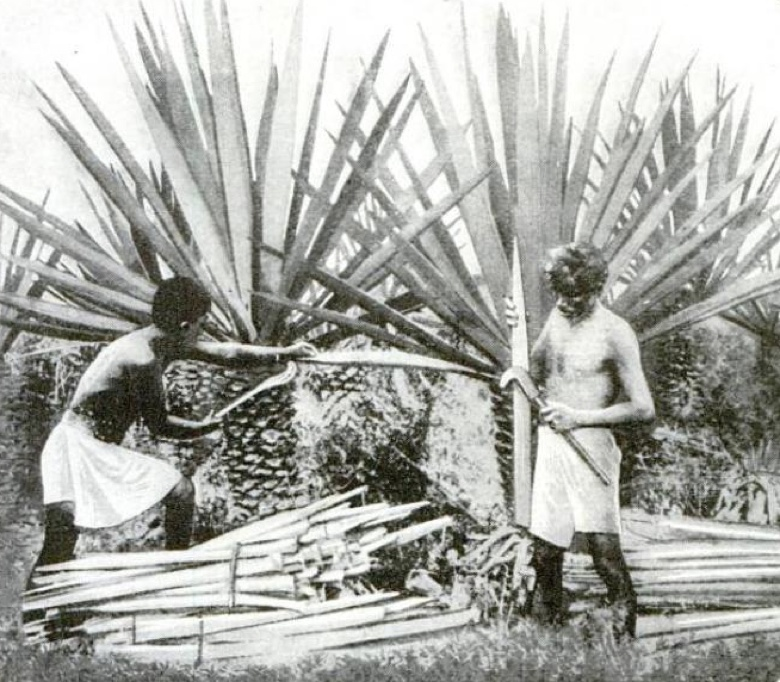
Сизаль, Юкатан, 1920
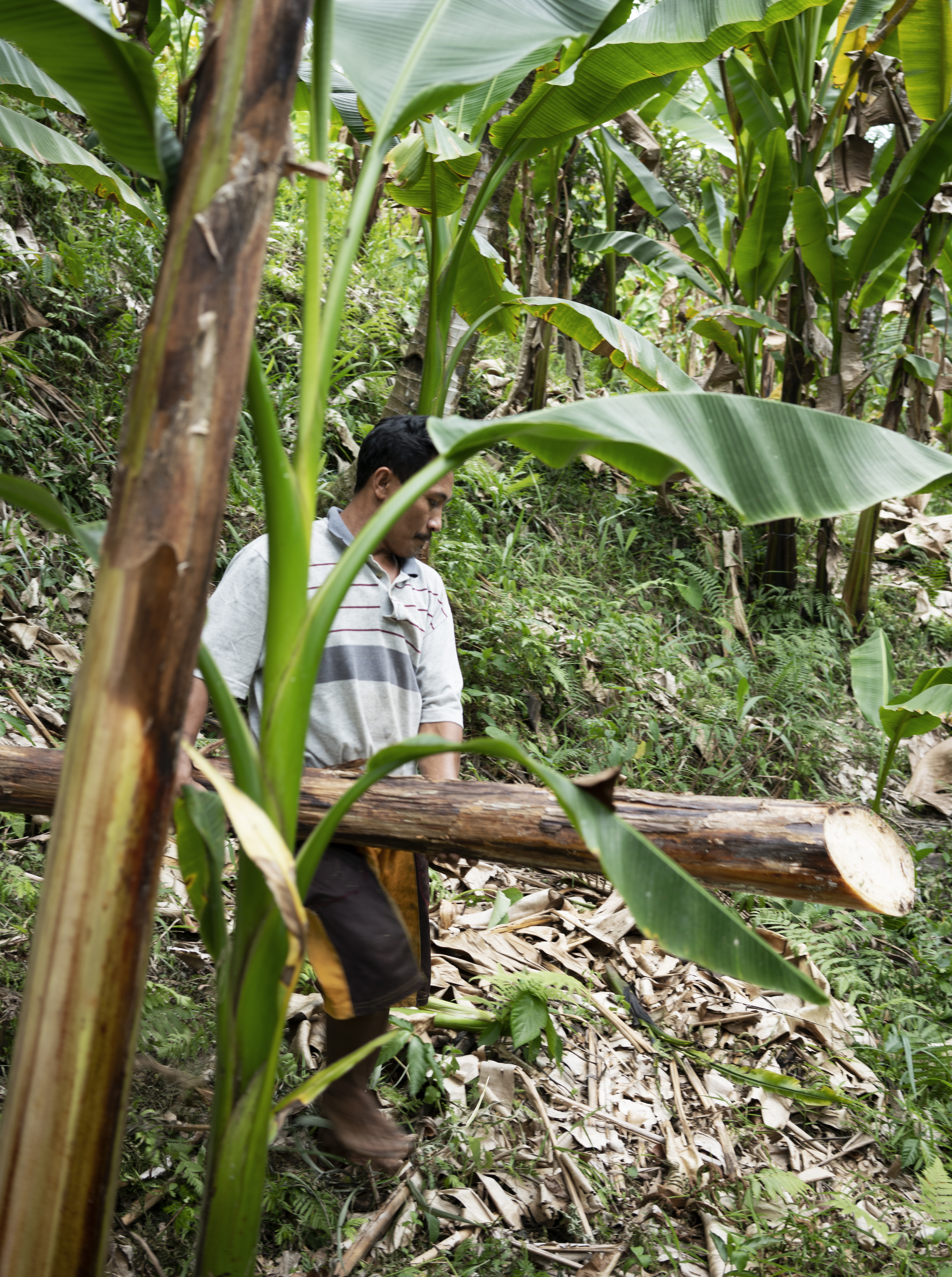
абака

- Мочка

Эта операция имеет целью размягчить стебель конопли, чтобы сделать его пригодным для дальнейшей обработки. При этомъ клейкое вещество, соединяющее древесину съ лубяною тканью, действиемъ воды и тепла растворяется и, следовательно, делаетъ возможнымъ отделение ткани отъ древесины:7. Вымочку производятъ въ проточной или стоячей водѣ, клейкое и смолистое вещество начинаетъ разбухать отъ дѣйствія воды, происходитъ процессъ броженія, при которомъ вещество окисляется, загниваетъ, частью растворяясь въ водѣ или отдѣляясь отъ волоконъ конопли. Продолжительной вымочки не слѣдуетъ допускать, такъ какъ процессъ броженія можетъ перейти и на самое волокно, которое отъ этого потеряетъ въ своихъ качествахъ. Снопы кладутъ стоймя, плотно другъ кь другу, погружаются въ воду каменьями.
Разница между русской и заморской технологией была в том, что американцы оставляли копны травы вымокать на поле, и конопля увлажнялась не водой, а всего-навсего росой. Оттого их продукт был непригоден к суровому морскому использованию и годился лишь на изготовление дешёвых и не особо прочных верёвок.
Отъ недомочки конопля суровеетъ, отъ перемочки сопреваетъ.
Снятые с дерева трубки липовой коры («скала» или «мочальник») укладывают друг в друга и относят их в приготовленные заранее водоемы («мочища»). При благоприятных условиях пребывания в мочищах мочало начинает свободно отделяться от луба после двух месяцев лежания в воде:522.

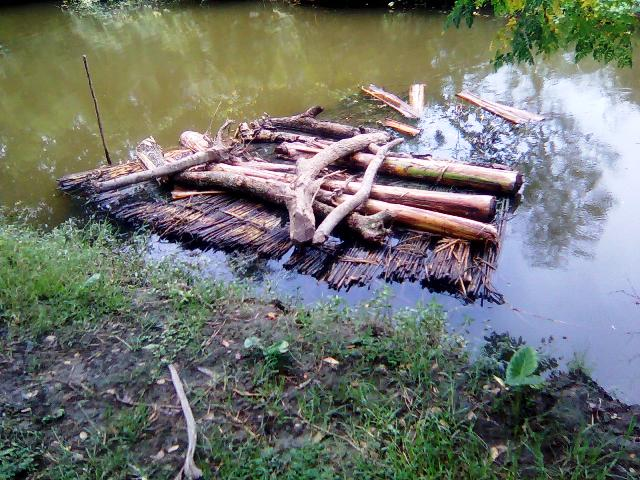
После срезки стебли джута кладут в воду, чтобы они стали мягче
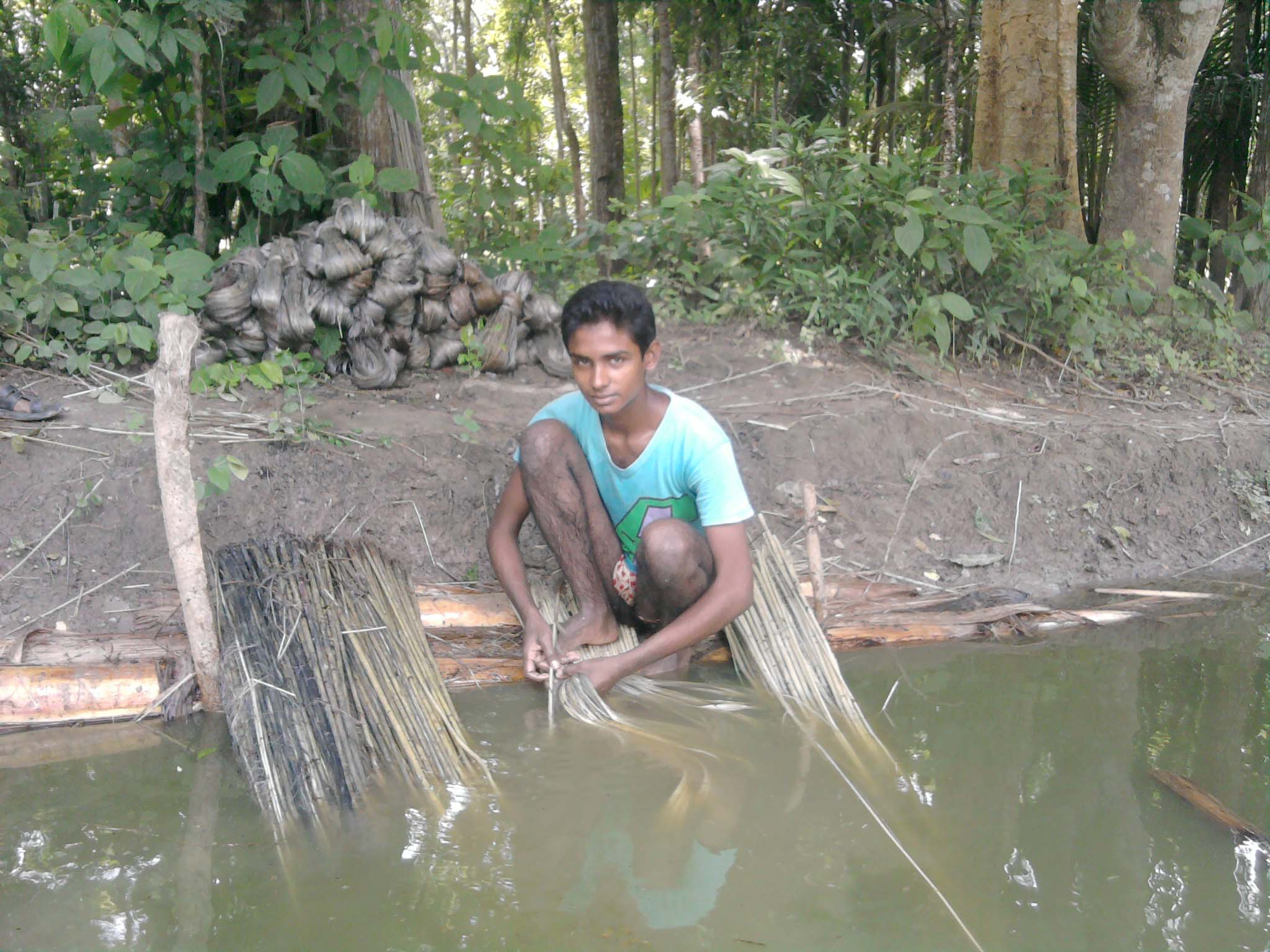
затем слущивают лыко, промывают его. Бангладеш 2014
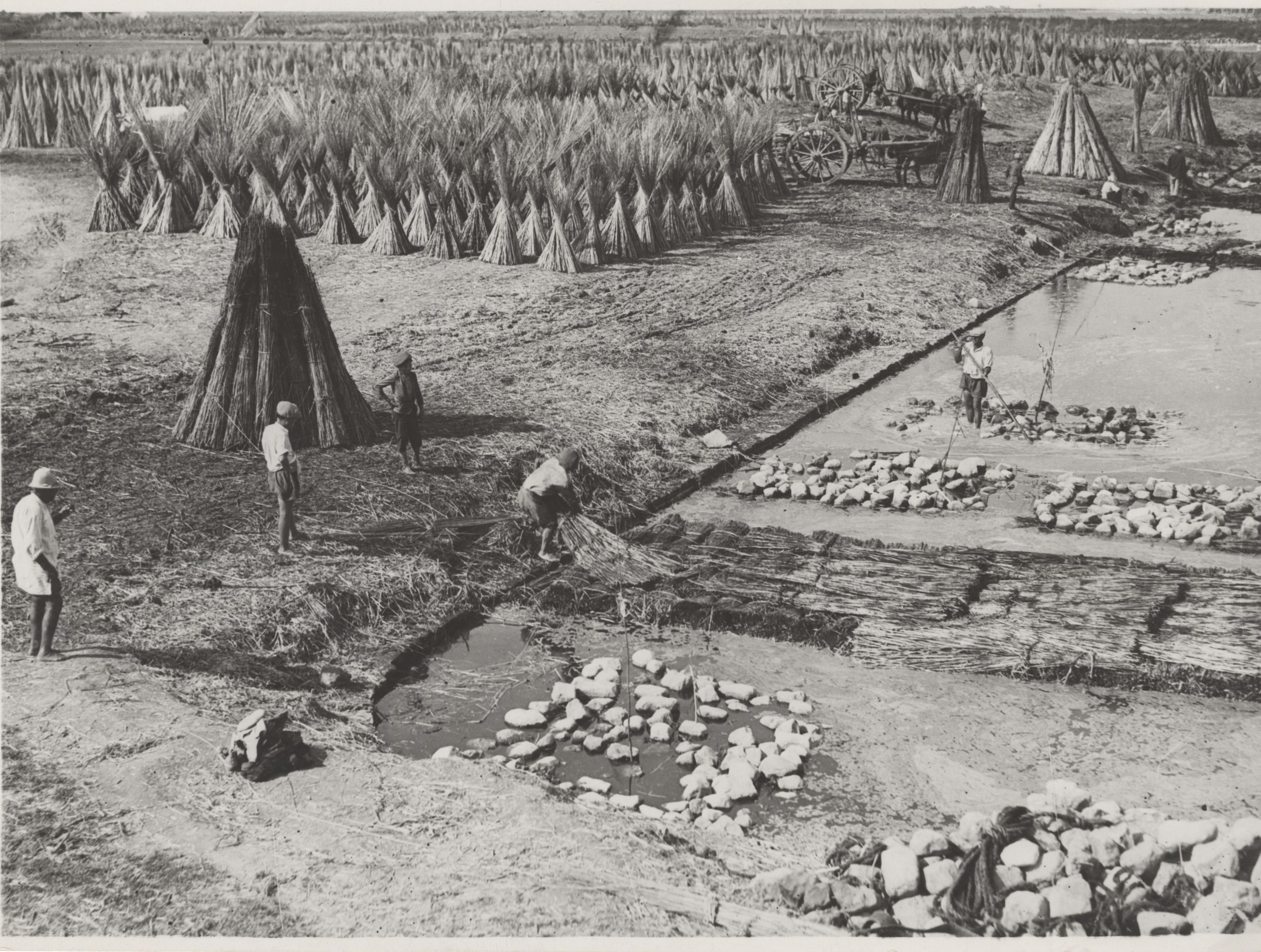
пенька, Италия 1930
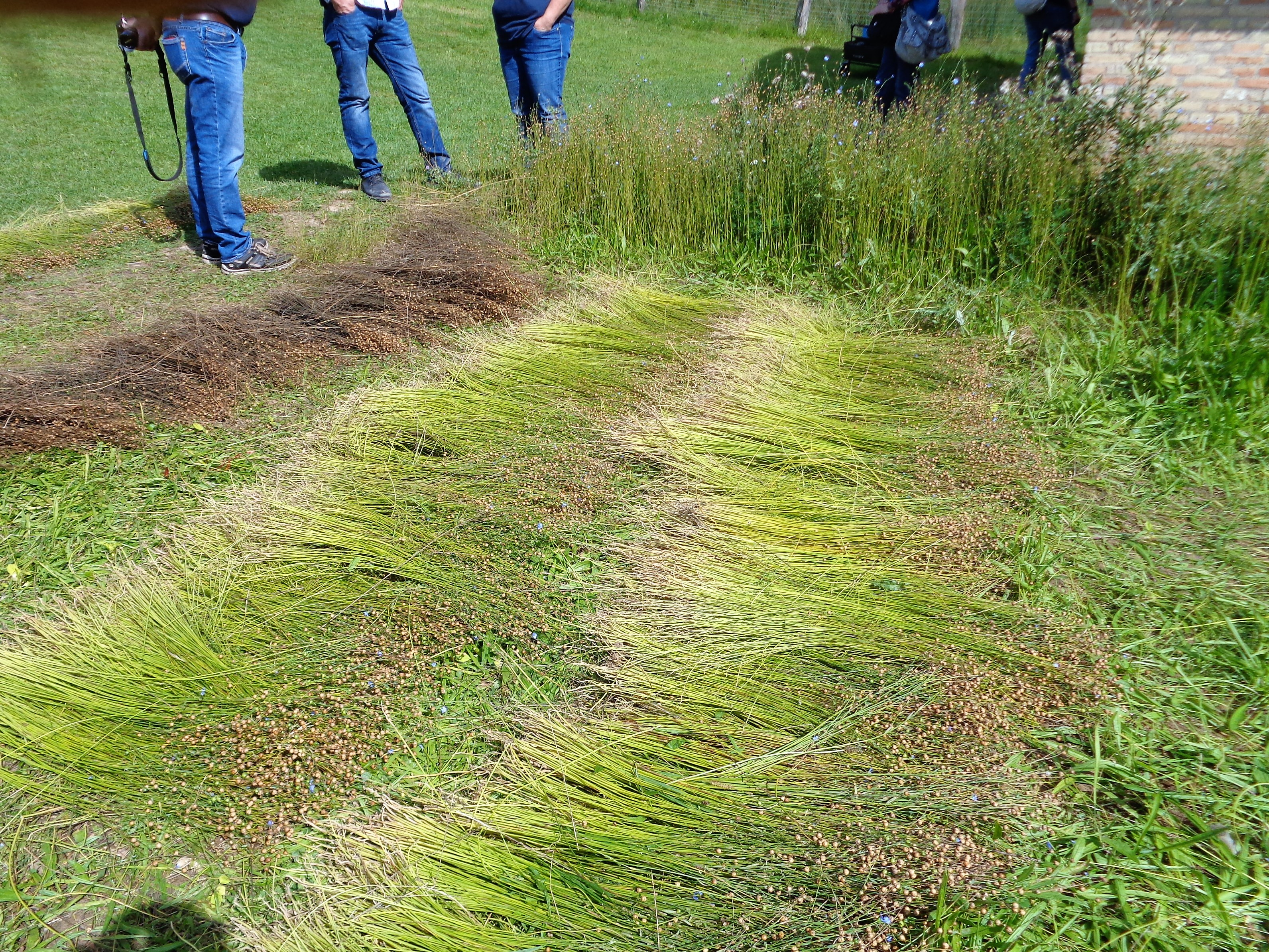
Мочка льна росой

- Сушка

Сухость материала составляет одно из главных условий для успеха последующих операций обработки конопли. Последняя после просушки делается настолько ломкой, что отделяется въ виде мелкихъ кусочковъ (кострики). Чемъ лучше произведена мочка конопли, темъ легче отделяется кострика:7.
Вынутые из мочища скалы раскладываются по земле корой вниз, И от них сразу же отделяют лубовой Слой (мочало) просто руками, а чаще при помощи железного «коточига». Мочало развешивается на месте на вешалах (жерди, укрепленные на козлах) для предварительной просушки в течение шести-семи дней:524.

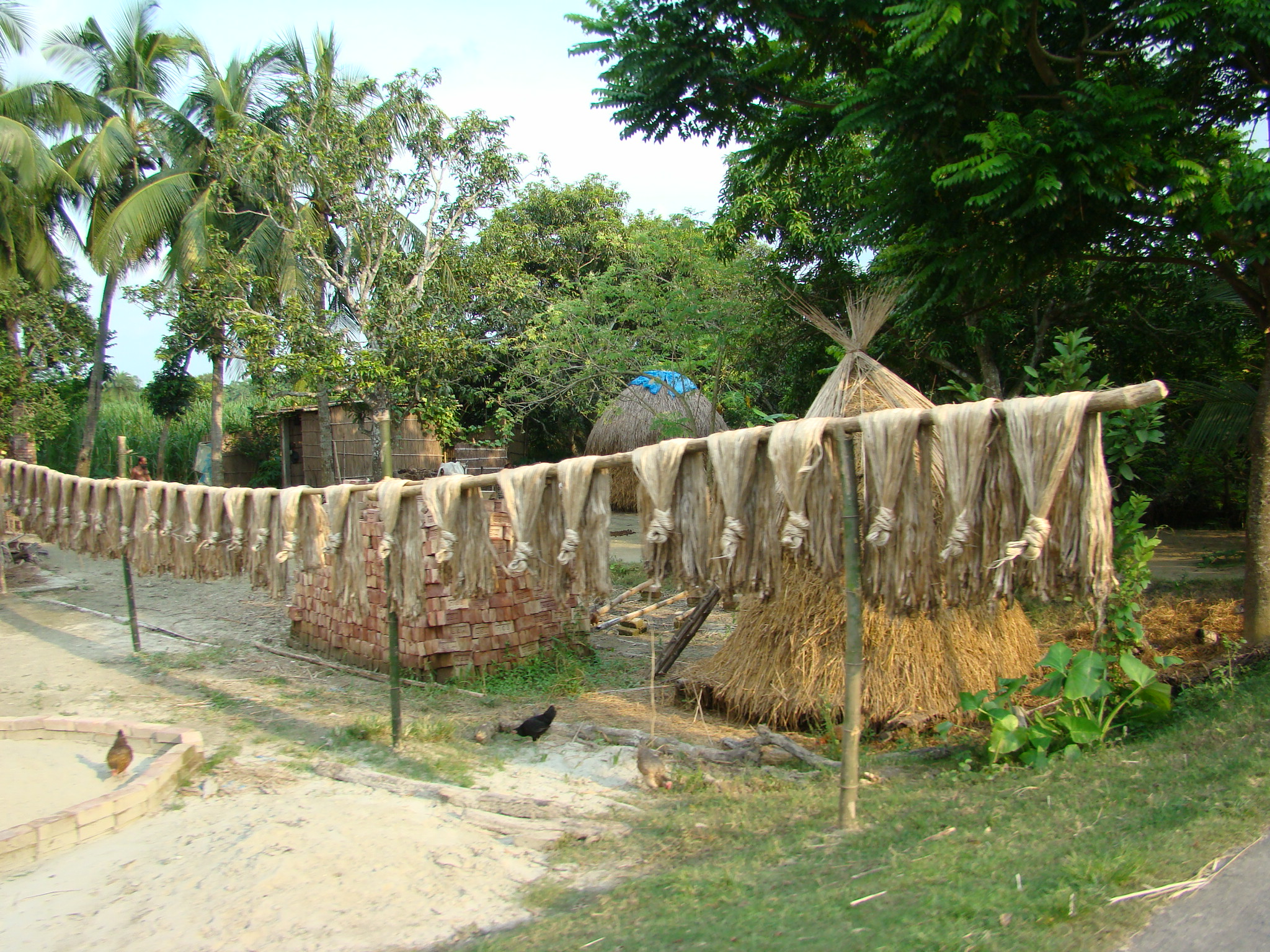
Cушка джута
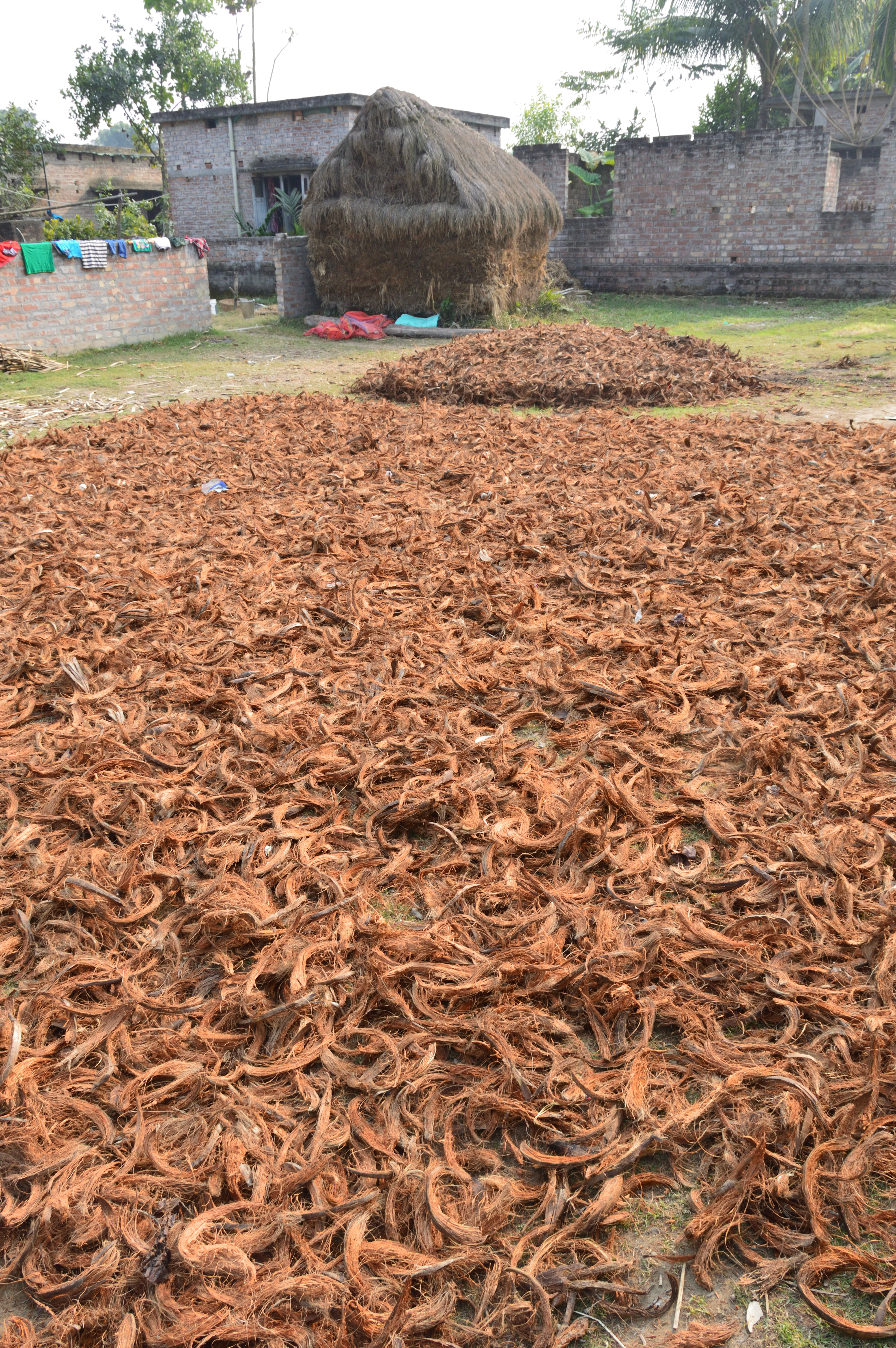
Cушка коира
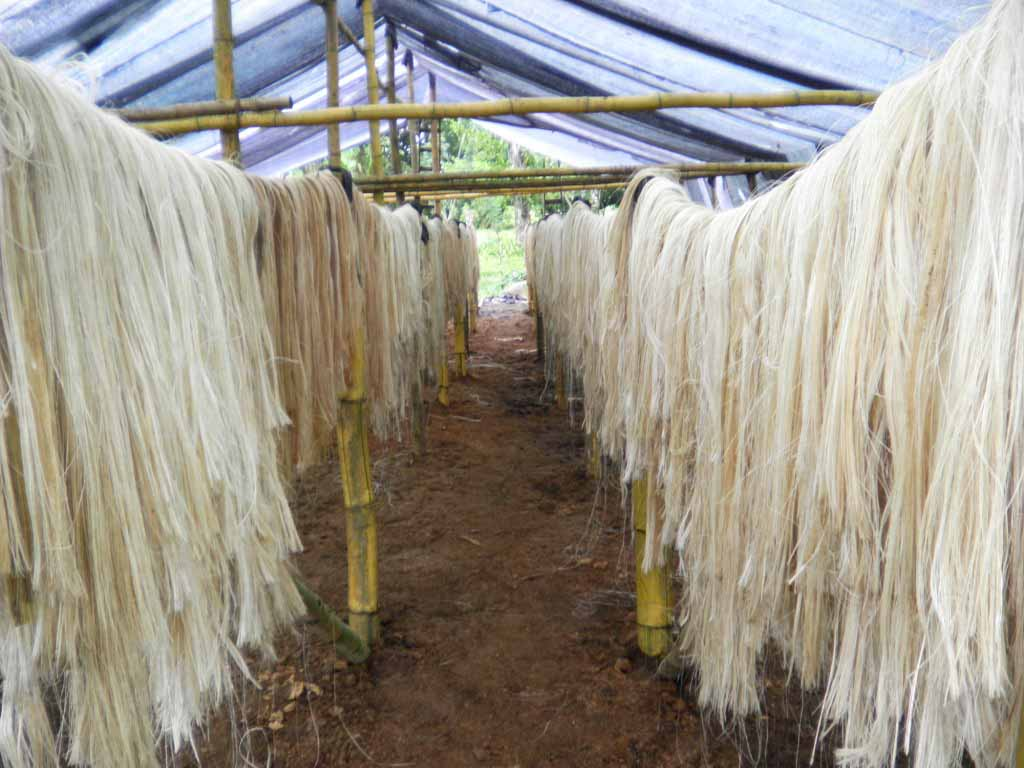
Cушка манильской пеньки
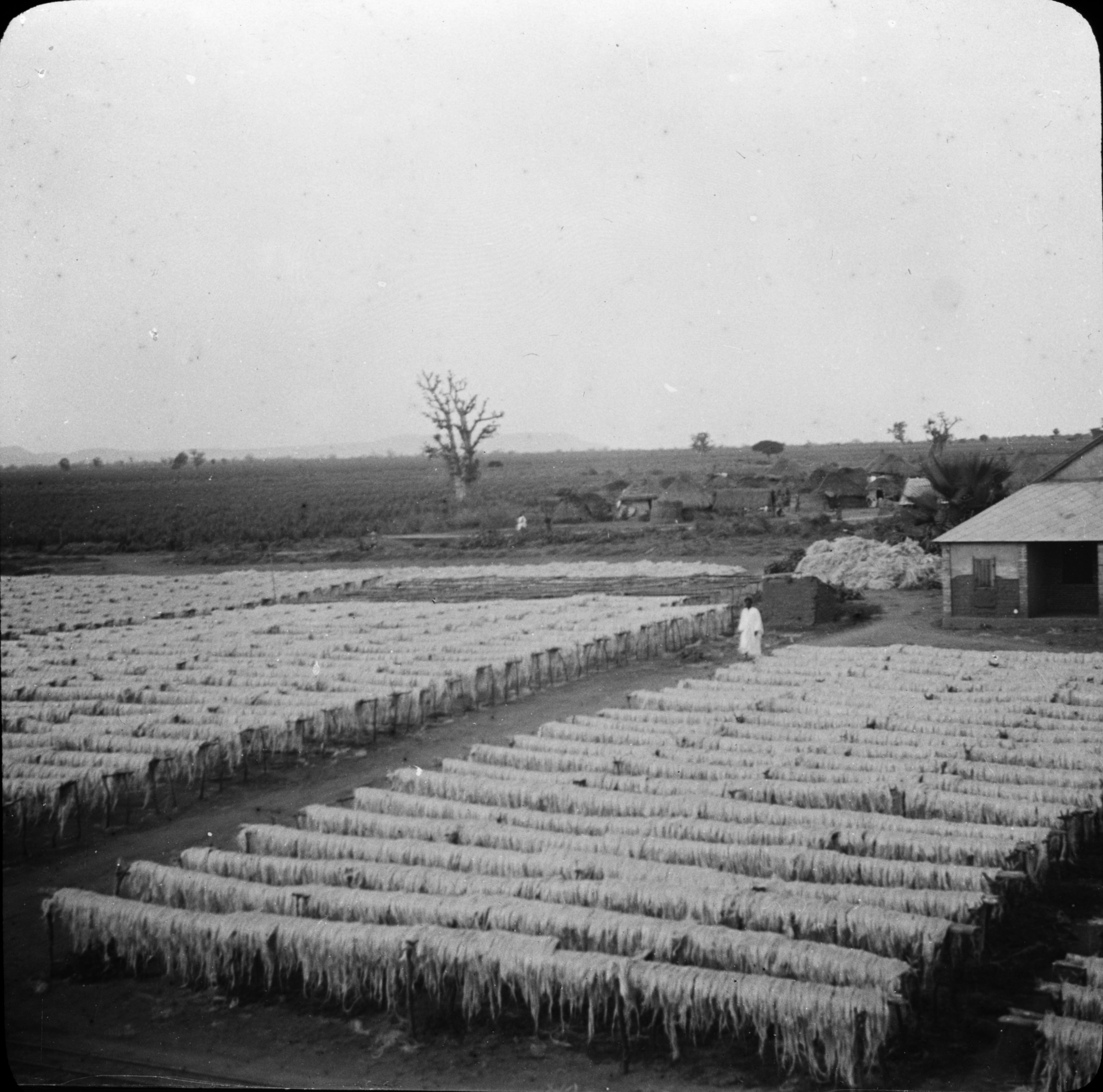
Cушка сизаль, 1920
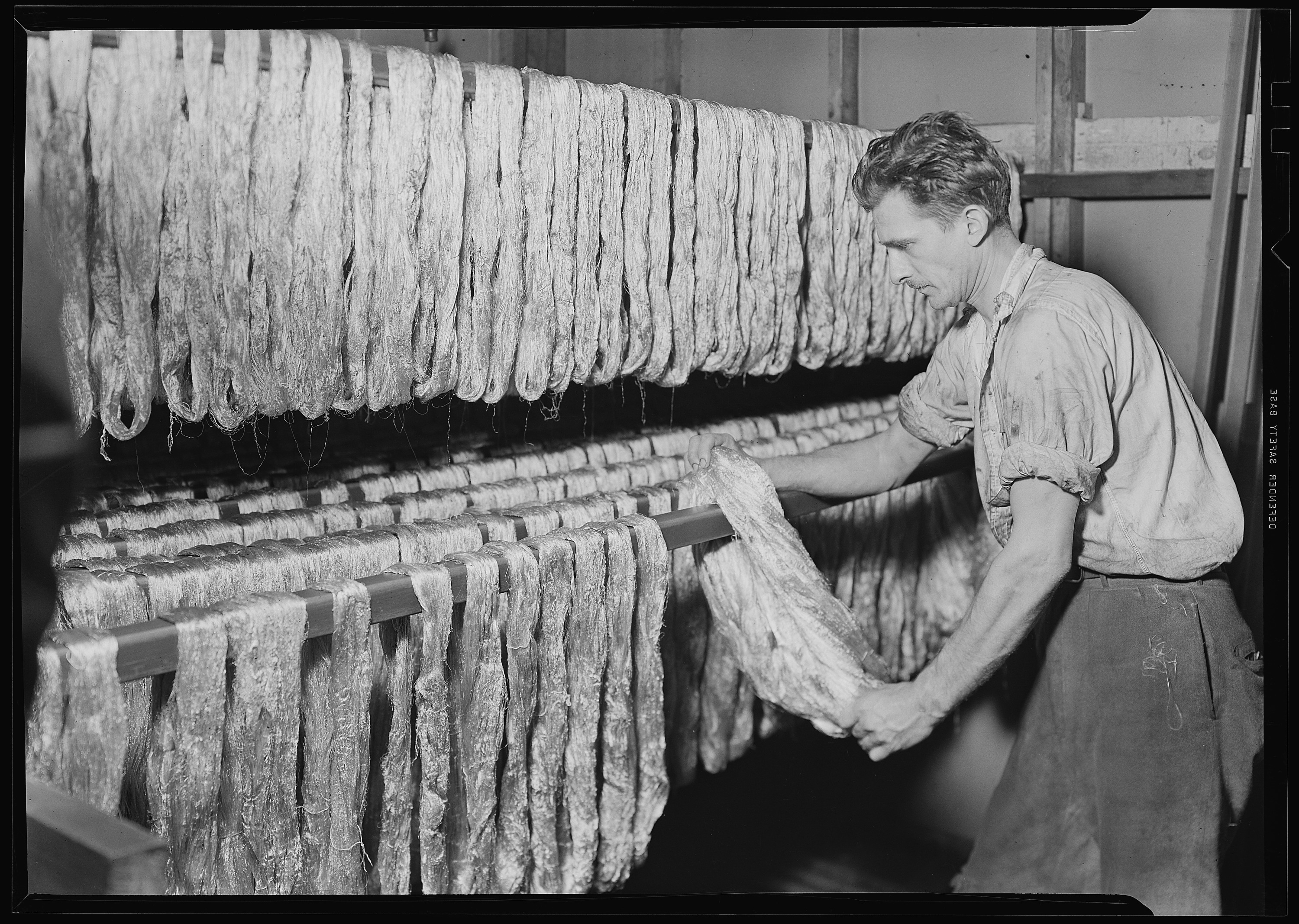
Сушка шёлка, 1937

- Мятье

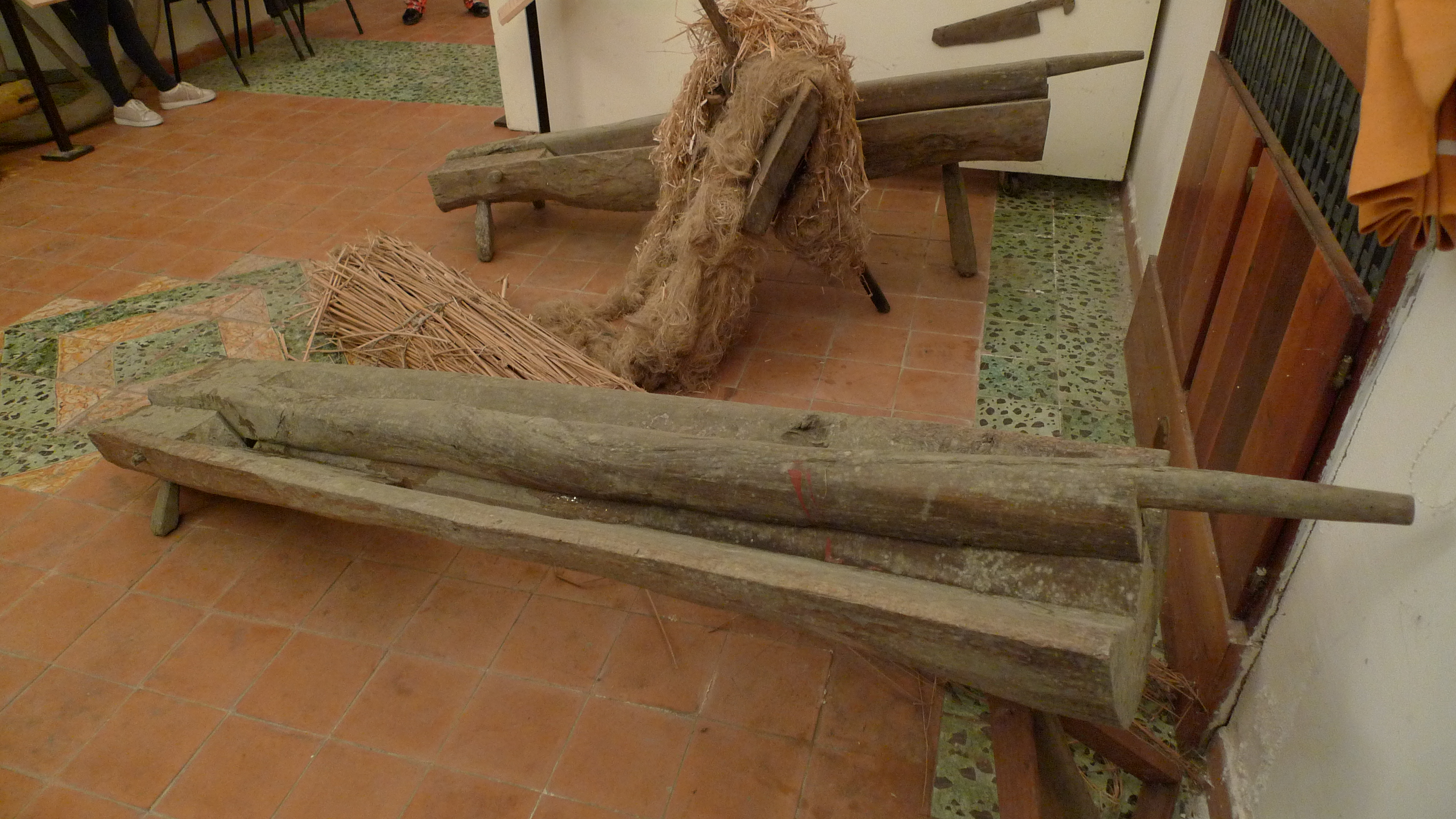
Мялка, музей фермерской культуры Сан-Никола-ла-Страда

В России производится ручным способом — мялкой. Отдeление кострики при помощи мятки происходить нажимомъ верхней части на нижнюю:7. Лен мнут теми же мялками, что и коноплю.
- Трепанье

Окончательно освободить волокно от оставшейся кострики:8.
Самое трепание производится посредством инструмента, называемого трепалом, — деревянный нож длиною в 2″, шириною в 4-5″ и толщиною посередине ½″; от середины к концам ширина уменьшается, так что края образуют затупленные лезвия. Трепальщик берет пучок необработанной пеньки, и если в нем окажутся перегнутые, ломаные и спутанные стебли, то все это выравнивает, вложив пучок корневым концом в вырез доски так, чтобы свешивалось немного более половины его, и придерживая левою рукой, трепалом в правой руке ударяет по свесившемуся концу;

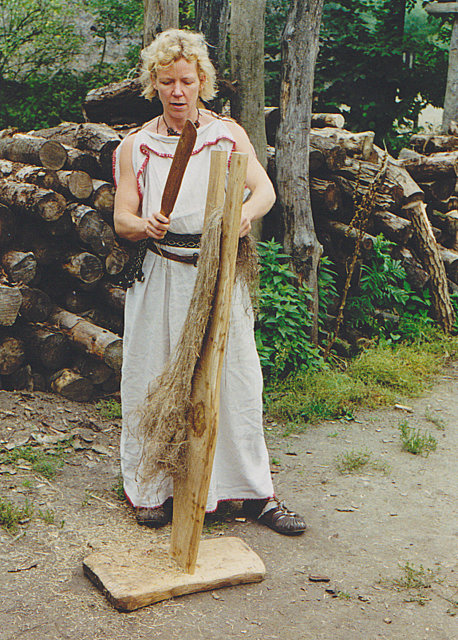
Трепанье льна на козле
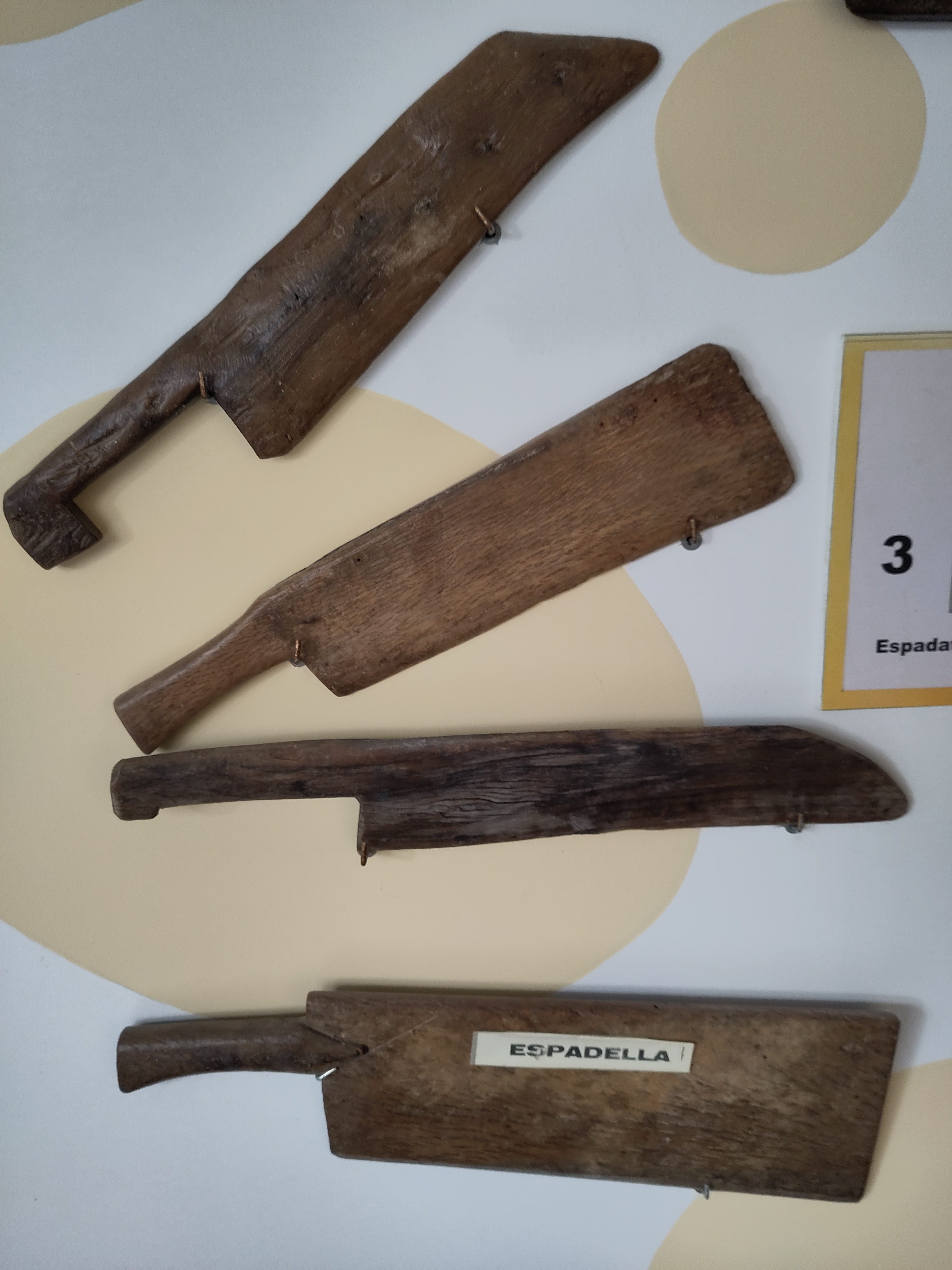
Трепало

- Чесание

Чем больше вычесана пенька, тем она лучше и тем крепче получается из неё трос. При ческе пеньки удаляются последние остатки кострики и, кроме того, склеенные пряди разделяются на более тонкие (элементарные) волокна.
Чесание пеньки производится на гребнях. При чесаннии пеньки изъ нея образуются три сорта: 1) пенька высшаго сорта, состоящая изъ чисто выработанныхъ и вычесанныхъ волоконъ длиною въ 2—4. фута; 2) пенька второго сорта, — изъ чисто выработанныхъ волоконъ длиною 10—20 дюйм., 3) низшаго сорта, — куделей, состоящихъ изъ волоконъ длиною отъ 3 до 9 дюймовъ:13.

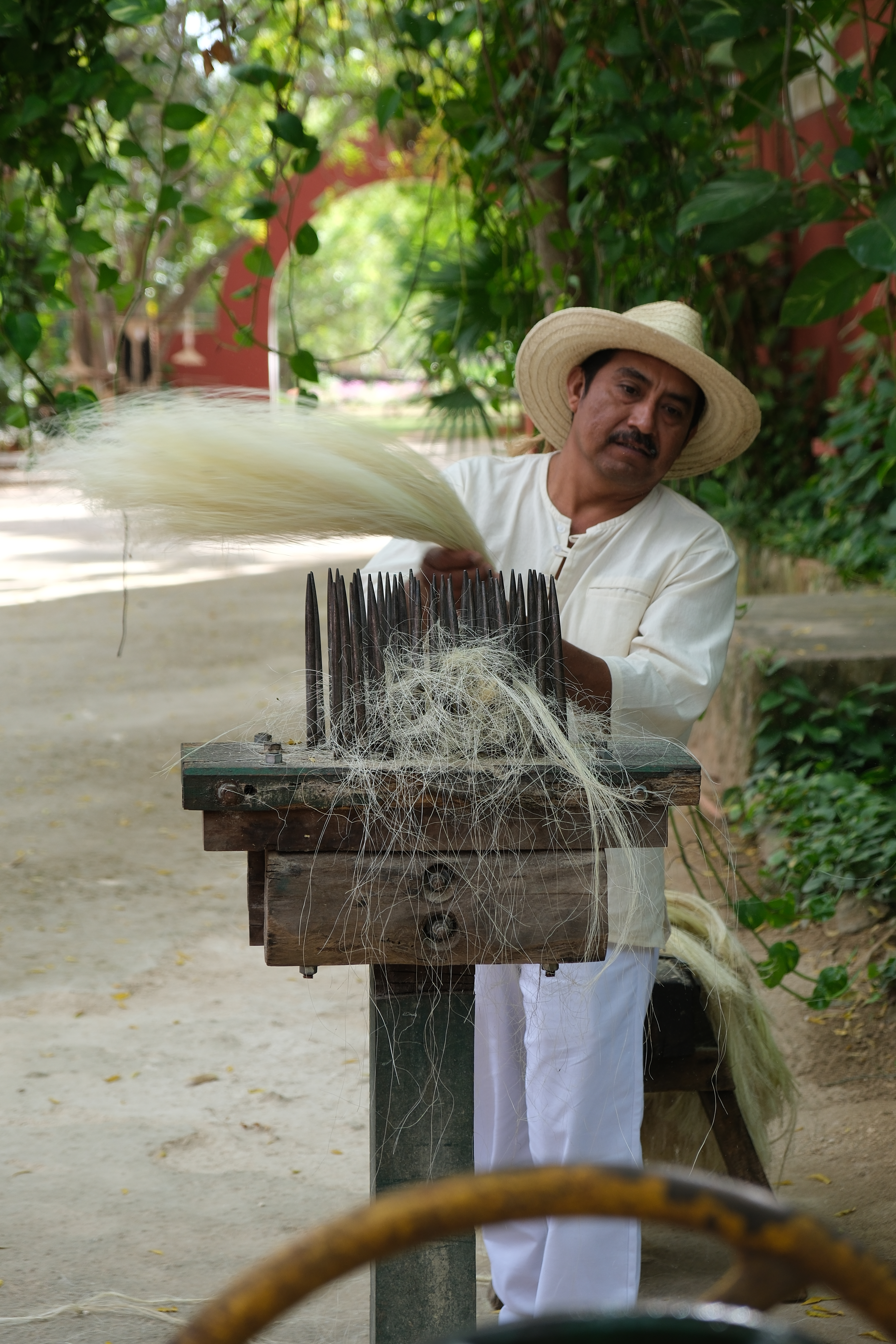
Чесание хенекена, Юкатан, 2024
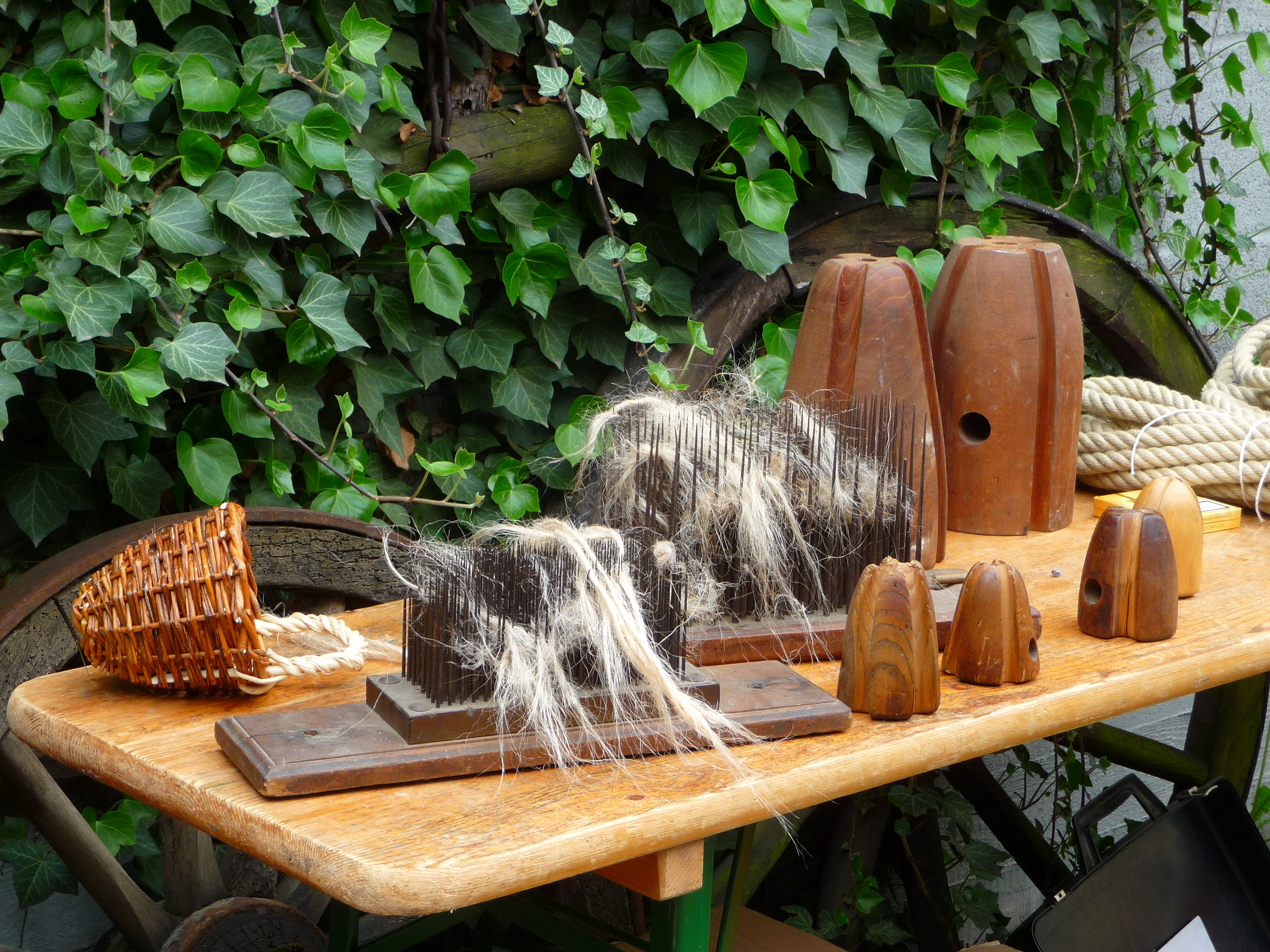
Гребень и конусы
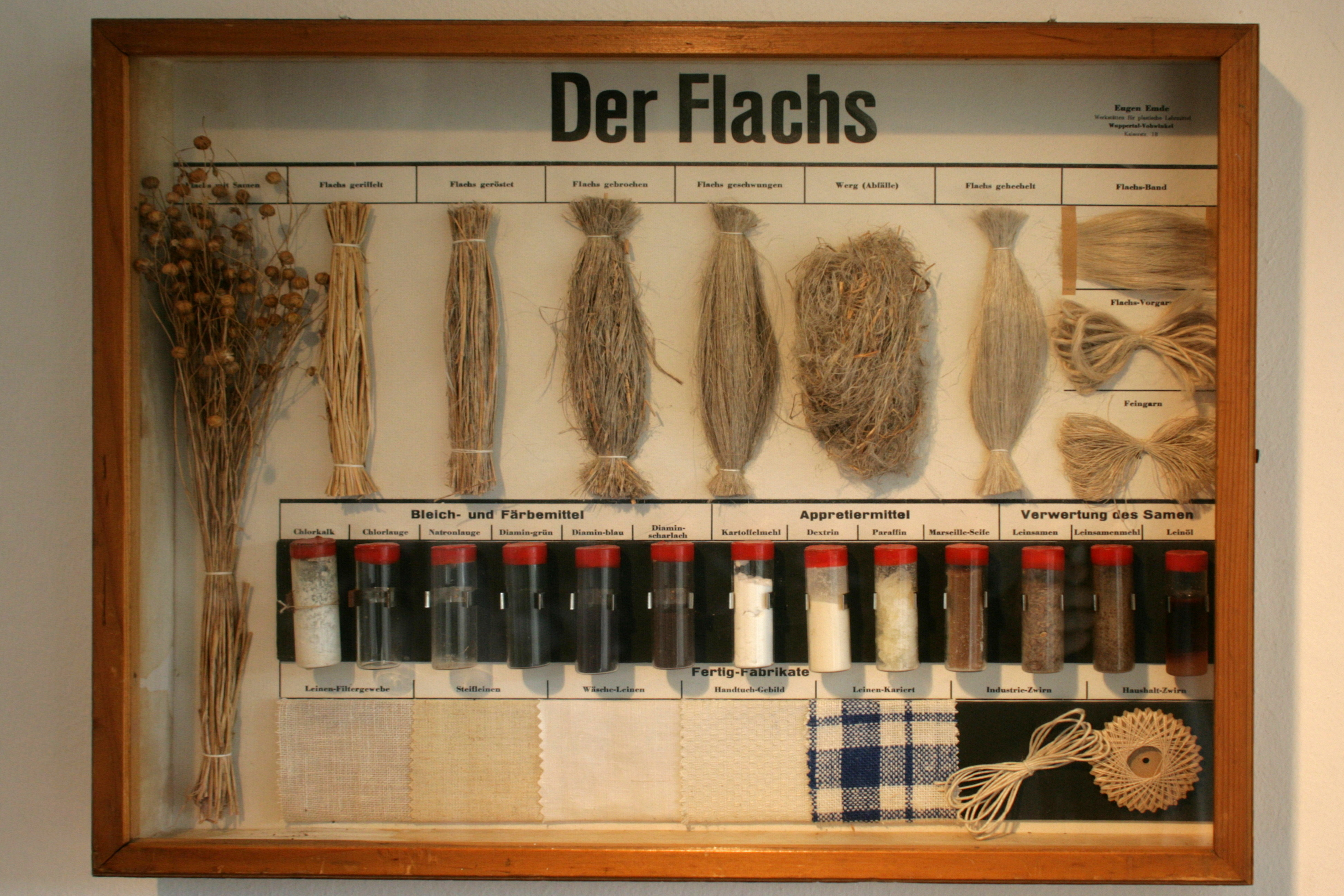
Стадии очистки льняного волокна

#### Свивание веревок
Для прядения ниток, идущих на канаты, пенька покупается обыкновенно в необработанном виде, то есть в том состоянии, в каком она получается сельскими хозяевами из конопли после мочки последней, сушки, мятья для отделения древесины и грубого трепания.
Процесс изготовления веревок можно сравнить с прядением и сучением нити, но здесь вместо тонкой кудели обрабатывается грубая пенька:92.
Кустарное веревочное производство чаще всего происходит под открытым небом, что нельзя признать удобнымъ, такъ какъ вырабатываемый товаръ подвергается всемъ переменамъ атмосферного влияния:21. Удобнее производить эту работу в capaе или под навесом, бока которого заставлены щитами для защиты от дождя или снега:26.
- СВИВАНИЕ ВЕРЕВКИ НА ВЕРЕВОЧНОМ КОЛЕСЕ

Место, по которому проходит рабочий во время прядения ниток называется «током». Длина тока, на одномъ конце котораго помещается станокъ для прядешния нитокъ и свивашя веревокъ, а на другомъ отвесы, должна соответствовать длине вырабатываемая товара:26.
Прежде всего скручивают из пеньки начало нитки, делают из нее петлю, которую рабочий надевает на крючек прядильного станка, выравнивая правой рукой толщину непрерывно выходящей из передника нитки. Въ левой руке прядильщикъ держитъ небольшой кусокъ плотнаго сукна, которымъ онъ крепче обхватываетъ и сжимаетъ вырабатываемую нитку и трение нитки о сукно делает его глаже:26.

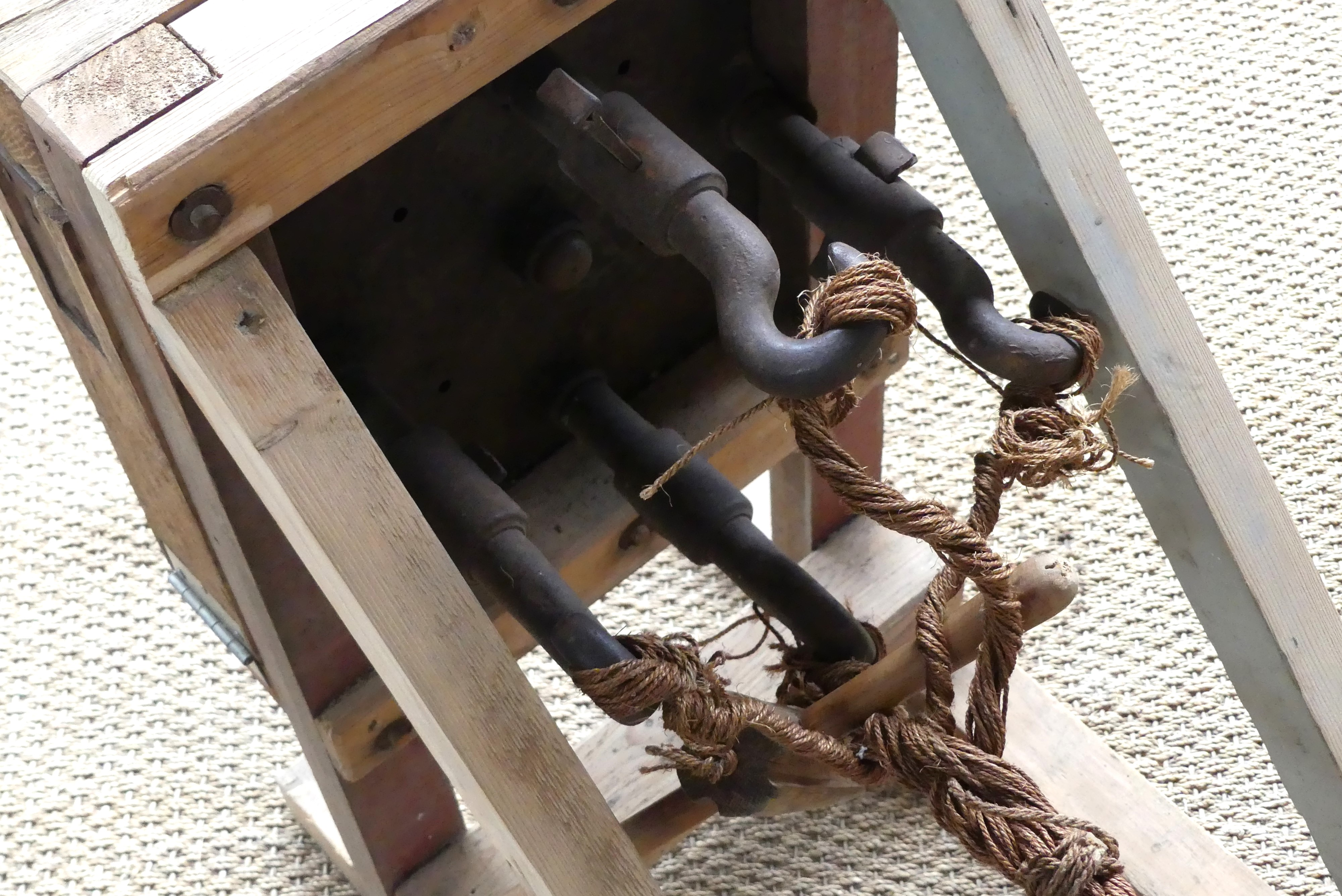
петля на крючек прядильного станка
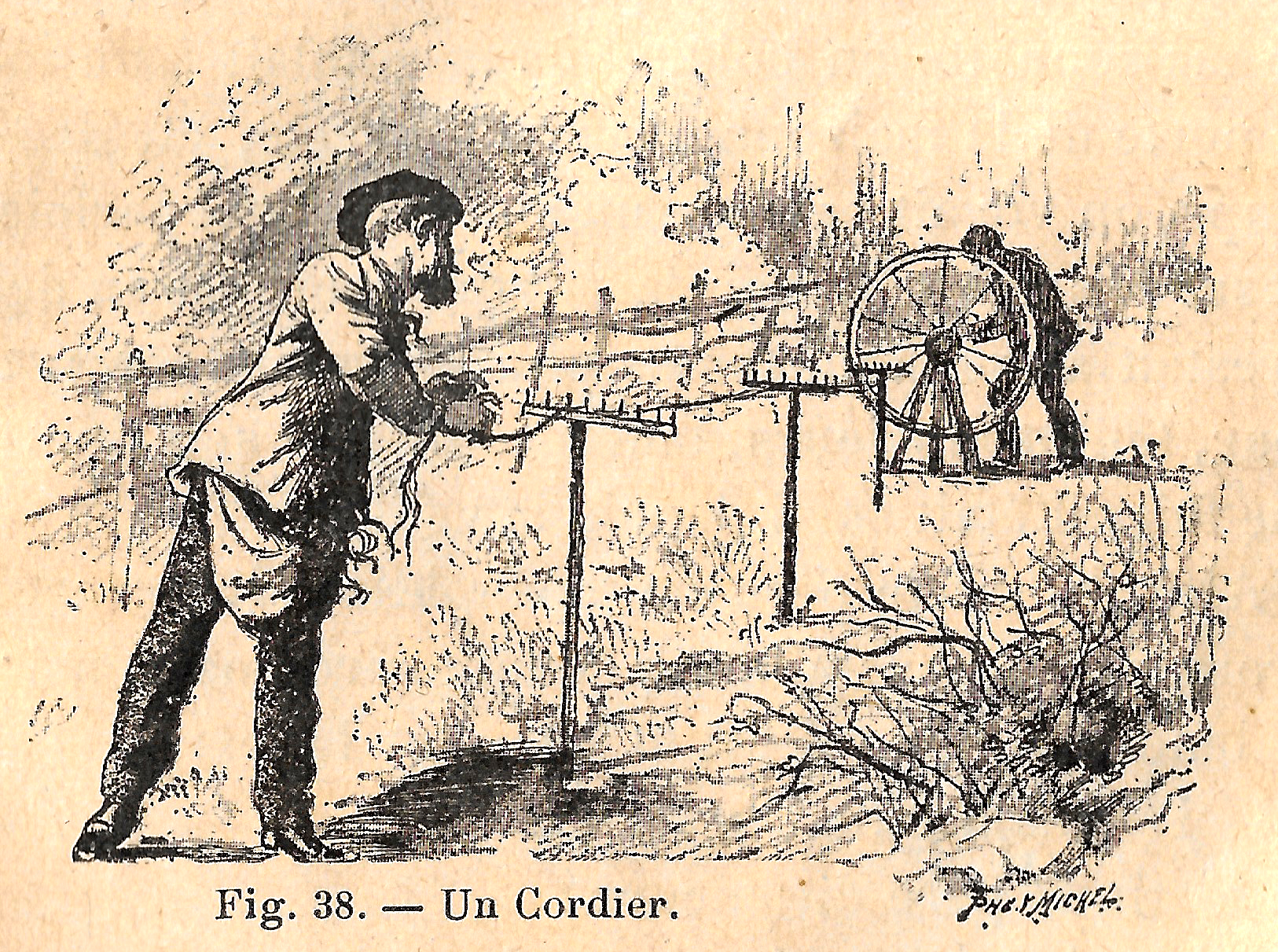
прядильщик удаляется
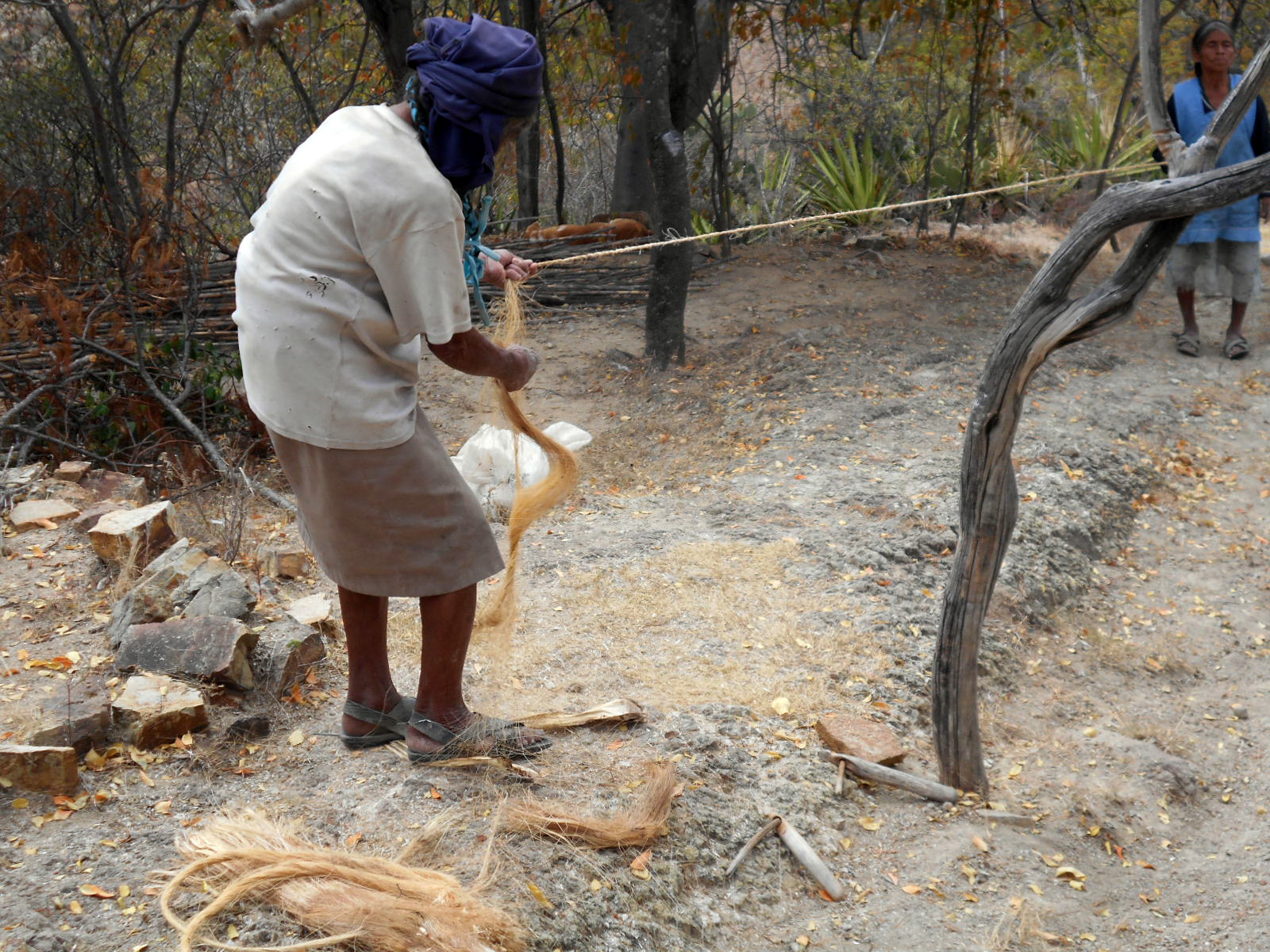
пряжа в нить. Женщины-сапотеки из штата Оахака берут волокна магеи (Agave convallis) для прядения мекате или веревок
- Традиционное изготовление веревок в Германии, 2013

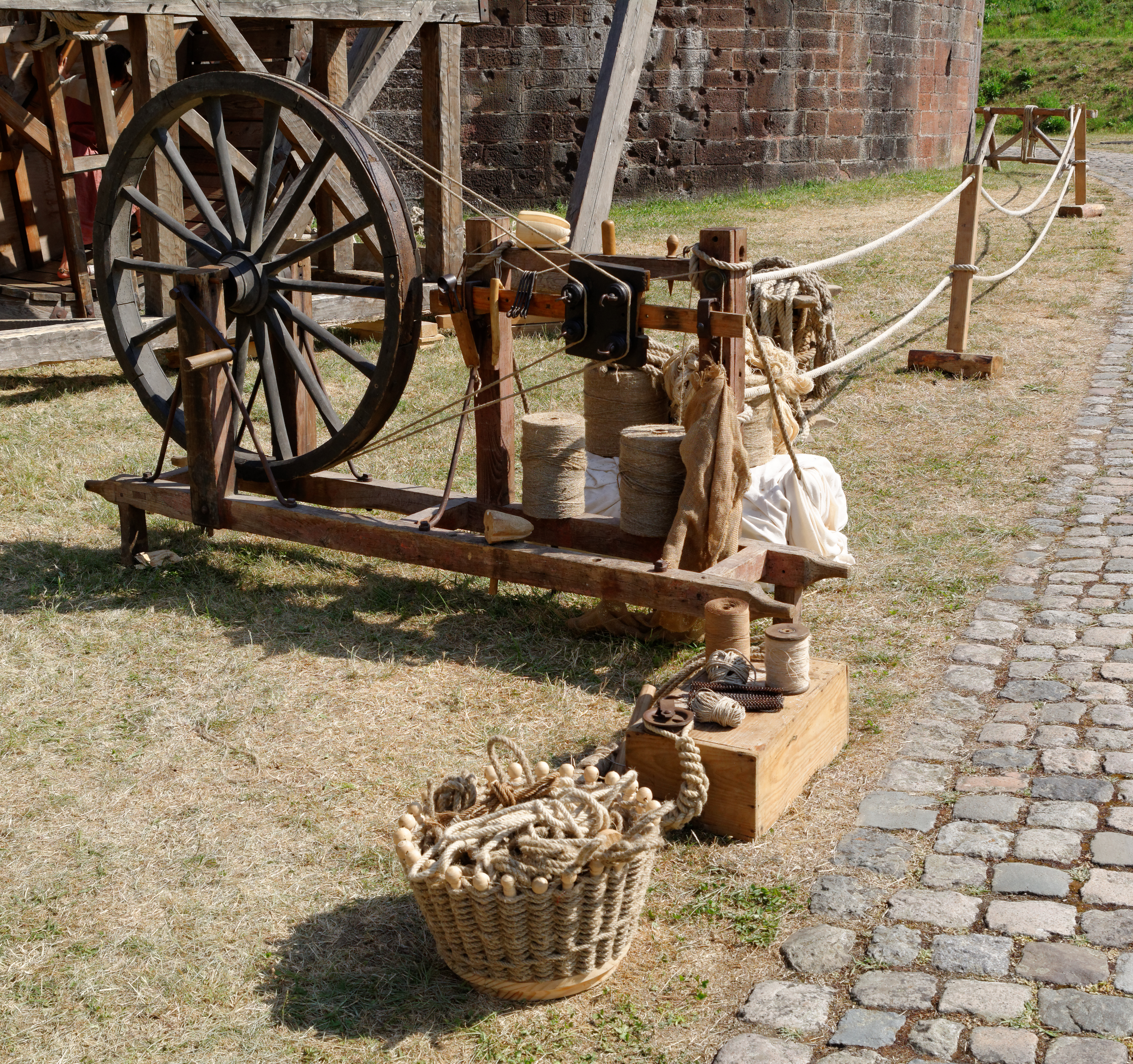
Веревочное колесо. Переносной станок

На прялке канатнаго мастера безконечный шнуръ или ремень приводитъ во вращательное движение некоторое число железныхъ веретенъ, расположенныхъ горизонтально въ станке въ форме полукруга и снабженныхъ снаружи крючками:583.
Затемъ онъ задомъ удаляется отъ крутильнаго снаряда, не переставая вытягивать изъ своего запаса новыя волокна, вводя концы ихъ равномерно въ образующуюся отъ вращения нить; когда онъ приходитъ къ концу своей дорожки, нить у него готова:583.
В зависимости от того, быстрее или медленнее прядильщик пятится назад, нитка получается с большей или меньшей крутизной:525.
Теперь начинает работу и второй прядильщиккъ; онъ снимаетъ нить своего товарища съ крючка, конецъ ея передаетъ мотальщику, навешиваетъ свою пеньку и пускается въ путь. Между темъ первая нить уже намотана и первый прядильщикъ приходитъ, неся въ рукахъ и несколько натягивая задний конецъ ея. Такъ оба работника поочередно ходятъ туда и назадъ, встречаясь на пути, а работа идетъ безъ всякой потери. Получаемые куски нити мотальщикъ узломъ привязываетъ одинъ къ другому:583.
Основная цель скручивания ниток заключается в том, что за счет взаимного трения они могут удерживаться вместе.
Следует иметь в виду, что при спуске нитки в пряди и при спуске прядей в Канат происходит укорачивание первоначальной длины нитки на 25% и поползушка двигается вперед, поддерживая своей тяжестью все пряди в натянутом состоянии:528.
Нитки однимъ концомъ прикрепляются къ тремъ или четыремъ крючкамъ снаряда, отъ котораго ведется шнурование, другимъ же концомъ они прикрепляются за крючокъ отвеса:29.
Приспособления:
Подпорки — Когда рабочий, прядя нитку и вообще производя свивания от крючка какого-нибудь веретена, постепенно, задом отступает от аппарата, то наконец свиваемый предмет от собственной тяжести начинает отвисать до полу, чем нарушается равномерность его натяжения, а с другой стороны, он пачкается. Чтобы избежать этого, через каждые 6 саж. подставляются подпорки, которые снабжены зубьями наподобие грабель; на эти грабли между зубьями свиваемые пряди и принимаются, не спутываясь между собой. Такие подпорки или втыкаются в землю, или прикрепляются к стене.
Дабы готовая спряденная нитка не спутывалась во время сбережения до свивания ее на веревку, ее наматываютъ на особо для этого назначенные валы, съ деревянными крестовиками по бокам:38. Для того, чтобы спряденная нитка или веревка не могла спутаться во время сбережения до свивания её в толстую веревку, необходимо ее намотать на небольшсй воротокъ съ катушкой и ручкой, посредствомъ которой катушка приводится во вращательное движение:19.
Поползушка — подвижное приспособление, Которое обычно укрепляют или на санях, или на специально изготовленной деревянной форме, приспособленной для движения по земле:527.

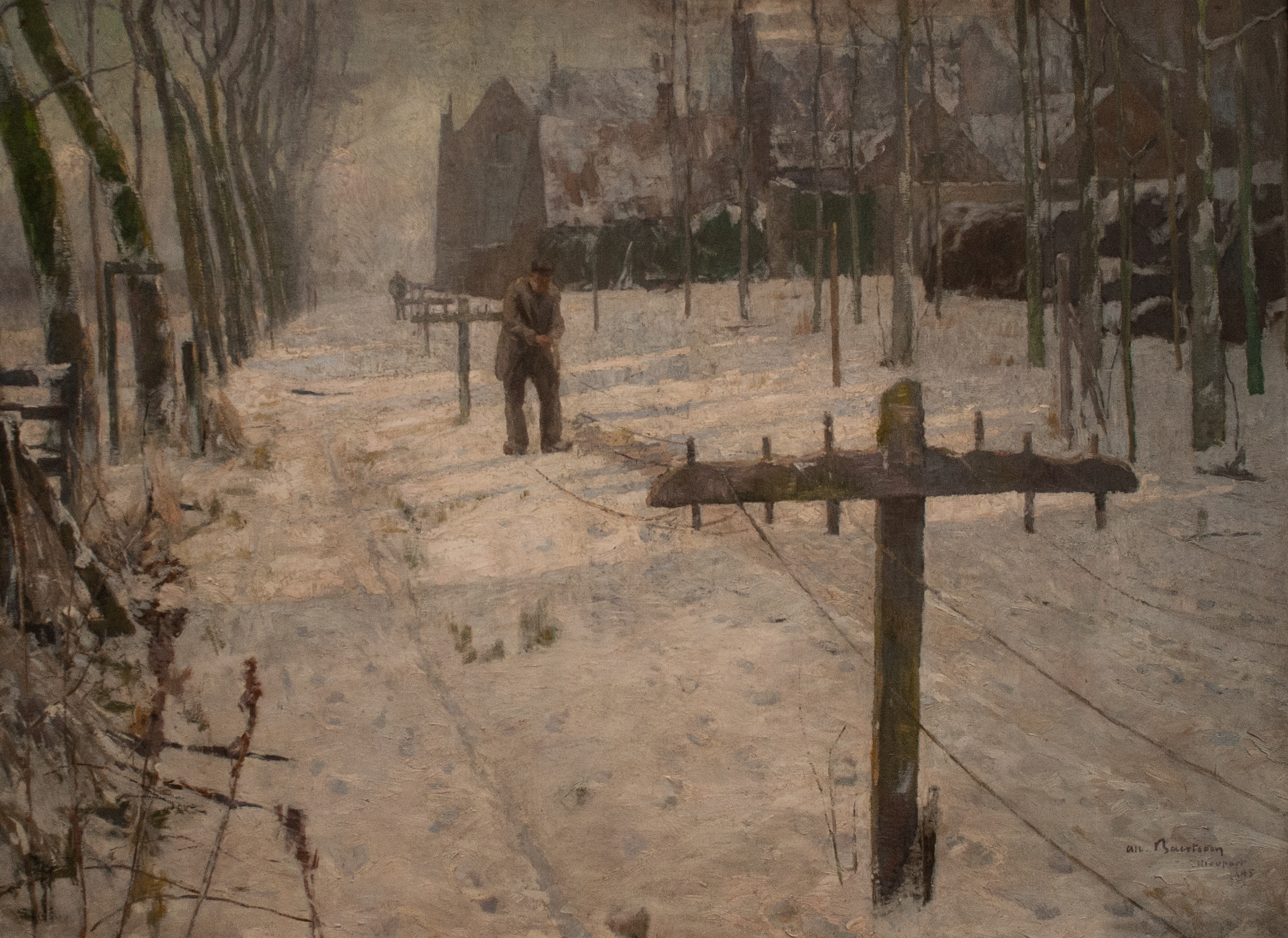
Подпорки
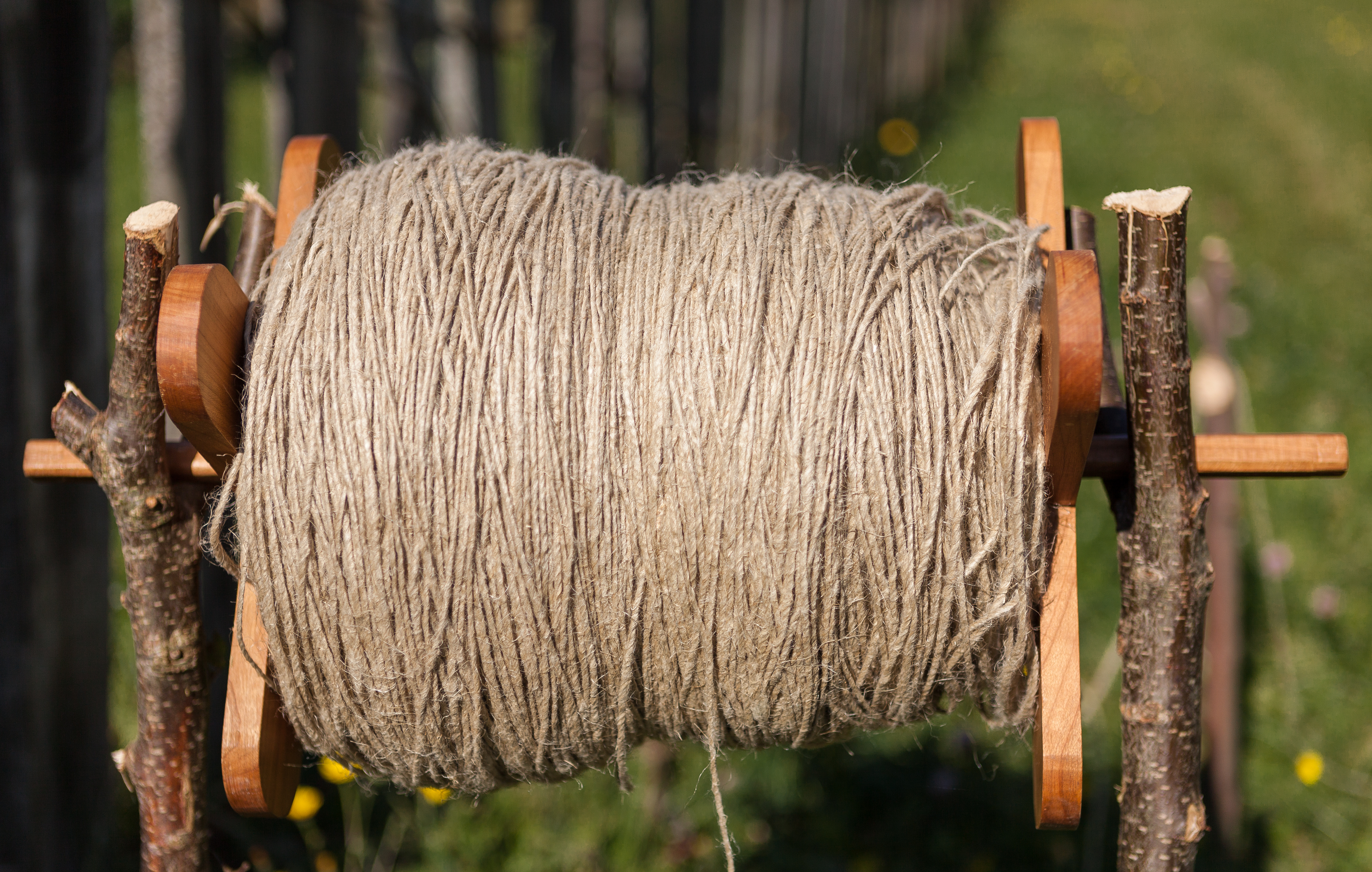
Вал
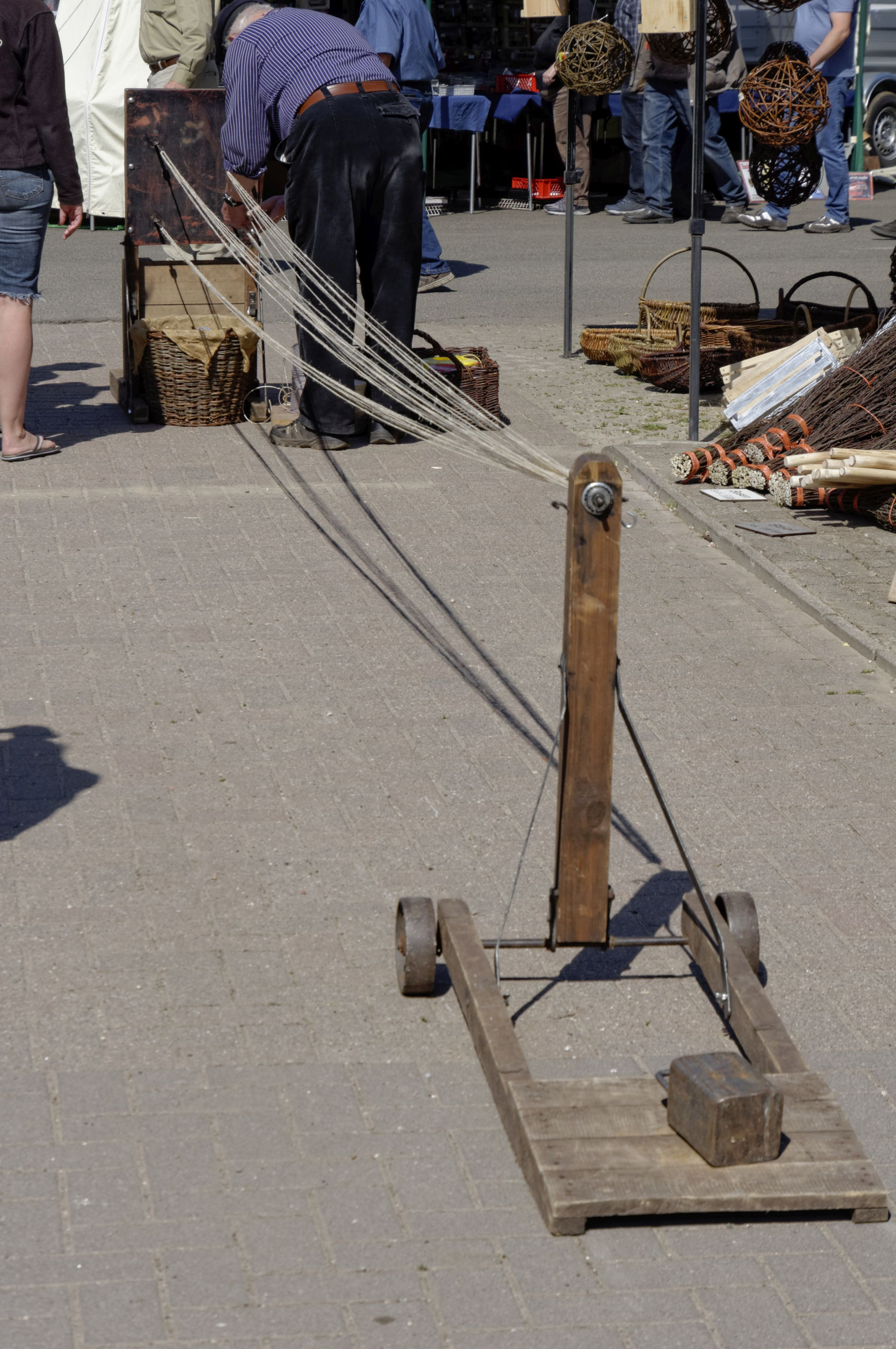
Поползушка
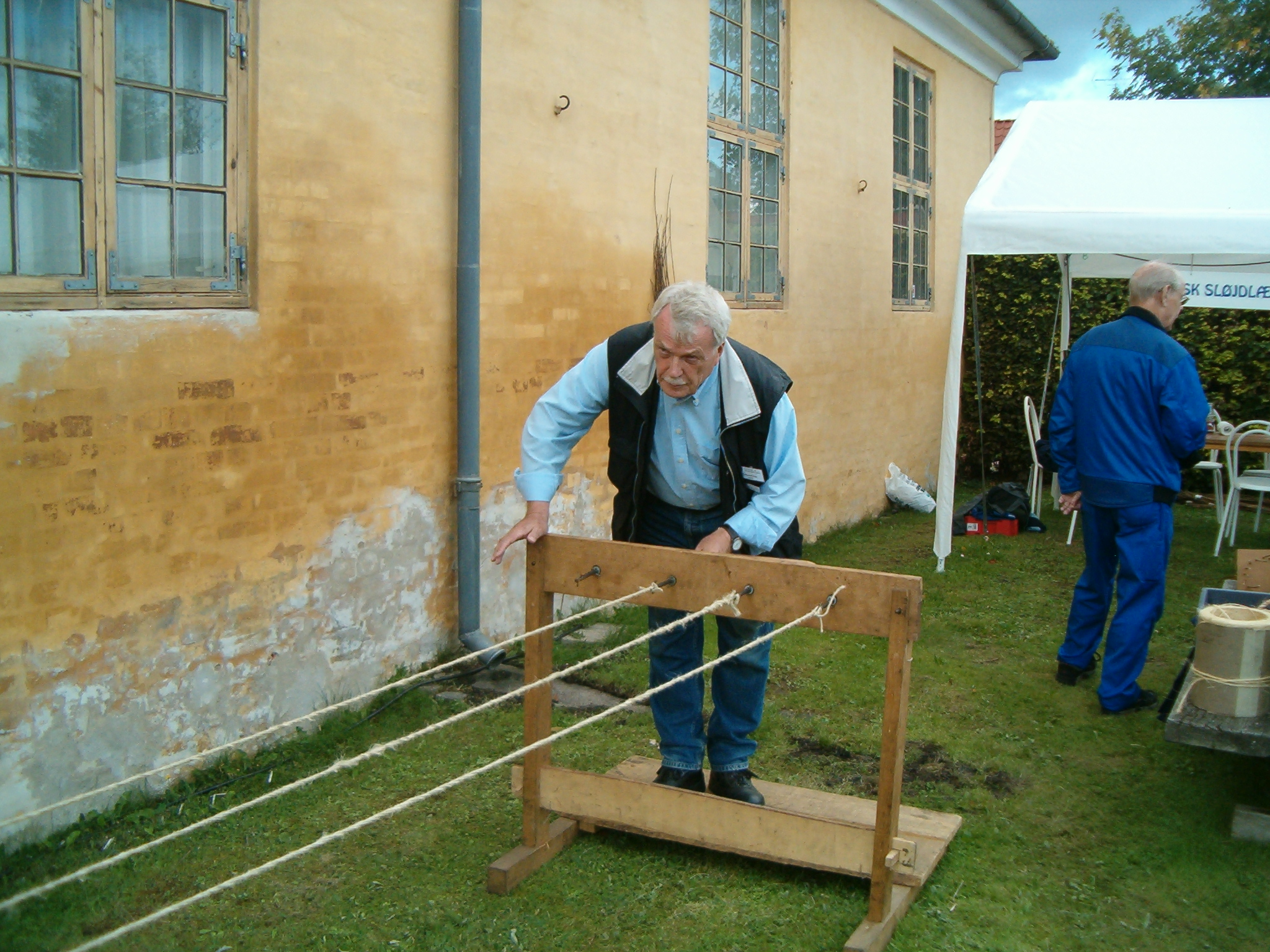
Берда
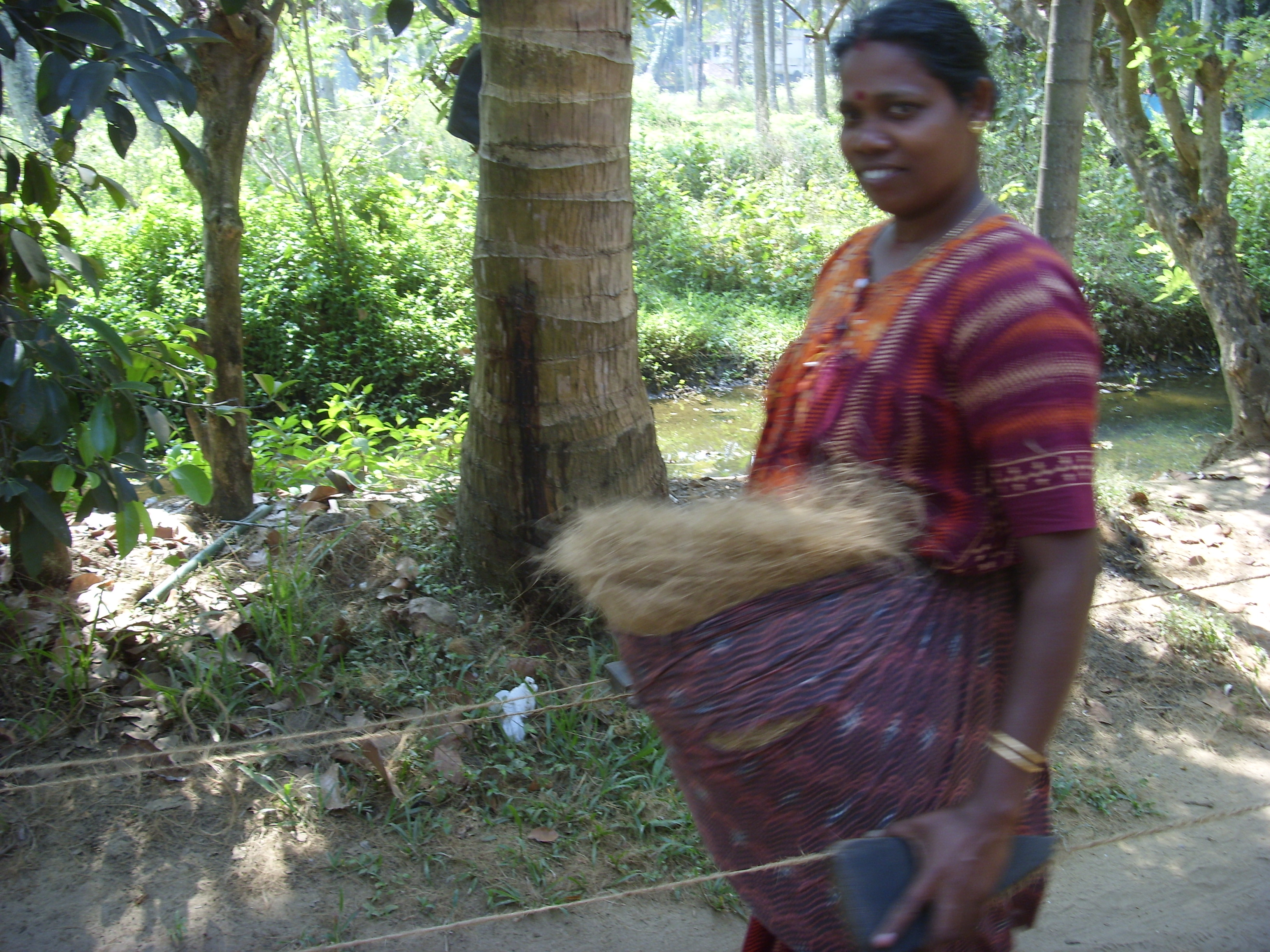
Передник
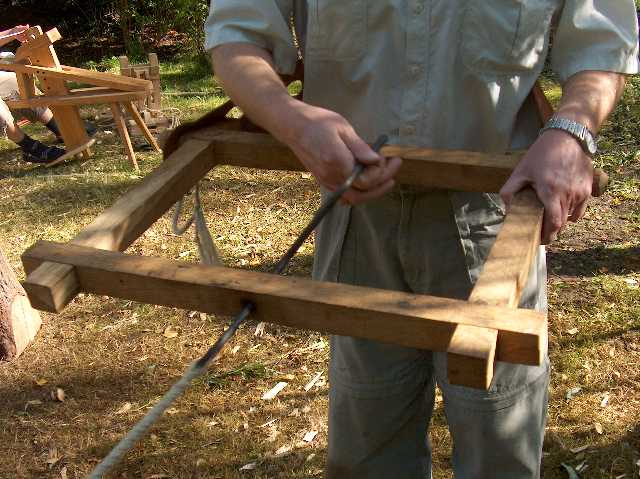
Шпулька

- Просмоление ниток

Если трос надо получить смоленый, то каболки смолят в горячей смоле:1. Все число нитокъ, заготовленныхъ для витья веревки, защемляютъ концами въ брусья и слегка свиваютъ, крутя оба бруска въ противоположный стороны. Это делается для того, чтобы он не могли спутаться во время переноски и осмолежя. Нитки во всю ихъ длину пропускаютъ сквозь кипящую смолу, налитую въ продолговатый металлический сосудъ:28.
- Шнурование

Толстые нити свиваются в один шнур. То число нитокъ, которое должно войти въ составъ шнура, навешивается на одинъ крючокъ; последний вращается въ сторону, противоположную той, въ которую закручена нитка:585. На одномъ конце котораго установлено маховое колесо съ рукояткою; на другомъ находится брусчатый остовъ съ гнездомъ, въ которомъ вращается крючекъ съ шайбой, вьющш веревку. Крючек этотъ получаетъ вращательное движеше отъ махового колеса:16. Переносный снарядъ, однако, мало употребителенъ, такъ какъ на немъ нельзя приготовить хорошаго чистаго товара:16.

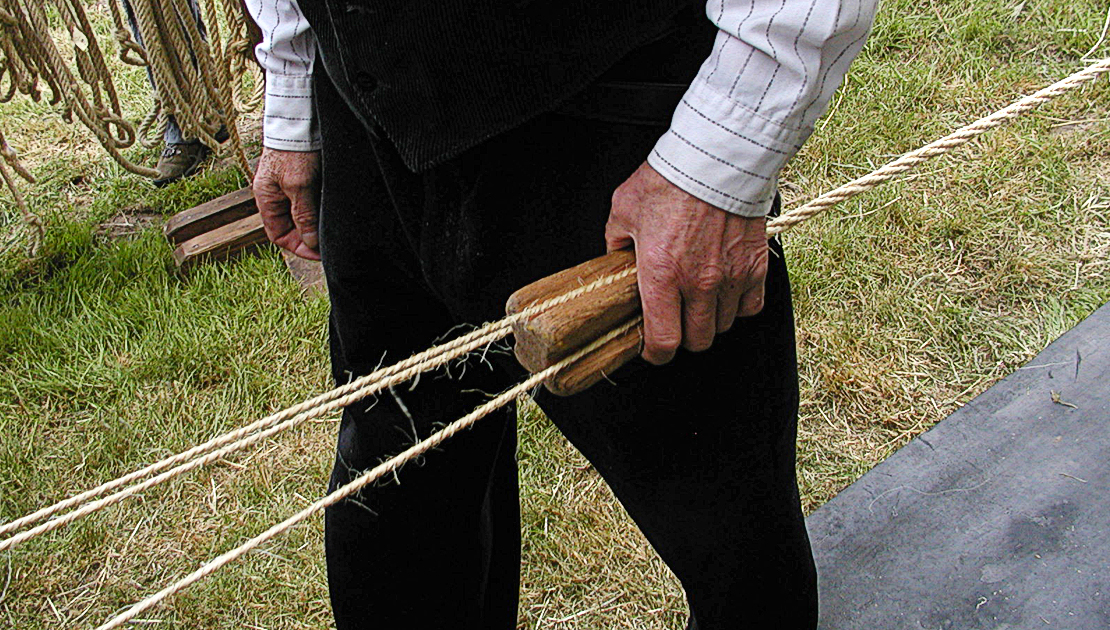
Конус для расправки нитей

Очень важно, чтобы нити в шнуре ложились рядом, по очереди, спирально и правильно, образуя строгую систему; этого бы никогда не удалось достичь без употребления так называемого конуса, распяливающего нити. Назначение конуса — регулировать скорость свивания и степень крутизны свиваемыхъ нитокъ:30. Конусъ этотъ для толстыхъ канатовъ настолько великъ и тяжелъ, что возится на тележке:585.
- Свивание веревок

Производится совершенно так же, как свивание ниток в шнур, с тою только разницей, что вместо 3-4 ниток берут 3-4 шнура:30.
Известно, что даже для самаго простого производства кручения или свивания веревок обыкновенный прядильный ниточный станокъ не годится и заменяется другимъ, более пригоднымъ для кручения толстого товара. Въ немъ веретена (крючки), отъ которыхъ мастеръ ведетъ свою работу, приводятся въ действие ни трениемъ ремня или веревки, сила которыхъ въ этомъ случае будетъ уже недостаточна, а зубчатымъ колесомъ и шестерней, помощью которыхъ достигается более энергичное действие станка:21.

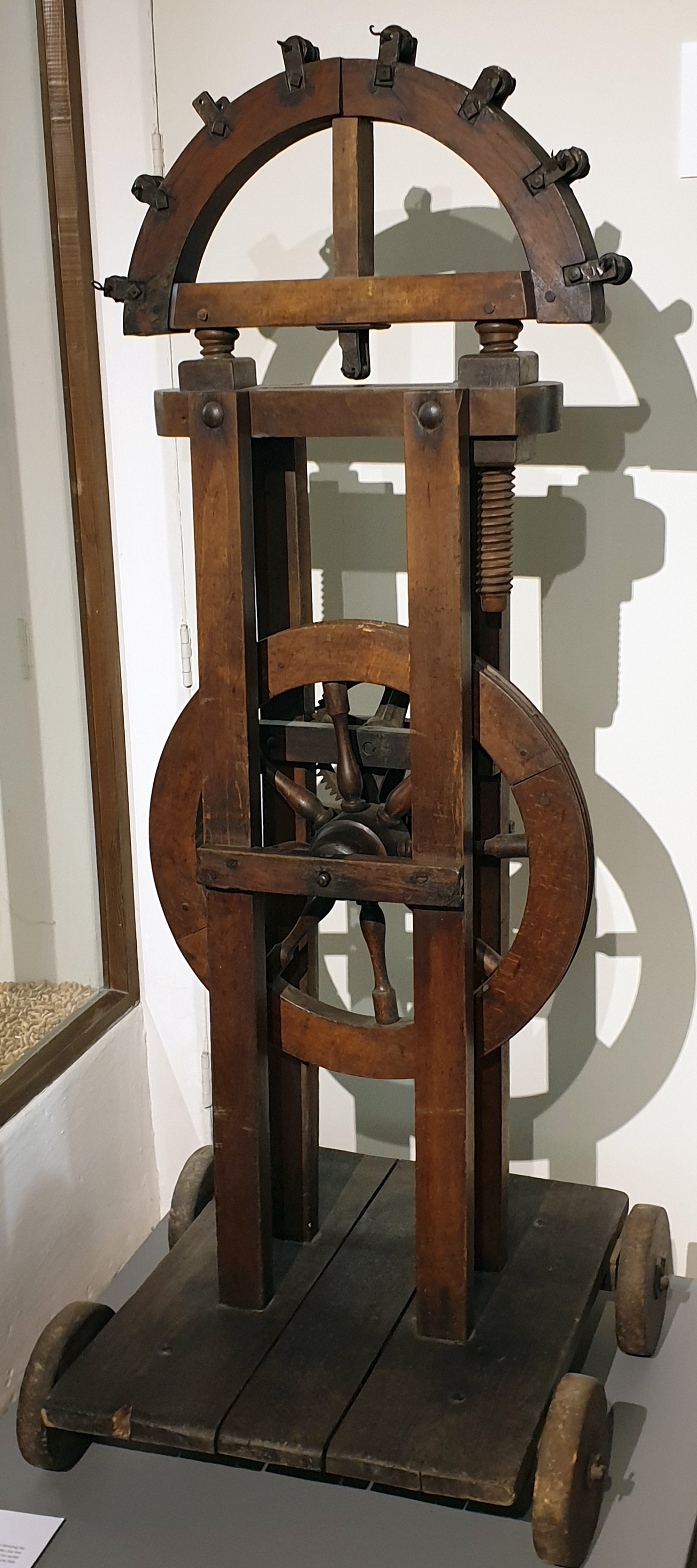
Более совершенный снаряд. Постоянный станок. Канатно-прядильный станок
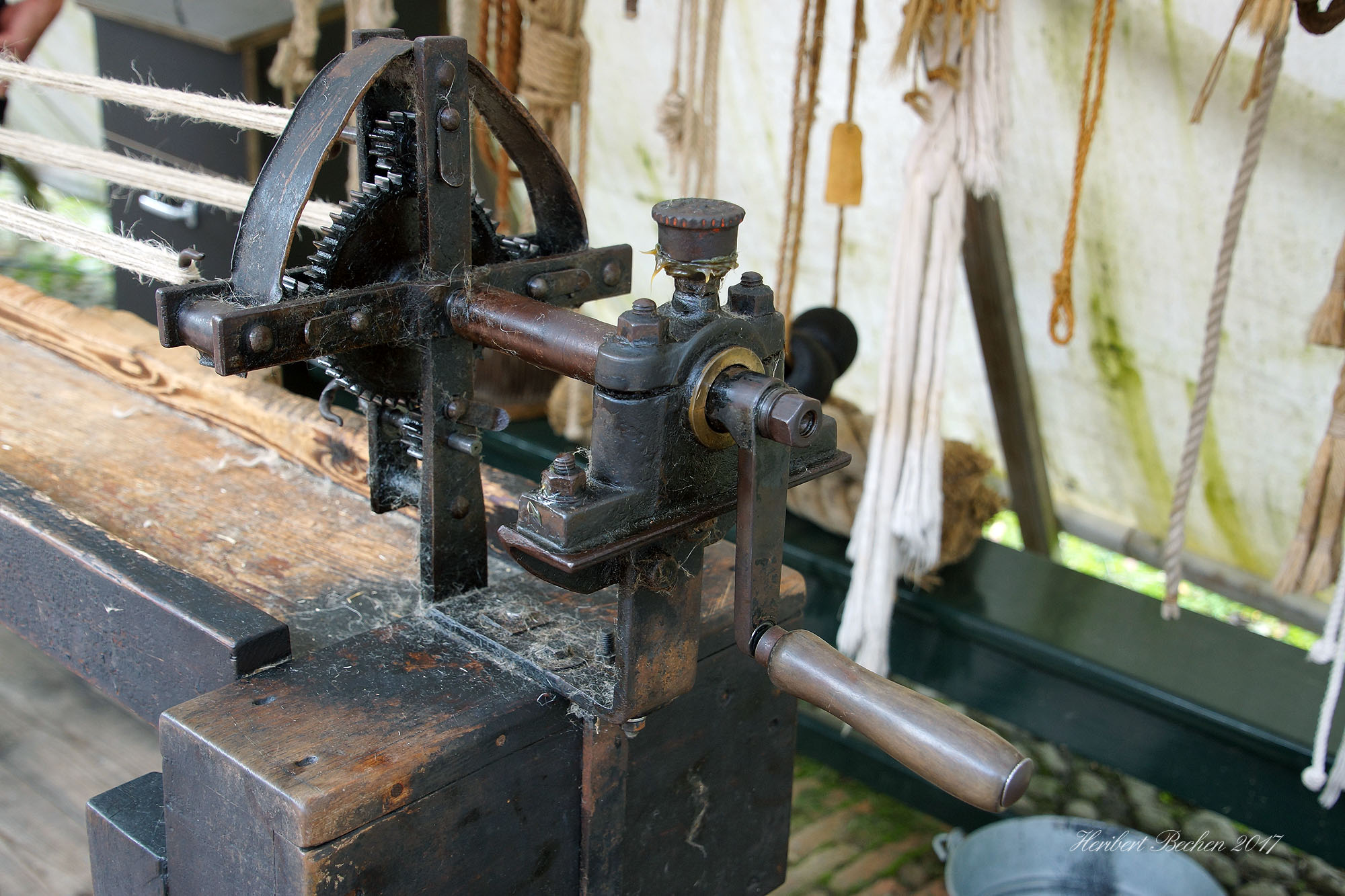
Cтанок с зубчатым колесом
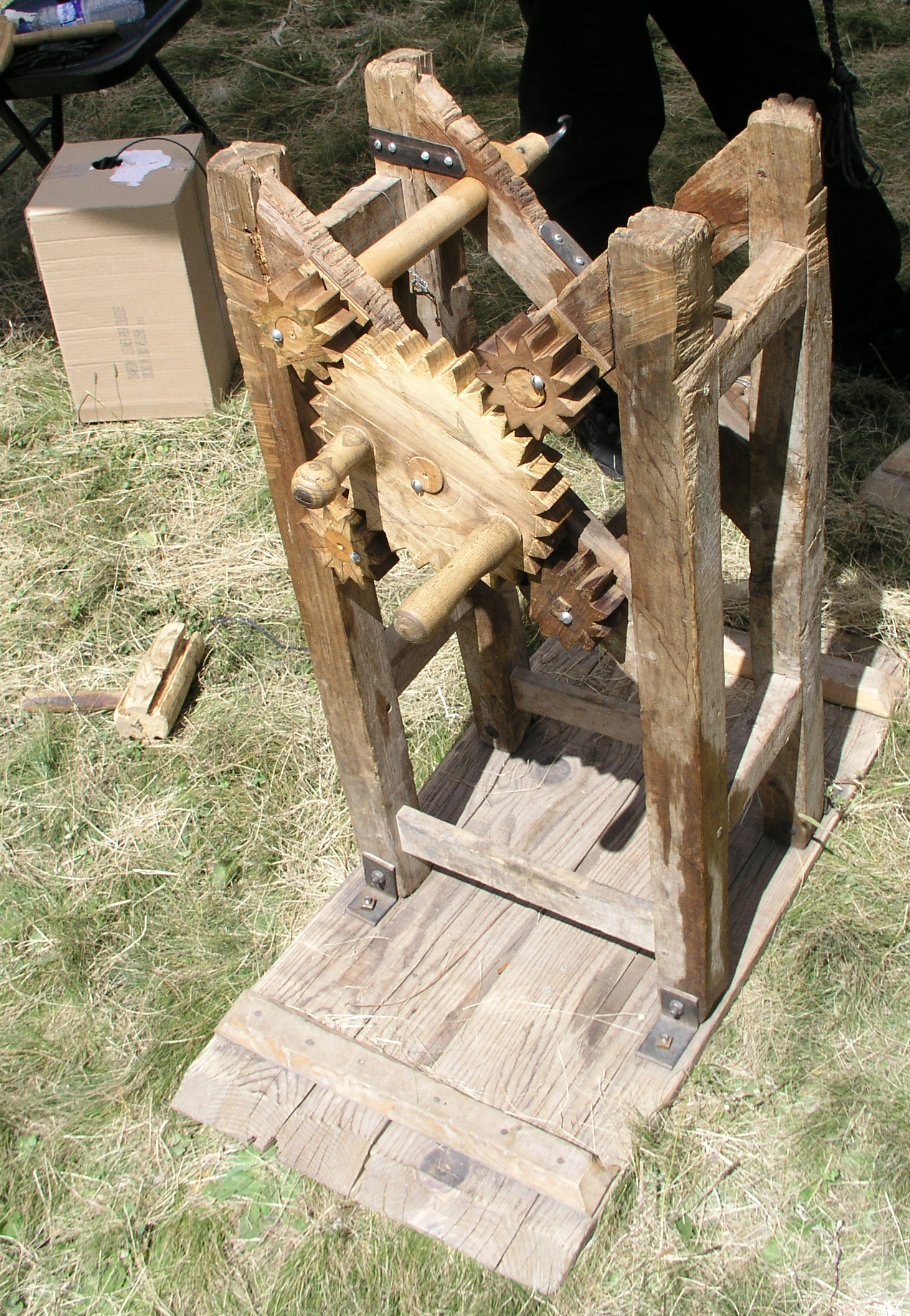
Улучшенный станок с зубчатым колесом и шестерней
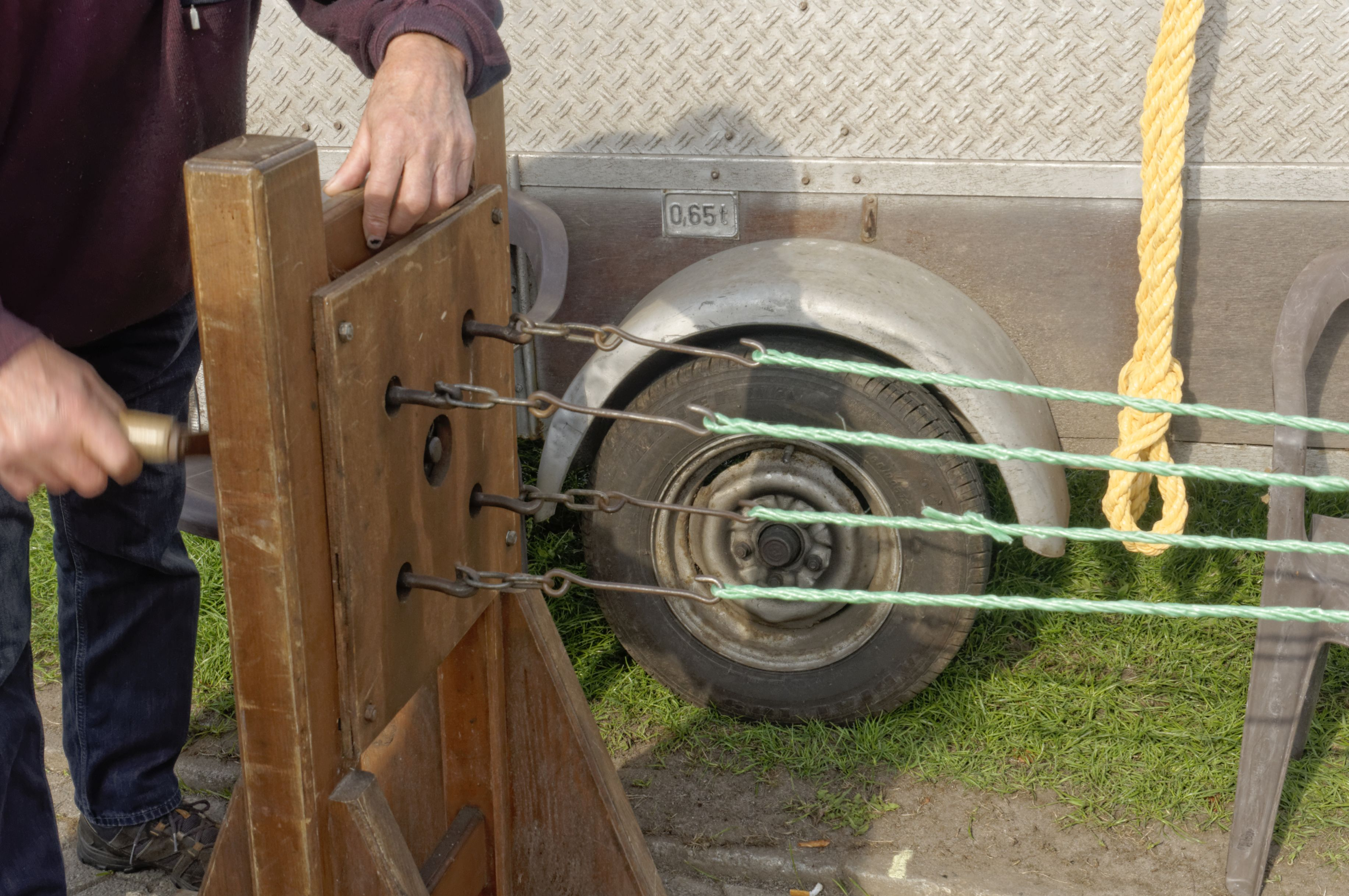

- Отделка товара

Имеет целью придать шнурам и веревкам чистую внешность. Она состоитъ въ томъ, что посредствомъ трешя жесткой тряпкой или сукномъ о поверхность веревки очищаютъ ее отъ мелкой кострики:33.
- СВИВАНИЕ РЕМЕННЫХ ВЕРЕВОК у якутов

При витье ременных веревок у бурятов накручивался каждый ремень в отдельности. Скрученный ремень выглаживали и вравнивали, обхватив куском толстой кожи. Веревка свивалась руками из двух или трех таких ремней. Чтобы ремни не развивались, их скручивали в разные стороны, благодаря чему силы раскручивания противодействовали друг другу. Свитую веревку смазывали жиром и разминали. Для этой цели у якутов готовые веревки в два ряда натягивались туго между двумя столбами, вбитыми в землю. Два человека брали мялку с двумя парными отверстиями в центральной части и, пропустив веревки через пару отверстий, двигались вдоль нее. Они одновременно проминали и протягивали веревки, выравнивая толщину их при помощи стандартных отверстий мялки. Смоченный водой ремень становился более мягким и допускал большую степень растяжения.
- СВИВАНИЕ БЕЧЕВКИ

Для того чтобы свить короткую бечевку, особых приспособлений не требуется, достаточно запастись куском кожи. Она будет впитывать и задерживать влагу, выделяющуюся при скручивании каболок, и не давать скользить растительным волокнам.
Перед началом витья две каболки связывают на концах тонкими и прочными нитями. Связанные концы берут в левую руку, а каболки укладывают на край кожи, располагая их почти параллельно друг другу. Затем каболки прижимают как можно сильнее сверху ладонью и медленно ведут руку на себя. При этом каждая из каболок будет скручиваться против часовой стрелки. Как только они окажутся под кончиками средних пальцев, пальцы левой руки расслабляют. Туго скрученные ладонью участки каболок мгновенно совьются в веревочку.
У якутов волосяные веревки, сети, сучатся обыкновенно из двуцветных волос: черного и белого, скручены из двух только прядей. Из таких бечевок, сшивая их в одной плоскости, делают к обротям крепкие повода.
- СВИВАНИЕ ВЕРЕВКИ КРЮКАМИ

Если нужно изготовить не один десяток метров веревки, то используют специальные крюки. Размеры их выбирают в зависимости от толщины и длины свиваемых веревок. Каждый крюк вырезают из березовой или ивовой развилки с таким расчетом, чтобы один конец был примерно в три раза длиннее другого (длинный конец служит рукояткой). Крюки тщательно шлифуют и, пропитав горячей олифой, сушат примерно в течение двух суток. Они не должны впитывать влагу и рвать волокно каболок.
Начиная плести, концы намотанных на крюки каболок связывают вместе и набрасывают на одну из рогулек, вбитых в стену. Если вить веревки придется в саду или во дворе, то простейшее мотовило можно сделать из трех жердей. Две жерди заостряют и вбивают в землю, третью привязывают к ним горизонтально.
Витье веревки на крюках выполняется в следующей последовательности. Натянув как можно сильнее каболки, крюк, находящийся в правой руке, вращают по часовой стрелке, пока не будет получен достаточно тугой крученый жгут. Затем крюк из правой руки перекладывают в левую, а из левой, наоборот, в правую. При перемещении крюков следят за тем, чтобы правый крюк шел всегда сверху, а левый — снизу. Весь процесс витья состоит из последовательного повторения этих операций. По мере удлинения свитой веревки отступают назад, сбрасывая с крюков виток за витком. Свитые участки веревки, по мере готовности, набрасывают на рогульки мотовила. Если предстоит свить веревку-тройчатку, то есть состоящую из трех каболок, то прибавляют еще третий, дополнительный крюк.
- СВИВАНИЕ ВЕРЕВКИ ПАЛЬЦАМИ

Два жгута связывают вместе, набрасывают на одну из рогулек, вбитых в стену. Рогульки вырезают из естественных развилок дерева. Их выбирают с таким расчетом, чтобы угол между стволом и сучком по возможности был более близким к прямому. Вбитые в стену рогульки служат в качестве мотовила, на которое наматывается готовая веревка. Одну каболку берут в левую руку, другую — в правую. Жгут в правой руке вкручивают между большим и указательным пальцами и переводят в левую руку. В свою очередь каболку из левой руки переводят в правую и скручивают достаточно сильно. Затем вновь из правой руки переводят в левую. Как только одна из каболок кончится, ее наращивают новой. Конец новой каболки накладывают на конец старой с перехлестом не менее 5 см. Скрутив их вместе, новую каболку перекладывают в левую руку и продолжают витье в обычном порядке.
- СВИВАНИЕ ВЕРЕВКИ ПАЛЬЦАМИ 2

1. Зажмите пучок волокон между большими и указательными пальцами на расстоянии примерно 5 см.
2. Правой рукой поверните волокна от себя. Благодаря этому волокна стянутся.
3. Правой рукой перекручивайте волокна, пока не получится петля.
4. Захватите завиток большим и указательным пальцем левой руки.
5. Скручивайте от себя верхнюю полоску, пока не получится завиток.
6. Удерживая волокна средним и безымянным пальцами правой руки, захватите нижнюю полоску.
7. Поверните правую руку к себе, левой рукой захватите волокна в месте пересечения полосок.
8. Отпустите нижнюю полоску и захватите верхнюю. Скручивайте ее от себя, как в пункте 5.
9. Захватите нижнюю полоску и поверните руку вверх. Повторяйте, пока веревка не будет готова.
10. Добавьте в конец первого пучка второй, но следите, чтобы оба пучка не накладывались одновременно.
Чтобы веревка получилась качественной, обе полоски должны быть одинаковой толщины.
- СВИВАНИЕ ВЕРЕВОК обычный способ

Производится при помощи специальной "вьюхи". Крутя вьюху, с нее спускают веревочный жгут; далее, чтобы свить веревку из трех жгутов, употребляется приспособление, которое часто на Бухтарме можно видеть в досчатом заборе около дома: три отверстия в одном ряду, через которые пропускают три рукоятки, к ним прикрепляют концы жгутов, и далее вьют веревки обычным способом.
Берут две доски — одну побольше и покрепче, а другую поменьше; в той и другой доске просверливают в одинаковом расстоянии по три дыры. В эти дыры вдевают три кривых дубовых палочки, кривули, так, чтобы они могли свободно вращаться, не задевая друг друга. Вращение палочек-кривуль производится при помощи маленькой доски, которая надевается на концы кривуль. К концам кривуль привязываются в особо для этого сделанные зарубки поперек палочки для прикрепления прядей. Этот инструмент служит для навивки веревок из нескольких прядей. Доску с тремя кривулями привязывают к дверям, к столбам растворенных ворот, где кому удобнее; или же стансвят на улице, если предполагается свить длинную веревку, два кола и к ним привязывают доску с кривулями
Затем берут одну такую' прядь, привязывают ее к шпульке и начинают вращать шпульку право рукой, а левой рукой, по мере надобности, прибавляют новой пряди, при том соблюдается, чтоб навитая прядь выходила как можно ровнее и не мохнатилась. 
Когда же пряди окажется довольно для набивши желаемой веревки, то берут доску с одной кривулей и привязывают ее к передку дровней, и ставят на противоположном конце трех кривуль. Теперь берут навитую прядь, привязывают конец ее к, одной из кривуль, а затем натягивают ее*между остальными кривулями. Натягивают прядь длиннее получаемой веревки По мере укорачиванья во время витья, веревка будет таскать за собой сани и постоянно поддерживать надлежащее натяжение. Когда прядь натянута, один вдевает доску- кривули и начинает вращать доску с кривулями в сторону, противоположную крутке пряди, до тех пор, пока все три веревки не будут скручены довольно туго.
- СВИВАНИЕ ШЕРСТЯННЫХ ВЕРЕВОК у тувинцев

Волосы теребили в руках, затем складывали в кучку, из которой вытягивали шесть-семь пучков. Пучки сучили между ладонями. Полученные нити скручивали в три длинных шнура, концы которых привязывали к колышку. Затем брали небольшую доску или палку стремя отверстиям и свободные концы каждого шнура, пропустив в отверстия, связывали узлом (иногда одну палку с тремя отверстиями заменяли тремя колышками, но характер процесса от этого не менялся). Заостренным концом доску или палку втыкали в землю, предельно натянув шнуры. Затем поочередно вынимали колышки из земли, скручивали шнур и, натянув, втыкали в землю. Затем три шнура свивали в одну веревку : три человека, вращая колышки, скручивали натянутые шнуры, а четвертый свивал веревку с другого конца. Этот способ был распространен по всей Туве.
- СВИВАНИЕ ВЕРЕВОК в Амурском крае

Волокна предназначаемые для верёвки, наматываются настолько веретень, Сколько в верёвке предполагается прядей. веретена прочно устанавливается на нарах в юрте. прядь волокон с каждого из них пропускается сквозь особое ушко нарочно для того прикреплённая к одной из подкровельных балок и оттуда спускается обратно вниз почти до самого пола. остальная часть волокон закрепляется на вертинах так, чтобы не разматываться точка пропущенные сквозь ушко пряди привязываются к отдельному веретеном которые вертится до тех пор пока прядь не скрутится в шнурок и не подтянут веретена на под самую крышу. тогда плотно скрученный шнурок на него наматывают и там закрепляют. затем от веретень на нарах отделять новые пряди остальную массу волокна на них закрепляют и работа продолжается тем же способом Таким образом получается верёвки прочные как наши пеньковые пеньковые хорошего сорта.
- СВИВАНИЕ ХВОРОСТЯННЫХ ВЕРЕВОК

Свивают с помощью особой лебедки. кряжа с рукояткой, вращающегося в отверстии толстой, прочно установленной доски. Свивание веревок происходит при помощи станка, граблей и волокуши. Станок состоит из 2—3 прочно врытых и укрепленных столбов с прикрепленными к ним на грудной высоте с обеих сторон толстыми досками; в доски врезаны лебедки в 3 фт. одна от другой. Грабли представляют ряд кольев в 3 фт. один от другого; число промежутков между кольями=числу прядей; на грудн. высоте привязана жердь. Волокуша состоит из дощатого щита с прочно утвержденной стойкой, в к-рую врезана толстая лебедка. Станок, грабли и волокуша располагаются на ровном месте по одной оси. На станке свиваются пряди; грабли поддерживают пряди; волокуша свивает веревку. Для свивания прядей один рабочий медленно вращает лебедку, другой наращивает хворостины, третий следит за готовой частью пряди и четвертый подносит материал. Для свивания веревок, когда все составляющие пряди доведены до конца, концы симметричных относ-но оси дорожки прядей соединяют по два, а на сред-нём выделывают петлю и накидывают ее на чеку лебедки волокуши; между прядями помещают жердевой крест, в каждом углу к-раго проходит по одной пряди и к-рый держат в руках. Затем лебедки станка вращают в прежнюю сторону, а лебедку волокуши в обратную, благодаря чему пряди свиваются между собой и, толкая крест, тащат волокушу к станку.

### Механическое производство
Веревочное и канатное производство, при крайней простоте и относительно дешевизне своего механизма, нуждается в значительных затратах на сырой материал, а потому фабрика здесь сильный конкурент кустарного производства. В России кустарное, канатное и веревочное производство, при пранильной постановке можетъ конкурировать съ фабричнымъ производствомъ:XIII.
Веревки производится тремя способами:519:
1) на комбинированных машинах (крутят и пряди, и канаты из них)
2) на машинах, отдельно вырабатывающих пряди и отдельно скручивающих веревку
Производство неметаллических канатов осуществляют на машинах, называемых канатными дорогами, и стационарных прядевьющих и канатовьющих машинах. На канатных дорогах каболки последовательно вытягиваются и свиваются в пряди длиной до 350 м. Затем, проходя через головную стационарную и подвижную части машины, пряди подкручиваются и группируются по 3 или 4 на тележке с чекмарём — приспособлением для свивки каната. С помощью крючков головной и подвижной частей машины пряди свиваются в канаты тросовой, а затем кабельтовой свивки. На канатных дорогах изготовляют канаты или верёвки различных диаметров длиной до 250 м при использовании 2-3 типоразмеров.
3) путем выработки так называемой механической бечевы на канатных тягально-спускальных машинах с откатывающейся кареткой.

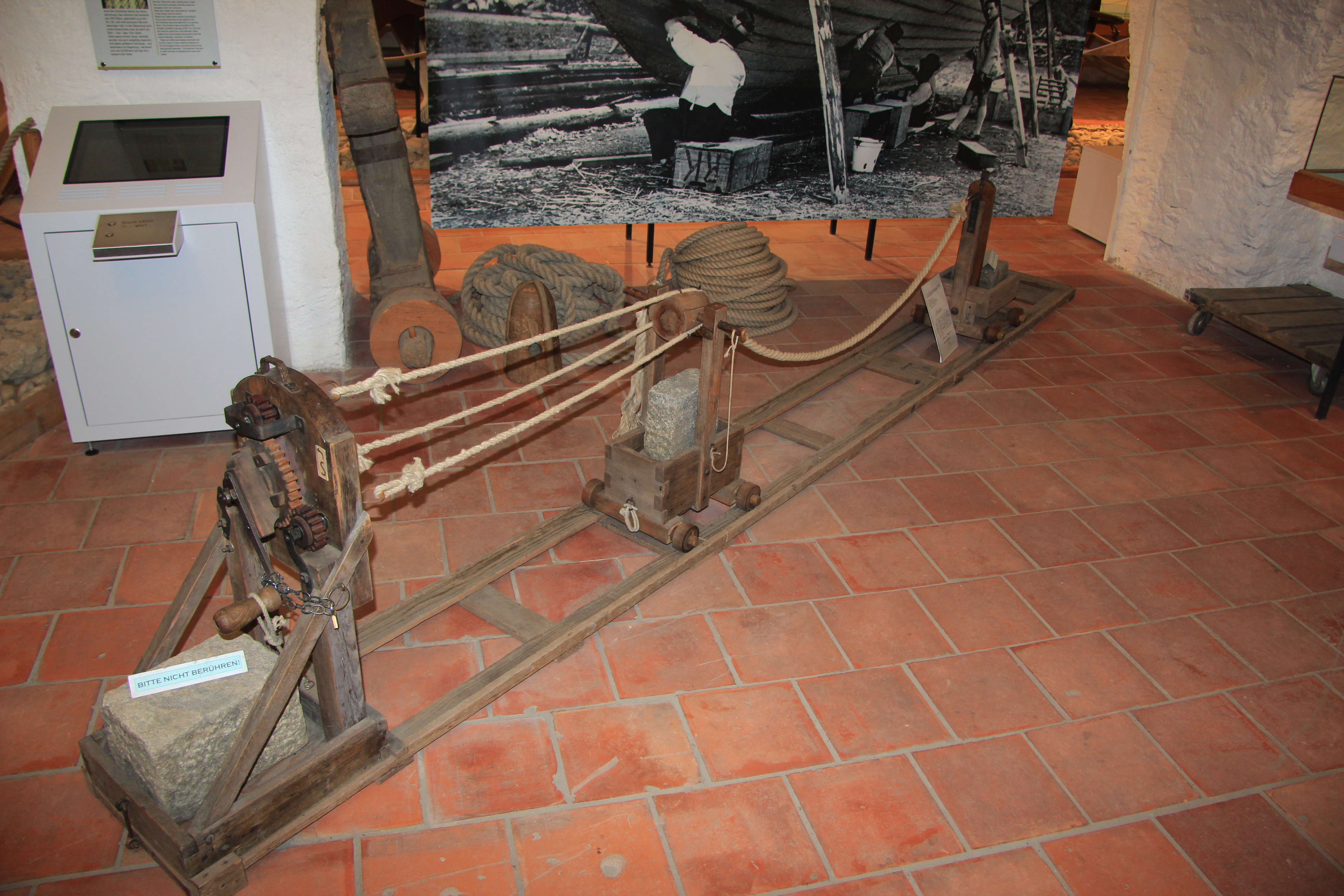
Машина, называемая канатной дорогой
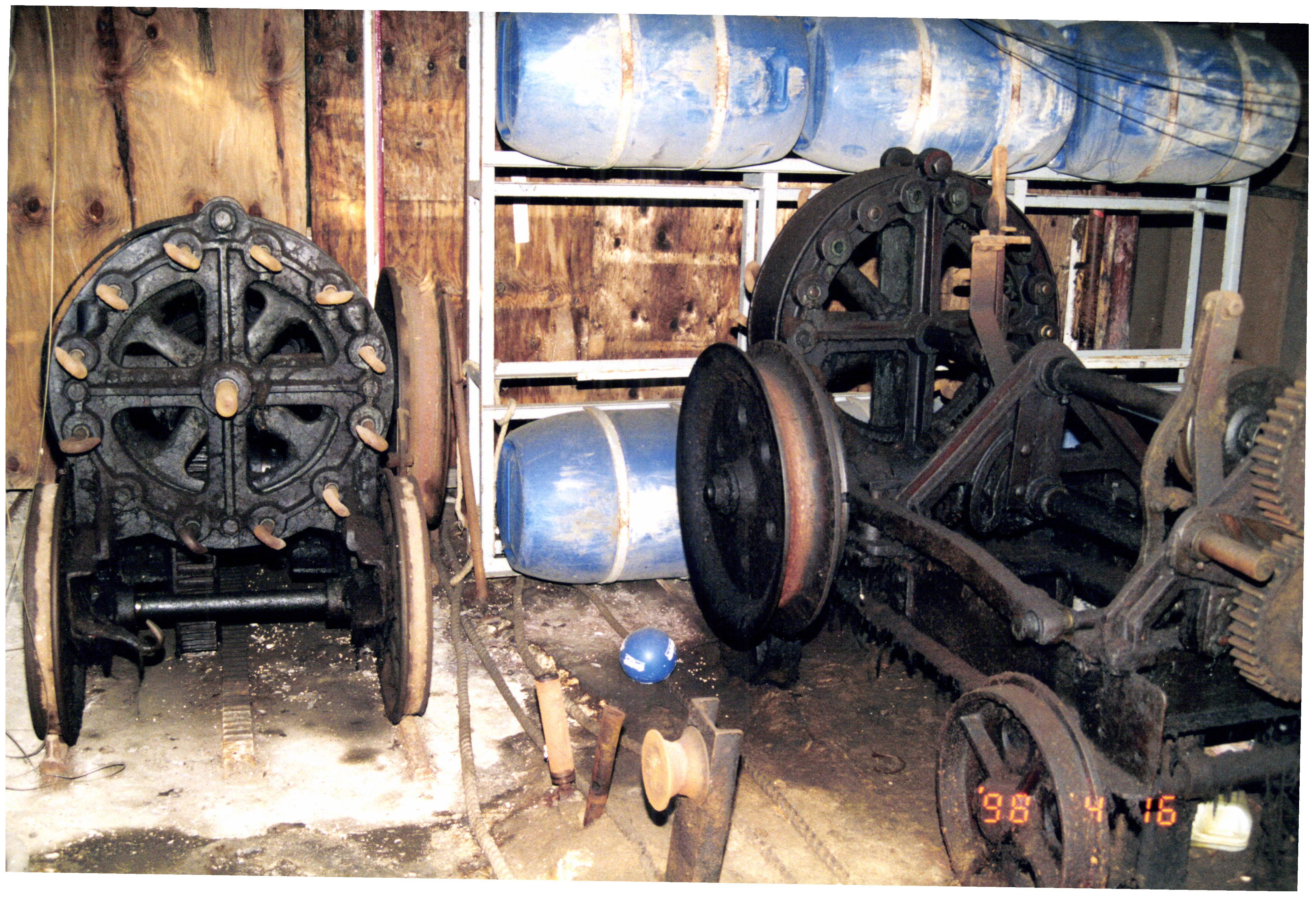
канатная машина
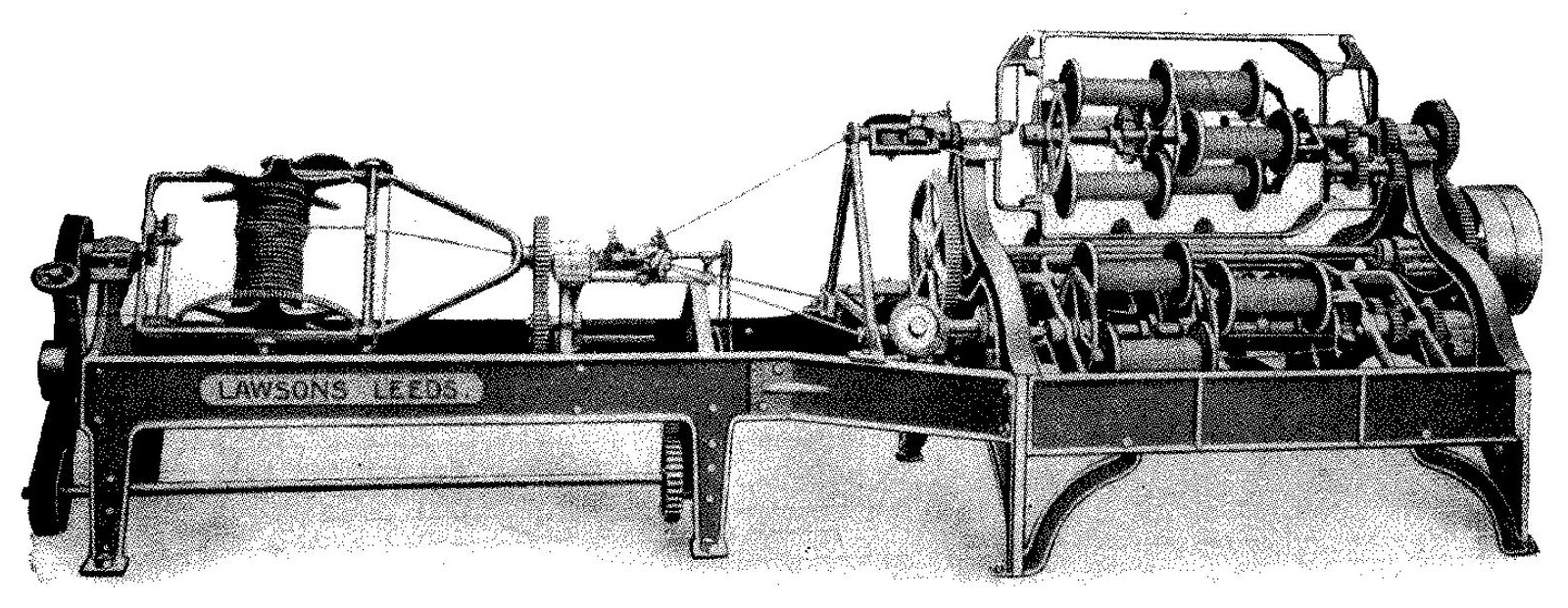
Горизонтальная комбинированная веревочная машина
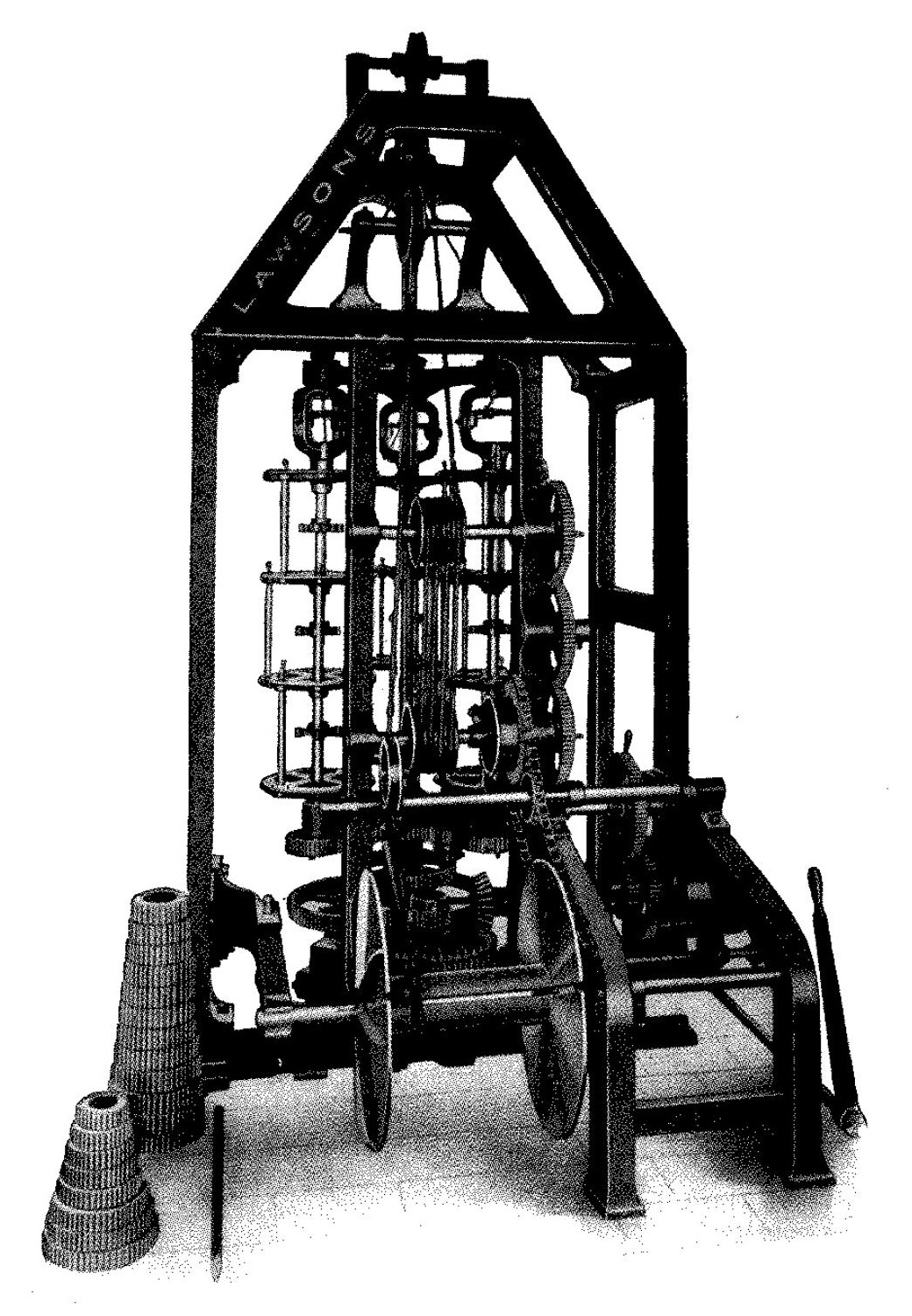
Вертикально комбинированная веревочная машина
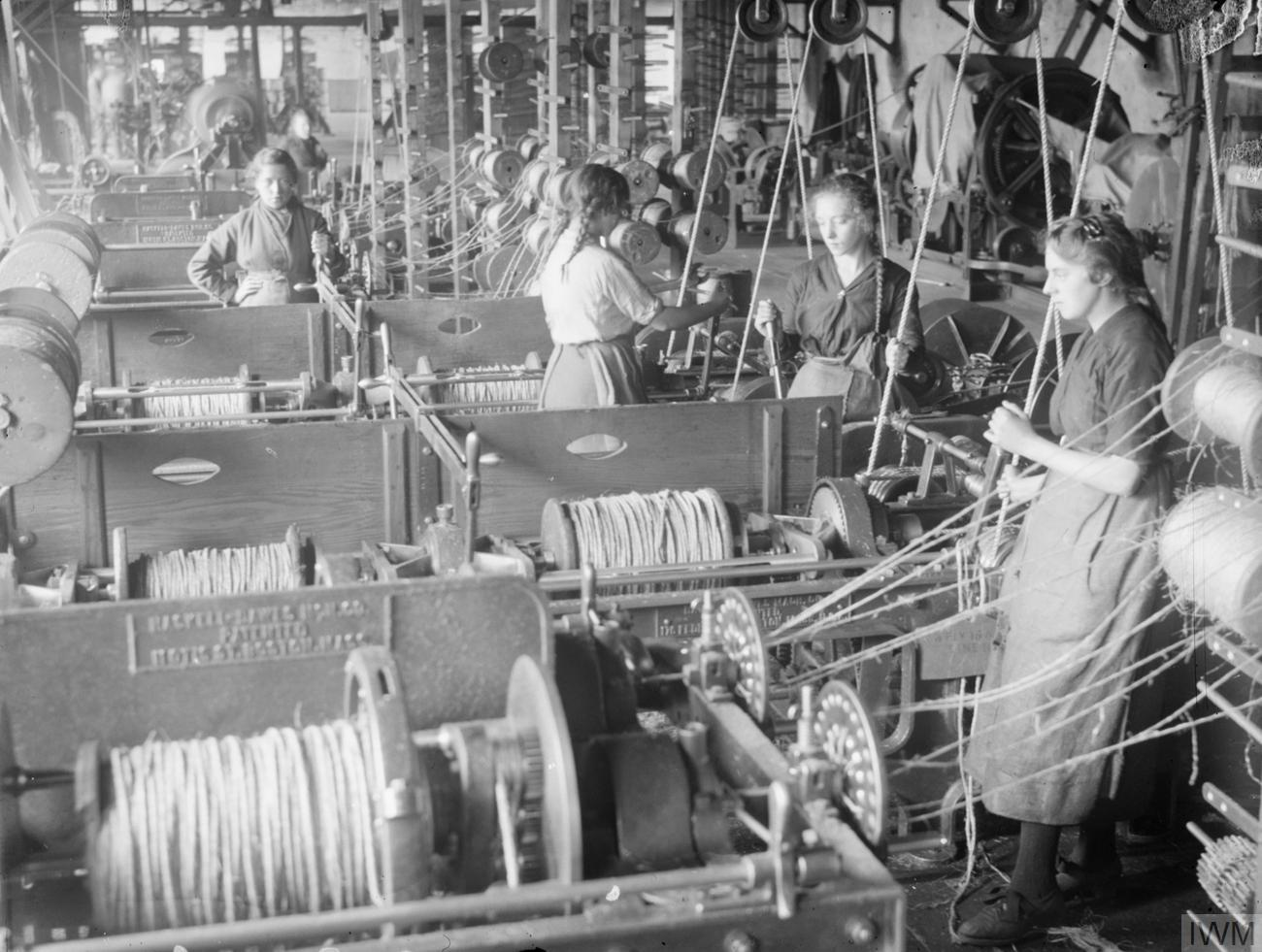
Канатоукладочные машины на шотландской канатной фабрике, ноябрь 1918 г.

### Химических тросы
Основным исходным сырьем для получения химических волокон служат древесина, отходы хлопка, стекло, металлы, нефть, газы и каменный уголь. Промышленное производство химических волокон включает в себя пять этапов:15:
- получение и предварительная обработка сырья;
- приготовление прядильного раствора или расплава;
- формование нитей;
- отделка;
- текстильная переработка.

Процесс производства волокон из полимеров состоит в том, что расплавленный или растворенный полимер продавливается через фильтр, а затем через закрытое устройство с мелкими отверстиями — фильерами. Вытекающие через них нити поступают в коагуляционную ванну, в которой они затвердевают, превращаются в волокно и затем наматываются на бобины. Такой процесс называется мокрым прядением. При сухом прядении нити, пройдя через фильеры, попадают в камеру с относительно высокой температурой, где растворитель испаряется, а волокна затвердевают и наматываются на бобины. В дальнейшем происходит прядение — скручивание волокна в элементарную нить. Однако в таком виде волокно не может быть использовано в качестве пряжи, ниток и тканей, так как обладает низкой прочностью, сильно вытягивается, поэтому волокна вытягивают на специальных крутильно-вытяжных машинах. При этом происходит важнейший физико-химический процесс — вытягивание и ориентация макромолекул в осевом направлении, закрепление волокном технических свойств высокополимера:14.
Плетеные канаты делают из толстых прядей на канатоплетельной машине. На ней 8 катушек и находятся они на двух каруселях, по четыре на каждой. А фигуры, которые они выписывают— это восьмерки, только исполненные асинхронно, без явной симметрии. Такое сложное движение нужно затем, чтобы
получился канат с попарным плетением — две пряди чередуются с двумя прядями. Катушки на каруселях ни в коем случае нельзя путать, потому что на одной восьмерке левая крутка, на другой правая, а если все пряди будут смотреть в одну сторону, то канат расплетется. Тут ведь не крутка, а плетение, и силы, удерживающие рядом скользкие пряди, существенно слабее. Вертится карусель, с постоянной скоростью — ровно 16 оборотов в минуту. А шаг плетения, частота, с которой перехлестываются пряди, она зависит от того, с какой скоростью вращается барабан, на который наматывается готовый к отправке крепкий плетеный канат. Производительность такой машины почти втрое меньше, чем крутильной машины (а значит, канат обходится значительно дороже крученого).
Все оплеточные машины, применяемые в кабельной промышленности, подразделяются на два типа: коклюшечные (челночные) и карусельные (катушечные).

коклюшечная оплеточная машина
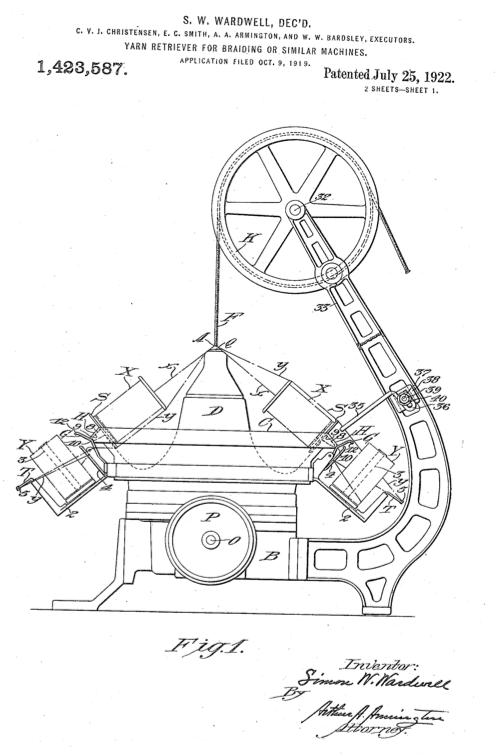
Патент на плетельную машину Wardwell Rapid, 1922
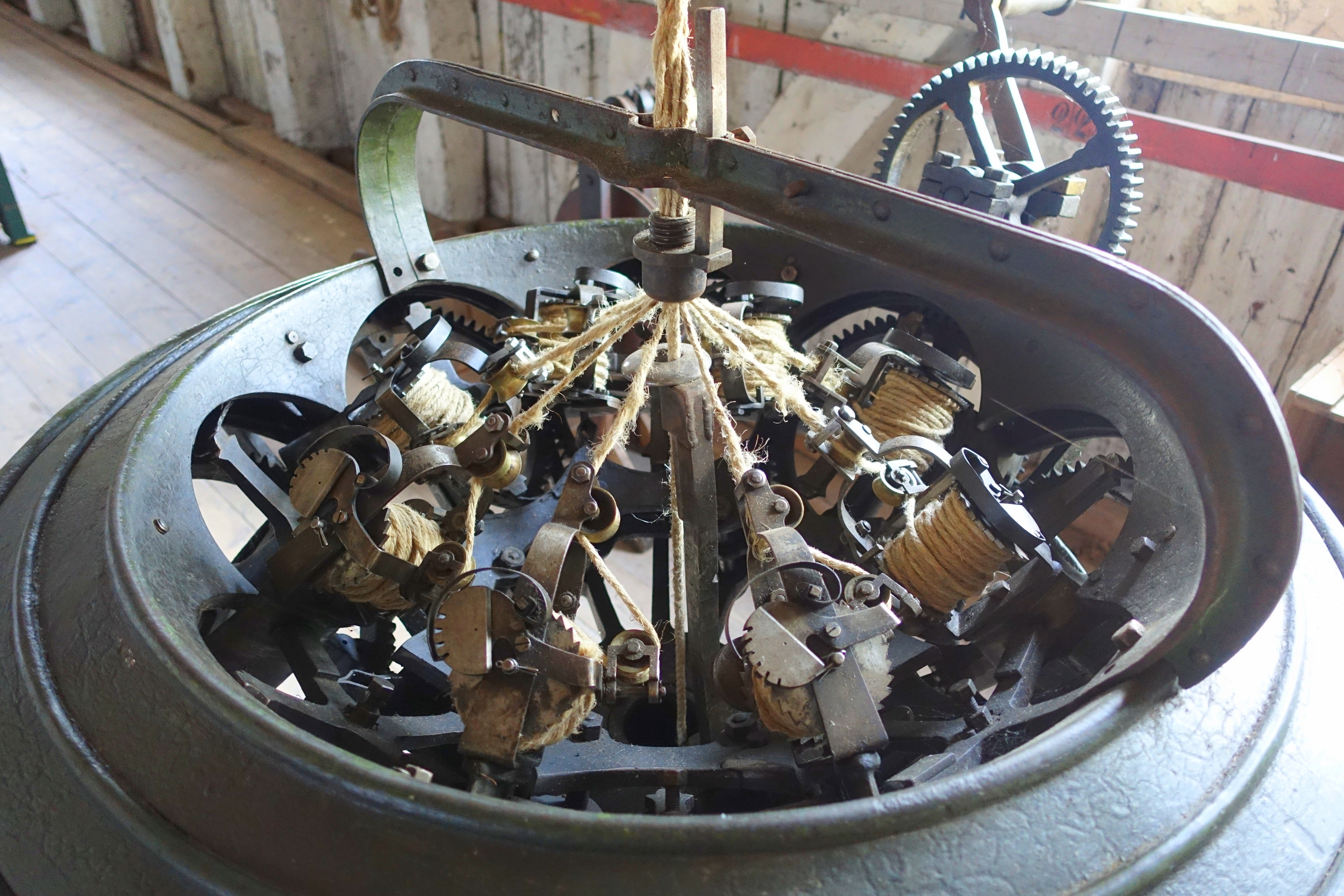
Веревочная фабрика Карлскруна 2014
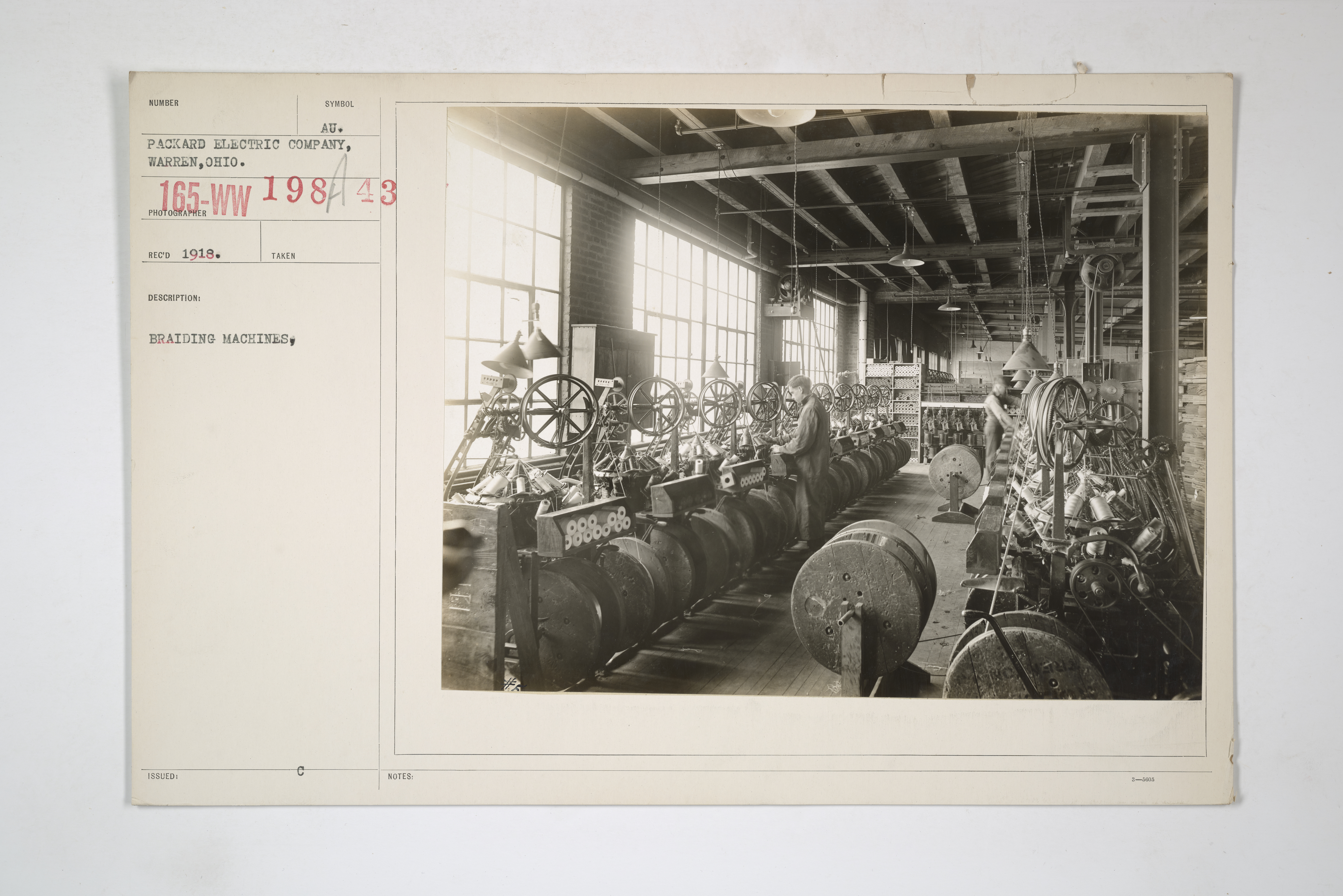
1918

### Стальные тросы
Производство металлических канатов осуществляют на прядевьющих и канатовьющих машинах, которые имеют одинаковые кинематические схемы и отличаются только размером и числом зарядных катушек.
Проволочные канаты получают из заготовки-катанки путем многократного холодного волочения с промежуточными химической и термической обработки. В результате этих процессов проволока имеет предел прочности 1400 … 2400 МПа. На прядевьющих машинах проволоки свивают относительно центральной проволоки в пряди. Затем на канатовьющих машинах пряди свивают в канат относительно сердечника. В процессе свивки пряди и канат смазывают антикоррозионными и антифрикционными смазками. Изготовленные канаты наматывают на барабаны или укладывают в бухты.
При выработке каната проволока наматывается сначала на шпули, число которых соответствует числу проволок в рядах. В тростильной машине проволоки равномерно сматываются со шпуль и сплетаются в прядь, которая навивается на барабан или на шпулю. Так как при цинковании проволоку приходится нагревать, то часто при этой операции происходит закаливание или пережигание проволоки, уменьшающее ее крепость. Поэтому в последнее время проволоку покрывают цинком гальванопластическим способом, что, правда, обходится гораздо дороже.

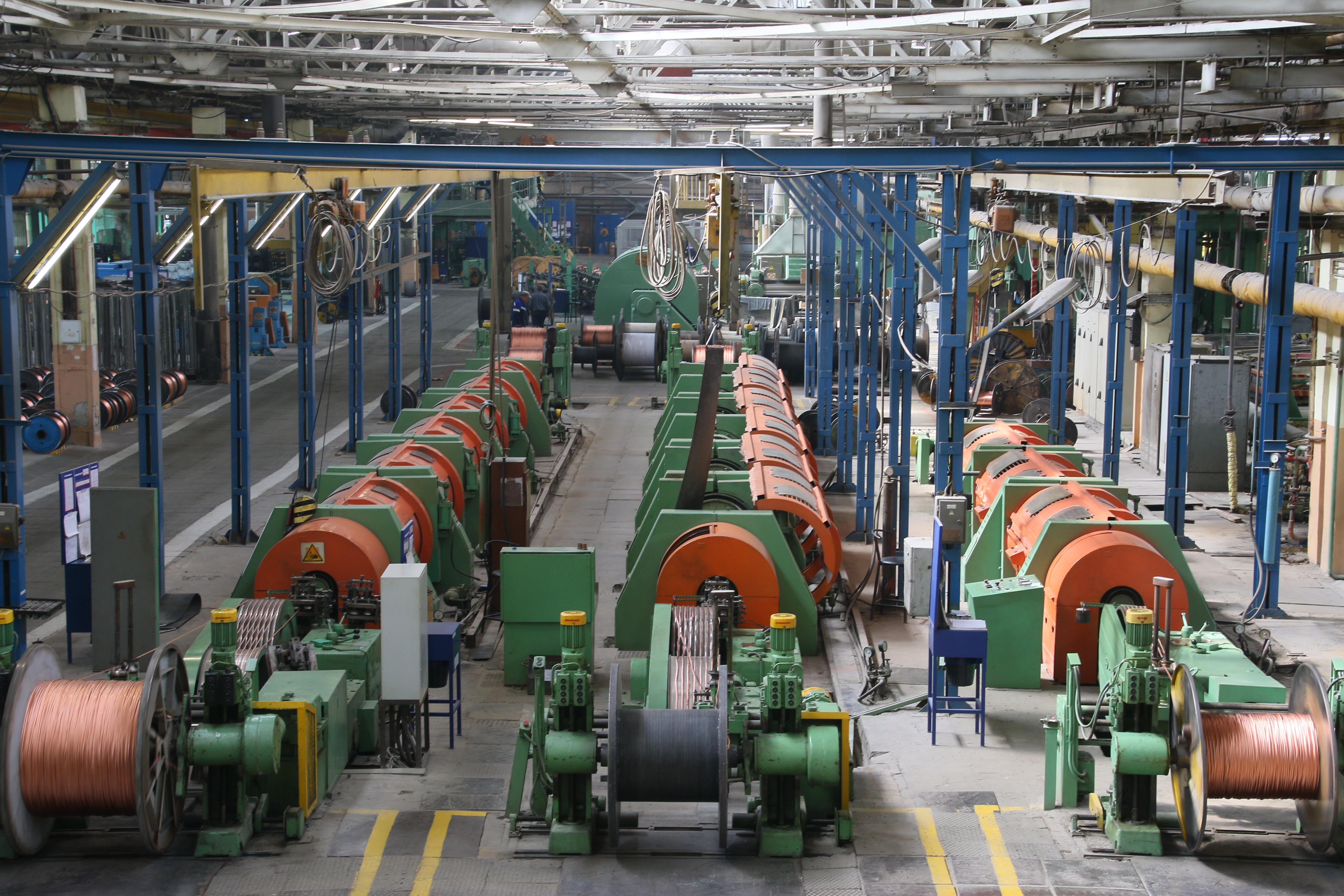
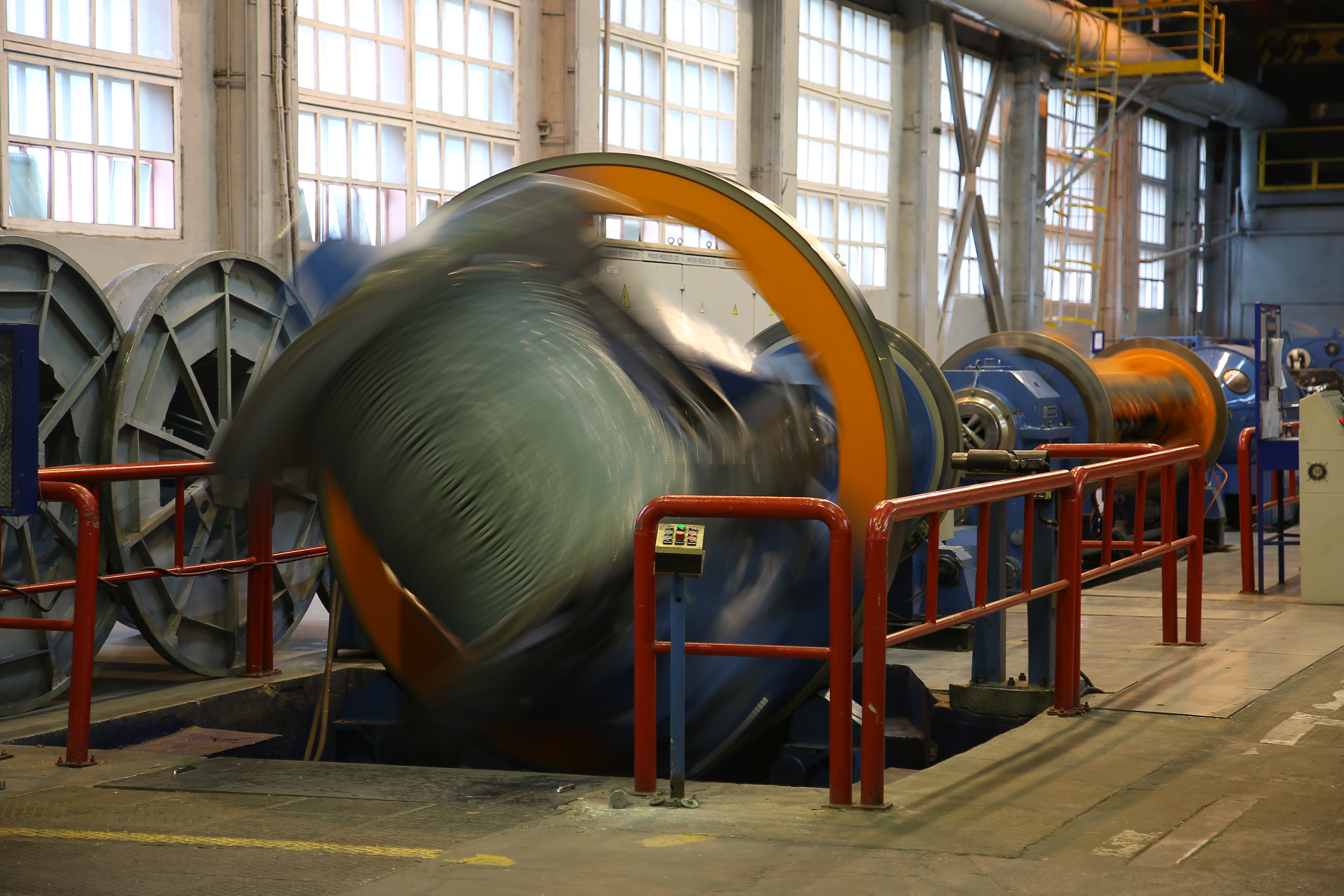
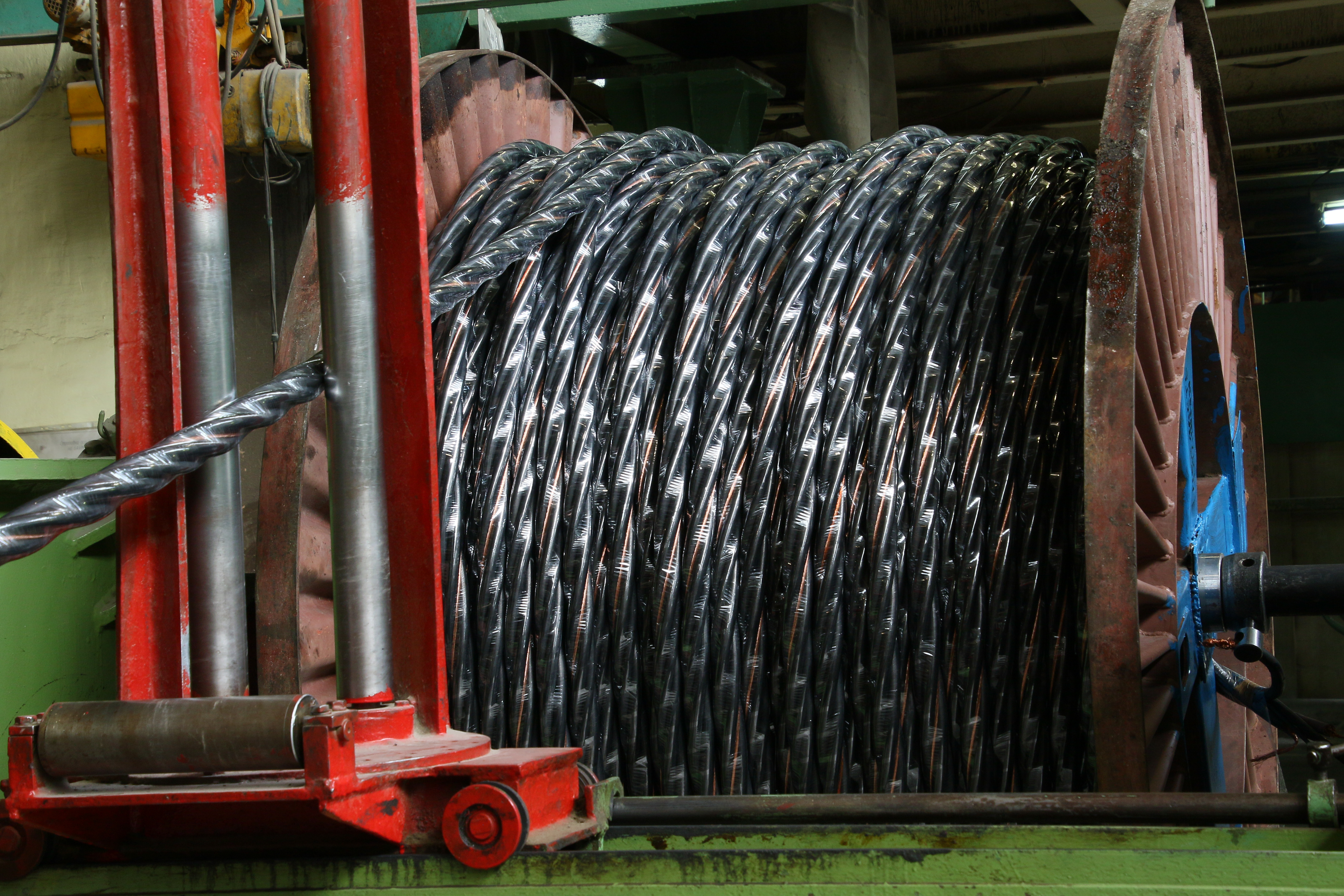
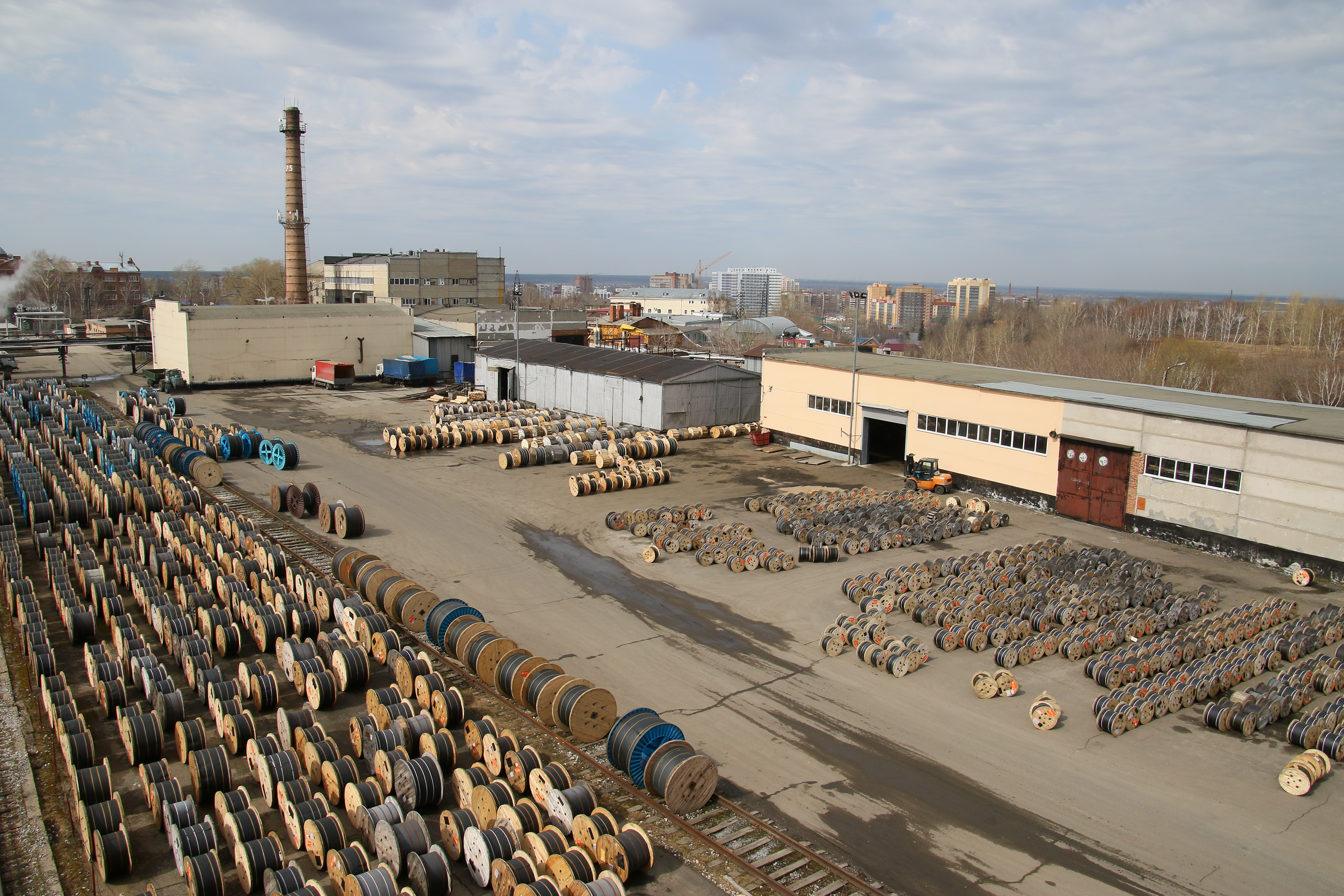

## Применение
Судовые приспособления:
- Штормовой трос — туго натянутый трос (леер), за который держатся люди при передвижении во время штормовой погоды[11]:513;
- Штуртрос (уст.) — трос, связывающий штурвал с румпелем[11]:514;
- Якорный канат — гибкая связь (цепь или трос) между якорем и корпусом корабля (судна), с помощью к-рой якорь отдается и затем поднимается из воды. Старое название якорной цепи[11]:530;
- Шнур — растительный трос (длина окружности 8,8—37,7 мм) для крепления паруса к реям и пр.[11]:510;
- Швартов — трос (цепь), предназнач. для крепления корабля (судна) к причалу или др. кораблю (судну)[11]:503;

При выборе троса для работы в конкретных условиях руководствуются его эксплуатационными качествами, которые определяются физико-механическими характеристиками троса. Важнейшими из них являются прочность, гибкость и эластичность:5.
Тросы трехпрядные несмоленые тросовой работы применяют в качестве швартовов, стропов, буксирных тросов, оттяжек для грузовых стрел, фалиней, ликтросов, такелажа, лееров и т. д.
Тросы трехпрядные смоленые тросовой работы используют главным образом, как буксирные и швартовные концы, бегучий такелаж.
Буксировка поврежденной машины производится при помощи перекрестной сцепки тросов.
Смолевый трехпрядный тросъ, благодаря своей крѣпости к тому что онъ не боится сырости, употребляется вездѣ:11.
Смоленый четырехпрядный тросъ, благодаря ровности спуска, примѣняется въ тѣхъ случаяхъ, когда тросу приходится терпѣть большое треніе, какъ напримѣръ у талреповъ вантъ, въ нѣкоторыхъ таляхъ и т. п.:11.
Смоленые тросы кабельной работы употребляются какъ дректовы, швартовы, буксиры и т. п., и вообще тамъ гдѣ тросу приходится быть долго въ водѣ, так как, благодаря способу спуска, тросы эти плохо намокаютъ и быстро сохнуть:11.
Цѣлые, несмолевые тросы употребляются для вооруженія шлюпокъ и тогда, когда хотятъ вещи не запачкать смолой:11.
Бородочные тросы употребляются для бѣлевыхъ лееровъ, шкентросовъ н тамъ гдѣ можно взять толстый тросъ, взамѣнъ его малой крѣпости:11.
Из старых тросов изготовляются маты, кранцы, дорожки, швабры и т. п.:56
Тросы кабельной работы применяются как швартовы, реже как буксиры.
Стальные жесткие идут на стоячий такелаж, гибкие на бегучий.
Фитиль приготовляют из хлопчатобумажной веревки диаметром не менее 5...8 мм, вываривая ее в 5% растворе едкого натрия или 2% растворе нитрата калия. Фитили лучшего качества изготавливают, вываривая хлопчатобумажные веревки в 10% растворе азотнокислого свинца в течении 1 часа. Фитиль горит со скоростью не более 0,05 мм/сек, хороший фитиль не может быть задут сильным ветром, однако даже слабый дождь гасит фитиль.
Мягкие пращи изготавливались из кожи (цельных ремней или плетеных) или растительного волокна (только плетенные).
| Канаты                      | Применение                                                                                               |
| Металлические               | |
| Спиральные открытые         | Ванты, арматура строительных конструкций технических изделий, грозозащитные тросы высоковольтных передач |
| Спиральные закрытые         | Канатные дороги, шахтные подъемники                                                                      |
| Тросовые крестовые          | Подъемные, транспортные механизмы и машины, буровые установки, лесозаготовка                             |
| Тросовые односторонние      | Фуникулеры, наклонные шахтные подъемники                                                                 |
| Тросовые фасоннопрядные     | Шахтные подъемники с многоканатным подъемом                                                              |
| Кабельтовые многостренговые | Морской и речной транспорт (швартовые, буксирные)                                                        |
| Комбинированные             | Орудия тралового лова                                                                                    |
| Невитые                     | Арматура строительных конструкций, подвесные канатные мосты                                              |
| Плоские                     | Шахтные подъемники (подклетьевые), проходческое оборудование шахт (подъемные)                            |
| Плетеные                    | Грузоподъемные устройства (исключают вращение поднимаемого груза)                                        |
| Неметаллические             | |
| Тросовые бельные            | Такелаж, обвязка тары,                                                                                   |
| Тросовые смольные           | Такелаж и др. (в основном на морском и речном транспорте)                                                |
| Кабельтовые                 | Швартовые, буксирные                                                                                     |

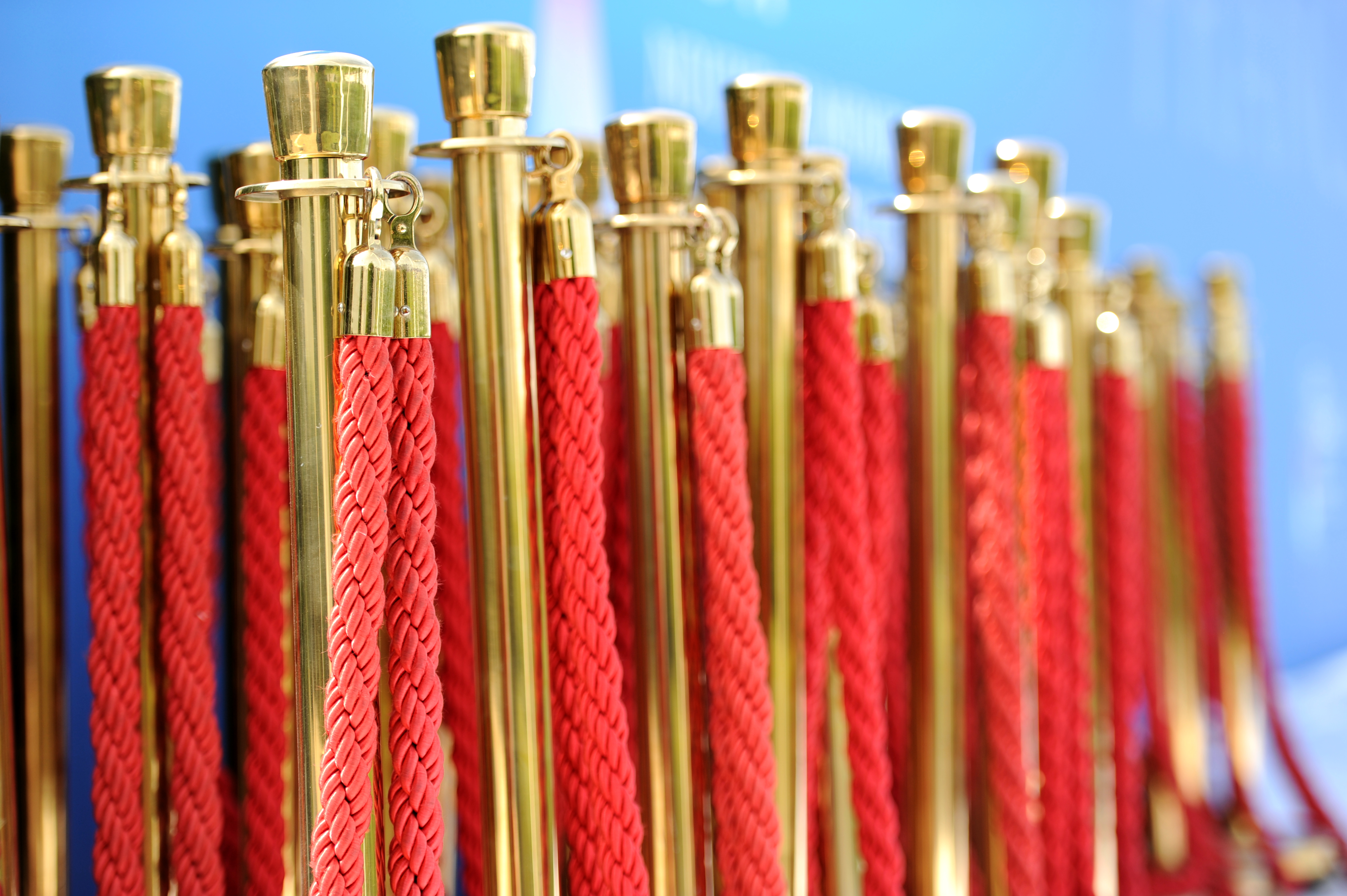
Бархатный трос в качестве ограждения
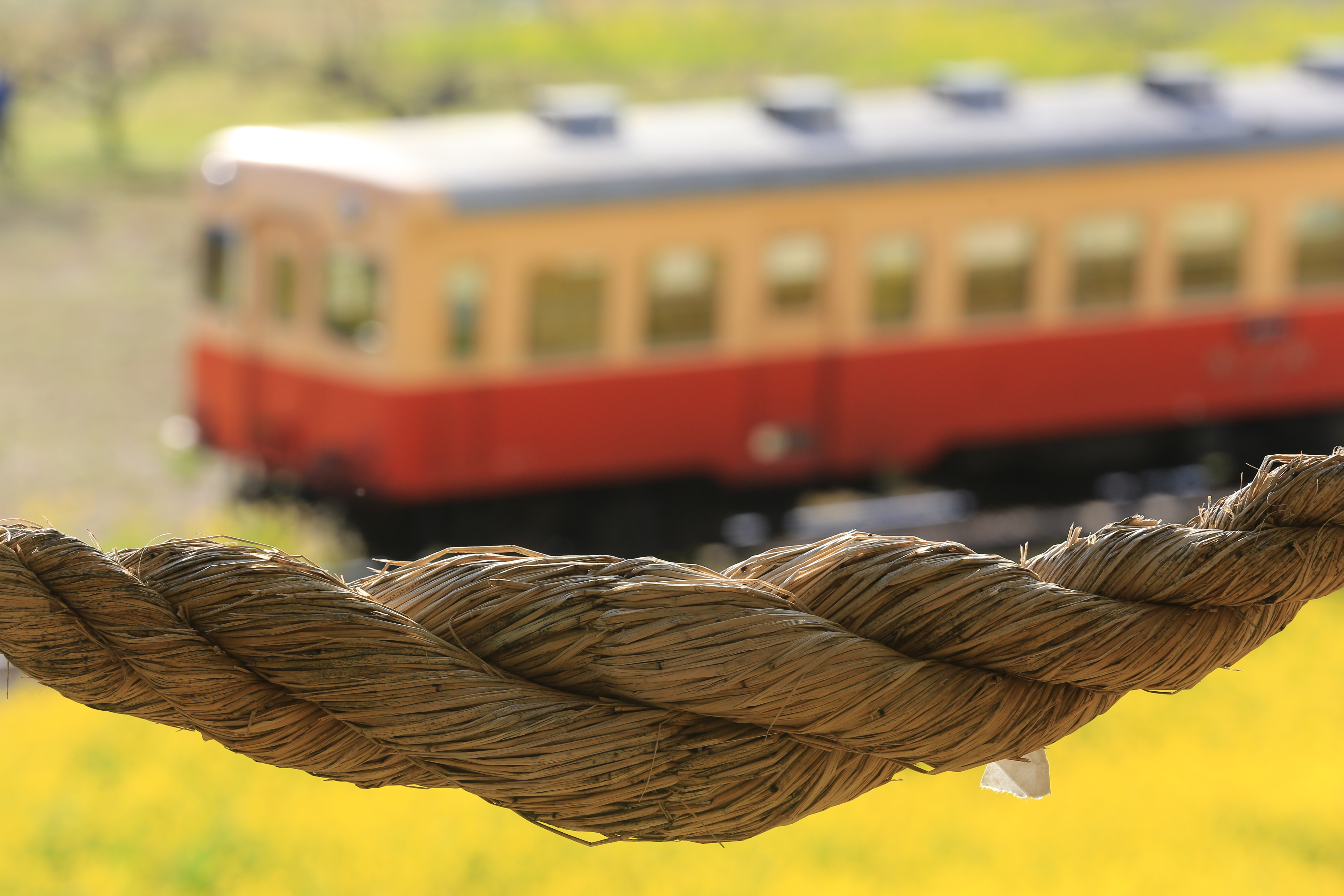
Симэнава из соломы
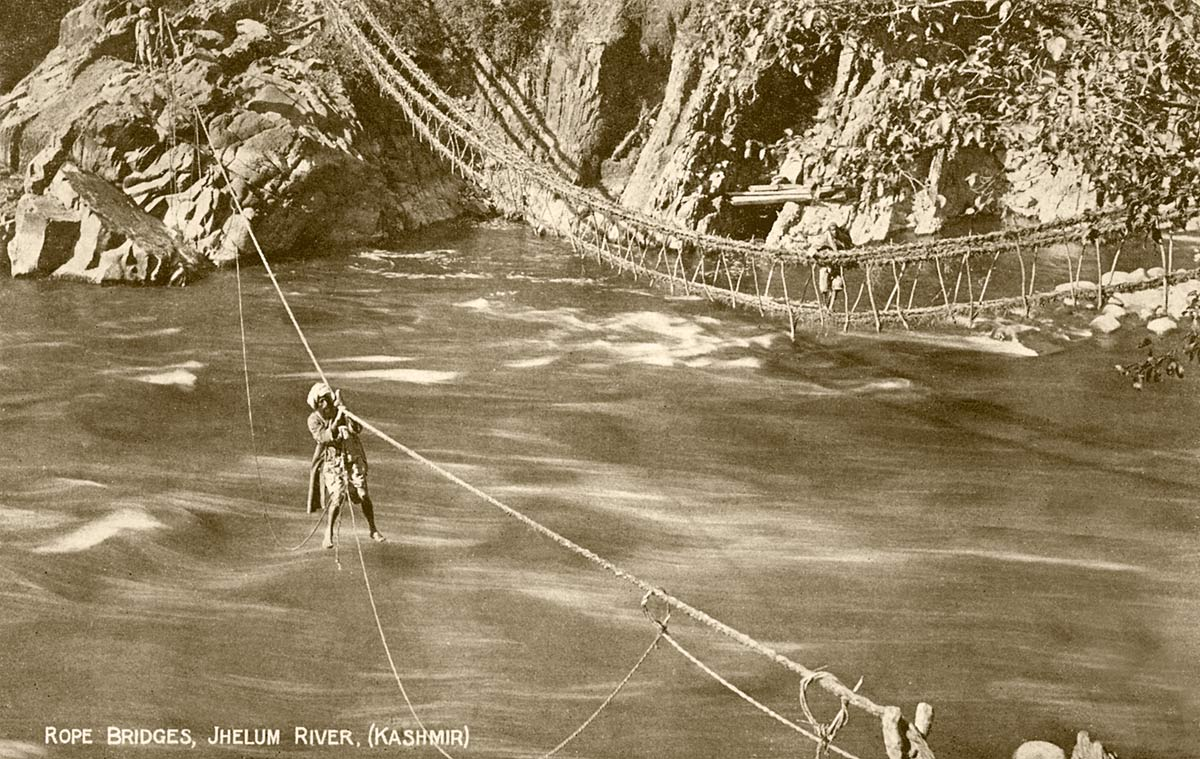
Висячий мост, Кашмир, Один из мостов — это канат, сделанный из прочной скрученной коровьей кожи
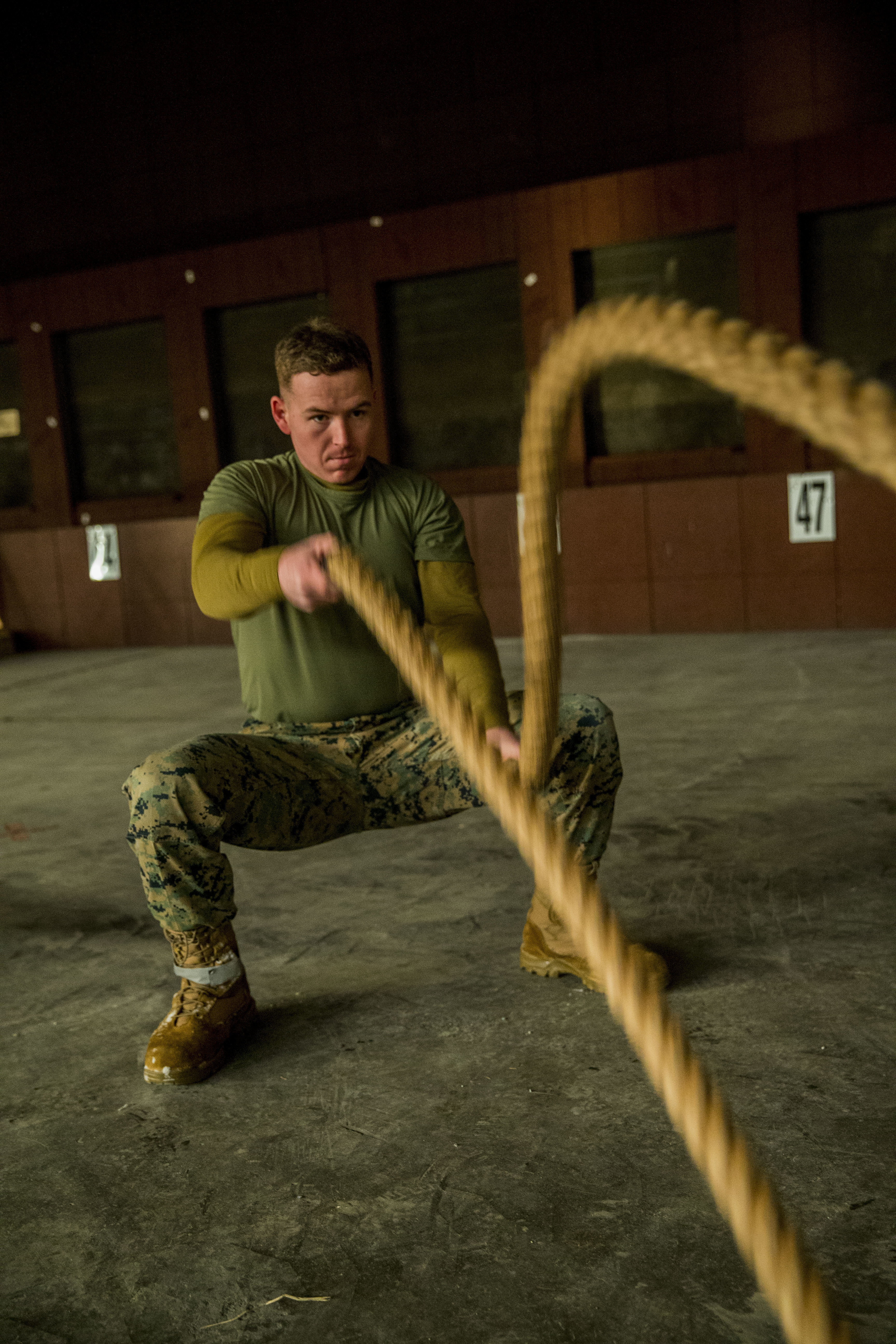
силовые упражнения
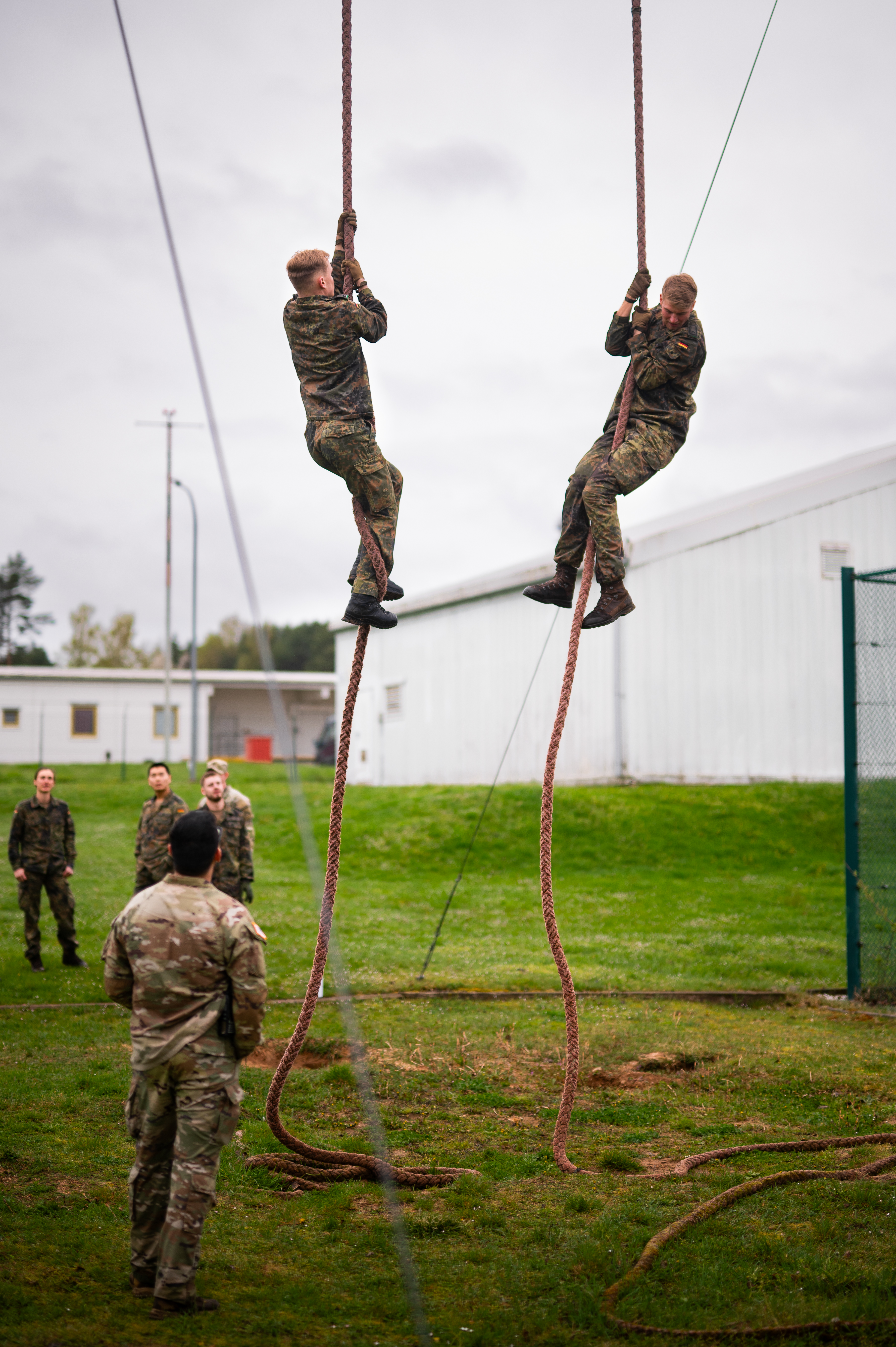
Лазание по канату
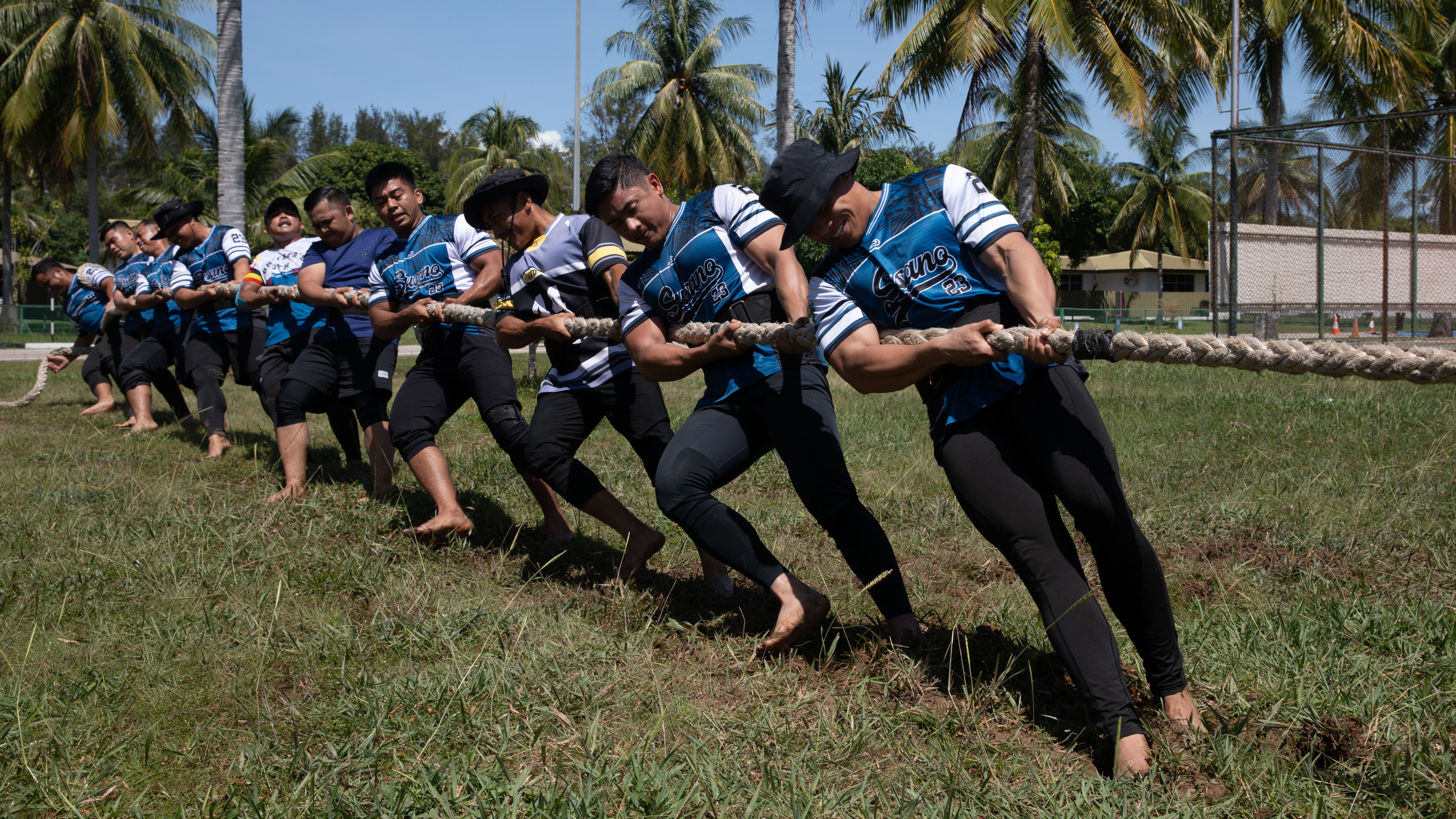
Перетягивание каната
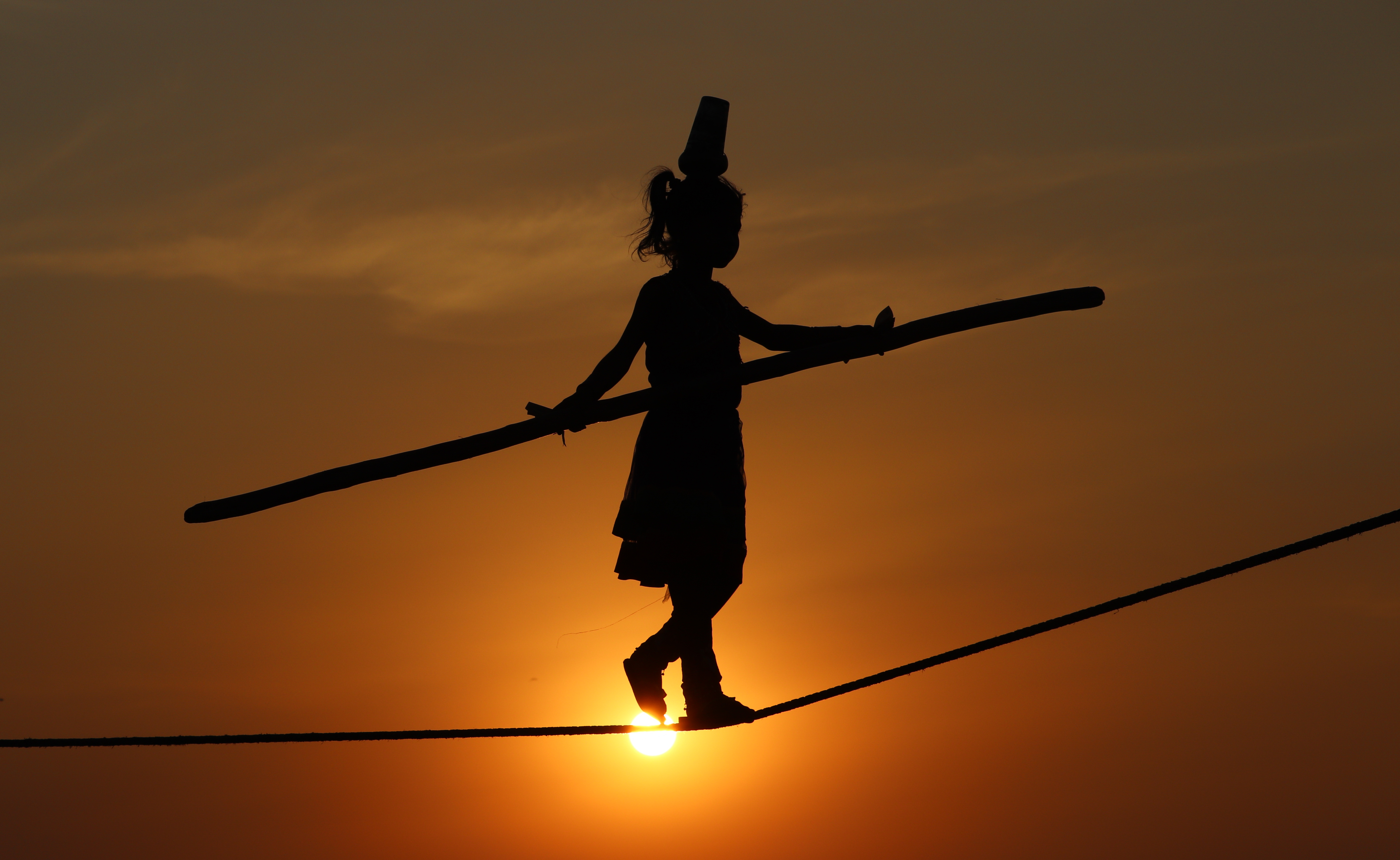
Хождение по канату
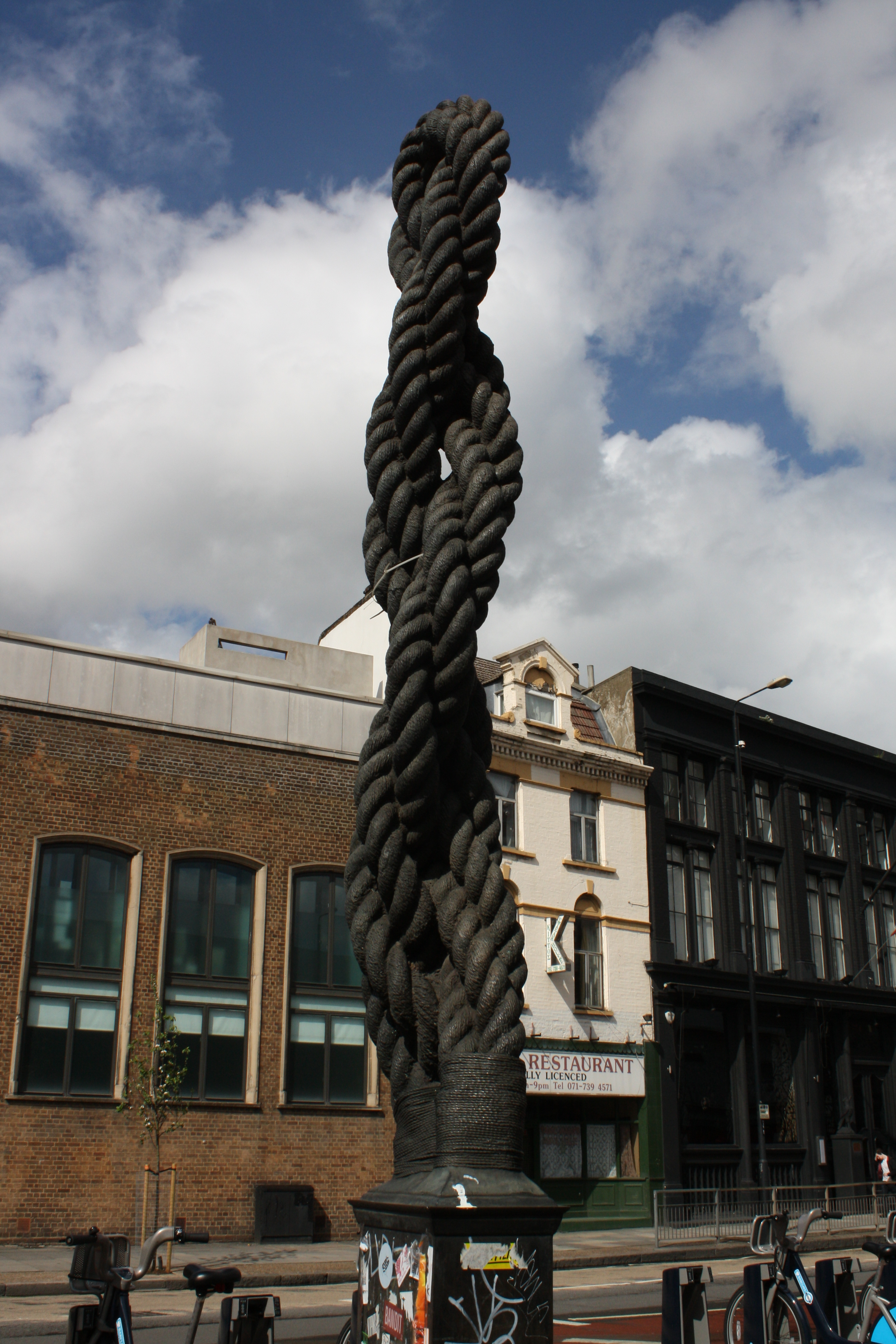
Скульптура «Бетнал Грин» установлена в рамках исследовательской программы «Бетнал Грин Сити Челлендж»
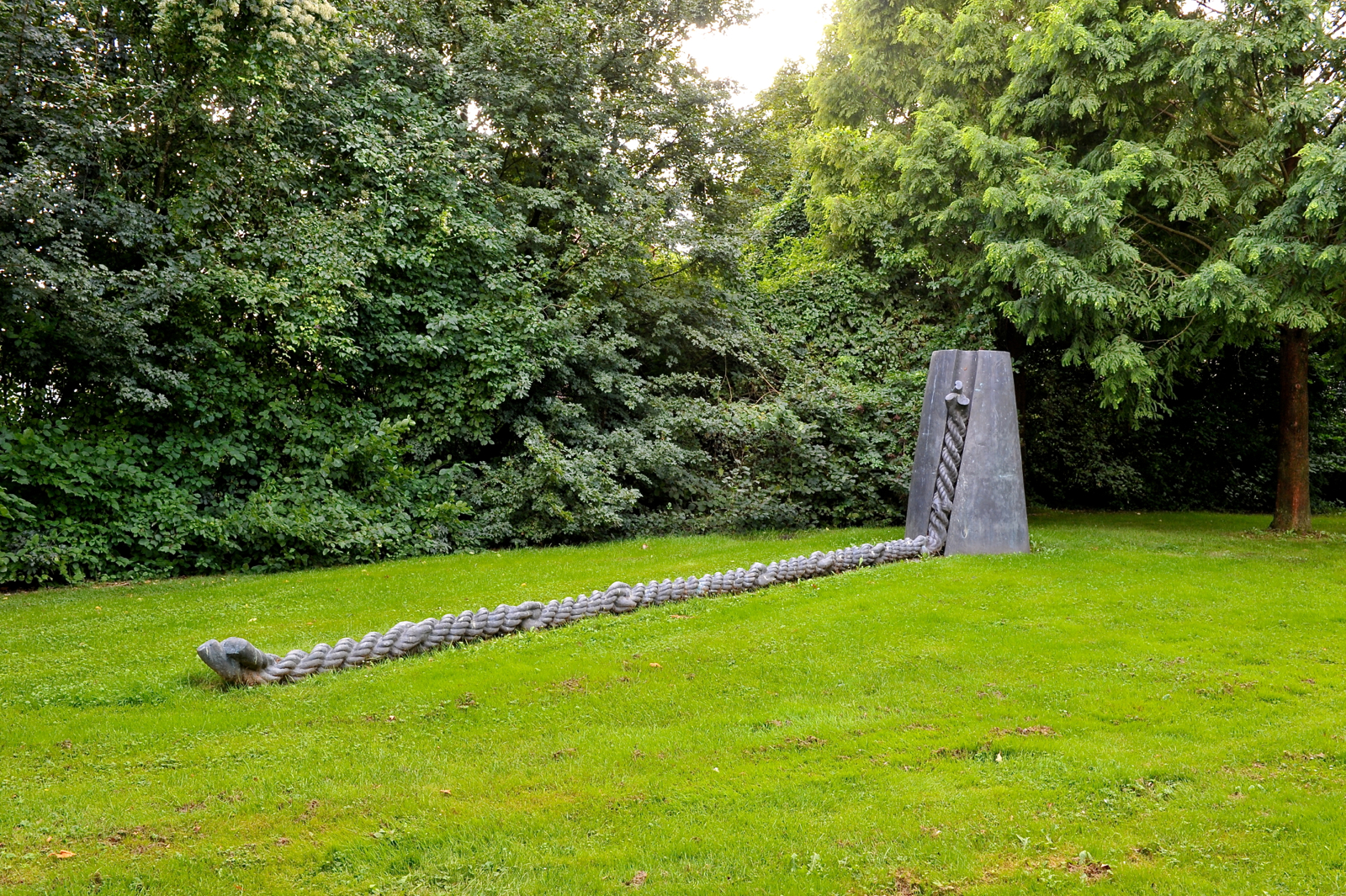
Скульптура «De Klos» (1997) нидерландского художника Леона Вермана
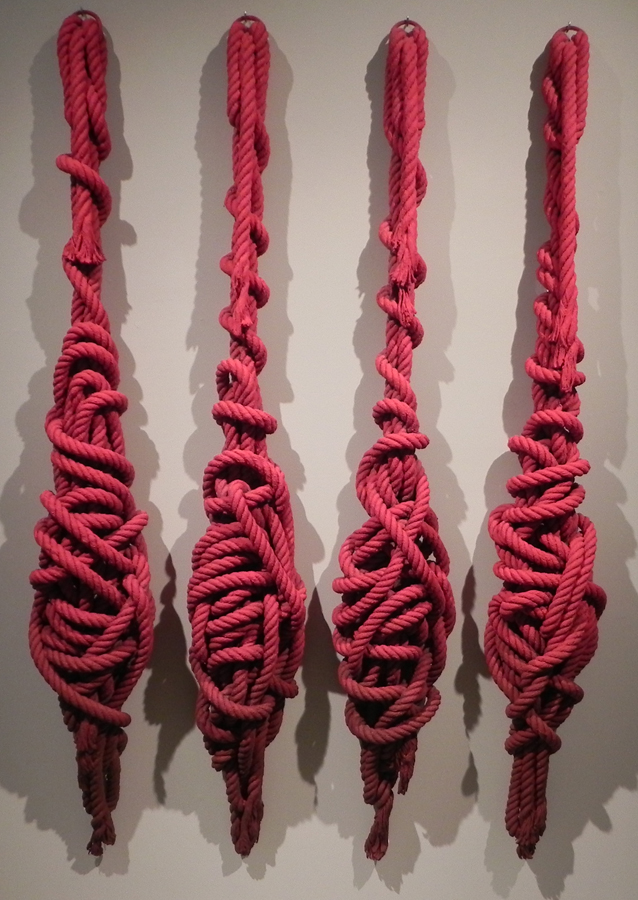
художник en:Laurent Jiménez-Balaguer
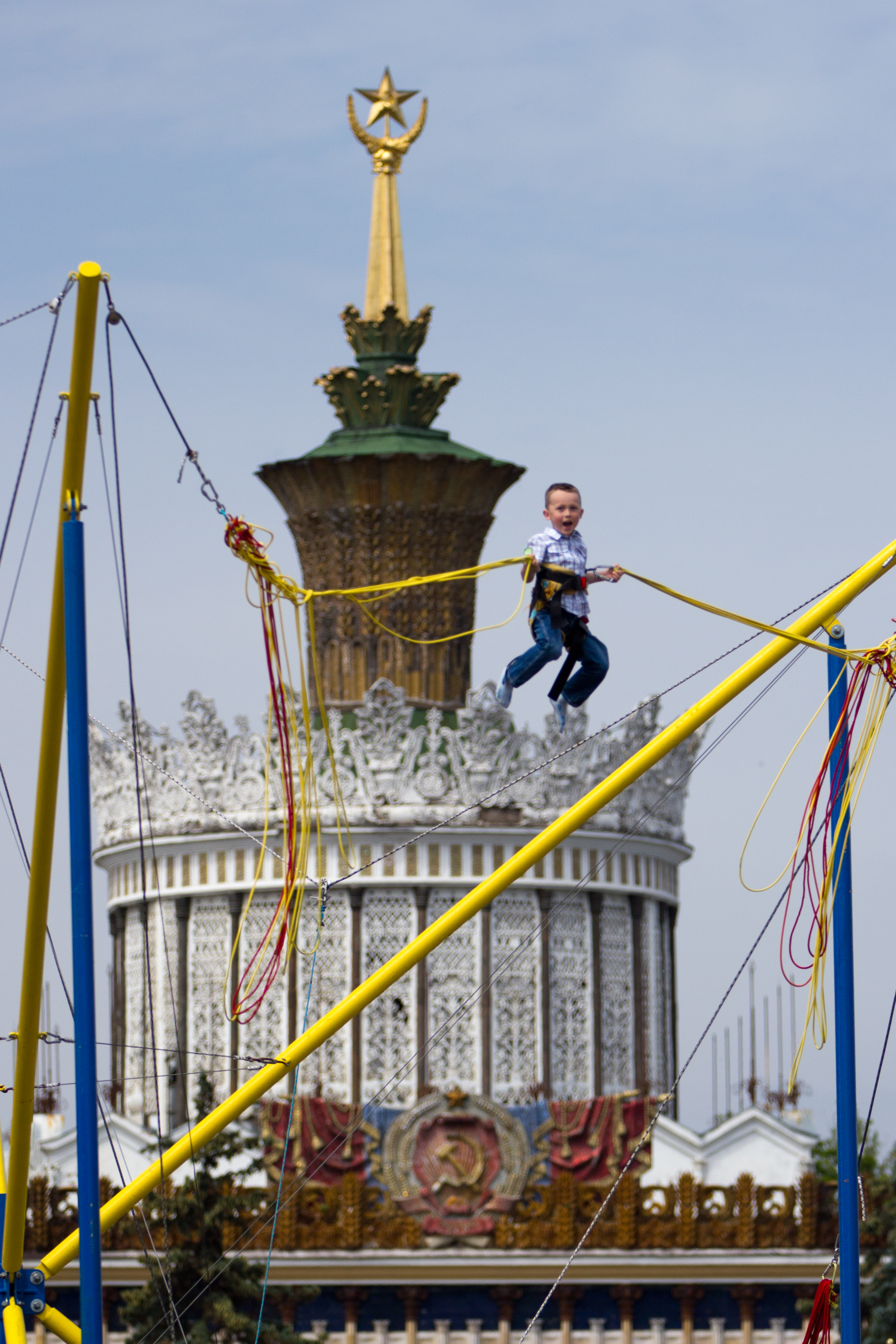
en:Bungee cord
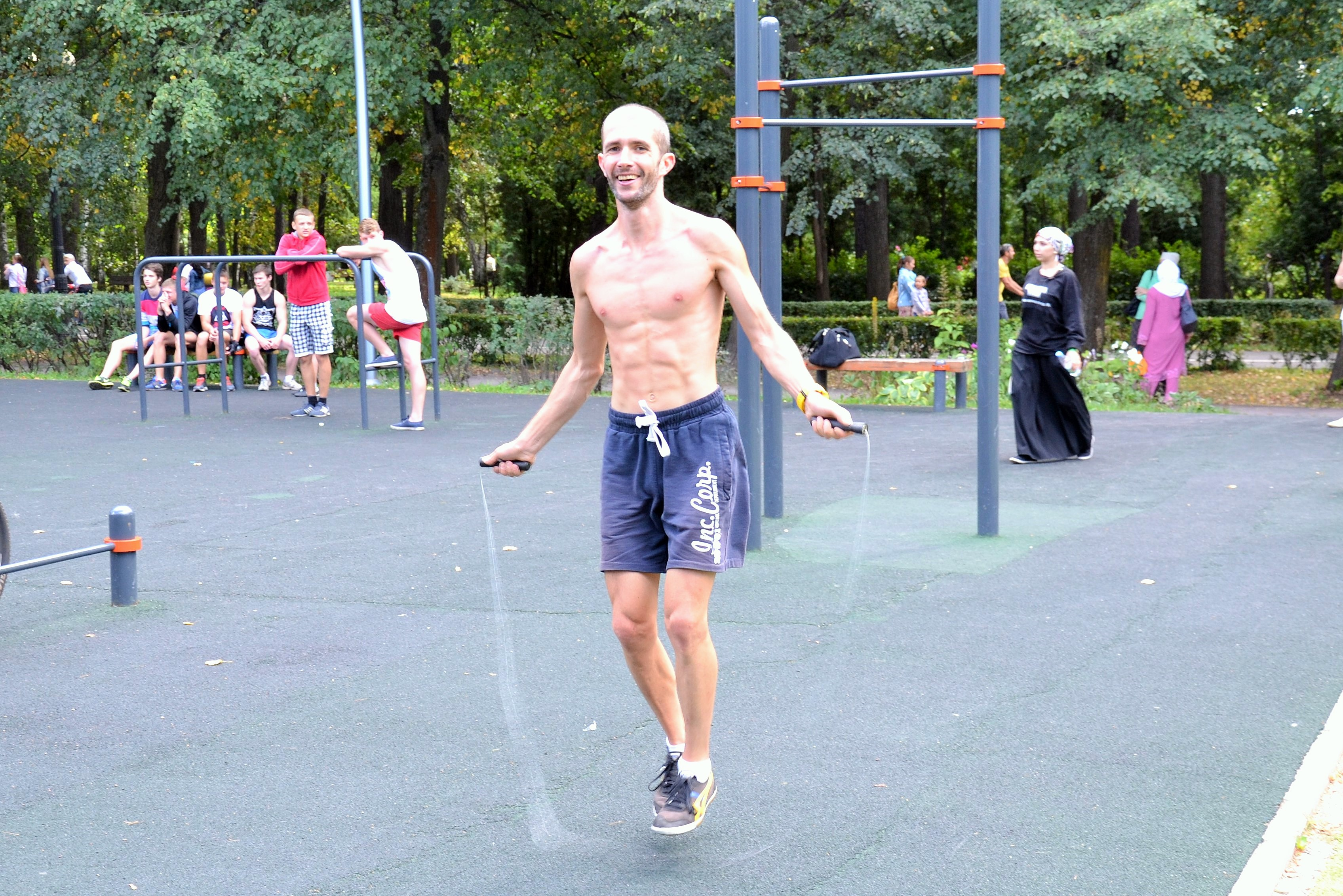
скакалка
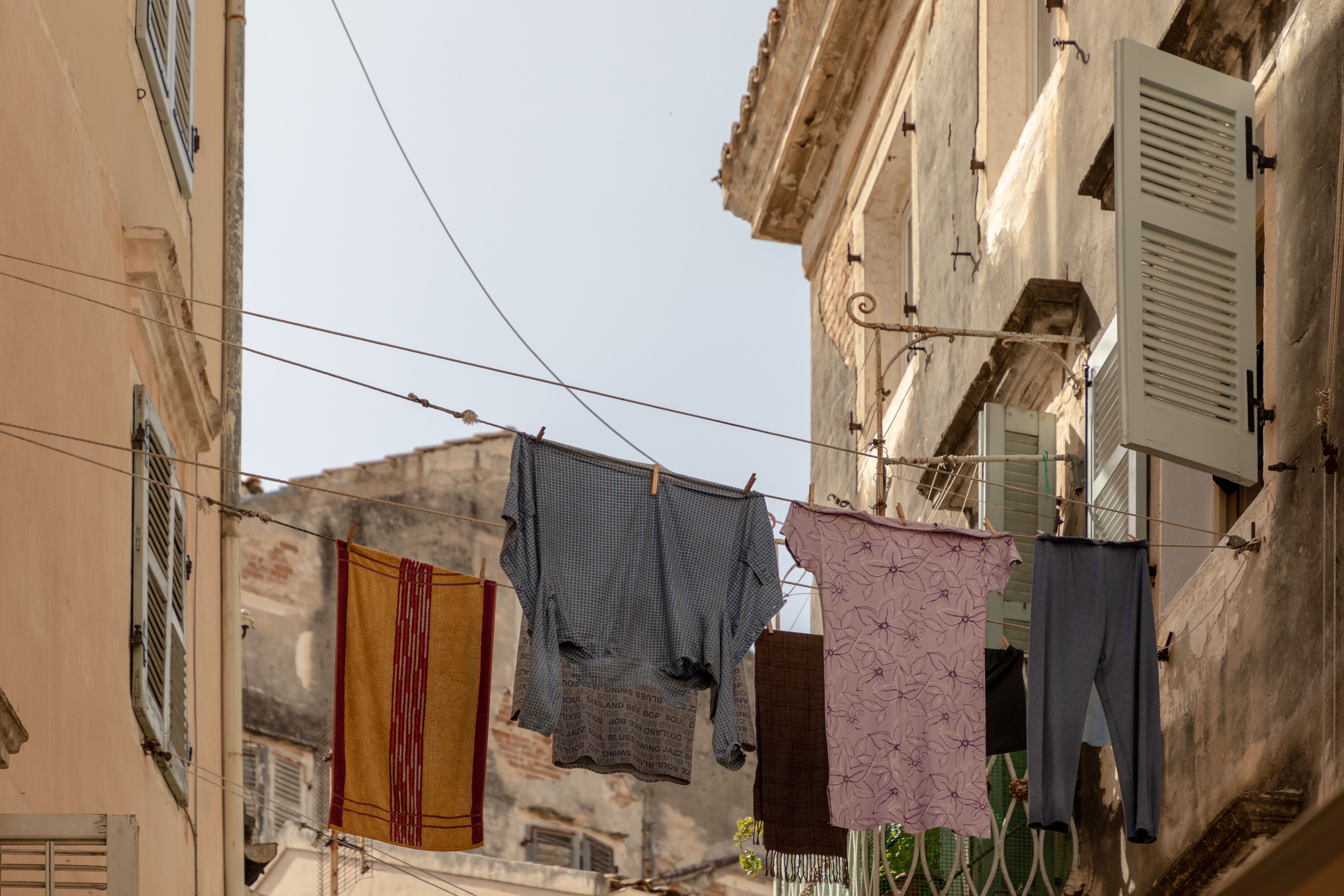
бельевая веревка
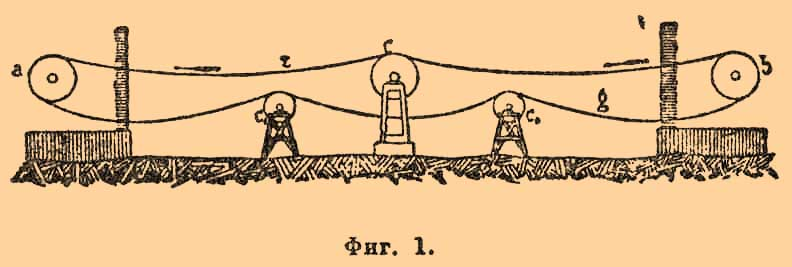
Канатная передача
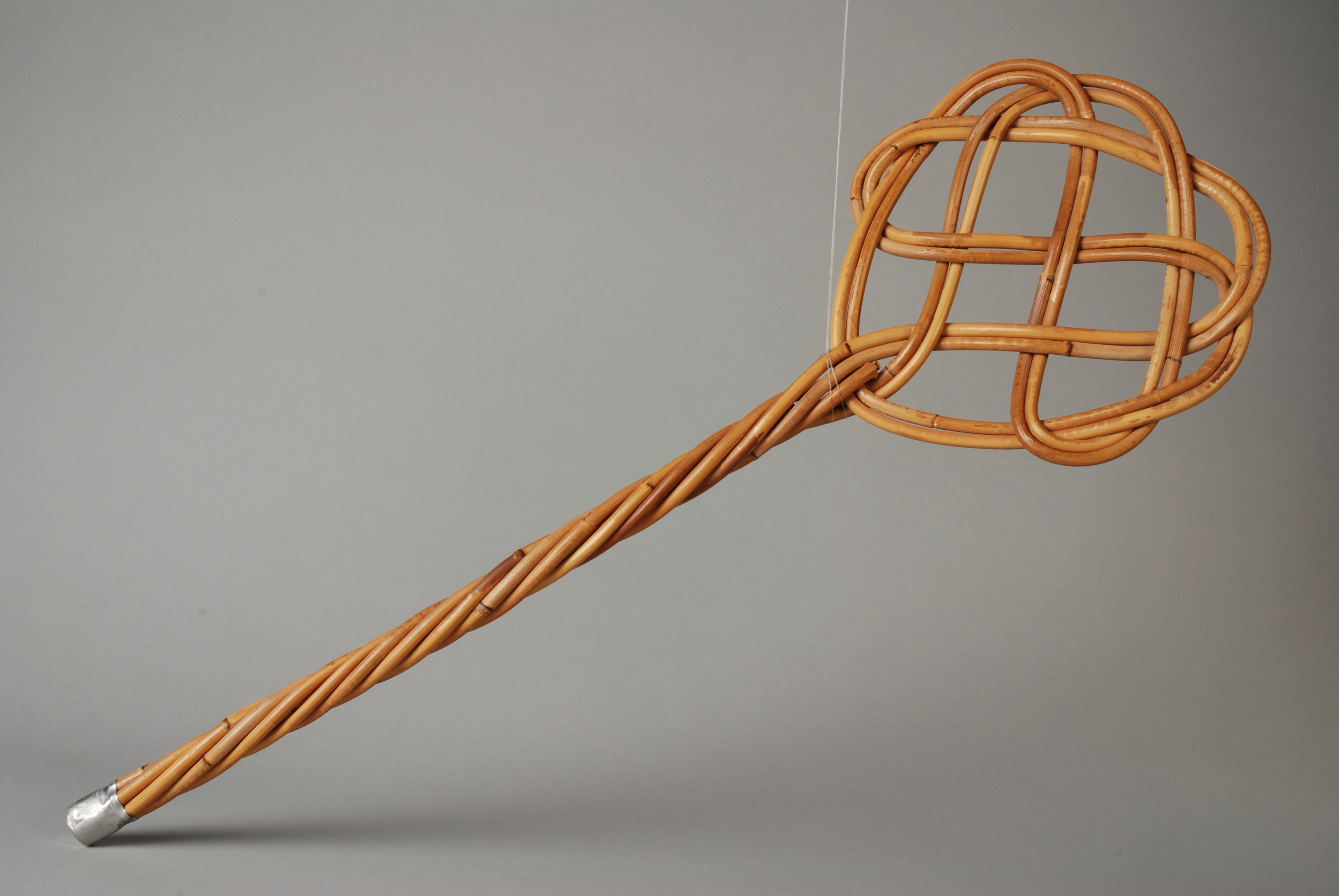
пятипрядный трос из ротанга в качестве ручки для выбивалки ковров 1930 - 1970
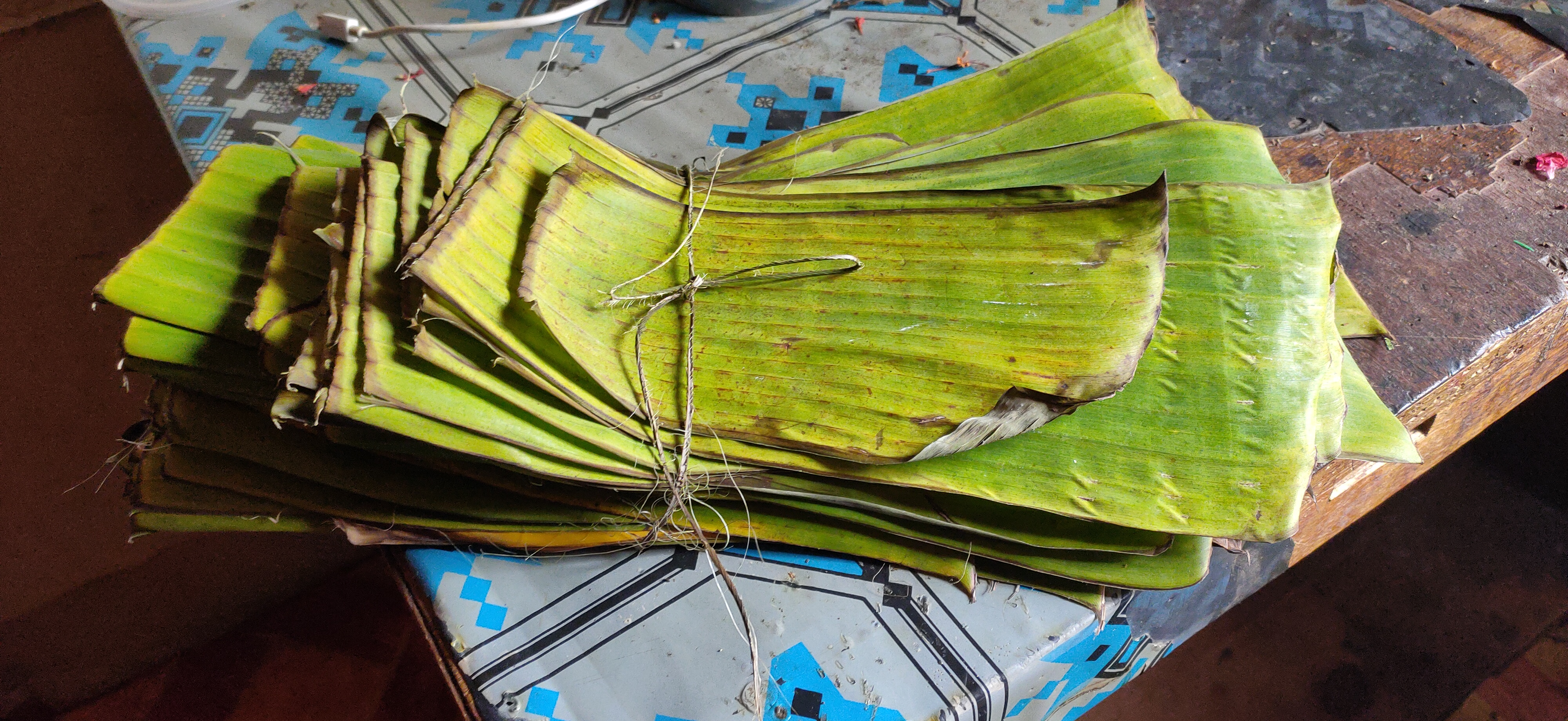
перевязка
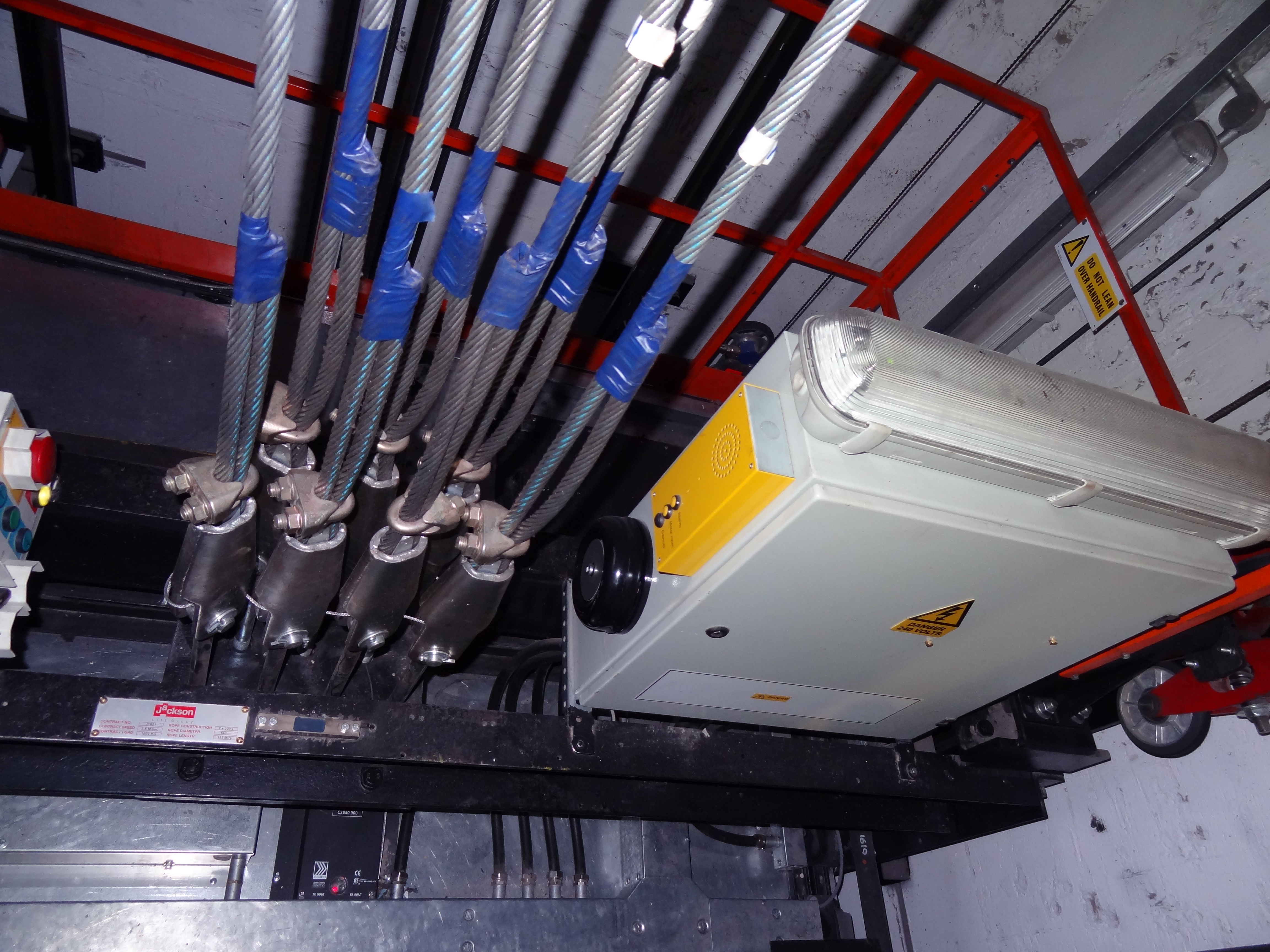
Канаты — один из наиболее ответственных элементов лифта. В соответствии с назначением в лифтах применяют подъемные канаты, на которых подвешивают кабину и противовес, канаты ограничителя скорости и уравновешивающие канаты
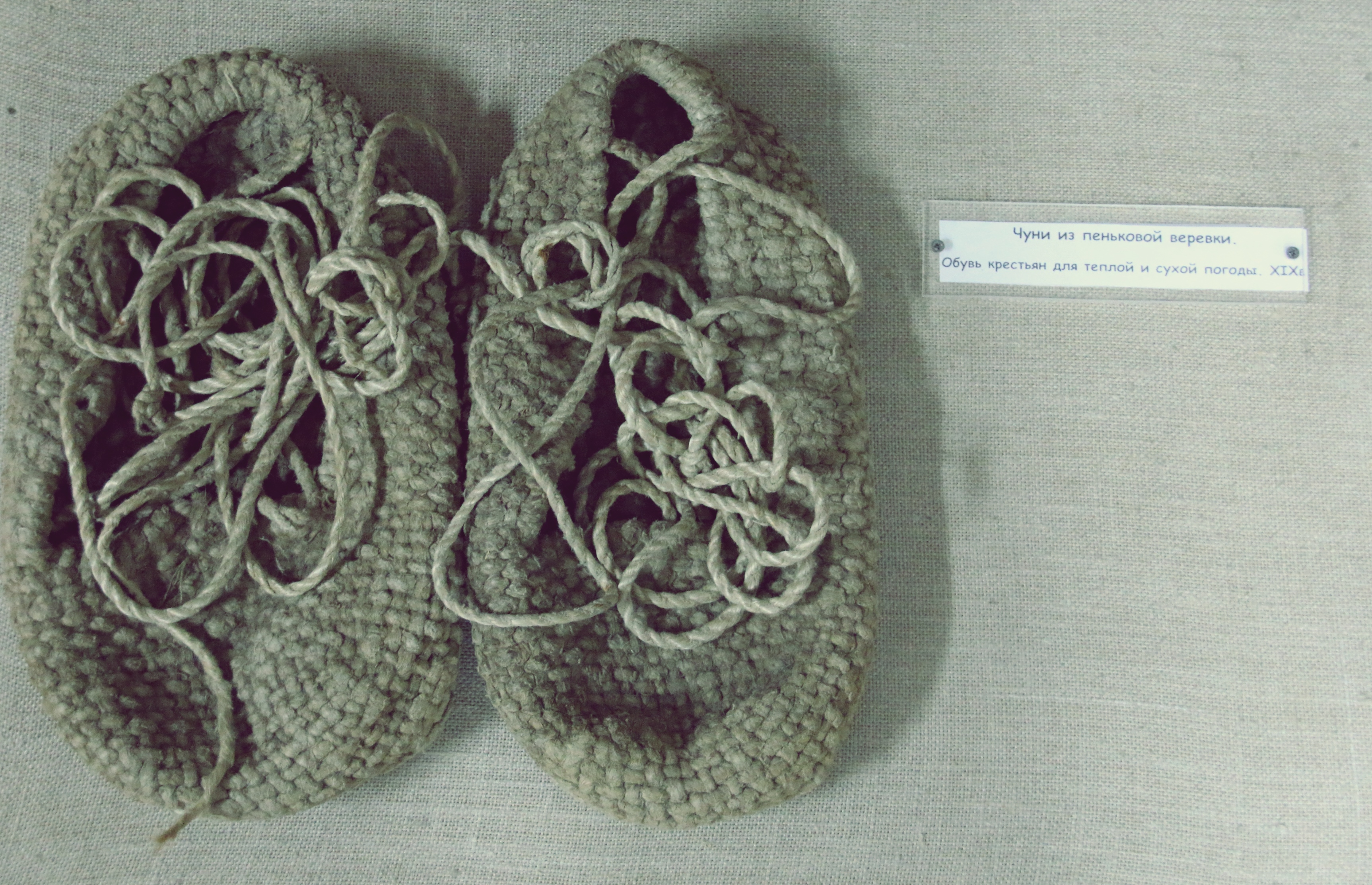
Лапти из пеньковых шнуров
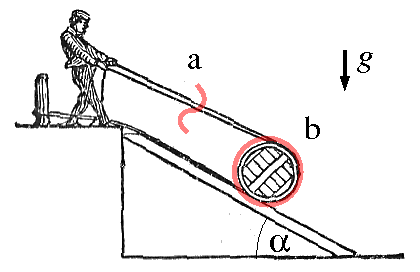
ручная лебедка
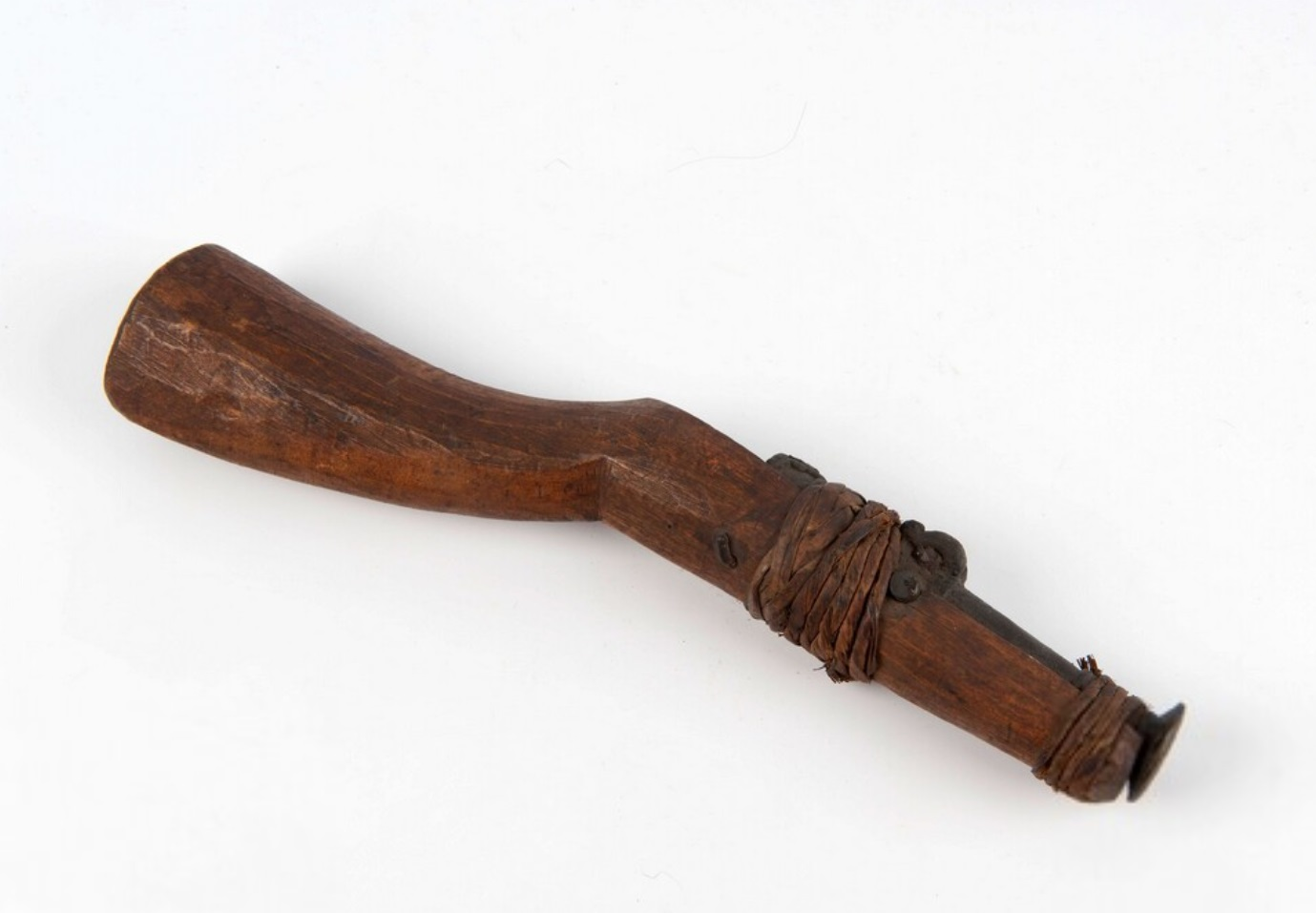
Медная пушка 1906 скреплённая ротанговым шнуром
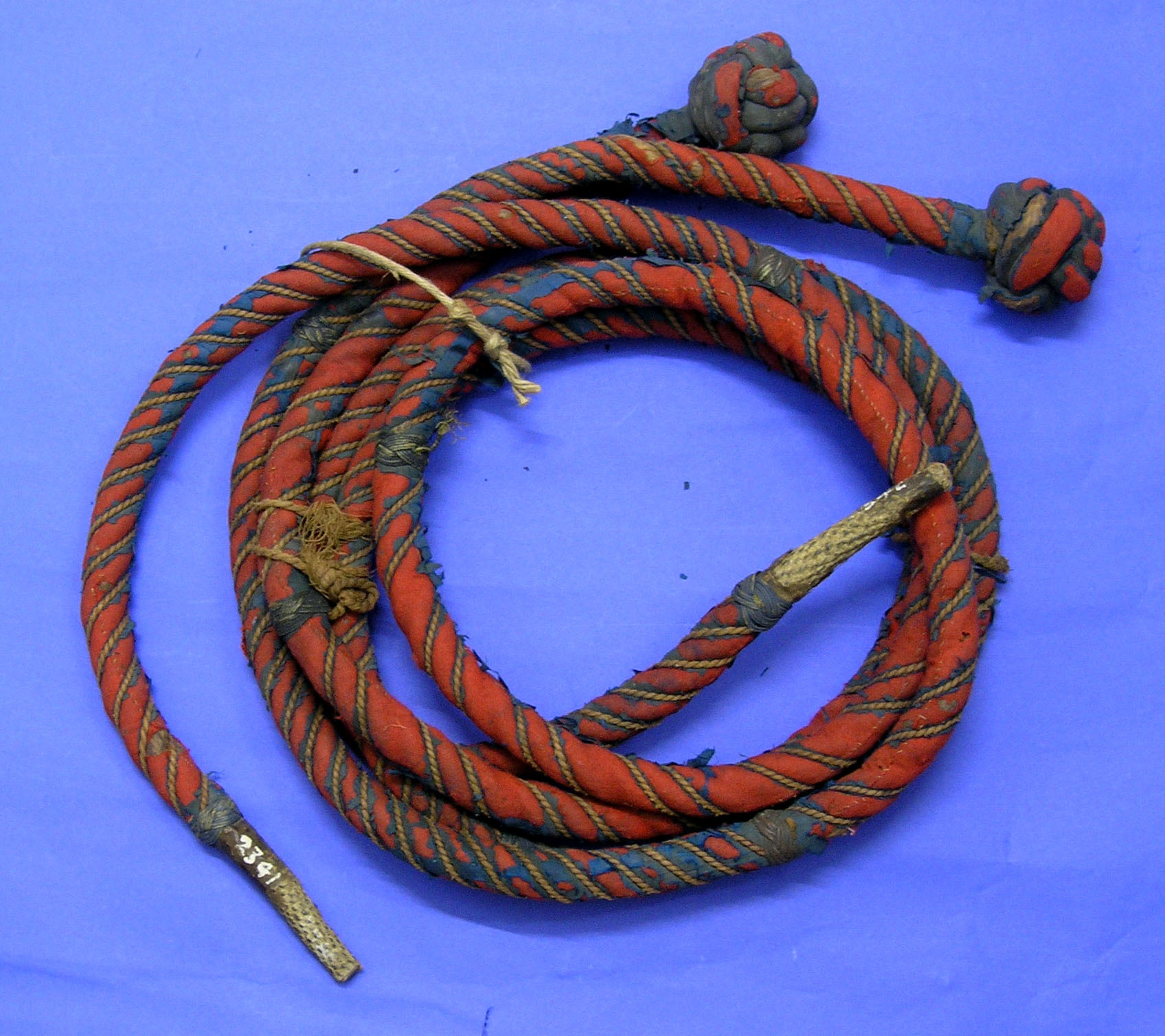
1869 Господин Дж. Ландер, помощник причалщика, был занят изготовлением пары канатов для людей, чтобы повесить их на лестницу, на которой высадится его королевское высочество. Он начал с того, что взял в качестве основы кусок обычной дюймовой манильской веревки, которую он обвязал синим шелком, сделав белые кончики и заплетя большой узел «турецкая голова» на конце. Следующий процесс, которому он подвергся, состоял в том, чтобы скрутить некоторое количество красного шелкового шнура в канавки исходного каната, и, наконец, он был отделан некоторым количеством узкого золотого кружева.

### Туризм
При наведении различных переправ, организации подъема или спуска по крутому склону.

### Монтаж
Для подъема груза небольшого веса применяют пенковые стропы, а тяжелых грузов стальные.
Канаты из органических волокон на монтажных работах применяют в основном в качестве оттяжек и расчалок. Канаты из синтетических волокон могут применяться и для оснастки полиспастных систем в особых случаях. Нагрузку на пеньковые канаты, которые уже были в употреблении, снижают на 20—40 % в зависимости от их состояния. Сращивать грузовые канаты запрещено.
Стальные проволочные канаты являются составным элементом различных грузоподъёмных и такелажных устройств, применяемых при монтажных работах. Их широко используют в качестве грузовых канатов полиспастов грузоподъёмных машин и приспособлений, для изготовления стропов, расчалок, оттяжек.
Стальными канатами пользуются при подъеме и перемещении тяжелых грузов, для оснастки грузоподъемных мачт, шевров, полиспастов, приспособлений, а также для изготовления стропов, вант, оттяжек и т. д. Значительное количество канатов расходуется на оснащение кранов, работающих в промышленности и на строительстве:7. Стальные канаты, бывшие в употреблении, необходимо тщательно осматривать, чтобы убедиться в отсутствии порванных проволок. Если в канате порвано более 10 % проволок, то его нельзя использовать для ответственных подъемов.
Пеньковые канаты применяют при монтаже технологического оборудования, трубопроводов и металлоконструкций только для вспомогательных целей, например, для подъема вручную через блоки мелких деталей и элементов конструкций, досок при устройстве подмостей. блоков и талей небольшой грузоподъемности, для оттяжек при подъеме груза:22.

## Поговорки
- Из песку веревки (не) вьют.[222] Получать прибыль, выгоду из чего-либо путём махинации[223]
- Таки просто из нас веревки вьет[224].
- Сколько веревку ни вить, а концу быть[225].
- Где конец веревки этой? — Нет его, отрубили![225].
- Веревка крепка с повивкой, а человек с помочью[226].
- Дал Бог руки, а веревки сам вей![227].